# الإمبراطورية البيزنطية
الْإِمبَراطُورِيَّةُ الْبِيزَنطِيَّةُ أو الْإِمبَراطُورِيَّةُ الرُّومَانِيَّةُ الشَّرْقِيَّةُ أو الرُّوم دولة مسيحية امتدّت من العصور القديمة المتأخرة وحتى نهاية العصور الوسطى وتمركزت في العاصمة القسطنطينية. عرفها سكانها وجيرانها باسم الإمبراطورية الرومانية (باليونانية: Βασιλεία Ῥωμαίων) أو رومانيا (باليونانية: Ῥωμανία)، وأُطلقَ على شعبها اسم الروم، وكانت استمرارًا مباشرًا للإمبراطورية الرومانية في الشرق وحافظت على تقاليد الحضارة الرومانية القديمة. نشأت الإمبراطورية البيزنطية نتيجة انقسام الإمبراطورية الرومانية، وفي حين سقطت الإمبراطورية الرومانية الغربية في القرن الخامس، استمرّت الدولة البيزنطية لأكثر من ألف سنة أخرى حتى سقطت بيد الدولة العثمانية عام 1453. خلال معظم وجودها كانت الإمبراطورية البيزنطية أكبر قوة اقتصادية وثقافية وعسكرية في أوروبا وأسست ثقافة وحضارة مزدهرة، وكانت القسطنطينية -حاضرة الإمبراطورية وعاصمتها- دُرَّة المدن المسيحية وعلى جانبٍ كبيرٍ من التنظيم والتنسيق والتطوُّر بمقاييس زمانها، كما كانت أكبر مدن العالم، ومخزنًا للتماثيل ومخطوطات العصر الكلاسيكي، ومركزًا رئيسيًا للمسيحية الشرقية، وحاضرةً للعلوم والفنون البيزنطية. لعبت العلوم البيزنطية دورًا هامًا في نقل المعارف الكلاسيكية للعالم الإسلامي، وأيضًا في نقل العلوم اليونانية الكلاسيكية والعربيَّة إلى عصر النهضة في إيطاليا.
ظهر مصطلح «الإمبراطورية البيزنطية» بعد اختفائها عن مسرح التاريخ العالمي، لقد أشار مواطنوها إلى دولتهم ببساطة على أنها «الإمبراطورية الرومانية» (باليونانية: Βασιλεία Ῥωμαίων) أو «رومانيا» (باليونانية: Ῥωμανία)، وأطلقوا على أنفسهم مصطلح «الرومان» (باليونانية البيزنطيَّة:Ῥωμαῖοι)، وهو مصطلح استمر اليونانيون في استخدامه عن أنفسهم في العصر العثماني، بينما أُطلقَ على سكان بيزنطة في العالم الإسلامي اسم «الروم»، وهي تسمية اتّخذتها طوائف مسيحية شرقية فيما بعد. ومع أن الدولة الرومانية استمرّت مع تقاليدها في القسم الشرقي من الإمبراطورية الرومانية، إلا أن المؤرخين المعاصرين يُميزون بيزنطة عن سابقتها روما القديمة لأنها تأسست في القسطنطينية، وتوجهت نحو الثقافة اليونانية بدلاً من الثقافة اللاتينية، وكان سكانها في الغالب يتحدثون اللغة اليونانية بدلًا من اللاتينية، وتميزت بالمسيحية الأرثوذكسية الشرقية.
بما أن التمييز بين الإمبراطورية الرومانية والإمبراطورية البيزنطية حديث إلى حد كبير، فليس من الممكن تحديد تاريخٍ للفصل بينهما، ولكن النقطة المهمة كانت نقل الإمبراطور قسطنطين العظيم العاصمة في 324/330 من نيقوميديا (في الأناضول) إلى بيزنطة على البوسفور والتي أصبحت تسمى القسطنطينية أي «مدينة قسطنطين» (أو «روما الجديدة» أحيانًا)، بالإضافة إلى إضفائه الشرعية على المسيحية.(1) وتُشير عدّة أحداث من القرن الرابع إلى القرن السادس إلى فترة الانتقال التي تباعد خلالها الشرق اليوناني عن الغرب اللاتيني. في عهد ثيودوسيوس الأول أصبحت المسيحية دين الدولة وحُظرَت الممارسات الدينية الأخرى، وقُسِّمت الإمبراطورية الرومانية أخيرًا في عام 395 بعد وفاة الإمبراطور ثيودوسيوس الأول (حكم 379-395) لذلك فهذا التاريخ مهم جدًا حيث يعتبر تاريخ بداية الإمبراطورية البيزنطية (أو الإمبراطورية الرومانية الشرقية) وفصلها تمامًا عن الغربية. بدأ الانتقال إلى التاريخ البيزنطي الخاص أخيرًا في عهد الإمبراطور هرقل (حكم 610-641)، عندما أسس هرقل على نحو فعال دولة جديدة بعد إصلاح الجيش والإدارة من خلال إنشاء البنود وتغيير اللغة الرسمية للإمبراطورية من اللاتينية إلى اليونانية.
عاشت الإمبراطورية البيزنطية أكثر من ألف سنة منذ القرن الرابع وحتى عام 1453. في عهد جستينيان الأول (حكم 527-565) وصلت الدولة إلى أقصى حد لها، بعد استعادة جزء كبير من ساحل البحر الأبيض المتوسط الغربي الذي كان رومانيًا تاريخيًا، والذي ضمّ شمال إفريقيا وإيطاليا وروما، واحتفظت به لمدة قرنين آخرين. خلال الجزء الأكبر من وجودها كانت بيزنطة واحدة من أقوى القوى الاقتصادية والثقافية والعسكرية في أوروبا حتى مع النكسات وفقدان الأراضي خصوصًا خلال الحروب الرومانية الفارسية والبيزنطية الإسلامية. خلال الفتوحات الإسلامية المبكرة في القرن السابع خسرت الإمبراطورية أغنى مقاطعاتها مصر وسوريا لصالح الخلافة الراشدة. تعافت الدولة تحت حكم السلالة المقدونية في القرنين العاشر والحادي عشر، وصعدت مرة أخرى لتصبح قوة بارزة في شرق البحر الأبيض المتوسط بحلول أواخر القرن العاشر لتنافس الخلافة الفاطمية؛ توسعت الإمبراطورية مرة أخرى وشهدت نهضة ثقافية وعلميَّة وأدبيََة وفنيَّة واقتصادية عُرفت بعصر النهضة المقدونية الذي دام قرنين، والذي انتهى بفقدان جزء كبير من الأناضول لصالح الأتراك السلاجقة بعد معركة ملاذكرد في عام 1071. فتحت هذه المعركة الطريق أمام الأتراك ليستقرّوا في الأناضول.
بحلول القرن الثاني عشر انتعشت الإمبراطورية خلال الترميم الكومنيني وهي حقبة شهدت فيها الدولة انتعاشًا عسكريًا وماليًا وإقليميًا، وكانت القسطنطينية أكبر مدينة في أوروبا وأغناها، وظلَّت في ذلك العهد المدينة الرائدة في العالم المسيحي من حيث الحجم والثراء والثقافة. واستعاد آل كومنين بعض الأرض وفرضوا هيمنتهم لمدة وجيزة في القرن الثاني عشر ولكن بعد وفاة الإمبراطور أندرونيكوس الأول كومنينوس (حكم 1183-1185) ونهاية سلالة الكومنينيين أواخرَ القرن الثاني عشر تراجعت الدولة مرة أخرى. تلقت الإمبراطورية ضربة قاتلة خلال الحملة الصليبية الرابعة، عندما حُوصرت القسطنطينية ونُهبت عام 1204، وقُسمت الأراضي التي حكمتها الإمبراطورية سابقًا إلى كيانات بيزنطية يونانية ولاتينية مُتنافسة. مع أنّ السلالة الباليولوجية استعادت القسطنطينية في نهاية المطاف عام 1261، ظلَّت بيزنطة واحدة فقط من بين عدة دول متنافسة في المنطقة على مدى السنوات المئتين الأخيرة من وجودها. ومع ذلك كانت هذه المدة الزمنية الأكثر إنتاجًا ثقافيًا في تاريخ الدولة. أدت الحروب المتعاقبة في القرن الرابع عشر إلى استنزاف المزيد من قوة الإمبراطورية، وفقدت معظم أراضيها المتبقية تدريجياً خلال الحروب البيزنطية العثمانية على مدى القرنين الرابع عشر والخامس عشر، وبلغت تلك الحروب ذروتها إثر استيلاء الدولة العثمانية على الأراضي المتبقية في القرن الخامس عشر مع سقوط القسطنطينية بيد العثمانيين عام 1453، ثم تعرضت إمبراطورية طرابزون للغزو بعد ثماني سنوات في حصار عام 1461. غزا العثمانيون إمارة ثيودورو وهي آخر الدول التي خلفت الدولة البيزنطية في عام 1475.
تركت الإمبراطورية البيزنطية بصمة طويلة الأمد على تاريخ وحضارة أوروبا والعالم، ويتفق المؤرخون على عدم إمكانية إنكار المساهمة البيزنطية في تشكيل أوروبا القروسطية، وعلى أن بيزنطة لعبت دورًا رئيسًا في تشكيل الكنيسة الأرثوذكسية الشرقية، والتي تحتل بدورها موقعًا مركزيًا في تاريخ ومجتمعات اليونان، ورومانيا وبلغاريا وروسيا وجورجيا، وصربيا ودولٍ أخرى. ولا يزال الإرث الطقسي والأدبي والمعماري (القديم والجديد) والموسيقي والفني والقانوني والثقافي البيزنطي ظاهراً وحيّاً في دول أوروبا الشرقيَّة والبلقان إلى جانب المجتمعات المسيحية في الشرق الأوسط.

## أصل التسمية
ظهرت تسمية الإمبراطورية بالبيزنطية في أوروبا الغربية في عام 1557 عندما نشر المؤرخ الألماني هيرونيموس فولف كتابه كوربوس هستوريا بيزنتيا وهو مجموعة من المصادر التاريخية. يأتي المصطلح من بيزنطة وهو اسم القسطنطينية قبل أن تصبح عاصمة قسطنطين العظيم. نادرًا ما استخدم هذا الاسم من تلك الفترة فصاعدًا إلا في السياقات التاريخية أو الشعرية. أشاع نشر بيزنتين دو لوفر (كوربوس سكريبتوروم هستوريا بيزنتيا) عام 1648 ونشر شارل دو كانج كتابه هستوريا بيزنتينا استخدام مفردة بيزنطي بين المؤلفين الفرنسيين مثل مونتسكيو. اختفى المصطلح حتى القرن التاسع عشر عندما استخدم على نطاق واسع في العالم الغربي. قبل هذا الوقت كانت تستخدم تسمية اليونانية للدلالة على الإمبراطورية وأحفادها في إطار الدولة العثمانية.
عُرفت الإمبراطورية البيزنطية لسكانها باسم الإمبراطورية الرومانية أو إمبراطورية الرومان (باللاتينية: Imperium Romanum أو Imperium Romanorum) (باليونانية: Βασιλεία τῶν Ῥωμαίων أو Ἀρχὴ τῶν Ῥωμαίων) أو رومانيا(2) (باللاتينية: Romania) (باليونانية: Ῥωμανία) أو الجمهورية الرومانية (باللاتينية: Res Publica Romana) (باليونانية: Πολιτεία τῶν Ῥωμαίων) أو غريكيا (باليونانية: Γραικία) وأيضًا رومايس (باليونانية: Ῥωμαΐς). ومع أن سكان الإمبراطورية البيزنطية كانوا متعددي الأعراق خلال معظم تاريخها، إلا أنها حافظت على التقاليد الرومانية الهيلينستية، وعرفها معاصروها الغربيون والشماليون بعنصرها اليوناني السائد. استُخدم أحيانًا لقب إمبراطورية اليونان (باللاتينية: Imperium Graecorum) في الغرب للإشارة إلى الإمبراطورية الرومانية الشرقية، وسُمِّيَ الإمبراطور البيزنطي إمبراطور اليونان (باللاتينية: Imperator Graecorum) وذلك لتمييزها عن الإمبراطورية الرومانية المقدسة في الغرب، والتي ادعت أنها استمرار للإمبراطورية الرومانية القديمة. خضعت سلطة الإمبراطور البيزنطي كوريث شرعي للإمبراطور الروماني للتحدي عندما توّج البابا ليون الثالث شارلمان إمبراطورًا رومانيًا مقدسًا في العام 800. إذ احتاج البابا ليون الثالث لدعم شارلمان في نزاعه ضد أعدائه في روما، فاستغل ليون غياب وريث ذكر لعرش روما حينها ليعلن شغوره وذلك مكنه من تتويج إمبراطور جديد بنفسه. عندما كان الباباوات أو حكام الغرب يشيرون للأباطرة الرومان الشرقيين فإنهم يستخدمون إمبراطور رومانيا (باللاتينية: Imperator Romaniæ) بدلًا من إمبراطور الرومان (باللاتينية: Imperator Romanorum) وهو اللقب الذي احتفظ به شارلمان وخلفاؤه.
لم يوجد مثل هذا التمييز في العوالم الإسلامية والفارسية والسلافية، فقد اعتُبرت الإمبراطورية استمرارًا للإمبراطورية الرومانية. في العالم الإسلامي أطلق عليهم اسم الروم. وقد اتّخذت تسمية «الروم» أيضًا الطوائف المسيحية الشرقية التي تتبع الطقس البيزنطي.
في الأدبيات التاريخية الحديثة عادة ما تسمى الإمبراطورية بالإمبراطورية الرومانية الشرقية في سياق الفترة 395-610، أي قبل عهد الإمبراطور هرقل الذي غير اللغة الرسمية من اللاتينية إلى اللغة اليونانية (وهي لغة أغلبية السكان). في السياقات بعد عام 610 يستخدم مصطلح الإمبراطورية البيزنطية بصورة أكبر.

## التاريخ

### التاريخ المبكر للإمبراطورية الرومانية

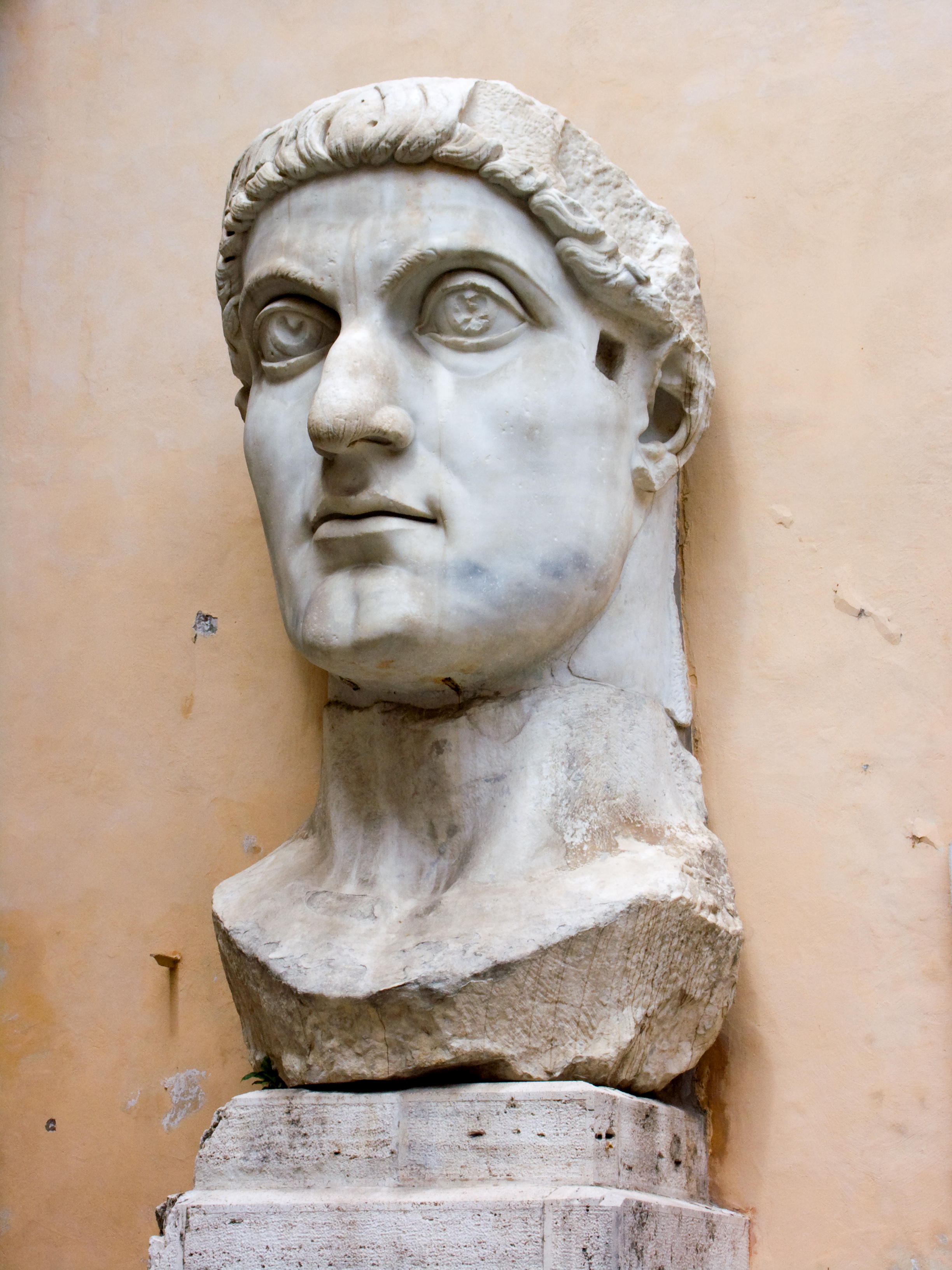
كان قسطنطين العظيم أول إمبراطور روماني يعتنق المسيحية، كما نقل مقر الإمبراطورية إلى بيزنطة التي سُمّيت لاحقًا بالقسطنطينية تكريمًا له.

نجح الجيش الروماني في احتلال العديد من المناطق التي تغطي منطقة البحر الأبيض المتوسط والمناطق الساحلية في جنوب غرب أوروبا وشمال إفريقيا. كانت هذه الأراضي موطنًا للعديد من المجموعات الثقافية المختلفة، سواءً سكان الحضر أو سكان الريف. بوجهٍ عام كانت مقاطعات شرق البحر الأبيض المتوسط أكثر تحضرًا من المقاطعات الغربية، بعد أن وُحّدت في السابق تحت حكم الإمبراطورية المقدونية وتَهلْيَنت بتأثير الثقافة اليونانية.
عانى الغرب أيضًا بدرجة أكبر من عدم الاستقرار في القرن الثالث. استمر هذا التمييز بين الشرق الهليني الراسخ والغرب اللاتيني الأصغر، وأصبح ذا أهمية متزايدة في القرون اللاحقة، مما أدى إلى اغتراب تدريجي للعالمين.
حدث مثال مبكر لتقسيم الإمبراطورية إلى الشرق والغرب في عام 293 عندما أنشأ الإمبراطور ديوكلتيانوس نظامًا إداريًا جديدًا (الحكم الرباعي) لضمان الأمن في جميع المناطق المهددة بالزوال في إمبراطوريته. لقد ارتبط بإمبراطور مشارك (أغسطس)، ثم تبنى كل إمبراطور مشارك زميلًا شابًا يحمل لقب قيصر ليشاركه في حكمه وفي النهاية يخلف الشريك الأكبر. كان كل حاكم رباعي مسؤولًا عن جزء من الإمبراطورية. انهار النظام الرباعي، ومع ذلك في عام 313 -بعد بضع سنوات- أعاد قسطنطين الأول توحيد التقسيمين الإداريين للإمبراطورية باسم أغسطس الوحيد.

### تنصير الإمبراطورية وتقسيمها

بعد وفاة ثيودوسيوس الأول عام 395 انقسمت الإمبراطورية مرة أخرى. تفكك الغرب في أواخر القرن الرابع الميلادي بينما انتهى الشرق بسقوط القسطنطينية عام 1453.
الإمبراطورية الرومانية الغربية
الإمبراطورية الرومانية الشرقية / الإمبراطورية البيزنطية

في عام 330 نقل قسطنطين مقر الإمبراطورية إلى القسطنطينية التي أسسها باعتبارها روما الثانية في موقع مدينة بيزنطة الاستراتيجي على طرق التجارة بين أوروبا وآسيا وبين البحر الأبيض المتوسط والبحر الأسود. أدخل قسطنطين تغييرات مهمة على المؤسسات العسكرية والنقدية والمدنية والدينية للإمبراطورية. وفيما يتعلق بسياساته الاقتصادية اتهمه بعض العلماء بـ«الضلال الطائش»، لكن الصوليدوس الذهبي الذي أدخله غدا عملة مستقرة غيّرت الاقتصاد وعززت التنمية.
في عهد قسطنطين لم تصبح المسيحية الدين الحصري للدولة، ولكنها تمتعت بتفضيل إمبراطوري لأنه دعمها بامتيازات سخية. أسس قسطنطين المبدأ القائل بأن الأباطرة لا يستطيعون تسوية مسائل العقيدة بأنفسهم ولكن عليهم بدلًا من ذلك استدعاء المجامع المسكونية لهذا الغرض، ويشير عقده لكل من مجمع آرل المسكوني ومجمع نيقية الأول إلى اهتمامه بوحدة الكنيسة وإظهار ادعائه بأنه رأسها. توقف صعود المسيحية لفترة وجيزة عند تولي الإمبراطور يوليان عام 361، والذي بذل جهدًا دؤوبًا لاستعادة تعدد الآلهة في جميع أنحاء الإمبراطورية، لذا أطلقت عليه الكنيسة اسم «يوليان المرتد». ولكنْ انقلب الأمر عندما قُتل يوليان في معركة عام 363.

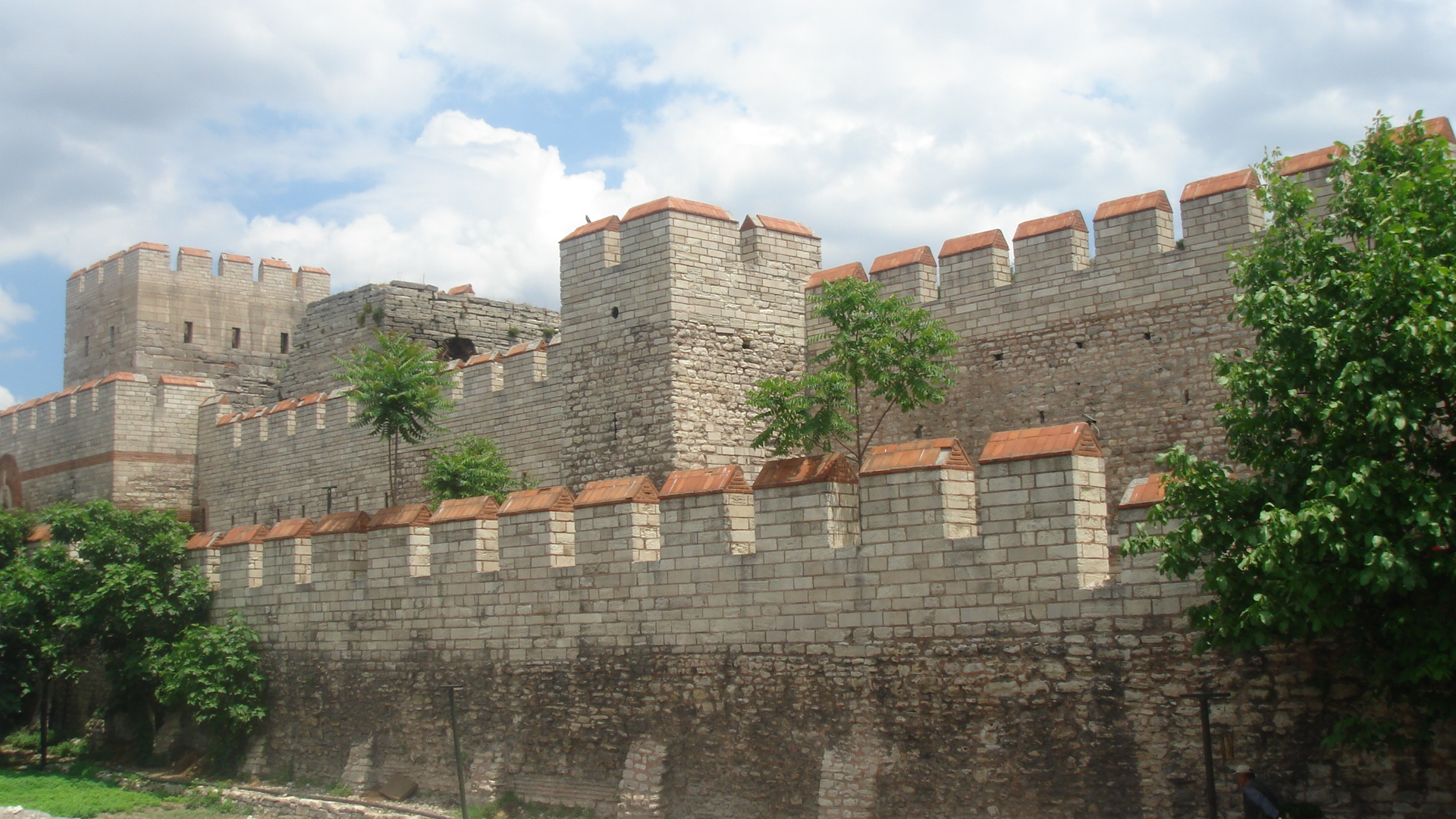
قسم مرمم من أسوار القسطنطينية.

كان ثيودوسيوس الأول (379-395) آخر إمبراطور يحكم كلًا من الشطرين الشرقي والغربي للإمبراطورية. في عامي 391 و392 أصدر سلسلة من المراسيم تحظر بصفة أساسية الديانة الوثنية. حُظرَت الأعياد والتضحيات الوثنية، وكذلك الوصول إلى جميع المعابد الوثنية ودور العبادة. ويُعتقد أن الألعاب الأولمبية الأخيرة قد أُقيمت عامَ 393. عام 395 ترك ثيودوسيوس الأول المنصب الإمبراطوري بطريقة مشتركة لأبنائه؛ آركاديوس في الشرق وهونوريوس في الغرب، ومرة أخرى قسم الإدارة الإمبراطورية. في القرن الخامس نجا الجزء الشرقي من الإمبراطورية إلى حد كبير من الصعوبات التي واجهها الغرب، ويرجع ذلك جزئيًا إلى ثقافة حضرية أكثر رسوخًا وموارد مالية أكبر، مما سمح له بإرضاء الغزاة بالترفيد ودفع أجور المرتزقة الأجانب. سمح هذا النجاح لثيودوسيوس الثاني بالتركيز على تدوين القانون الروماني مع مخطوطة ثيودوسيانوس وزيادة تحصين أسوار القسطنطينية، مما جعل المدينة منيعة ضد معظم الهجمات حتى عام 1204.
كان على ثيودوسيوس الثاني دفع جزية سنوية هائلة لأتيلا لدرء خطر الهون. رفض خليفته مرقيان الاستمرار في دفع الجزية، لكن أتيلا كان قد حوَّل انتباهه بالفعل إلى الإمبراطورية الرومانية الغربية. بعد وفاة أتيلا عام 453 انهارت إمبراطورية الهون. فيما بعد كثيرًا ما وُظِّفَ العديد من الهون المتبقين مرتزقةً لدى القسطنطينية.
انعقد عام 451 مجمع خلقيدونية، وعلى إثره حدث انقسام بين المسيحيين حيث انفصلت الكنائس المشرقية الرافضة للمجمع عن الشراكة مع الكنيستين البيزنطية والرومانية اللتين اتّبعتا المذهب الخلقيدوني، وأصبحت تلك الكنائس تُعرف بالكنائس الأرثوذكسية المشرقية أو الميافيزية، كما أقرّ المجمع قانونًا بالمساواة بين كرسي روما وكرسي القسطنطينية، وهو ما أثار اعتراض الرومان في الغرب. صدّق الإمبراطور مرقيان على قرارت المجمع، وأمر بنفي أوطاخي وبابا الكنيسة القبطية ديوسقورس الأول لمعارضتهما إياه.

### خسارة الإمبراطورية الرومانية الغربية
بعد موت أتيلا تمتعت الإمبراطورية الشرقية بفترة من السلام، بينما استمرت الإمبراطورية الغربية في التدهور بسبب توسع هجرة وغزوات البرابرة، وعلى الأخص الأمم الجرمانية. عادةً ما يرجع تاريخ نهاية الغرب إلى عام 476 عندما أطاح القائد الفيوديراتي الجرماني الشرقي الروماني أودواكر بالإمبراطور الغربي رومولوس أوغستولوس بعد عام من اغتصاب الأخير المنصب من يوليوس نيبوس.
في عام 480 مع وفاة يوليوس نيبوس أصبح الإمبراطور الشرقي زينون المطالب الوحيد بعرش الإمبراطورية. كان أودواكر حينها حاكم إيطاليا، وكان اسميًا يتبع لزينون ولكنه تصرف باستقلالية كاملة، وفي النهاية قدم الدعم للتمرد ضد الإمبراطور.
تفاوض زينون مع القوط الشرقيين الغزاة الذين استقروا في مويسيا، وأقنع الملك القوطي ثيودوريك بالرحيل إلى إيطاليا بصفته قائدًا عسكريًا في إيطاليا («القائد العام لإيطاليا») لإزاحة أودواكر. كانت نتيجة حث ثيودوريك على غزو إيطاليا أنْ خلّص زينون الإمبراطوريةَ الشرقيةَ من مرؤوسٍ عنيدٍ (أودواكر) ونقل غازياً آخر (ثيودوريك) بعيدًا عن قلب الإمبراطورية. بعد هزيمة أودواكر عام 493 حكم ثيودوريك إيطاليا بحكم الأمر الواقع، مع أن الأباطرة الشرقيين لم يعترفوا به على أنه ملك روما.
في عام 491 أصبح أناستاسيوس الأول -وهو ضابط مدني كبير السن من أصل روماني- إمبراطورًا، ولكن لم يأتِ عام 497 حتى اتخذت قوات الإمبراطور الجديد بدرجة فعالة مقياس المقاومة الإيساورية. أظهر أناستاسيوس نفسه مصلحًا نشيطًا ومسؤولًا قديرًا، وقدم نظامًا جديدًا لعملة الفلس النحاسية، العملة المستخدمة في معظم المعاملات اليومية. كما أصلح النظام الضريبي وألغى ضريبة الكريسارجيرون بصفة دائمة. واحتوت خزينة الدولة على مبلغ هائل قدره 320,000 رطل (150,000 كجم) من الذهب عندما توفي عام 518.

### السلالة الجستينية
أسّس جستين الأول السلالة الجستينية مع أنه كان أمّيًا، وارتقى بواسطة الجيش ليصبح إمبراطورًا في عام 518. وخلفه ابن أخيه جستينيان الأول عام 527، والذي ربما يكون مارس بالفعل سيطرةً فعالةً خلال فترة حكم جستين. وباعتباره من أهم الشخصيات في العصور القديمة المتأخرة وربما آخر إمبراطور روماني يتحدث اللاتينية لغةً أولى، يشكل حكم جستينيان حقبةً مميزةً تميزت بالطموح -ولكن جزئيًا فقط- لتجديد الإمبراطورية، أو «استعادة الإمبراطورية». وكانت زوجته ثيودورا مؤثرة بوجهٍ خاص.
عام 529 عيّن جستنيان لجنة من عشرة رجال برئاسة يوحنا الكبادوكي لمراجعة القانون الروماني وإنشاء تدوين جديد للقوانين ومقتطفات الفقهاء عُرفَ باسم «قانون جستنيان». في عام 534 حُدّثَ الدستور إلى جانب التشريعات التي أصدرها جستينيان بعد عام 534، والتي شكّلت نظام القانون المستخدم في معظم الفترة المتبقية من العصر البيزنطي. يشكل قانون جستينيان أساس القوانين المدنية للعديد من الدول الحديثة. عام 532 -وفي محاولة لتأمين حدوده الشرقية- وقّع جستينيان معاهدة سلام مع كسرى الأول الساساني من بلاد فارس، ووافق على دفع جزية سنوية كبيرة للساسانيين. في العام نفسه نجا من ثورة في القسطنطينية (تمرد نيكا)، والتي عززت سلطته لكنها انتهت بمقتل ما بين 30,000 إلى 35,000 من مثيري الشغب بناءً على أوامره. بدأت الفتوحات الغربية عام 533 عندما أرسل جستينيان قائد جيوشه بيليساريوس لاستعادة مقاطعة أفريكا السابقة من الوندال الذين كانوا يسيطرون عليها منذ عام 429 وعاصمتهم قرطاج. جاء نجاحهم بسهولة مدهشة، ولكن لم تخضع القبائل المحلية الرئيسية حتى عام 548.

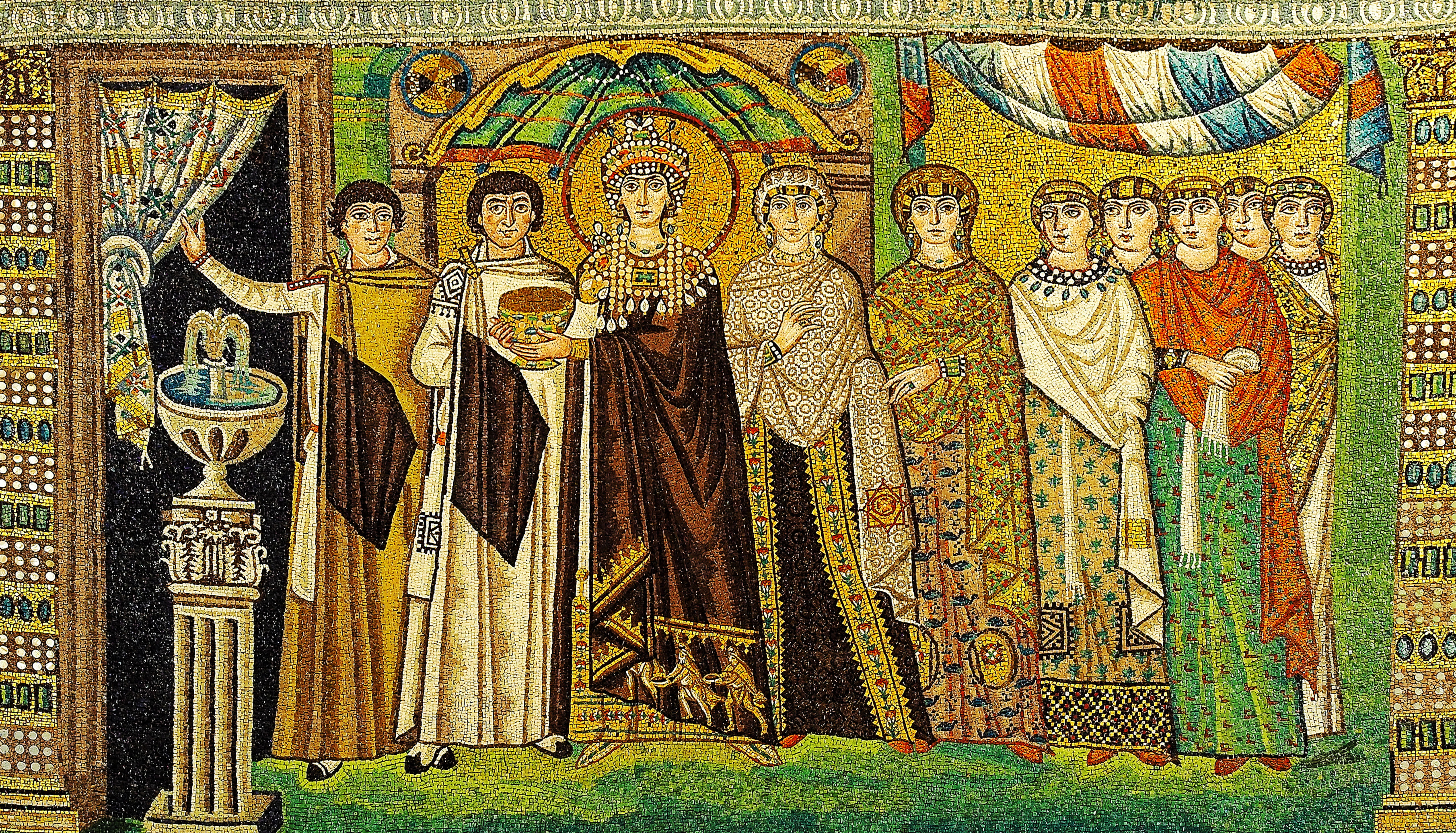
الإمبراطورة ثيودورا والحاضرين (فسيفساء من كنيسة القديس فيتالي، (القرن السادس).

عام 535 لاقت بعثة بيزنطية صغيرة إلى صقلية نجاحًا سهلاً، لكن سرعان ما شدد القوط من مقاومتهم، ولم يتحقق النصر حتى عام 540 عندما استولى بيليساريوس على رافينا بعد حصار ناجح لنابولي وروما. في 535-536 أرسل ملك القوط الشرقيين ثيوداهاد البابا أغابيتس الأول إلى القسطنطينية طالبًا سحب القوات البيزنطية من صقلية، ودالماتيا، وإيطاليا. مع أن أغابيتس فشل في مهمته بتوقيع اتفاق سلام مع جستينيان، لكنه نجح في خلع بطريرك القسطنطينية الميافيزي أنثيموس الأول حتى مع دعم الإمبراطورة ثيودورا له وحمايتها.
استولى القوط الشرقيون على روما عام 546. استُدعيَ بيليساريوس -الذي كان أُعيد إلى إيطاليا عام 544- في النهاية إلى القسطنطينية عام 549. كان وصول المخصي الأرمني نارسيس إلى إيطاليا (أواخر 551) بجيش بيزنطي قوامه 35000 رجلٍ بمنزلة تحول آخر في النجاحات القوطية. هُزم توتيلا في معركة تاجيناي وخلفه تيا الذي هُزم أيضًا في معركة مونس لاكتاريوس (أكتوبر 552). ومع أن المقاومة استمرّت من قبل عددٍ قليلٍ من الحاميات القوطية ووقوع غزوين لاحقين من الفرنجة
والألامانيين إلا أن الحرب على شبه الجزيرة الإيطالية كانت في نهايتها. في عام 551 سعى أثاناغيلد -وهو نبيل من القوط الغربيين في هسبانيا- لمساعدة جستينيان في تمرد ضد الملك، وأرسل الإمبراطور قوة بقيادة ليبيريوس وهو قائد عسكري ناجح. احتفظت الإمبراطورية بجزء صغير من ساحل شبه الجزيرة الإيبيرية حتى عهد هرقل (حكم 610-641).

يظهر التوسع البيزنطي في عهد جستنيان باللون البنفسجي.

في الشرق استمرت الحروب الرومانية الفارسية حتى عام 561 عندما اتفق مبعوثا جستينيان وكسرى الأول على سلام لمدة 50 عامًا. بحلول منتصف عقد الخمسينات حقق جستنيان انتصارات في معظم مسارح العمليات باستثناء منطقة البلقان التي تعرضت لغارات متكررة من السلاف والغبيديين. أُعيد توطين قبائل الصرب والكروات لاحقًا في شمال غرب البلقان في عهد هرقل. طلب جستينيان من بيليساريوس أن يخرج عن تقاعده، وهزم تهديد الهون الجديد. أدى تعزيز أسطول نهر الدانوب إلى انسحاب الكوتريغور الهون ووافقوا على معاهدة تسمح بمرور آمن عبر نهر الدانوب.
مع أن الدولة قمعت تعدد الآلهة منذ عهد قسطنطين -في القرن الرابع- على الأقل، إلا أن الثقافة اليونانية الرومانية التقليدية كانت لا تزال مؤثرة في الإمبراطورية الشرقية في القرن السادس. بدأت الفلسفة الهلنستية بالاندماج تدريجيًا في الفلسفة المسيحية الأحدث. اعتمد الفلاسفة مثل يوحنا النحوي على الأفكار الأفلاطونية الحديثة بالإضافة إلى الفكر المسيحي والتجريبية. أغلق جستنيان الأكاديمية الأفلاطونية الحديثة بسبب الوثنية النشطة لأساتذتها عامَ 529. استمرت المدارس الأخرى في القسطنطينية وأنطاكية والإسكندرية، والتي كانت المراكز الثقافية لإمبراطورية جستينيان. كانت الترانيم التي كتبها رومانوس الملحن بمنزلة علامة على تطور القداس الإلهي، في حين عمل المهندسان المعماريان إيسيدور الملاطي وأنتيميوس الترالسي على استكمال كنيسة الحكمة الإلهية الجديدة آيا صوفيا، والتي صُمّمت لتحل محل كنيسة قديمة دمرت خلال تمرد نيكا. انتهى بناء آيا صوفيا عام 537، وهي اليوم أحد المعالم الأثرية الرئيسية في تاريخ العمارة البيزنطية. خلال القرنين السادس والسابع ضربت الإمبراطورية سلسلة من الأوبئة دمرت معيشة السكان بدرجة كبيرة وساهمت في تدهور اقتصادي كبير وإضعاف الإمبراطورية. بُنيت حمامات عامة كبيرة في المراكز البيزنطية مثل القسطنطينية وأنطاكية.

بُنيت آيا صوفيا في عام 537 في عهد جستينيان. أضافت الدولة العثمانية المآذن في القرنين الخامس عشر والسادس عشر.

ولأكثر من 900 عام كانت آيا صوفيا أهم مبنىً في العالم المسيحي الشرقي؛ ومقر البطريرك الأرثوذكسي نظير البابا الروماني الكاثوليكي، وكذلك الكنيسة المركزية للأباطرة البيزنطيين، ويقول المؤرخ روجر كراولي عن آيا صوفيا: «لخصت كل ما كان عليه الدين الأرثوذكسي.. بالنسبة لليونانيين، كانت ترمز إلى مركز عالمهم. كان هيكلها ذاته صورة مصغرة من السماء، استعارة للأسرار الإلهية للمسيحية الأرثوذكسية». وقال أيضًا: «كانت آيا صوفيا هي الكنيسة الأم، فهي ترمز إلى أبدية القسطنطينية والإمبراطورية». بعد وفاة جستينيان عام 565 رفض خليفته جستين الثاني دفع الجزية الكبيرة للفرس. في غضون ذلك غزا اللومبارديون الجرمانيون إيطاليا. بحلول نهاية القرن كان ثلث إيطاليا فقط في أيدي البيزنطيين. اختار خليفة جستين تيبريوس الثاني بين أعدائه حيث منح إعانات للآفار أثناء بدئه عملًا عسكريًا ضد الفرس. قاد موريكيوس قائد جيوش الإمبراطور تيبيريوس حملةً فعالةً على الحدود الشرقية، إلا أن الأتاوات فشلت في كبح جماح الآفار. استولى على قلعة سيرميوم في البلقان في عام 582 بينما بدأ السلاف في غزوات عبر نهر الدانوب.
تدخل موريكيوس -الذي خلف تيبريوس- في الوقت نفسه في حرب أهلية فارسية، وأعاد كسرى الثاني الشرعي إلى العرش، وتزوج ابنته. وسّعت معاهدة موريكيوس مع صهره الجديد أراضي الإمبراطورية إلى الشرق وسمحت للإمبراطور النشط بالتركيز على البلقان. بحلول عام 602 دفعت سلسلة من الحملات البيزنطية الناجحة الآفار والسلاف عبر نهر الدانوب. ومع ذلك أدى رفض موريكيوس افتداء عدة آلاف من الأسرى ممن أسرهم الآفار، وإبقائه القوات في الشتاء على نهر الدانوب إلى انخفاض شعبيته. فاندلعت ثورة بقيادة ضابط يدعى فوقاس عاد بالجيش إلى القسطنطينية. قُتل موريكيوس وعائلته أثناء محاولتهم الهرب.

### تقلص الحدود

#### السلالة الهرقلية المبكرة

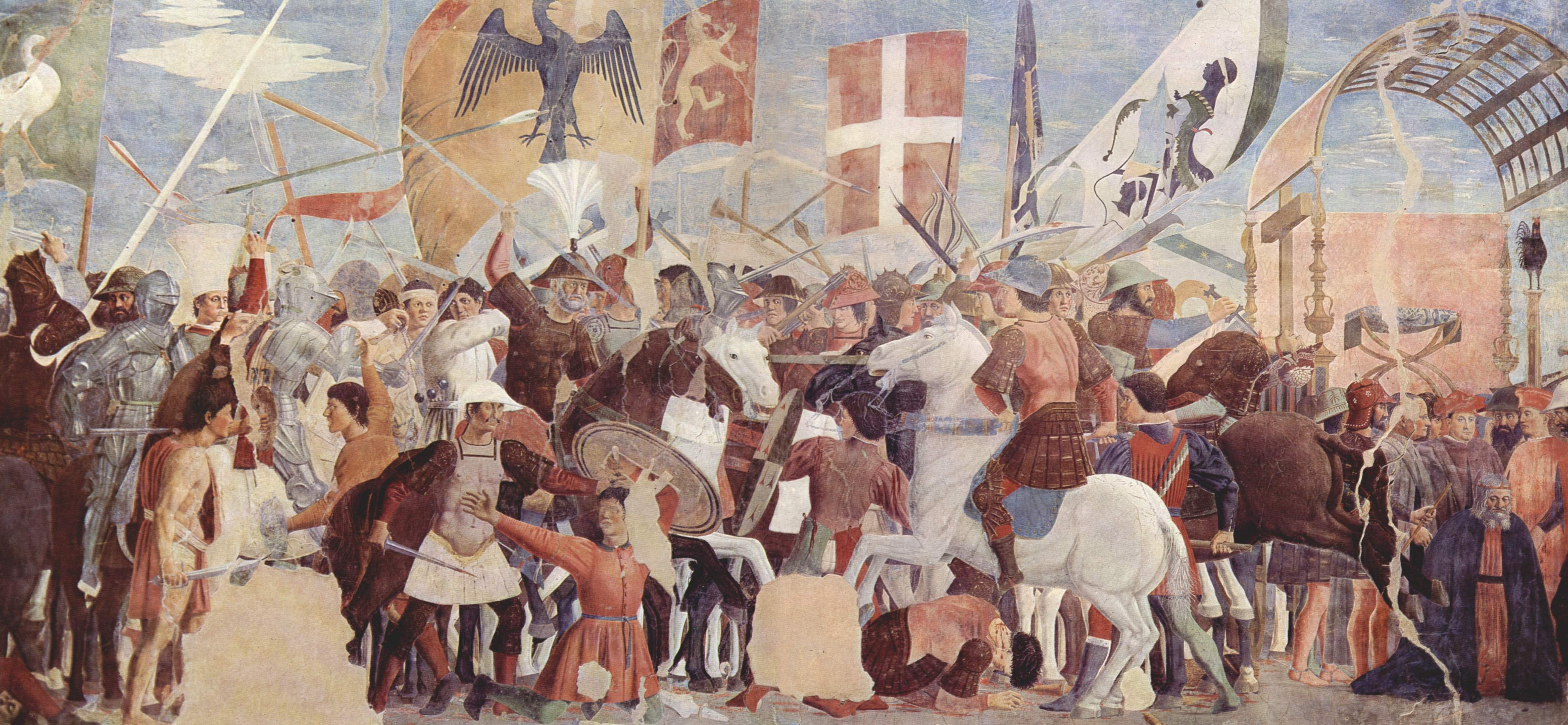
معركة بين هرقل والفرس، بريشة بييرو ديلا فرانشيسكا، حوالي عام 1452.

استخدم كسرى مقتل موريكيوس على يد فوقاس ذريعةً لاستعادة مقاطعة ميزوبوتاميا الرومانية (بلاد ما بين النهرين). كان فوقاس حاكمًا لا يحظى بشعبية ووصفته المصادر البيزنطية بأنه «طاغية»، وكان هدفًا لعدد من المؤامرات التي قادها مجلس الشيوخ البيزنطي. في النهاية في عام 610 خلعه هرقل الذي أبحر إلى القسطنطينية من قرطاج بأيقونة مثبتة على مقدمة سفينته.
بعد تتويج هرقل توغّل الساسانيون في عمق بلاد الشام، واحتلّوا دمشق والقدس ونقلوا الصليب الحقيقي إلى طيسفون. اتخذ الهجوم المضاد الذي شنه هرقل طابع الجهاد المقدس، وحُملت أيقونة غير مصنوعة باليد للمسيح رايةً عسكرية. (وبالمثل عندما أُنقذَت القسطنطينية من حصار آفاري-ساساني-سلافي عام 626، نُسب النصر إلى أيقونات العذراء التي رفعها البطريرك سرجيوس في موكب حول أسوار المدينة). أثناء حصار القسطنطينية عام 626 في خضم الحرب الساسانية البيزنطية 602-628 حاصرت القوات الآفارية والساسانية والسلافية العاصمة البيزنطية دون جدوى بين يونيو ويوليو. بعد ذلك اضطر الجيش الساساني إلى الانسحاب إلى الأناضول. وجاءت الخسارة بعد أن وصلت الأخبار عن انتصار بيزنطي آخر، حيث حقق تذارق شقيق هرقل انتصارات جيدة ضد القائد الفارسي شاهين. بعد ذلك قاد هرقل مرة أخرى غزوًا إلى بلاد ما بين النهرين الخاضعة للحكم الساساني.

بحلول عام 650 فقدت الإمبراطورية جميع مقاطعاتها الجنوبية باستثناء إكسرخسية قرطاج لصالح الخلافة الراشدية. في الوقت نفسه غزا السلاف البلقان واستقروا فيها.

دُمّرت القوة الساسانية الرئيسية في نينوى عام 627، وفي عام 629 أعاد هرقل الصليب الحقيقي إلى القدس في احتفال مهيب، وبدأ يتقدم نحو العاصمة الساسانية طيسفون حيث سادت الفوضى والحرب الأهلية نتيجة للحرب المستمرة. في نهاية المطاف اضطر الفرس لسحب جميع القوات المسلحة والتخلي عن مصر وبلاد الشام وأية أراضٍ إمبراطوريةٍ في بلاد ما بين النهرين وأرمينيا كانت بأيدي الرومان زمنَ معاهدة السلام الموقعة حوالي عام 595. لقد استنفدت الحرب كلًا من البيزنطيين والساسانيين، وتركتهم ضعفاء للغاية أمام القوات الإسلامية التي ظهرت في السنوات التالية. عانى البيزنطيون من هزيمة ساحقة على يد العرب في معركة اليرموك عام 636، بينما سقطت طيسفون عام 637.
عند بداية السلالة الهرقلية كانت ثقافة الإمبراطورية ما تزال بجوهرها رومانية قديمة، تُسيطر على البحر الأبيض المتوسط وتشكّل ملجأً لحضارةٍ مدنيةٍ مزدهرةٍ تعود للعصور القديمة. تمزَّق هذا العالم بفعل غزوات متلاحقة نتج عنها فقدان أراضٍ واسعةٍ وانهياراتٍ ماليةٍ وأوبئةٍ هجرت سكان بعض المدن في حين زادت الثورات والخلافات الدينية من ضعف الإمبراطورية.
مع نهاية السلالة الهرقلية طوّرت الإمبراطورية بنية مختلفة للدولة، تُعرف الآن في علم التأريخ ببيزنطة القروسطية، التي مثلت بصورة رئيسية مجتمعًا زراعيًا حُكِم عسكريًا وانخرط في صراع طويل مع الخلافة الإسلامية، إلا أن الإمبراطورية كانت أيضًا خلال هذه الفترة متجانسةً بصورة أكبر بكثير لاقتصارها على مناطق مركزية تؤمن بالمسيحية الخلقدونية وتتحدث اليونانية في الغالب الأمر الذي أتاح لها اجتياز المحنة والدخول في فترة من الاستقرار تحت حكم السلالة الإيساورية الوريثة.

#### الحصار الإسلامي الأول للقسطنطينية (674-678) ونظام البند

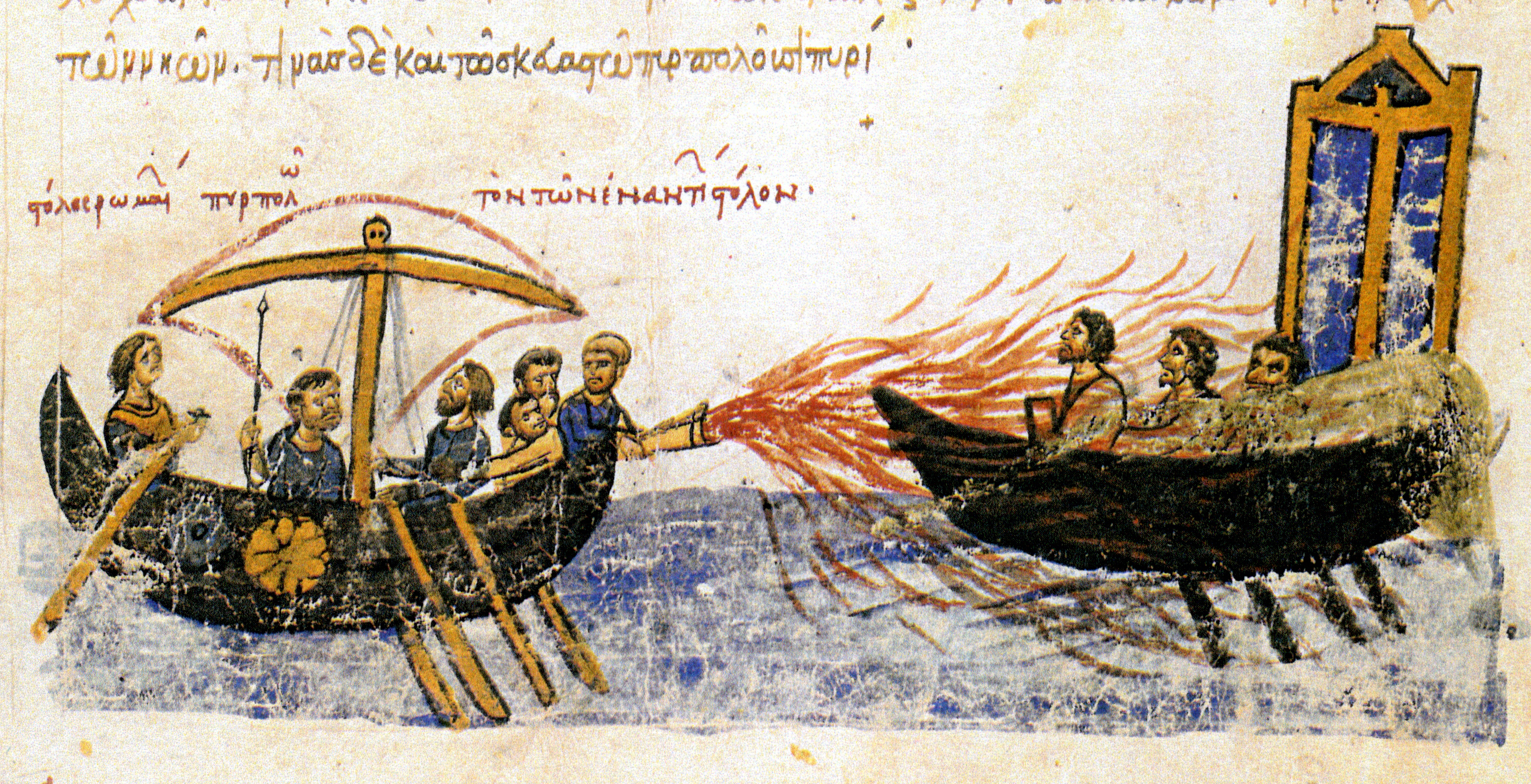
استخدمت البحرية البيزنطية النار الإغريقية لأول مرة خلال الحروب البيزنطية الإسلامية (من مخطوطة مدريد سكايليتزيس، المكتبة الوطنية الإسبانية، مدريد).

أرسل العرب المسلمون الذين سيطروا حينها بقوة على الشام غارات متكررة في عمق الأناضول، وفي 674-678 فرضوا حصارًا على القسطنطينية نفسها. صُدَّ الأسطولُ العربي أخيرًا نتيجة استخدام النار الإغريقية، ووُقّعت هدنة لمدة ثلاثين عامًا بين الإمبراطورية والدولة الأموية. ومع ذلك استمرت الغارات على الأناضول بلا هوادة، وسرعت من زوال الثقافة الحضرية الكلاسيكية، حيث أعاد سكان العديد من المدن تحصين مناطق أصغر بكثير داخل أسوار المدينة القديمة أو انتقلوا بالكامل إلى الحصون المجاورة. انخفض عدد سكان القسطنطينية نفسها بدرجة كبيرة من نحو نصف مليون ساكن إلى ما بين 40,000 و70,000 فقط، ومثل المراكز الحضرية الأخرى كانت ريفية جزئيًا. كما فقدت المدينة شحنات الحبوب المجانية عام 618، بعد أن سقطت مصر أولاً في أيدي الفرس ثم العرب، وتوقف التوزيع العام للقمح. مُلئَ الفراغ الذي خلفه اختفاء المؤسسات المدنية شبه المستقلة القديمة بالنظام المسمى بالبند، مما استلزم تقسيم الأناضول إلى مقاطعاتٍ تحتلها جيوش متميزة تولت السلطة المدنية وكانت تخضع مباشرة للإدارة الإمبراطورية. قد يكون لهذا النظام جذوره في بعض التدابير المخصصة التي اتخذها هرقل، ولكن على مدار القرن السابع تطور إلى نظام جديد تمامًا للحكم الإمبراطوري. قيل إن إعادة الهيكلة الثقافية والمؤسسية الضخمة للإمبراطورية التي نتجت عن فقدان الأراضي في القرن السابع تسببت بحدوث انقطاع حاسم في رومانيّة شرق البحر الأبيض المتوسط، وأن من الأفضل فهم الدولة البيزنطية لاحقًا على أنها دولة وريثة أخرى بدلًا من كونها استمرارًا حقيقيًا للإمبراطورية الرومانية.

#### السلالة الهرقلية المتأخرة

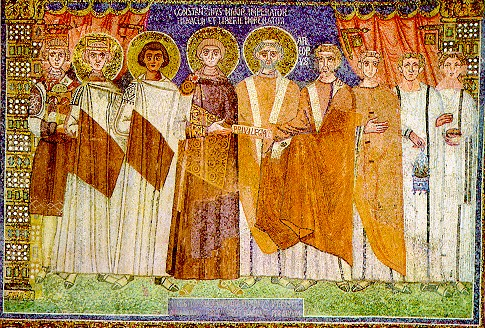
قسطنطين الرابع وحاشيته، فسيفساء في كنيسة سانت أبوليناري في كلاس. هزم قسطنطين الرابع المسلمين في حصارهم الأول للقسطنطينية.

فتحَ سحب أعدادٍ كبيرةٍ من القوات من البلقان لمكافحة الفرس ثم العرب الباب لتوسّع الشعوب السلافية تدريجيًا نحو الجنوب في شبه الجزيرة، وكما حدث في الأناضول تقلص العديد من المدن إلى مستوطنات صغيرة محصنة. في سبعينات القرن السادس دُفع البلغار نحو جنوب نهر الدانوب مع وصول الخزر. عام 680 هُزمت القوات البيزنطية التي أُرسلت لتفريق هذه المستوطنات الجديدة.
في عام 681 وقع قسطنطين الرابع معاهدة مع الخان البلغاري أسباروخ، وتولت الدولة البلغارية الجديدة السيادة على العديد من القبائل السلافية التي كانت تعترف سابقًا -على الأقل اسميًا- بالحكم البيزنطي. في 687-688 قاد الإمبراطور الهرقلي الأخير جستنيان الثاني حملة استكشافية ضد السلاف والبلغاريين، وحقق مكاسب كبيرة، واضطر إلى القتال في طريقه من تراقيا إلى مقدونيا، مما يدل على أن الدرجة التي وصلت إليها القوة البيزنطية في شمال البلقان قد انحدرت. حاول جستنيان الثاني كسر نفوذ الطبقة الأرستقراطية الحضرية عن طريق فرض ضرائب صارمة وتعيين «غرباء» في المناصب الإدارية. طُرد من السلطة عام 695 ولجأ أولًا إلى الخزر ثم إلى البلغار. عام 705 عاد إلى القسطنطينية مع جيوش الخان البلغاري تيرفيل، واستعاد العرش وأقام عهدًا من الإرهاب ضد أعدائه، وكانت الإطاحة الأخيرة به عام 711 بدعم من الطبقة الأرستقراطية الحضرية مرة أخرى وانتهت السلالة الهرقلية.

#### الحصار الإسلامي الثاني للقسطنطينية (717-718) والسلالة الإيساورية

الإمبراطورية البيزنطية عند اعتلاء ليو الثالث العرش حوالي عام 717. تشير المناطق المخططة إلى أراضٍ اقتحمها الأمويون.

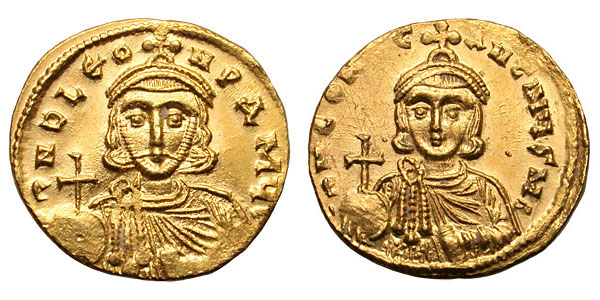
عملة صوليدوس تصوّر ليو الثالث (يسار)، وابنه ووريثه قسطنطين الخامس (يمين).

في عام 717 اعتلت السلالة الإيساورية أو السورية عرش الإمبراطورية، ويرجع الاختلاف في تسميتها إلى الخلاف حول أصل مؤسسها ليو الثالث (حكم 717-741) المولود في في مدينة مرعش حيث ادّعى بعض المؤرخين أن أصله من منطقة إيساوريا بينما قال آخرون إن أصله من سوريا (بلاد الشام). فرضت الدولة الأموية في العام ذاته حصارًا على القسطنطينية (717-718) استمر عامًا. ومع ذلك فإن عبقرية ليو الثالث الإيساوري العسكرية، واستخدام البيزنطيين النار الإغريقية، والشتاء البارد عامَ 717-718، والدبلوماسية البيزنطية مع الخان تيرفيل البلغاري أدى إلى انتصارٍ بيزنطي. بعدما صدّ ليو الثالث هجوم المسلمين عام 718 كلّف نفسه بمهمة إعادة تنظيم وتوحيد البنود في الأناضول. في عام 740 حدث انتصار بيزنطي كبير في معركة أفيون قره حصار حيث دمر البيزنطيون الجيش الأموي مرة أخرى.
حقق ابن ليو الثالث وخليفته قسطنطين الخامس (حكم 741-775) انتصاراتٍ جديرةً بالملاحظة في شمال الشام وقوض أيضًا القوة البلغارية تمامًا. في عام 746 استفاد قسطنطين الخامس من الظروف غير المستقرة في الخلافة الأموية التي كانت تنهار تحت حكم مروان بن محمد واستولى على مدينة مرعش، وأسفرت معركة كيرامايا في قبرص عن انتصار كبير للبحرية البيزنطية على الأسطول الأموي. انتهى التوسع الأموي بسبب الهزائم العسكرية على الجبهات الأخرى للخلافة وعدم الاستقرار الداخلي.

#### الخلاف الديني حول تحطيم الأيقونات

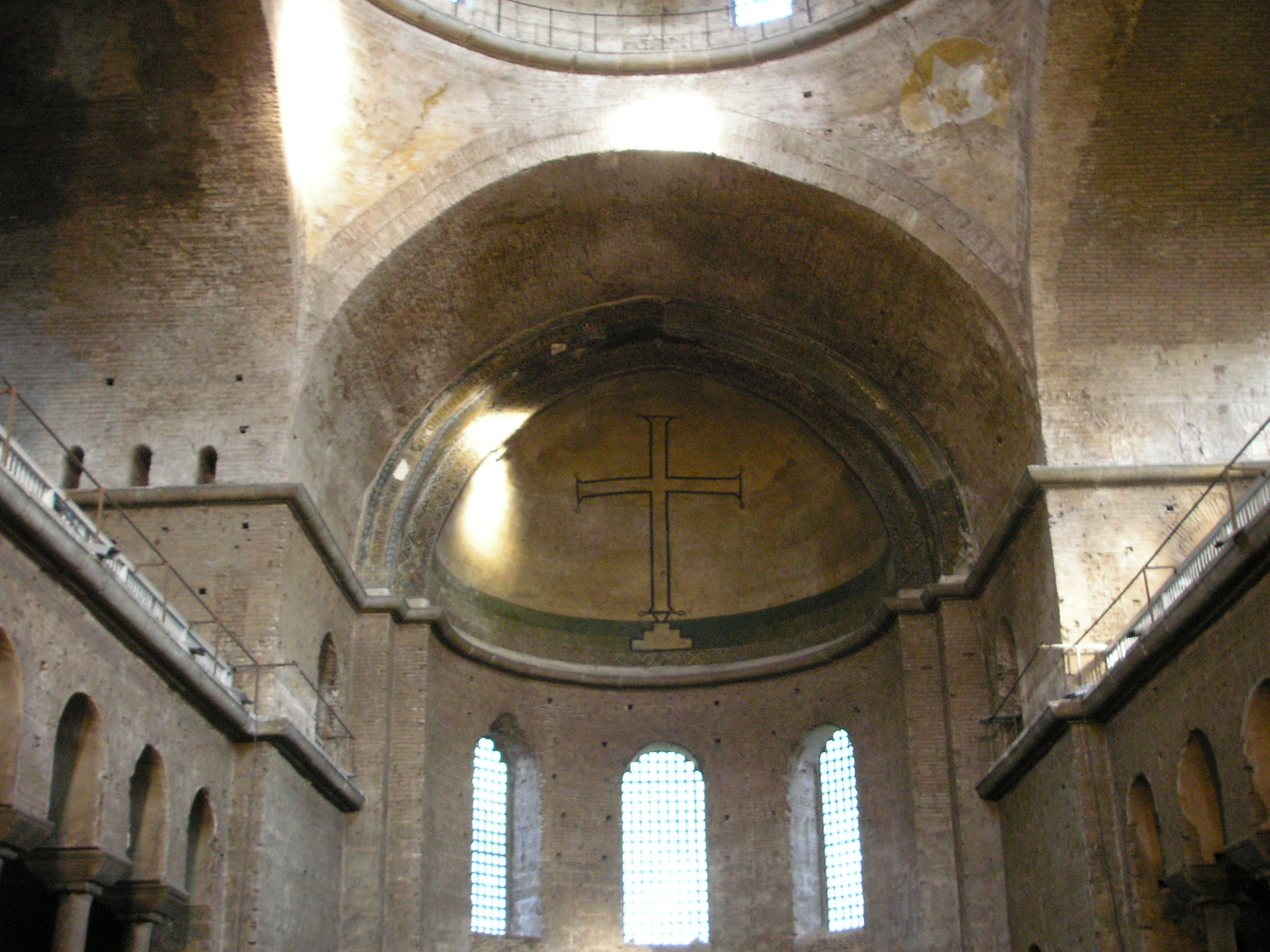
صليب مسيحي بسيط: مثال على تحطيم الأيقونات في كنيسة آيا إيرين في إسطنبول.

حدث جدل وانقسام ديني في القرنين الثامن وأوائل القرن التاسع حول تحطيم الأيقونات والذي كان القضية السياسية الرئيسية في الإمبراطورية لأكثر من قرن. حظر ليو الثالث وقسطنطين الخامس الأيقونات (التي تعني هنا جميع أشكال الصور والمنحوتات الدينية) منذ عام 730 تقريبًا، مما أدى إلى قيام مؤيدي الأيقونات بثورات في جميع أنحاء الإمبراطورية. بجهود الإمبراطورة إيرين (حكمت 797-802) انعقد مجمع نيقية الثاني عام 787 والذي أكد أنه يمكن تبجيل الأيقونات ولكن لايمكن عبادتها. يقال إن إيرين سعت للتفاوض على زواجٍ بينها وبين شارلمان الكارولنجي (حكم 768-814)، ولكن وفقًا لتيوفان المعرف أحبطت الخطة أيتيوس إحدى المفضلات لديها.
في أوائل القرن التاسع أعاد ليو الخامس سياسة تحطيم الأيقونات، لكن عام 843 أعادت الإمبراطورة ثيودورا تبجيل الأيقونات بمساعدة البطريرك ميثوديوس. لعب تحطيم الأيقونات دورًا في مزيدٍ من العزلة بين الشرق والغرب، والتي تفاقمت خلال ما يسمى بشقاق فوتيوس، عندما رفض البابا نيكولا الأول (حبريته 858-867) صعود فوتيوس إلى البطريركية.

### السلالة المقدونية والصعود (867-1025)

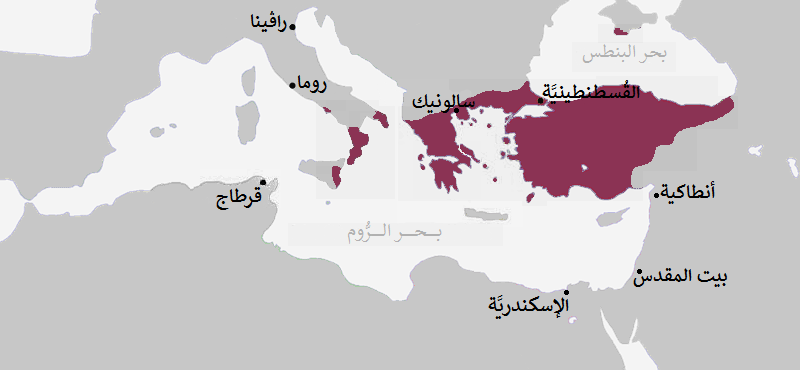
الإمبراطورية البيزنطية، حوالي عام 867.

يمثل اعتلاء باسيل الأول (حكم 867-886) العرش عام 867 بداية السلالة المقدونية التي حكمت لمدة 150 عامًا. ضمت هذه السلالة بعض أقدر الأباطرة في تاريخ بيزنطة، وكانت هذه الفترة فترة إحياء، وانتقلت الإمبراطورية من الدفاع ضد الأعداء الخارجيين إلى استعادة الأراضي. تميزت السلالة المقدونية بإحياء ثقافي في مجالات مثل الفلسفة والفنون. كان هناك جهد واعٍ لاستعادة تألق الفترة التي سبقت الغزوات السلافية والعربية التي تبعتها، وأُطلق على العصر المقدوني «العصر الذهبي» لبيزنطة. ومع أن الإمبراطورية بقيت أصغر بكثير مما كانت عليه في عهد جستينيان، إلا أنها استعادت كثيرًا من قوتها حيث كانت المناطق المتبقية أقل تشتتًا جغرافيًا وأكثر اندماجًا سياسيًا واقتصاديًا وثقافيًا.

#### الحروب ضد المسلمين

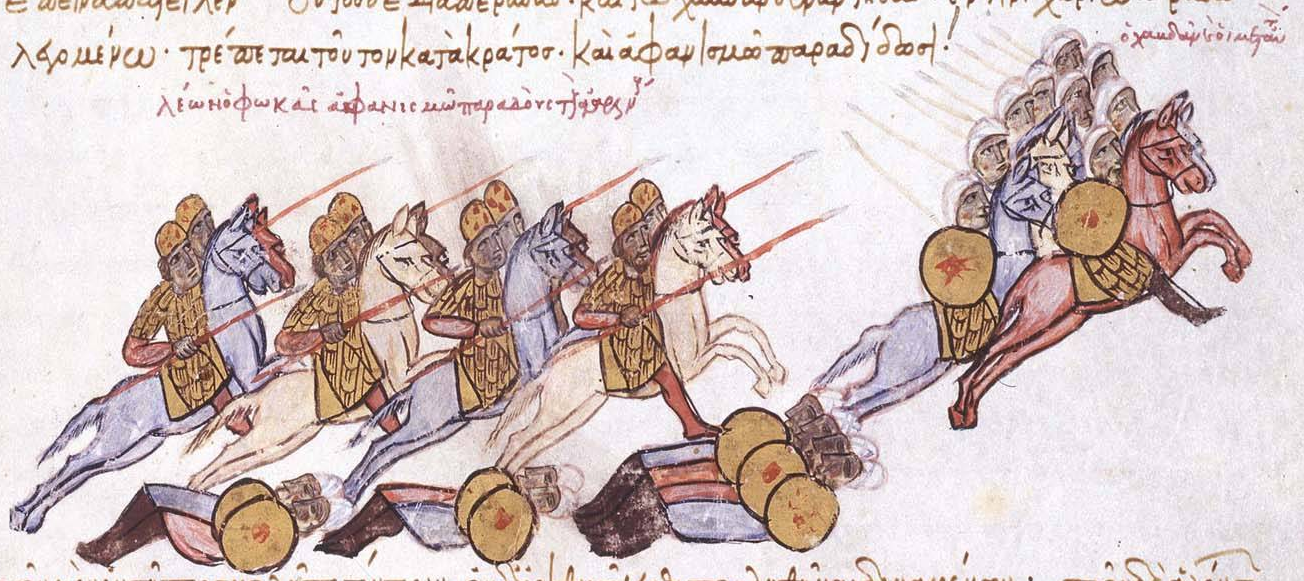
القائد ليو فوقاس يهزم إمارة حلب الحمدانية في أندراسوس في عام 960، من مخطوطة مدريد سكايليتزيس.

استفاد المسلمون من ضعف الإمبراطورية بعد ثورة توماس الصقلبي أوائلَ عشرينات القرن التاسع، واستولوا على جزيرة كريت كما هاجموا صقلية بنجاح. ظهر التهديد البلغاري مرة أخرى تحت قيادة كروم خان البلغار، ولكن بين عامي 815-816 وقّع أومورتاج ابن كروم معاهدة سلام مع الإمبراطور البيزنطي ليون الخامس الأرمني. في ثلاثينات القرن التاسع بدأت الدولة العباسية حملاتٍ عسكريةً بلغت ذروتها بانتصارها في معركة عمورية عام 838، ثم بدأ البيزنطيون هجومًا مضادًا وأغاروا على دمياط في مصر عام 853. في وقتٍ لاحقٍ رد العباسيون بإرسال قواتهم إلى الأناضول ثانيةً وبدؤوا غزوها حتى استطاع القائد بتروناس تحقيق انتصارٍ حاسمٍ عليهم في معركة لالاكيون عام 863 عندما قاد هجومًا ضد عمر الأقطع أمير ملطية.
في السنوات الأولى من حكم باسيل الأول صدّ الرّوم غارات المسلمين على سواحل دالماسيا، وفكّوا الحصار الذي فرضوه على راغوزا (866-868) وأصبحت المنطقة مرة أخرى تحت السيطرة البيزنطية. مكّنَ هذا الانتصارُ المبشرين البيزنطيين من اختراق الداخل وتحويل الصرب وسكان المناطق المعروفة اليوم بالهرسك والجبل الأسود إلى المسيحية.
بحلول عام 867 أعادت الإمبراطورية البيزنطية ترسيخ مكانتها في الشرق والغرب، ومكنت كفاءتها العسكرية الدفاعية الأباطرة من بدء التخطيط لاستعادة الفتوحات في الشرق.
بدأت تلك العملية بحظوظٍ مختلفة. عقب الاستعادة المؤقتة وغير الناجحة لكريت عام 843 وقعت هزيمة بيزنطية ساحقة على مضيق البوسفور، بينما كان الأباطرة غير قادرين على صد الفتح الإسلامي الجاري في صقلية (827-902). استخدم المسلمون تونس الحالية قاعدة للانطلاق وغزوا بلرم (831) ومسينا (842) وإنا (859) وسرقوسة (878) وكاتانيا (900)، وسقط آخر معاقل البيزنطيين في تاورمينا عام 902.

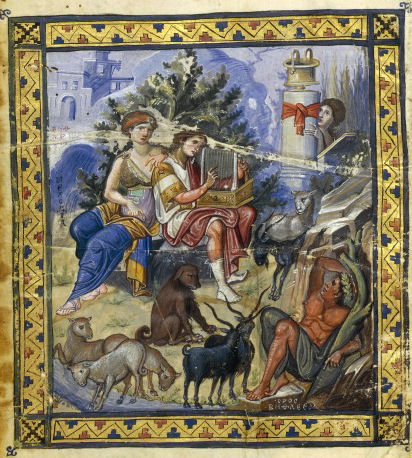
اقترنت الانتصارات العسكرية في القرن العاشر بحدث ثقافي رئيسي عرف بعصر النهضة المقدونية. اللوحة مثال على التأثير الهلنستي.

خلافًا للوضع المتدهور في صقلية عالج باسيل الأول الوضع في جنوب إيطاليا جيدًا بما فيه الكفاية، فاستعاد السيطرة على باري بحلول عام 873 وحافظ على ما بقي في أيدي البيزنطيين لقرنين قادمين. على الجبهة الشرقية الأكثر أهمية أعادت الإمبراطورية بناء دفاعاتها وبدأت في الهجوم. هزمَ الرّومُ البيلكانيين في معركة باثيس رياكس واستولوا على عاصمتهم ديوريغي، كما استعادوا السيطرة على سميساط الواقعة على الفرات بعد مهاجمة العباسيين.
عام 904 حلت كارثة بسالونيك المدينة الإمبراطورية الثانية حينما غزاها أسطول عربي بقيادة القائد البيزنطي المنشق ليو الطرابلسي. رد الجيش البيزنطي بتدمير الأسطول العربي عام 908، وأغاروا على اللاذقية في سوريا بعد ذلك بعامين. ومع هذا الانتقام لم يكن البيزنطيون قادرين على توجيه ضربة حاسمة ضد المسلمين الذين ألحقوا هزيمة ساحقة بالقوة الإمبراطورية عند محاولة استعادة كريت في 911.
استمر الوضع على الحدود مع مناطق سيطرة الخلافة الإسلامية متذبذبًا وتحول فيه البيزنطيون بين الهجوم والدفاع. أدى موت الملك البلغاري سيميون الأول عام 927 إلى إضعاف البلغار بشدة، مما سمح للبيزنطيين بالتركيز على الجبهة الشرقية. استعادت الإمبراطورية السيطرة على ملطية عام 934. وعام 943 واصل القائد الشهير يوحنا كوركواس حملاته وانتصاراته في الجزيرة العليا، بلغت تلك الانتصارات ذروتها في السيطرة على الرها عام 944 والتي استعادت فيها القسطنطينية منديل الرها المبجّل.
وسّع الإمبراطوران الجنديان نقفور الثاني (حكم 963-969) ويوحنا زيمسكي (حكم 969-976) الإمبراطورية جيدًا في الشام، وهزما أمراء شمال غربي العراق وأعادا احتلال جزيرتي كريت وقبرص. استعادَ يوحنا أنطاكية ودمشق وحلب وبيروت وعكا وصيدا وقيسارية وطبريا، وفي إحدى المراحل هددت جيوشه القدس في أقصى الجنوب. أصبحت إمارة حلب ومحيطها تابعة للإمبراطورية في شرق البلاد في حين شكل الفاطميون أكبر خطر على الإمبراطورية. عند دخول الروم حلب وقّعوا مع الحمدانيين معاهدة صفر التي تضمنت الاعتراف بسيادة الإمبراطورية البيزنطية على شمال بلاد الشام وترسيم حدود جديدة بين الجانبين، ودفع جزية سنوية للقسطنطينية، وحماية المسيحيين في منطقة حلب، ومنع أي جيش إسلامي من المرور فيها، وتأمين طرق التجارة ومساعدة الجيش البيزنطي في الشام. وبموجب المعاهدة اعترف الروم بقرغويه أميرًا على حلب وبملازمه بكجور وريثًا له، وبعدهما يُعيّن الروم أميرًا ممن يرونه مناسبًا من أبناء المدينة. وعند دخول الروم دمشق فاوضهم حاكمها فاعترف بسيادتهم ووافق على وجود حامية مسيحية في المدينة ودفع جزية سنوية لبيزنطة. بعد العديد من الحملات ردّ باسيل الثاني (حكم 976-1025) آخر تهديد عربي لبيزنطة عندما جمعَ جيشًا قوامه 40,000 لحماية مكاسبه في سوريا. مع وجود فائض الموارد بسبب الانتصارات في حملتي البلغار وسوريا خطط باسيل الثاني لاستعادة صقلية من العرب. ذلكَ الوقت امتدت الإمبراطورية من مسينا إلى الفرات ومن نهر الدانوب إلى الشام. بعد وفاته عام 1025 انطلقت الحملة في أربعينات القرن الحادي عشر وحققت نجاحًا أوليًا ضعيفًا.

#### الحروب ضد البلغار

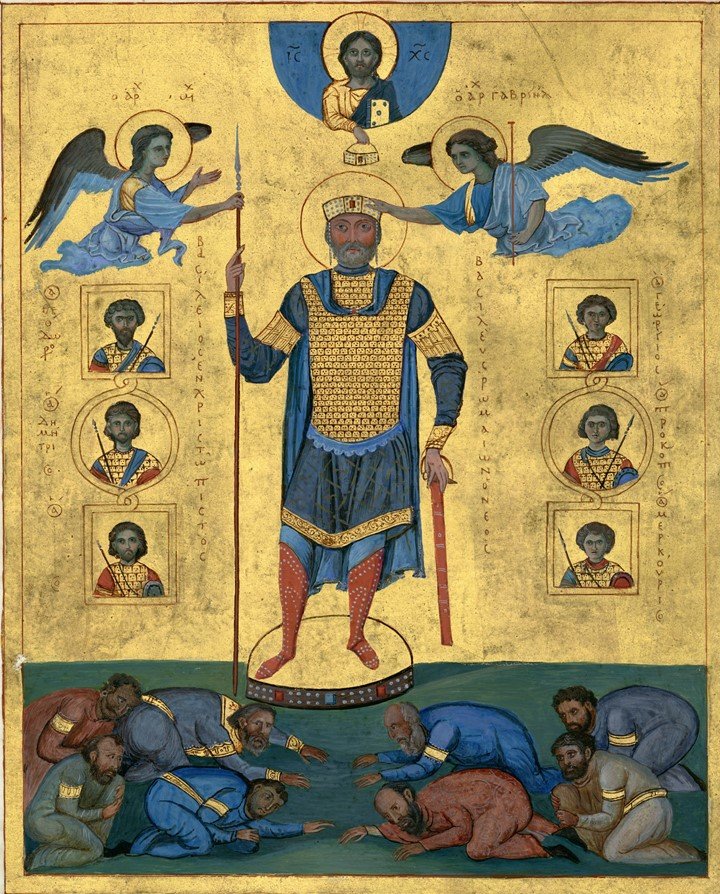
الإمبراطور باسيل الثاني (حكم 976–1025).

استمر النزاع التقليدي مع كرسي روما خلال العهد المقدوني، وأثارته مسألة السيادة الدينية على دولة بلغاريا المسيحية الجديدة. غزا تسار البلغار القوي سيميون الأول عام 894 بيزنطة منهيًا هدنةً دامت ثمانين عامًا بين الطرفين، ولكن البيزنطيين نجحوا في صده، فقد أرسلوا أسطولهم ليبحر عبر البحر الأسود لمهاجمة البلغار من الخلف، كما استعانوا بالمجريين. إلا أن البيزنطيين هُزموا في معركة بولغاروفيغون (896)، وأُجبروا على دفع أتاوات سنوية للبلغار. توفي ليو الحكيم عام 912 وسرعان ماتجددت العداوات حيث زحف سيميون على القسطنطينية على رأس جيش كبير. ومع أن جدران المدينة كانت منيعة جدًا، إلا أن الإدارة البيزنطية كانت مشتتة ووجهت الدعوة لسيميون لدخول المدينة حيث منح التاج الإمبراطوري لبلغاريا وزوّج إحدى بناته من الإمبراطور اليافع قسطنطين السابع. عندما أدى تمرد في القسطنطينية إلى إيقاف مشروع السلالة التي خطط لها، غزا تراقيا مجددًا واحتل أدريانوبولي. واجهت الإمبراطورية حينها مشكلة وجود دولة مسيحية قوية على مسيرة أيام من القسطنطينية. بالإضافة إلى القتال على جبهتين.
أرسلت بعثة إمبراطورية كبيرة تحت إمرة ليون فوقاس الأكبر ورومانوس الأول ليكابينوس وانتهت مجددًا بهزيمة بيزنطية مدوية في معركة أخيلوس (917)، كما كان البلغار أحرارًا لاحقًا ذلك العام في نهب شمال اليونان. نُهبَت أدريانوبولي مرة أخرى في عام 923 وفرض الجيش البلغاري الحصار على القسطنطينية في العام التالي. إلا أن سيميون توفي فجأة عام 927 وانهارت القوة البلغارية معه. أصبحت بلغاريا محمية بيزنطية وتحررت يدا الإمبراطورية للتركيز على الجبهة الشرقية ضد المسلمين. عام 968 تعرضت بلغاريا لغزو الروس تحت إمرة سفياتوسلاف الأول، ولكن بعد ثلاث سنوات نجح يوحنا الأول تزيميسكيس في هزيمة الروس وأعاد ضم شرق بلغاريا إلى الإمبراطورية البيزنطية.

الإمبراطورية تحت حكم باسيل الثاني (976–1025).

انتعشت المقاومة البلغارية تحت حكم سلالة كوميتوبولي، ولكن الإمبراطور باسيل الثاني جعل إخضاع البلغار مهمته الرئيسية. كانت الحملة الأولى ضد بلغاريا مع ذلك هزيمة مذلة على بوابة تراجان. في السنوات القليلة التالية انشغل الإمبراطور بالتمردات الداخلية في الأناضول، بينما وسع البلغار حكمهم على البلقان. استمرت الحرب لعشرين عامًا. كانت الانتصارات البيزنطية في سبيركايوس وإسكوبية حاسمة في إضعاف الجيش البلغاري، وعبر حملات سنوية نجح باسيل الثاني في إضعاف الحصون البلغارية. في النهاية وفي معركة كليديون عام 1014 سُحقَ البلغار؛ أسر الجيش، وقيل إن 99 رجلًا من كل مائة قد أفقدوا أبصارهم، بينما أبقي على الرجل المئة بعين واحدة كي يقود الآخرين إلى بلادهم. عندما رأى التسار صامويل ما تبقى من جيشه العظيم توفي من الصدمة. بحلول عام 1018 استسلمت آخر معاقل البلغار، وأصبحت البلاد جزءًا من الإمبراطورية. أعاد هذا النصر الحدود إلى نهر الدانوب حيث لم تكن كذلك منذ عهد الإمبراطور هرقل.

#### العلاقات مع كييف روس

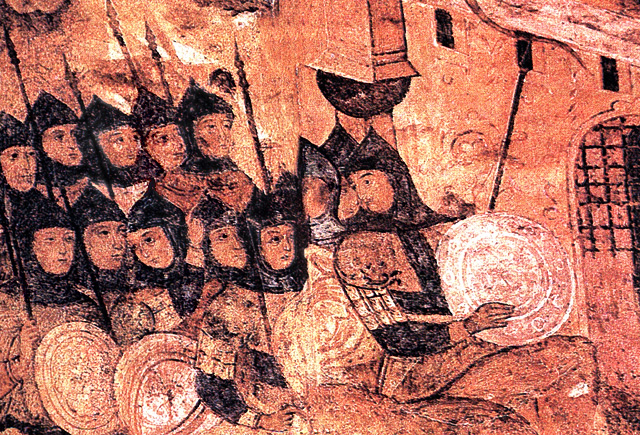
الروس تحت جدران القسطنطينية (860).

بين عامي 850 و1100 طورت الإمبراطورية علاقة متبادلة مع دولة روس الكييفية الجديدة، والتي برزت إلى الشمال عبر البحر الأسود. كان لتلك العلاقة تأثيرات طويلة الأمد على تاريخ السلاف الشرقيين، وأصبحت الإمبراطورية بسرعة الشريك التجاري والثقافي لكييف. أطلق الروس أولى هجماتهم على القسطنطينية عام 860، ونهبوا ضواحي المدينة. وظهروا ثانيةً عام 941 على ساحل البوسفور الآسيوي ولكنهم هُزموا حينها، مما يدل على تطور الوضع العسكري البيزنطي بعد المعاهدة الروسية البيزنطية (907) حيث كانت الدبلوماسية وحدها قادرة على صد الغزاة. لم يستطع باسيل الثاني تجاهل قوة روس كييف الصاعدة، واستخدم الدين مثل سابقيه لتحقيق المكاسب السياسية. أصبحت العلاقات البيزنطية الكييفية أقرب بعد زواج آنا بورفيروغينيتا بفلاديمير العظيم في 988، والتنصير التالي لروس كييف. وُجّهت دعوات للكهنة والفنانين والمعماريين البيزنطيين للعمل على بناء العديد من الكاتدرائيات والكنائس مما وسع النفوذ الثقافي البيزنطي، بينما خدم العديد من الروس في الجيش البيزنطي كمرتزقة ومن أشهرهم الحرس الفارانجي.
إلا أنه وبعد تنصير الروس لم تكن العلاقات ودية دائمًا. كان أكثر النزاعات جدية بين القوتين حرب 968-971 في بلغاريا، ولكن سُجّلت عدة غارات روسيّة على المدن البيزنطية على ساحل البحر الأسود والقسطنطينية ذاتها. ومع أن العديد من تلك الغارات قد صُدّت، فقد تبعتها عادةً اتفاقيات كانت في غالبها لصالح الروس مثل تلك التي أنهت حرب 1043، والتي أظهر فيها الروس طموحاتهم في منافسة البيزنطيين كقوة مستقلة.

#### الحملات على القوقاز
بين عامي 1021 و1022 بعد عدة سنوات من التوترات قاد باسيل الثاني سلسلةً من الحملات العسكرية ضد مملكة جورجيا انتهت بالانتصار، مما أدى إلى ضم عدّة مقاطعات جورجية إلى الإمبراطورية. سيطرَ خلفاء باسيل على باغراتيد أرمينيا في عام 1045 وضمّوها أيضًا. والأهم من ذلك أن جورجيا وأرمينيا ضعفتا كثيرًا بسبب سياسة الضرائب الباهظة وإلغاء التجنيد اللتين اتبعتهما بيزنطة، وقد لعبَ ذلك الضعف دورًا مهمًا في هزيمة البيزنطيين في معركة ملاذكرد عام 1071.

#### الذروة

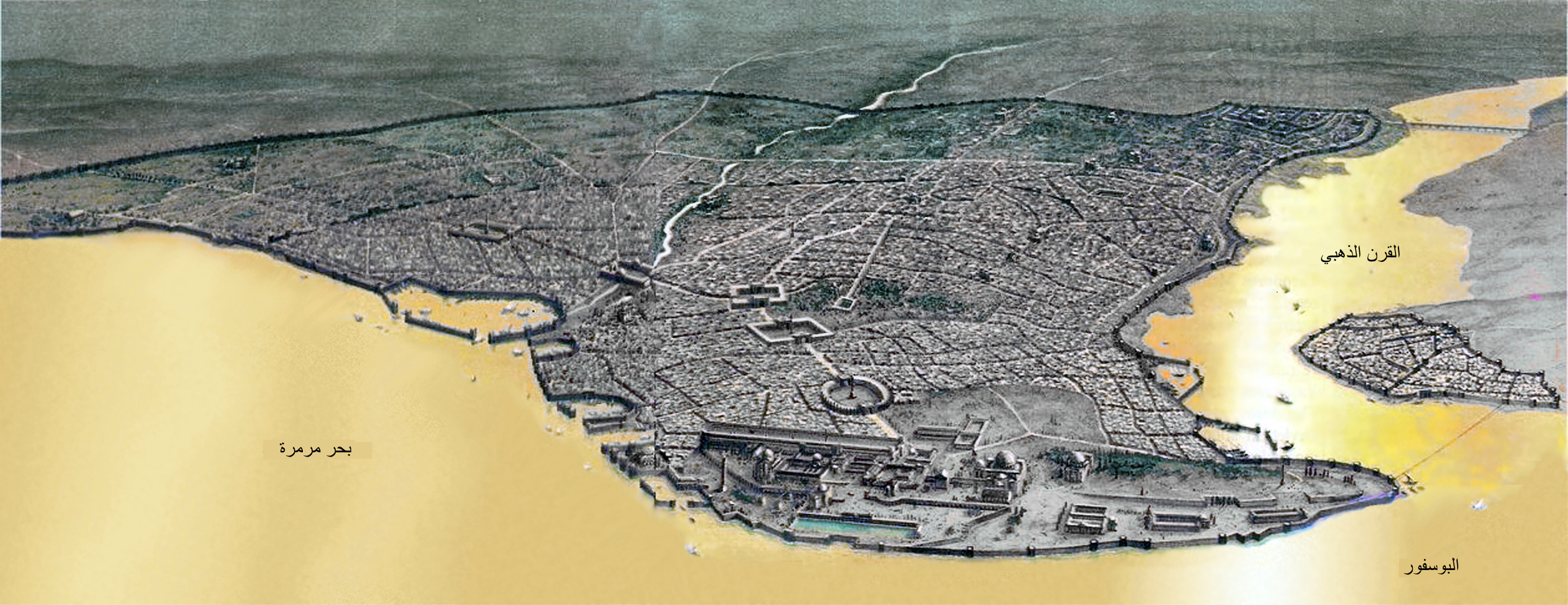
أصبحت القسطنطينية أكبر وأغنى مدينة في أوروبا من القرن التاسع حتى القرن الثاني عشر.

مع وفاة باسيل الثاني عام 1025 كانت الإمبراطورية امتدّت من أرمينيا شرقًا إلى كالابريا في جنوب إيطاليا غربًا. جرى تحقيق العديد من النجاحات من غزو بلغاريا، وضم أجزاء من جورجيا وأرمينيا، وإعادة غزو كريت وقبرص وأنطاكية. لم تكن تلك مكاسب تكتيكية مؤقتة وإنما فتوحات ذات مدى بعيد.
أنجز ليو السادس (حكم 886-912) نقلًا كاملًا للقانون البيزنطي إلى اليونانية. أصبح هذا الإنجاز الباهر من 60 مجلدًا أساس القانون البيزنطي التالي ولايزال يدرس حتى الآن. كما أعاد ليو تشكيل الإدارة في الإمبراطورية حيث أعاد رسم حدود الإدارات (البنود) ورتب نظام الامتيازات والأفضليات، كما نظم أنشطة غرف التجارة المتعددة في القسطنطينية. ساهمت إصلاحات ليو جدًا في تقليل تشتت الإمبراطورية، فأصبح لها مركز قوة وحيد حينها هو القسطنطينية. إلا أن النجاح العسكري المستمر للإمبراطورية أثرى النبلاء في المقاطعات وقوّاهم مقارنة بالقرويين الذين تحولوا إلى نوع من العبودية.

جدارية لكيرلس وميثوديوس من القرن التاسع عشر في دير ترويان في بلغاريا.

تحت حكم الأباطرة المقدونيين ازدهرت مدينة القسطنطينية لتصبح أكبر مدن أوروبا وأغناها حيث تجاوز تعداد سكانها 400,000 شخص في القرنين التاسع والعاشر. خلال تلك الفترة وظفت الإمبراطورية البيزنطية خدمة مدنية قوية يعمل بها أرستقراطيون أكفاء يشرفون على جمع الضرائب والإدارة المحلية والسياسة الخارجية. كما عزز الأباطرة المقدونيون ثراء الإمبراطورية بروابط تجارية مع أوروبا الغربية وبالأخص عبر مبيعات الحرير والصناعات المعدنية. تُعرف هذه الفترة أيضًا باسم عصر الموسوعات البيزنطية بسبب محاولات تنظيم المعرفة وتدوينها بأسلوب منهجي، والتي تمثلت في أعمال الإمبراطور الباحث قسطنطين السابع. كان هناك نمو كبير في مجال التعليم والتعلم ممثلة بجامعة القسطنطينية ومكتبة القسطنطينية وجرى الحفاظ على النصوص القديمة وإعادة نسخها. كما ازدهر الفن البيزنطي وانتشرت الفسيفساء الرائعة في تزيين العديد من الكنائس الجديدة. وكان المحتوى الرئيسي للتعليم العالي لمعظم الطلاب هو الخطابة والفلسفة والقانون بهدف تكوين موظفين أكفاء ومتعلمين لشغل المناصب البيروقراطية للدولة والكنيسة. بهذا المعنى كانت جامعة القسطنطينية هي المعادل العلماني للمدارس اللاهوتية والرهبانية في الإمبراطوريَّة. حافظت جامعة القسطنطينية على تقليد فلسفي نشط للأفلاطونية والأرسطية فكانت الأولى هي أطول مدرسة أفلاطونية غير منقطعة استمرت لما يقرب من ألفي عام حتى القرن الخامس عشر.
شمل العهد المقدوني أحداثًا ذات أهمية دينية أيضًا. كان تنصير البلغار والصرب والروس وتحويلهم إلى المسيحية الأرثوذكسية الشرقية بصفة دائمة قد غير الخريطة الدينية لأوروبا ولايزال صداه حتى يومنا هذا. ساهم كيرلس وميثوديوس -وهما أخوان يونانيان بيزنطيان من سالونيك- بدرجة كبيرة جدًا في تنصير السلافيين والعملية التي طورت الأبجدية الغلاغوليتية، وهي سلف الأبجدية الكيريلية. عزز هذا مكانة الأخوين اليونانيين كيرلس وميثوديوس باعتبارهما رائدين في الأدب السلافي واللذين قدما الحضارة البيزنطية والمسيحية الأرثوذكسية إلى السلاف الأميين والوثنيين حتى الآن. ونتيجة للنشاط التبشيري للأخوين انتشر التقليد الليتورجي والأدبي والمعماري البيزنطي في البلقان وأضحت في فلك النفوذ الثقافي البيزنطي.

#### الانشقاق العظيم
وصلت العلاقات بين الشرق اليوناني والغرب اللاتيني ضمن الكنيسة المسيحية في عام 1054 إلى أزمة نهائية عُرفت باسم الانشقاق العظيم. كان الانشقاق العظيم نتيجة عقود من الانفصال التدريجي، وكانت أهم أسبابه التنافس المستمر بين كرسي القسطنطينية وكرسي روما، والنفوذ الجرماني في الغرب، والخلاف حول سلطة البابا وحول تقدّمه في الكرامة والاحترام على باقي الأساقفة، ومشكلة انبثاق الروح القدس حيثُ أمر البابا في القرن التاسع بإضافة عبارة «ومن الابن» على قانون الإيمان النيقاوي والتي كانت تستعملها جماعات مسيحية غربيّة، بالإضافة لخلافات حول طقوس غربية مثل صوم السبت والتقديس على الفطير. بدأ النزاع برسائل متبادلة قاسية بين الطرفين، تلاها زيارة وفد بابوي مُفاوض إلى القسطنطينية، وفي 16 يوليو 1054 دخل ثلاثة مندوبين بابويين إلى آيا صوفيا خلال القداس الإلهي بعد ظهر يوم سبت ووضعوا وثيقة حرمان لكرسي القسطنطينية على مذبح الكنيسة.

### الأزمة والانقسام
سقطت الإمبراطورية بعد ذلك في فترة من الصعوبات كان سببها لحد ما تقويض نظام البنود والإهمال العسكري. غيّر نقفور الثاني (حكم 963-969) ويوحنا زيمسكي وباسيل الثاني التقسيمات العسكرية من جيش مدني دفاعي سريع التحرك إلى قوة محترفة جاهزة للحملات العسكرية مجهزة بالمرتزقة. إلا أن المرتزقة كانوا جنودًا مكلفين ومع تراجع تهديدات الغزو في القرن العاشر تراجعت الحاجة للحفاظ على حاميات كبيرة وتحصينات مكلفة. ترك باسيل الثاني خزينة الدولة ممتلئة عند وفاته ولكنه أهمل مسألة الخلافة. لم يكن لدى أي من خلفائه المهارة العسكرية أو السياسية ووقع عبء إدارة الإمبراطورية كليًا على الخدمة المدنية. لم ينجم عن محاولات إعادة إحياء الاقتصاد البيزنطي سوى التضخم وفقدان العملة الذهبية لقيمتها. أصبح الجيش عبئًا ثقيلًا غير ضروري وخطرًا سياسيًا. لذلك جرى صرف القوات المحلية واستبدلت بها قوات من المرتزقة بعقود محددة.

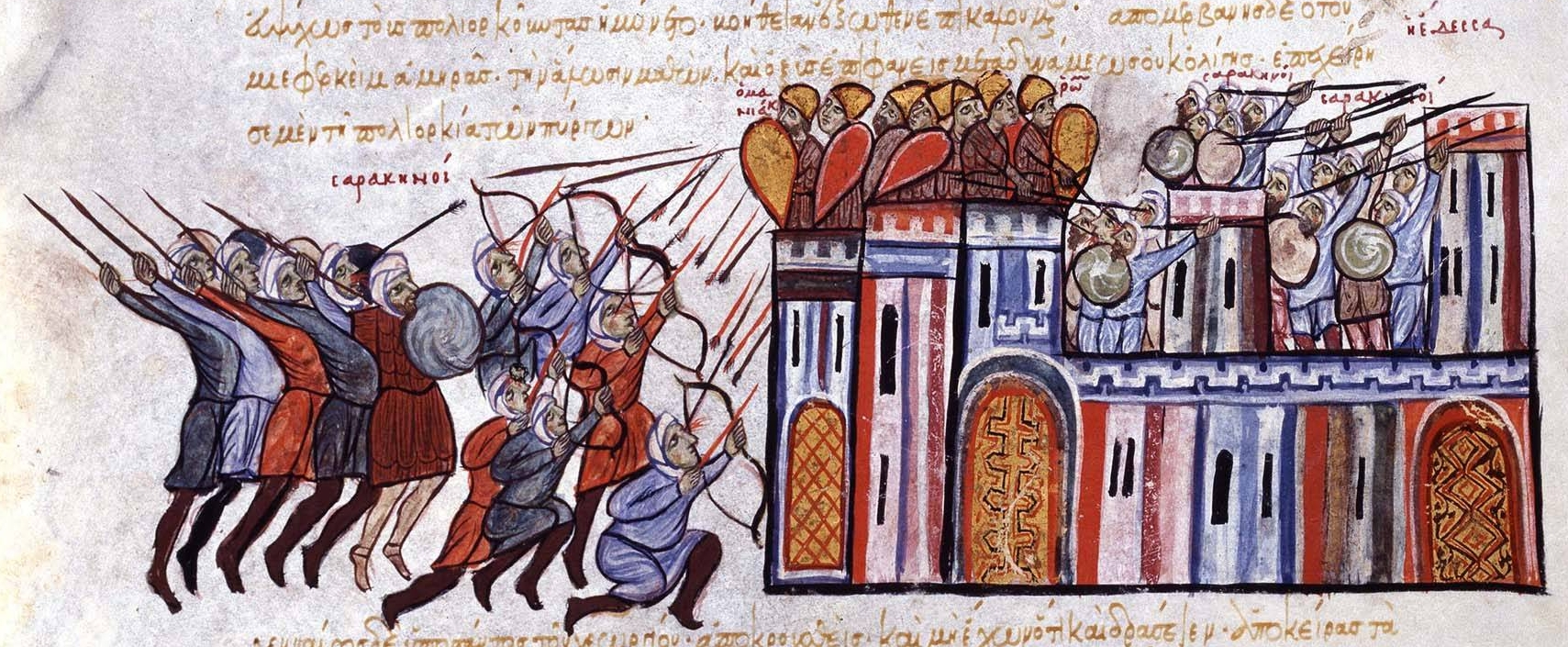
ضمُّ البيزنطيين الرها في سوريا سنة 1031 بقيادة جورج مانياكيس، والهجوم العربي المضاد.

في ذات الوقت واجهت الإمبراطورية عدوًا جديدًا. واجهت المقاطعات في جنوب إيطاليا النورمان الذي قدموا إلى إيطاليا في بدايات القرن الحادي عشر. خلال فترة النزاع بين القسطنطينية وروما التي انتهت بالانقسام بين الشرق والغرب بدأ النورمان تقدمهم ببطءٍ ولكن بثباتٍ في إيطاليا البيزنطية. سقطت ريدجو عاصمة تاغما كالابريا عام 1060 بيد روبرت جيسكارد وتبعتها أوترانتو في عام 1068. خضعت باري وهي المعقل البيزنطي الرئيسي في بوليا للحصار في أغسطس 1068 وسقطت في أبريل 1071. كما شهد البيزنطيون انهيار سيطرتهم على مدن الساحل الدلماسي لصالح بيتر كريشيمير الرابع الكرواتي (حكم 1058-1074/1075) في 1069.
في حوالي العام 1053 حلّ قسطنطين التاسع ما يسميه المؤرخ جون سكيليتسيس «الجيش الإيبيري»، الذي كان يتألف من 50,000 رجل، وحوّلهم إلى قوات نخبة تعمل حرسًا للإمبراطور. يُشير المؤرخون إلى أن تسريح هؤلاء الجنود تسبب في إلحاق ضرر كارثي بالدفاعات الشرقية للإمبراطورية، إلا أن أكبر الكوارث التي أصابت الإمبراطورية جرت في الأناضول حيث بدأ السلاجقة الأتراك أولى حملاتهم الاستكشافية عبر الحدود البيزنطية إلى أرمينيا في عامي 1065 و1067. قدّمت هذه الحالة الطارئة الدعم للأرستقراطية العسكرية في الأناضول والتي أمنت عام 1068 انتخاب أحد أفرادها رومانوس الرابع ديوجينيس إمبراطورًا لبيزنطة. في صيف 1071 شن رومانوس حملة شرقية ضخمة لدفع السلاجقة إلى اشتباك عام مع الجيش البيزنطي. في معركة ملاذكرد تلقّى رومانوس هزيمة مفاجئة على يد السلطان ألب أرسلان، وسقط في قبضة الأسر. عامله ألب أرسلان باحترام، ولم يفرض شروطًا ثقيلة على البيزنطيين. إلا أنه في القسطنطينية جرى انقلاب لصالح ميخائيل دوكاس الذي واجهَ معارضةً من نقفور برينيوس ونقفور الثالث بوتانياتيس. بحلول 1081 وسع السلاجقة حكمهم عمليًا على كامل الهضبة الأناضولية من أرمينيا شرقًا إلى بيثينيا غربًا، وأسسوا عاصمتهم في نيقية على بعد 90 كيلومترًا من القسطنطينية.

### السلالة الكومنينية والصليبيون

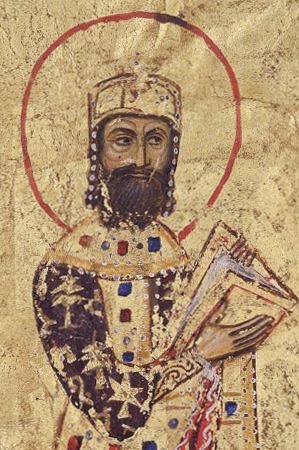
ألكسيوس الأول مؤسس السلالة الكومنينية.

تعرف الفترة بين عامي 1081-1185 عادة باسم العهد الكومنيني نسبةً للسلالة الكومنينية. حكم أباطرة آل كومنين الخمسة (ألكسيوس الأول ويوحنا الثاني وعمانوئيل الأول وألكسيوس الثاني وأندرونيكوس الأول) 104 عامًا مشرفين على استعادة ثابتة ولكن غير كاملة للوضع العسكري والتوسعي والاقتصادي والسياسي للإمبراطورية البيزنطية. ومع أن السلاجقة الأتراك احتلّوا الأناضول وهو قلب الإمبراطورية، فإن أغلب الجهود العسكرية البيزنطية قد وجهت ضد القوى الغربية وبالأخص النورمان. لعبت الإمبراطورية تحت حكم آل كومنين دورًا هامًا في الحروب الصليبية والتي ساهم ألكسيوس الأول في تسهيل مهمتها، كما مارست الإمبراطورية نفوذًا سياسيًا وثقافيًا هائلًا على أوروبا والشرق الأدنى والأراضي المحيطة بالمتوسط في عهدي يوحنا الثاني وعمانوئيل الأول. ازداد أيضًا الاتصال بين بيزنطة والغرب «اللاتيني» بما فيه الدويلات الصليبية خلال العهد الكومنيني. أصبح البنادقة وغيرهم من التجار الإيطاليين من المقيمين في القسطنطينية والإمبراطورية بأعداد كبيرة (قدر وجود 60,000 لاتيني في القسطنطينية وحدها التي بلغ تعداد سكانها ثلاثمئة أو أربعمئة ألف شخص) حيث ساهم وجودهم بالإضافة إلى الأعداد الكبيرة من المرتزقة اللاتين الذين وظفهم عمانوئيل الأول في نشر الفن والأدب والثقافة البيزنطية في الغرب اللاتيني بينما قاد أيضًا إلى تدفق الأفكار والعادات الغربية إلى الإمبراطورية. أما بخصوص حياة الازدهار والثقافة فكان العهد الكومنيني إحدى الذرا البيزنطية. وظلت القسطنطينية في عهدهم المدينة الرائدة في العالم المسيحي من حيث الحجم والثراء والثقافة. كما تجدد الاهتمام بالفلسفة الإغريقية الكلاسيكية، بالإضافة إلى تزايد الناتج الأدبي باليونانية العامية. احتل الأدب والفن البيزنطيان مكانة بارزة في أوروبا حيث كان التأثير الثقافي للفن البيزنطي على الغرب خلال هذه الفترة هائلًا وذا أهمية طويلة الأمد.

#### ألكسيوس الأول والحملة الصليبية الأولى

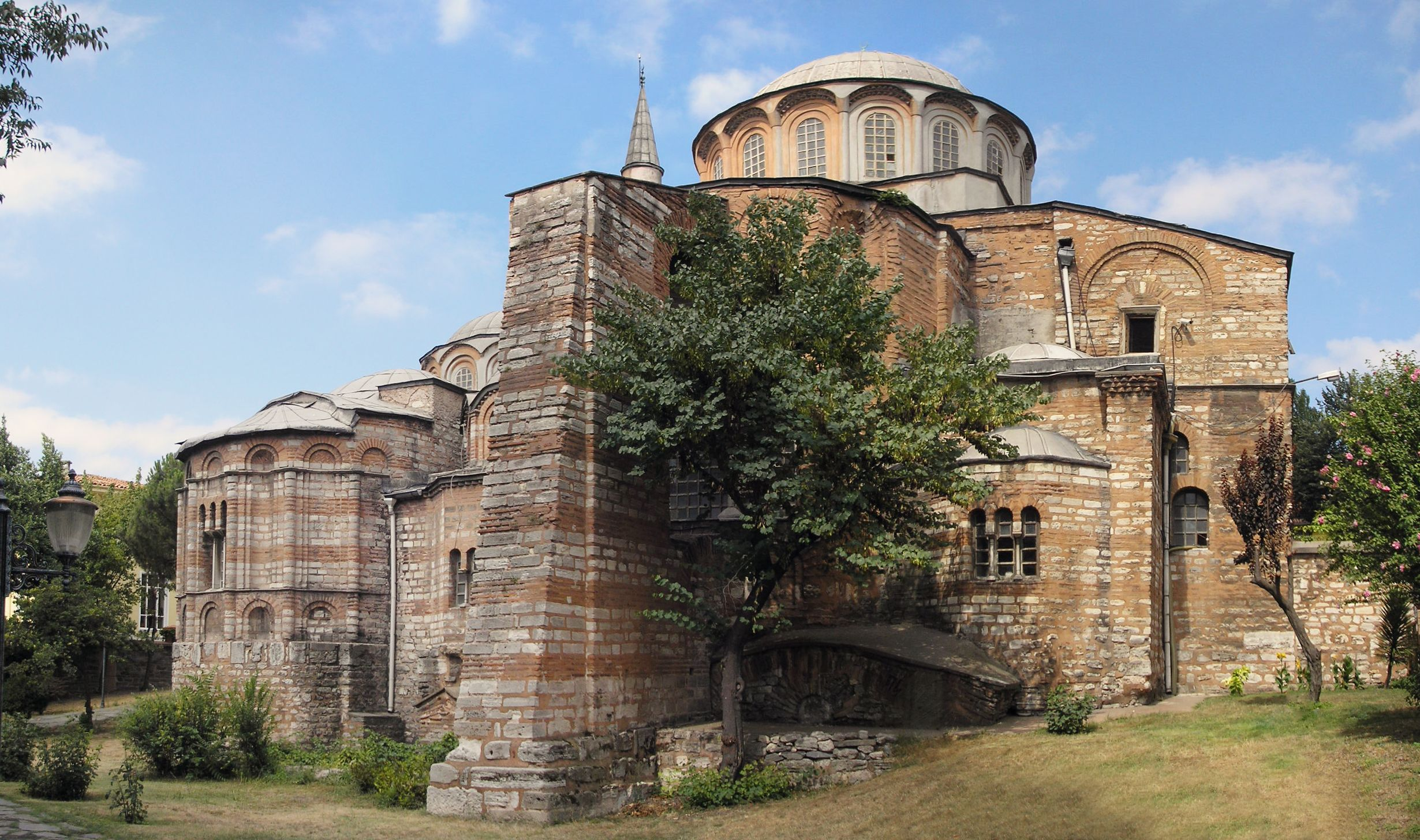
تحتوي كنيسة خورا -التي يعود تاريخها إلى العصر الكومني- على بعضٍ من أرقى اللوحات الجدارية والفسيفساء البيزنطية.

بعد معركة ملاذكرد (1171) أصبح التعافي الجزئي (المشار إليه باسم استعادة كومنيني) ممكنًا من قِبل سلالة آل كومنين. وصل الكومنينيون إلى السلطة مرة أخرى تحت قيادة ألكسيوس الأول في عام 1081. ومنذ بداية حكمه واجه هجومًا هائلاً شنّهُ النورمان بقيادة روبرت جيسكارد وابنه بوهيموند الأول والذين استولوا على ديرهاخيوم وكورفو، وفرضوا حصارًا على لاريسا في ثيساليا. خففت وفاة روبرت جيسكارد عام 1085 مؤقتًا من مشكلة النورمان. في العام التالي توفي السلطان السلجوقي، وانقسمت السلطنة السلجوقية بسبب الخصومات الداخلية. بفضل جهوده الخاصة هزم ألكسيوس البجناك. قُبضَ عليهم على حين غرة وأُبيدوا في معركة ليفونيون في 28 أبريل 1091.

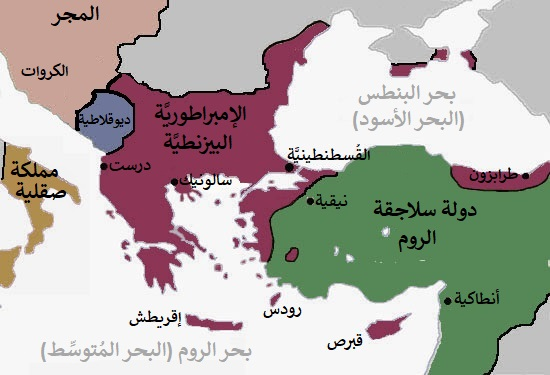
الإمبراطورية البيزنطية ودولة سلاجقة الروم قبل الحملة الصليبية الأولى (1095-1099)

بعد تحقيق الاستقرار في الغرب حوّل ألكسيوس الأول انتباهه إلى الصعوبات الاقتصادية الشديدة وتفكك الدفاعات التقليدية للإمبراطورية. ومع ذلك لم يكن لديه ما يكفي من القوة البشرية لاستعادة الأراضي المفقودة في الأناضول والتقدم ضد السلاجقة. وأشار المؤرخان بروس واتسون وإدوارد بيترز أنه في مجمع بياتشنزا الكاثوليكي الذي عُقد عام 1095 تحدث مبعوثو ألكسيوس إلى البابا أوربانوس الثاني حول «معاناة مسيحيي الشرق»، وأكدوا أنهم بدون مساعدة من الغرب ستستمر معاناتهم تحت الحكم الإسلامي.
رأى أوربانوس في طلب ألكسيوس فرصة مزدوجة لتدعيم أوروبا الغربية وإعادة توحيد الكنيسة الأرثوذكسية الشرقية مع الكنيسة الرومانية الكاثوليكية تحت حكمه. في 27 نوفمبر 1095 دعا البابا أوربانوس الثاني لعقد مجمع كليرمون، وحثّ جميع الحاضرين على حمل السلاح تحت راية الصليب وإطلاق رحلة حج مسلح لاستعادة القدس والشرق من المسلمين. كانت الاستجابة في أوروبا الغربية ساحقة.
توقع ألكسيوس الأول المساعدة على شكل قوات مرتزقة من الغرب، لكنه لم يكن مستعدًا تمامًا للقوة الهائلة وغير المنضبطة التي سرعان ما وصلت إلى الأراضي البيزنطية، ولم يشعر بالراحة عندما علم أن أربعة من القادة الثمانية للكتلة الرئيسية للحملة الصليبية كانوا من النورمان ومن بينهم بوهيموند. منذ اضطرت الحملة إلى المرور عبر القسطنطينية كان للإمبراطور بعض السيطرة عليها. لقد طلب من قادتها أن يقسموا على أن يعيدوا إلى الإمبراطورية أي مدن أو مناطق قد يعيدون احتلالها من الأتراك في طريقهم إلى الأرض المقدسة. وبالمقابل أعطاهم أدلة ومرافقة عسكرية.
تمكن ألكسيوس الأول من استعادة عدد من المدن والجزر المهمة وجزء كبير من غرب الأناضول. وافق الصليبيون على أن يصبحوا تابعين لألكسيوس بموجب معاهدة ديفول عام 1108، والتي كانت نهايةً لتهديد النورمان خلال فترة حكمه.

#### يوحنا الثاني وعمانوئيل الأول والحملة الصليبية الثانية

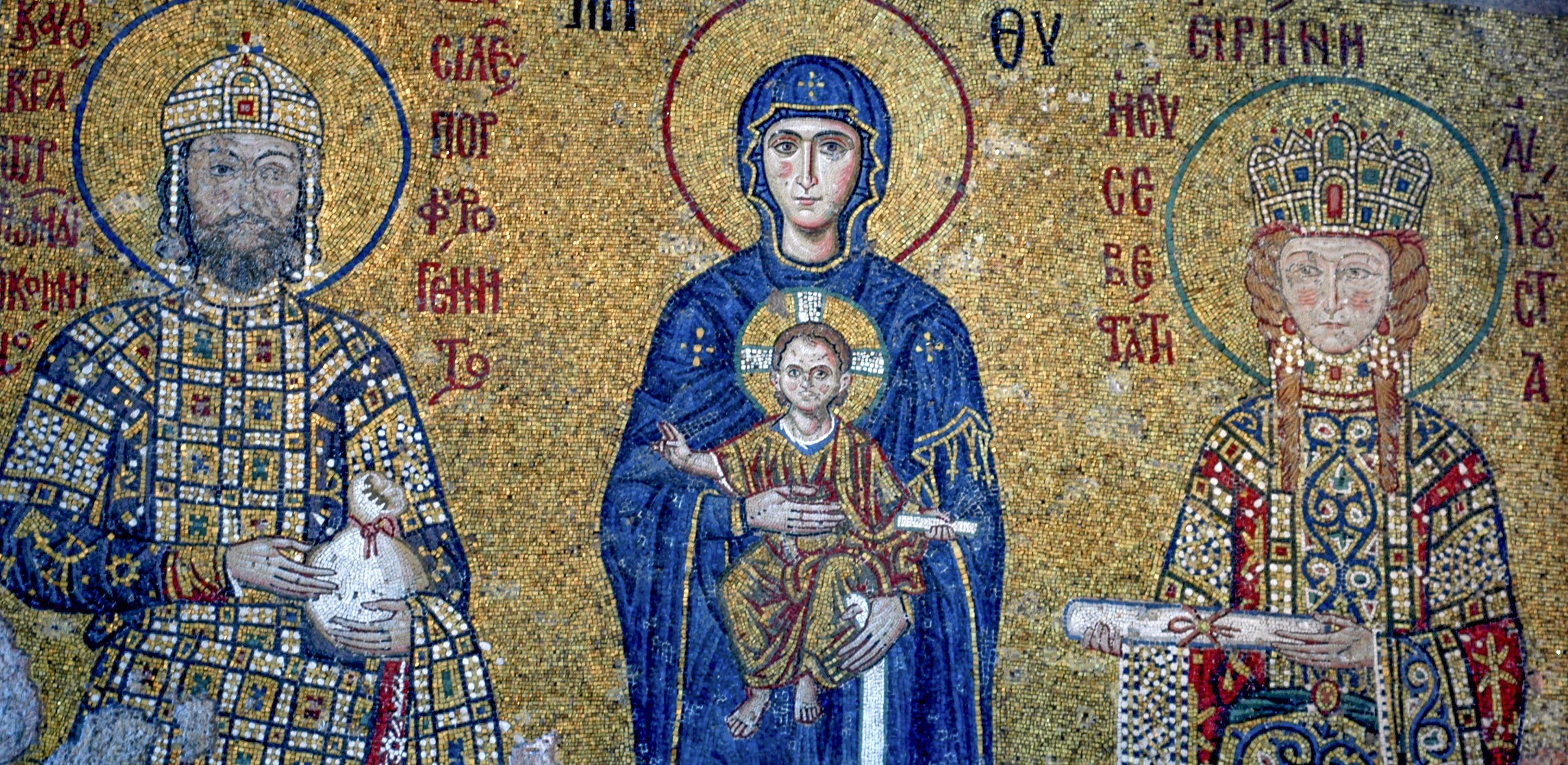
فسيفساء من آيا صوفيا، القسطنطينية (إسطنبول حاليًا)، تصوّر مريم العذراء ويسوع، يحيط بهم يوحنا الثاني كومنين (يسار) وزوجته إيرين المجرية (يمين)، (القرن الثاني عشر).

الإمبراطورية البيزنطية باللون البرتقالي، ثمانينات القرن الثاني عشر أواخر حقبة آل كومنين.

خلف يوحنا الثاني كومنين (حكم 1118-1143) والده ألكسيوس الأول. كان يوحنا إمبراطورًا تقيًا ومخلصًا، وكان مصممًا على إصلاح الضرر الذي لحق بالإمبراطورية في معركة ملاذكرد قبل نصف قرن. اشتهر يوحنا بوجهٍ ملحوظٍ بتقواه وحكمه المعتدل والعادل، وكان مثالًا استثنائيًا للحاكم الأخلاقي في وقت كانت فيه القسوة هي القاعدة. لهذا السبب أُطلق عليه ماركوس أوريليوس البيزنطي.
خلال فترة حكمه التي استمرت خمسة وعشرين عامًا أقام يوحنا تحالفات مع الإمبراطورية الرومانية المقدسة في الغرب وهزم بطريقة حاسمة البجناك في معركة بيرويا، وأحبط التهديدات المجرية والصربية خلال عشرينيات القرن الحادي عشر، وفي عام 1130 تحالف مع الإمبراطور الألماني لوثر الثالث ضد روجر الثاني ملك صقلية النورماندي.
في الجزء الأخير من عهده ركز يوحنا أنشطته على الشرق، وقاد شخصيًا العديد من الحملات ضد الأتراك في الأناضول. غيّرت حملاته بوجه أساسي ميزان القوى في الشرق، مما أجبر الأتراك على الدفاع، بينما أعاد العديد من البلدات والحصون والمدن عبر شبه الجزيرة إلى البيزنطيين. هزم إمارة الدانشمنديين في ملطية وأعاد احتلال قيليقية بأكملها، بينما أجبر ريموند الثاني أمير أنطاكية على الاعتراف بالسيادة البيزنطية. وفي محاولة لإثبات دور الإمبراطور قائدًا للعالم المسيحي سار يوحنا إلى الأراضي المقدسة على رأس القوات المشتركة للإمبراطورية والدول الصليبية؛ ومع أنه أبدى نشاطًا كبيراً في الحملة، إلا أن آماله خابت بفعل خيانة حلفائه الصليبيين. عام 1142 عاد يوحنا للضغط بشأن مطالباته بأنطاكية وكانت كونتية صليبية، لكنه توفي في ربيع عام 1143 بعد حادث صيد.
كان وريث يوحنا المختار هو ابنه الرابع عمانوئيل كومنينوس الذي شن حملة عدوانية ضد جيرانه في كل من الغرب والشرق. في فلسطين تحالف عمانوئيل مع مملكة بيت المقدس الصليبية وأرسل أسطولًا كبيرًا للمشاركة في غزو مشترك لمصر الفاطمية. عزز عمانوئيل موقعه حاميًا للدول الصليبية مع هيمنته على أنطاكية والقدس باتفاق مع أرناط أمير أنطاكية، وعموري الأول ملك القدس. في محاولة لاستعادة السيطرة البيزنطية على موانئ جنوب إيطاليا أرسل رحلة استكشافية إليها عام 1155، لكن الخلافات داخل التحالف أدت إلى فشل الحملة في نهاية المطاف. وبالرغم من هذه النكسة العسكرية نجحت جيوش عمانوئيل في غزو المناطق الجنوبية من مملكة المجر عام 1167، وهزمت المجريين في معركة سيرميوم. بحلول عام 1168 كان ما يقرب من كامل الساحل الشرقي للبحر الأدرياتيكي وقع في يد عمانوئيل. أقام عمانوئيل عدة تحالفات مع البابا والممالك المسيحية الغربية، ونجح في إمرار الحملة الصليبية الثانية عام 1145 عبر إمبراطوريته.
في الشرق عانى عمانوئيل من هزيمة كبرى في عام 1176 في معركة ميريوكيفالون ضد الأتراك. ومع ذلك استُرِدَّت الخسائر بسرعة، وفي العام التالي ألحقت قوات عمانوئيل هزيمة بقوةٍ من نخبة المقاتلين الأتراك. لم يُحضر القائد البيزنطي جون فاتاتزيس الذي دمر الغزاة الأتراك في معركة هيليون وليموشير القوات من العاصمة فحسب، بل تمكن أيضًا من حشد جيش على طول الطريق في إشارة إلى أن الجيش البيزنطي ظل قويًا وأن النظام الدفاعي غرب الأناضول لايزال ناجحًا.

#### عصر النهضة في القرن الثاني عشر

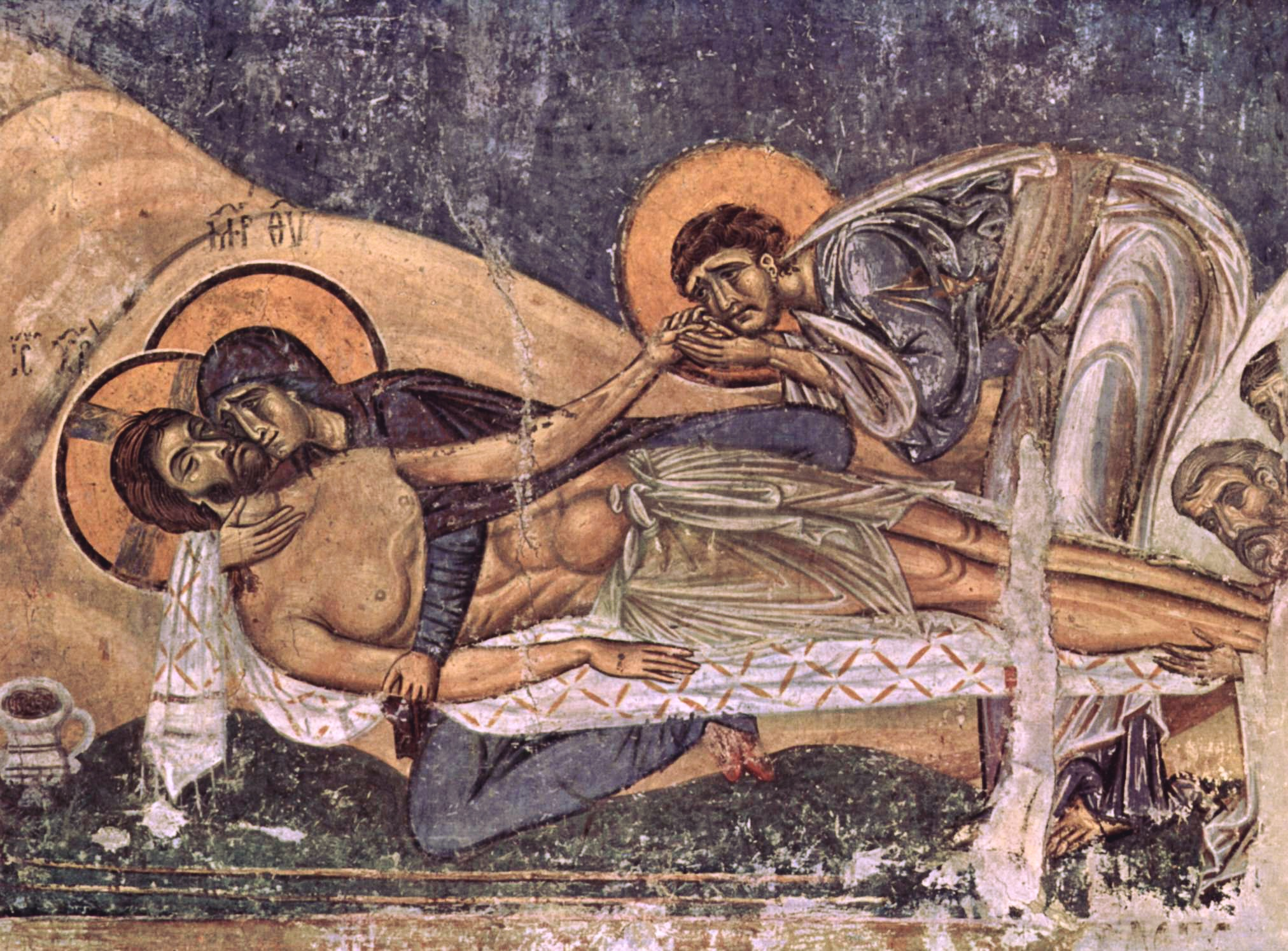
رثاء المسيح (1164)، لوحة جدارية من كنيسة القديس بانتيليمون في نيريزي-مقدونيا الشمالية، تعتبر مثالًا رائعًا للفن الكومنيني في القرن الثاني عشر.

خلال القرن الثاني عشر شهدت حضارة الإمبراطورية البيزنطية فترة من التغيير والتطور المكثف، ما حدا ببعض المؤرخين للإشارة إلى «عصر نهضة» في القرن الثاني عشر في الإنجاز الثقافي والفكري البيزنطي. كانت هذه التغييرات مهمةً خصوصًا في مجالين من مجالات الحضارة البيزنطية؛ ازدهارها الاقتصادي، وإنجازاتها الفنية.
اتبع يوحنا الثاني وعمانوئيل الأول سياساتٍ عسكريةً نشطةً، واستخدم كلاهما مواردَ كبيرةً في عمليات الحصار ودفاعات المدينة، وكانت سياسات التحصين العدوانية في جوهر سياساتهم العسكرية الإمبريالية. بغض النظر عن هزيمة ميريوكيفالون أدت سياسات ألكسيوس الأول ويوحنا الثاني وعمانوئيل الأول إلى مكاسب إقليمية واسعة، وزيادة الاستقرار الحدودي في الأناضول، وتأمين استقرار الحدود الأوروبية للإمبراطورية. من ثمانينات القرن الحادي عشر إلى ثمانينات القرن الثاني عشر حافظ جيش آل كومنين على أمن الإمبراطورية، مما مكن الحضارة البيزنطية من الازدهار.
سمح ذلك للمقاطعات الغربية بتحقيق انتعاش اقتصادي استمر حتى نهاية القرن. لقد قيل إن بيزنطة تحت الحكم الكومنيني كانت أكثر ازدهارًا من أي وقت مضى منذ الغزوات الفارسية في القرن السابع. خلال القرن الثاني عشر ارتفعت مستويات دخل السكان، ودخلت مساحات شاسعة من الأراضي الزراعية الجديدة في الإنتاج. تظهر الأدلة الأثرية من كل من أوروبا والأناضول زيادة كبيرة في حجم المستوطنات الحضرية إلى جانب زيادة ملحوظة في المدن الجديدة، كما كانت التجارة مزدهرة. فتح سكان البندقية وجنوا وغيرهم موانئ بحر إيجة للتجارة وشحن البضائع من مملكتي بيت المقدس (آوترمر) (بالإنجليزية: Outremer) ومصر الفاطمية إلى الغرب والتداول مع الإمبراطورية عبر القسطنطينية.
أثّرت الثروة الجديدة -التي تولدت خلال هذه الفترة- إيجابًا على الحياة الثقافية البيزنطية. من الناحية الفنية كان هناك إحياء في فن الفسيفساء، وبدأت المدارس الإقليمية للهندسة المعمارية في إنتاج العديد من الأساليب المميزة التي استندت إلى مجموعة من التأثيرات الثقافية. خلال القرن الثاني عشر قدم البيزنطيون نموذجهم للنهضة الإنسانية المبكرة؛ نهضةً في الاهتمام بالمؤلفين الكلاسيكيين. وجدت الإنسانية البيزنطية تعبيرها الأكثر تميزًا في أستاثيوس التسالونيكي. وفي الفلسفة كانت هناك عودة للتعلم الكلاسيكي لم يُشهد مثلها منذ القرن السابع، تميزت بزيادة كبيرة في نشر التعليقات على الأعمال الكلاسيكية. إلى جانب ذلك حدث النقل الأول للمعرفة اليونانية الكلاسيكية إلى الغرب خلال الفترة الكومنينية.
عمومًا نظرًا لزيادة عدد السكان والازدهار الكبير في هذه الفترة يبدو أن الانتعاش الاقتصادي في بيزنطة قد عزز الأساس الاقتصادي للدولة. يساعد هذا في تبيان كيف تمكن أباطرة الأسرة الكومنينية (عمانوئيل كومنينوس على وجه الخصوص) من إبراز قوتهم وتأثيرهم على نطاق واسع في هذا الوقت. حيث عمل على استعادة الإمبراطورية البيزنطية إلى سالف أمجادها قوةً عظمى في منطقة البحر الأبيض المتوسط، ومع ذلك فإن هذا لم يكن الأثر الوحيد للتوسع الاقتصادي في الإمبراطورية، فقد كان التأثير على الثقافة والمجتمع البيزنطيين عميقًا أيضًا.

### الانحدار والتفكك

#### سلالة أنجيلوس

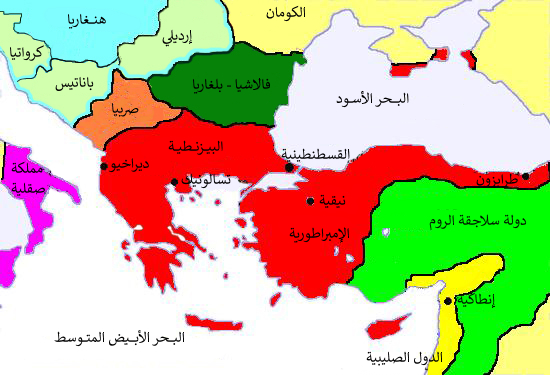
بيزنطة أواخر فترة سلالة أنجيلوس.

تركت وفاة عمانوئيل الأول كومنينوس في 24 سبتمبر 1180 ابنه ألكسيوس الثاني كومنينوس البالغ من العمر 11 عامًا على العرش. كان ألكسيوس غير كفء للغاية في المنصب، ولم تكن وصاية والدته ماريا الأنطاكية على العرش محبوبة بين الناس بسبب خلفيّتها الفرنجية. في النهاية أطلق أندرونيكوس الأول كومنينوس حفيد ألكسيوس الأول ثورة ضد قريبه الأصغر وتمكن من الإطاحة به في انقلاب عنيف. مستغلًا مظهره الجميل وشعبيته الهائلة في الجيش سار إلى القسطنطينية في أغسطس 1182 وحرض على مذبحة ضد اللاتين. وبعد القضاء على منافسيه المحتملين توج نفسه إمبراطورًا مشاركًا في سبتمبر 1183. وأزاح ألكسيوس الثاني وأخذ زوجته الفرنسية أغنيس البالغة من العمر 12 عامًا لنفسه.
بدأ أندرونيكوس حكمه جيدًا، وأشاد المؤرخون على الخصوص بالإجراءات التي اتخذها لإصلاح حكومة الإمبراطورية. وفقًا لجورج أوستروغورسكي كان أندرونيكوس مصممًا على استئصال الفساد؛ ففي ظل حكمه توقف بيع المكاتب؛ كان الاختيار على أساس الجدارة وليس المحسوبية؛ دُفعت رواتب مناسبة للمسؤولين للحد من إغراء الرشوة. وفي المقاطعات أدت إصلاحات أندرونيكوس إلى تحسن سريع وملحوظ. كان الأرستقراطيون غاضبين منه، ومما زاد الطين بلة أن أندرونيكوس أصبح غير متزن على نحو متزايد؛ وأصبحت عمليات الإعدام والعنف شائعة بدرجة متزايدة، وتحول عهده إلى عهد الرعب. بدا أندرونيكوس يسعى لإبادة الطبقة الأرستقراطية ككل. تحول النضال ضد الطبقة الأرستقراطية إلى مذابح جماعية، بينما لجأ الإمبراطور إلى المزيد من الإجراءات القاسية لتدعيم نظامه.
ومع أنه ذو خلفية عسكرية فشل أندرونيكوس في التعامل مع إسحاق كومنينوس، وبيلا الثالث ملك المجر (حكم 1172-1196) الذي أعاد ضمّ كرواتيا إلى المجر، وستيفن نيمانيا من صربيا (حكم 1166-1196) الذي أعلن استقلاله عن الإمبراطورية البيزنطية. ومع ذلك لايمكن مقارنة أي من هذه المشاكل مع قوة ويليام الثاني ملك صقلية (حكم 1166-1189) الغازية، والمكونة من 300 سفينة و80,000 رجل، والتي وصلت عام 1185. حشد أندرونيكوس أسطولًا صغيرًا من 100 سفينة للدفاع عن العاصمة، كما لم يكن مباليًا بالسكان. أُطيحَ به أخيرًا عندما استولى إسحاق أنجيلوس -بعدما نجا من محاولة اغتيال إمبراطورية- على السلطة بمساعدة الشعب وقتل أندرونيكوس عام 1185.
شهد عهد إسحاق الثاني وكذلك عهد أخيه ألكسيوس الثالث انهيار ما تبقى من الآلية المركزية للحكومة والدفاع البيزنطيين. مع أن النورمانديين طُردوا من اليونان، لكن في عام 1186 بدأ الفلاش والبلغار تمردًا أدى إلى تشكيل الإمبراطورية البلغارية الثانية. تميزت السياسة الداخلية لسلالة أنجيلوس بتبديد الثروة العامة وسوء الإدارة المالية. ضعفت السلطة الإمبراطورية بشدة، وشجع الفراغ المتزايد في وسط الإمبراطورية على التجزئة. هناك أدلة على أن بعض ورثة آل كومنين أقاموا دولة شبه مستقلة في طرابزون قبل عام 1204. وفقًا لأليكساندر فاسيليف: «سلالة أنجيلوس اليونانية الأصل، ... عجلت من خراب الإمبراطورية، التي أضعفت بالفعل في الخارج وانفصلت من الداخل.»

#### الحملة الصليبية الرابعة

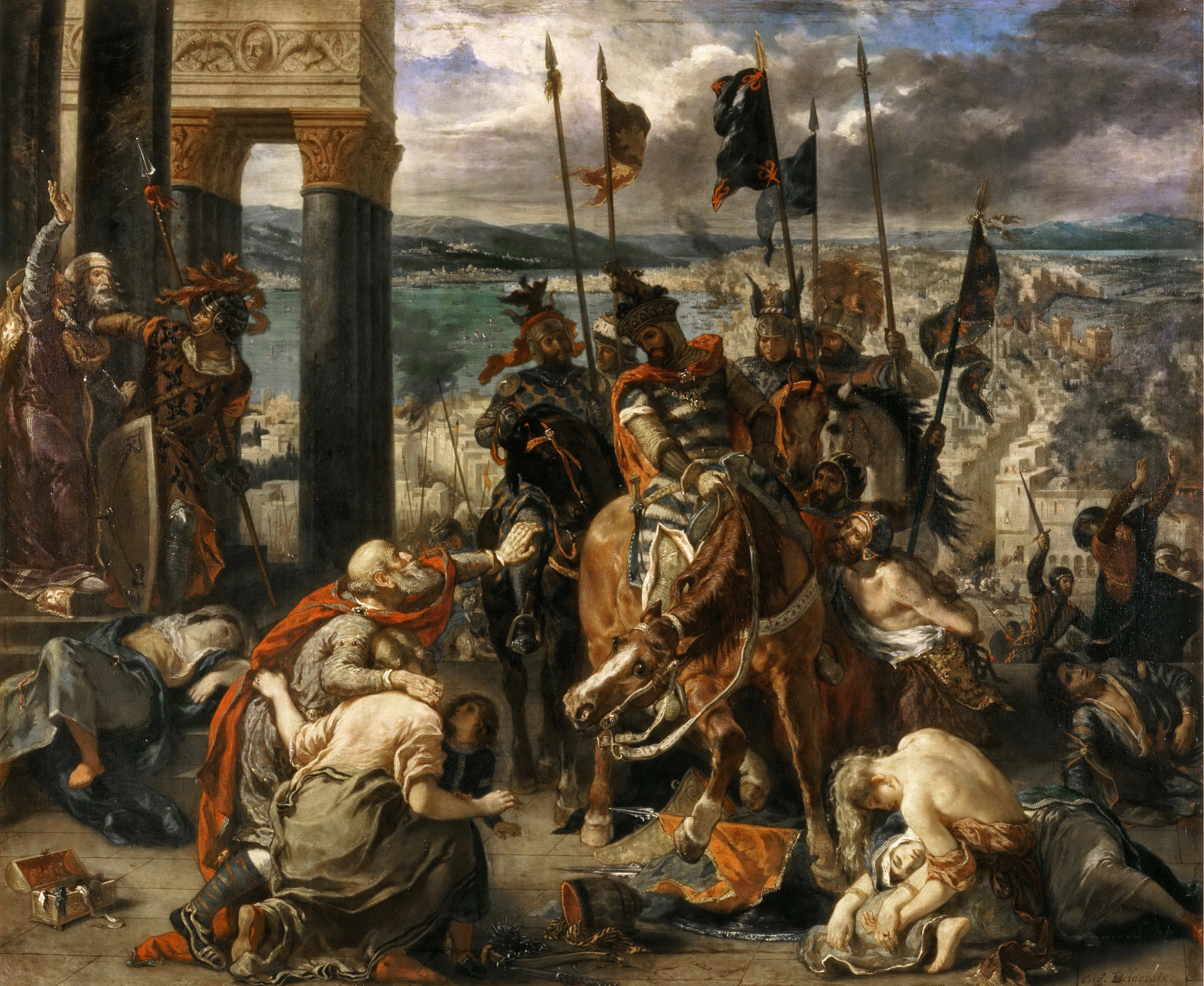
لوحة «دخول الصليبيين إلى القسطنطينية»، بريشة ديلاكروا (1840).

في عام 1198 تطرق البابا إينوسنت الثالث إلى موضوع حملة صليبية جديدة عبر المندوبين والرسائل العامة. كان الهدف المعلن للحملة هو غزو مصر التي أصبحت حينها مركز القوة الإسلامية في المشرق. وصل الجيش الصليبي إلى البندقية صيفَ عام 1202 واستأجر أسطولها لنقل أفراده إلى مصر. ولمكافأة البنادقة استولى الصليبيون على ميناء زارا (المسيحي) في دالماسيا (مدينة تابعة للبندقية تمردت ووضعت نفسها تحت حماية المجر عام 1186). بعد ذلك بوقت قصير أجرى ألكسيوس أنجيلوس -نجل الإمبراطور المخلوع والكفيف إسحاق الثاني أنجيلوس- اتصالاتٍ مع الصليبيين. عرض ألكسيوس إعادة توحيد الكنيسة البيزنطية مع روما، ودفع 200 ألف مارك فضية للصليبيين، والانضمام إلى الحملة الصليبية، وتوفير كل الإمدادات التي يحتاجونها للوصول إلى مصر. بغية تمكينه من استعادة العرش.

#### نهب الصليبيين للقسطنطينية (1204)

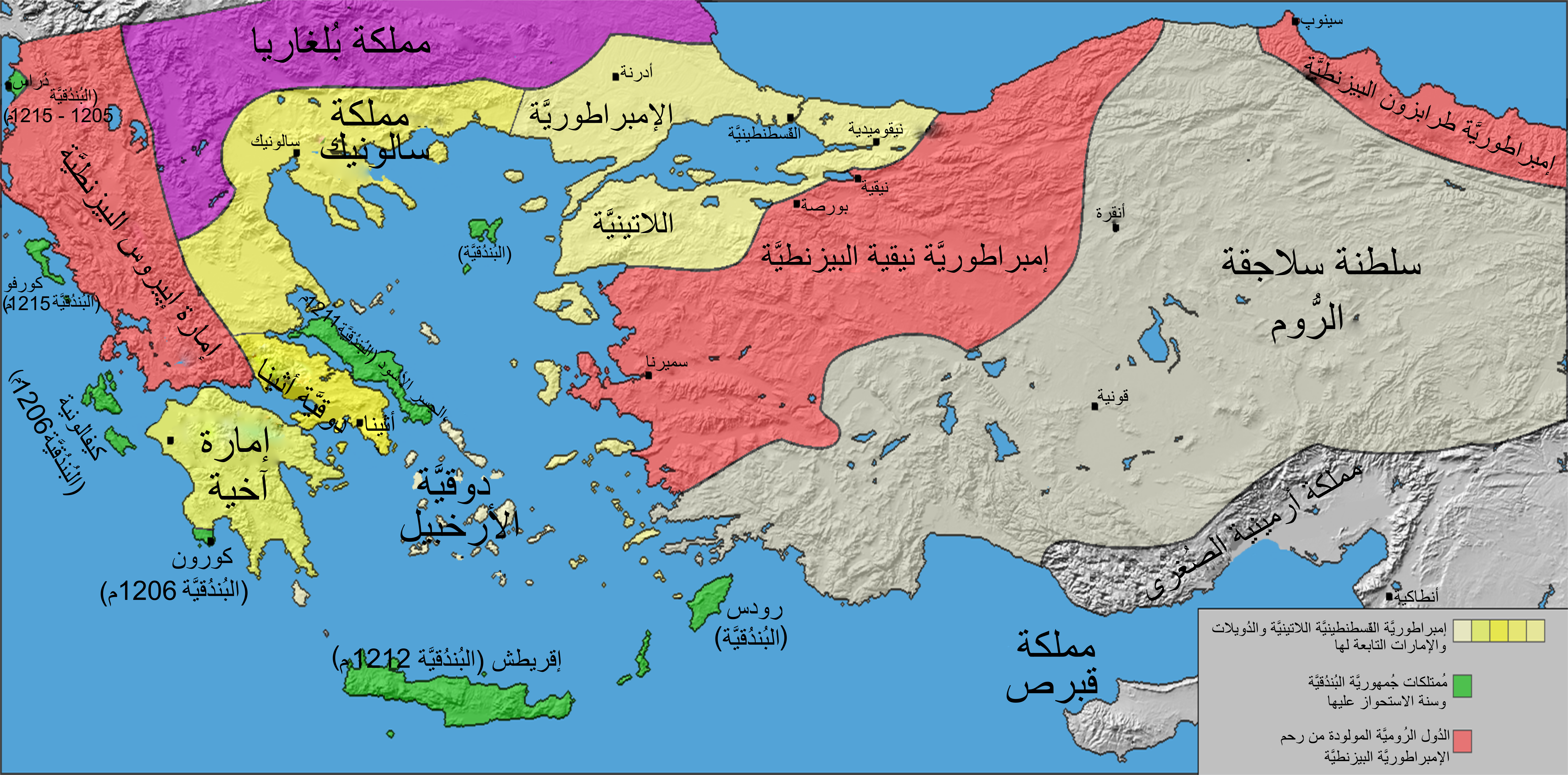
تقسيم الإمبراطورية في أعقاب الحملة الصليبية الرابعة، في حدود 1204.

وصل الصليبيون إلى القسطنطينية في صيف عام 1203 وهاجموا بسرعة، مما أدى إلى اندلاع حريق كبير دمر أجزاء كبيرة من المدينة، واستولوا عليها لفترة وجيزة. فرَّ ألكسيوس الثالث من العاصمة وارتقى ألكسيوس الرابع أنجيلوس العرش مع والده الكفيف إسحاق الثاني. لم يتمكن ألكسيوس الرابع ووالده من الوفاء بوعودهما وخلعهما ألكسيوس الخامس. استولى الصليبيون على المدينة مرة أخرى في 13 أبريل 1204 وتعرضت القسطنطينية للنهب والمذابح ثانية لمدة ثلاثة أيام. ظهرت العديد من الأيقونات والآثار وغيرها من الأشياء التي لاتقدر بثمن في وقت لاحق في أوروبا الغربية، وعدد كبير منها في البندقية. وفقًا لشوناتس عُيّنَت عاهرة على العرش البطريركي. عندما استُعيدَ النظام شرع الصليبيون والبنادقة في تنفيذ اتفاقهم؛ انتُخبَ بالدوين الأول إمبراطورًا على الإمبراطورية اللاتينية الجديدة واختيرَ توماس موروسيني البندقي بطريركًا. تضمنت الأراضي المقسمة بين القادة معظم الممتلكات البيزنطية السابقة، مع أن المقاومة استمرّت في أنحاء الإمبراطورية المتبقية في نيقية، طرابزون، وإبيروس. ومع أن البندقية كانت مهتمة بالتجارة أكثر من احتلال الأراضي، إلا أنها احتلت مناطق رئيسية في القسطنطينية وحصل دوق البندقية على لقب «سيّد ربع ونصف ربع الإمبراطورية الرومانية».

### السقوط

#### الإمبراطورية في المنفى
بعد نهب الصليبيين القسطنطينية عام 1204 أُنشئت ولايتان خليفتان لبيزنطة: إمبراطورية نيقية وديسبوتية إبيروس. وأُنشئت الثالثة إمبراطورية طرابزون بقيادة ألكسيوس كومنينوس، قائد الحملة الجورجية في الخالدية. قبل أسابيع قليلة من نهب القسطنطينية وجد ألكسيوس نفسه إمبراطورًا بحكم الأمر الواقع، ونصّب نفسه على طرابزون. من بين الولايات الثلاث الخليفات حظيت إبيروس ونيقية بأفضل فرصة لاستعادة القسطنطينية. كافحت إمبراطورية نيقية لتبقى موجودة خلال العقود القليلة التالية، وبحلول منتصف القرن الثالث عشر كانت فقدت الكثير من الأراضي في جنوب الأناضول. سمح ضعف دولة سلاجقة الروم بعد الغزو المغولي في 42-1243 للكثير من الأمراء والغزاة بتأسيس إماراتهم الخاصة في الأناضول، مما أضعف سيطرة البيزنطيين على آسيا الصغرى. مع الوقت أنشأ أحد الأمراء؛ عثمان الأول إمبراطورية من شأنها أن تغزو القسطنطينية في نهاية المطاف. وبالرغم من ذلك أعطى الغزو المغولي نيقية أيضًا فترة راحة مؤقتة من هجمات السلاجقة، مما سمح لها بالتركيز على الإمبراطورية اللاتينية في شمالها.

#### استعادة القسطنطينية

الإمبراطورية البيزنطية، حوالي 1263.

استطاعت إمبراطورية نيقية -التي أسستها سلالة لاسكاريس- أن تلعب دورًا في استعادة القسطنطينية من اللاتين في عام 1261 وهزيمة إبيروس. أدى ذلك إلى إحياء قصير الأمد لبيزنطة تحت حكم ميخائيل الثامن باليولوج، لكن الإمبراطورية التي دمرتها الحرب لم تكن مجهزة للتعامل مع الأعداء الذين أحاطوا بها. سحب ميخائيل القوات من الأناضول للحفاظ على حملته ضد اللاتين وفرض ضرائب باهظة على الفلاحين، مما تسبب باستياء شديد. انتهت مشاريع البناء الضخمة في القسطنطينية لإصلاح أضرار الحملة الصليبية الرابعة، لكن أيًا من هذه المبادرات لم تكن مصدر ارتياح للمزارعين في الأناضول الذين عانوا من غارات الغزاة المسلمين.
بدلاً من الاحتفاظ بممتلكاته في آسيا الصغرى اختار ميخائيل توسيع الإمبراطورية، وحقق نجاحًا قصير المدى فقط. وأجبر الكنيسة على الخضوع لروما كحلّ مؤقت لتجنب نهب اللاتين للعاصمة مرة أخرى، وبسبب ذلك كره القرويون ميخائيل والقسطنطينية. كانت جهود أندرونيكوس الثاني ولاحقًا حفيده أندرونيكوس الثالث تمثل آخر محاولات بيزنطة الحقيقية لاستعادة مجد الإمبراطورية. ومع ذلك فإن استخدام أندرونيكوس الثاني للمرتزقة غالبًا ماأتى بنتائج عكسية، مع تخريب الشركة القطلونية للريف وتزايد الاستياء تجاه القسطنطينية.

#### صعود العثمانيين وسقوط القسطنطينية
أصبح الوضع أسوأ بالنسبة لبيزنطة خلال الحروب الأهلية بعد وفاة أندرونيكوس الثالث (حكم 28-1341). دمرت حرب أهلية دامت ست سنوات (41-1347) الإمبراطورية، مما سمح للحاكم الصربي ستيفان دوشان (حكم 31-1346) باجتياح معظم أراضيها المتبقية وإنشاء الإمبراطورية الصربية. عام 1354 دمر زلزال في كليبولي الحصن، مما سمح للعثمانيين (الذين عيّنهم يوحنا السادس قانتاقوزن مرتزقةً خلال الحرب الأهلية) بإقامة كيانهم في أوروبا. بحلول الوقت الذي انتهت فيه الحروب الأهلية البيزنطية هزم العثمانيون الصرب وأخضعوهم أتباعًا. بعد معركة قوصوه (1389) التي قُتل بها السلطان مراد الأول (حكم 60-1389) أصبح العثمانيون يسيطرون على كثير من مناطق البلقان.
ناشد الأباطرة البيزنطيون الغرب للمساعدة، لكن البابا لم يفكر إلا في المساعدة مقابل توحيد الكنيسة الأرثوذكسية الشرقية مع كرسي روما. وفقًا للمؤرخ ستيفين رونسيمان كان يُنظر دائمًا في وحدة الكنيسة وأحيانًا أُنجزت بمرسوم إمبراطوري، لكن المواطنين الأرثوذكس ورجال الدين استاؤوا بشدة من سلطة روما والطقوس اللاتينية. وصلت بعض القوات الغربية لدعم المدافعين عن القسطنطينية، لكن معظم الحكام الغربيين المنهمكين بشؤونهم الخاصة لم يفعلوا شيئًا عندما انتزع العثمانيون الأراضي البيزنطية المتبقية.

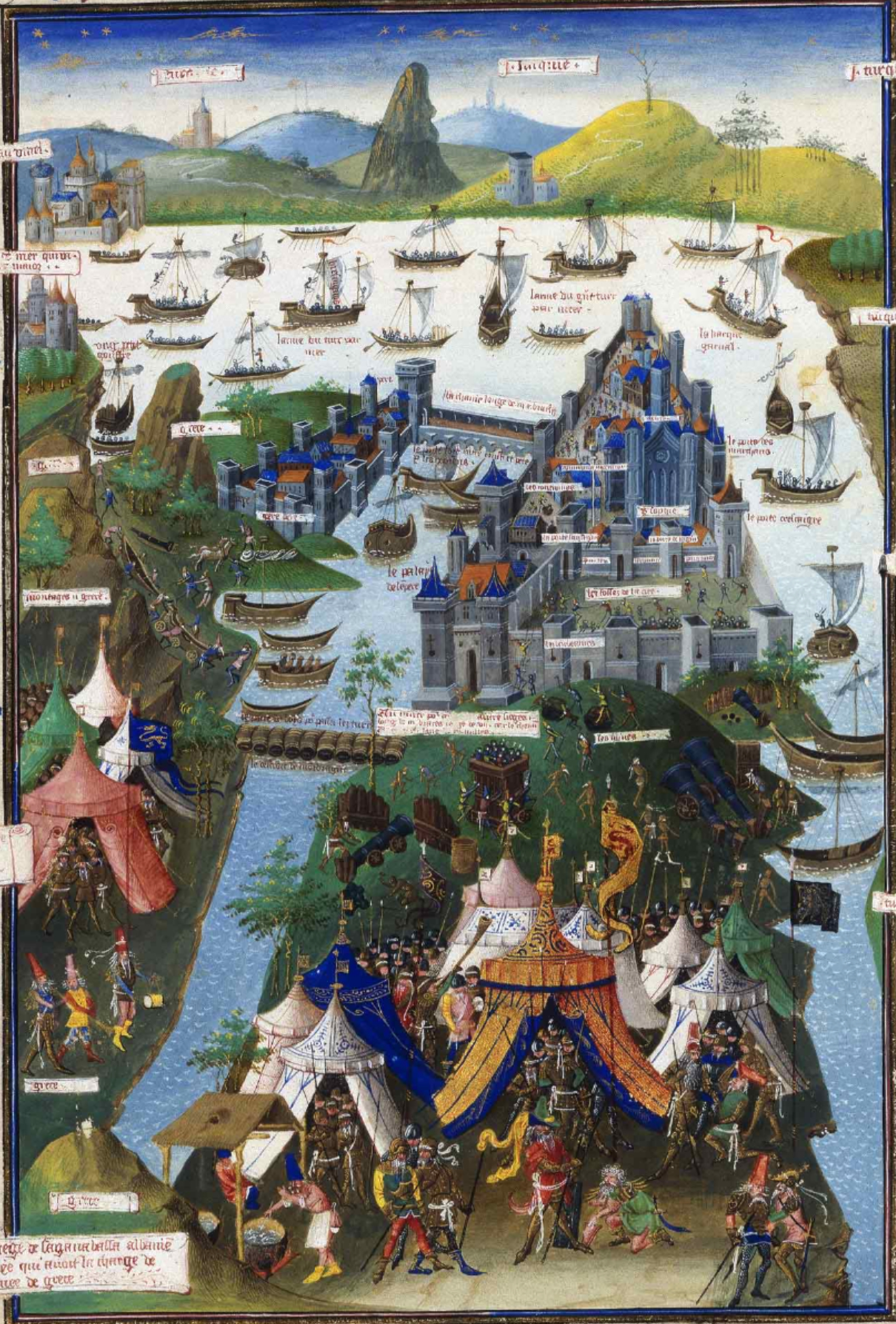
حصار القسطنطينية عام 1453، مصور في منمنمة فرنسية من القرن الخامس عشر.

كانت القسطنطينية في هذه المرحلة مكتظة بالسكان ومهدمة. لقد ضَعُف سكان المدينة بشدة لدرجة أنها أصبحت أكثر بقليل من مجموعة قرى تفصلها حقول. في 2 أبريل 1453 حاصر جيش السلطان محمد المكون من 80,000 رجل وأعداد كبيرة من غير النظاميين المدينة. مع أن القوات المسيحية التي كان عددها كبيرًا (حوالي 7000 رجل، 2000 منهم من الأجانب) استمرّت تدافع عن المدينة بيأس حتى النهاية، سقطت القسطنطينية أخيرًا في يد العثمانيين بعد حصار دام شهرين في 29 مايو 1453. وشوهد آخر إمبراطور بيزنطي؛ قسطنطين الحادي عشر وهو يلقي زيَّه الإمبراطوري ويذهب بنفسه للقتال بيده بعد أن استولى العثمانيون على أسوار المدينة.
تذكر روايات مؤرخين مسلمين عاصروا الحدث -مثل المؤرخ عاشق باشا وآق شمس الدين وطورسون بك وآخرين- أن محمدًا الفاتح سار إلى كاتدرائيَّة آيا صوفيا حيثُ تجمَّع خلقٌ كثيرٌ من النَّاس فأمَّنهم على حياتهم ومُمتلكاتهم وحُرِّيتهم، وطلب منهم العودة إلى بيوتهم. بعد ذلك توجَّه إلى مذبح الكاتدرائيَّة وأمر برفع الآذان فيها، وأدّى صلاة العصر داخلها إيذانًا بجعلها مسجدًا جامعًا للمُسلمين، على الجانب الآخر يُشير مؤرخون غربيون معاصرون أنه عند دخول القوات العثمانية المدينة فتحاً، واستناداً لتقارير لشهود عيان على الحدث -مثل نقولا باربارو وليونارد من خيوس ودوكاس والمؤرخ مايكل كريتوبولوس وجورج سفرانتز وغيرهم- استباحَ أفراد الجيش العثماني المدينة وقتلوا أعدادًا كبيرة من المسيحيين فيها وسُبي بعضهم كأسرى.(3) ويروي عدة مؤرخين لاحقين منهم فيليب مانسيل ومايكل دوكاس وأندرو ويتكروفت وستيفين رنسيمان وكينيث سيتون وغيرهم أنَّ العساكر العُثمانيَّة استباحت المدينة وكنائسها ومن ضمنها آيا صوفيا وقتلت وسبت من لجأ إليها. وقدّر مانسيل عدد القتلى من المدنيين بالآلاف وعدد من استُعبدوا أو هُجّروا بحوالي 30,000. بينما حسب المؤرخ الغربي ديفيد نيكول فإن العثمانيين عاملوا سكان المدينة بأسلوب أفضل من الصليبيين الذين احتلوا المدينة عام 1204 مؤكدًا في الوقت ذاته على أن مجموع من قُتل من الروم لم يتجاوز 4000 فردٍ بالإجمال منذ بدء حصار القسطنطينية وحتى تمام الفتح، ومجموع من أُخذوا كأسرى حوالي 50,000. ويضيف نيكول أنه عند دخول القوات العثمانية إلى كنيسة آيا صوفيا اقتيد الرجال والنساء -ومن ضمنهم أعضاء النخبة البيزنطية- والذين التجؤوا إليها للعبودية أو الفدية، وحُطّمَت التماثيل الدينية باعتبارها «أوثانًا» وأُخذَت المجوهرات المزينة على الأيقونات والملابس الليتورجية كغنائم، وورد أن الصليب الرئيسي في الكنيسة قد غُطّيَ بقبّعة إنكشارية. 

### التداعيات السياسية

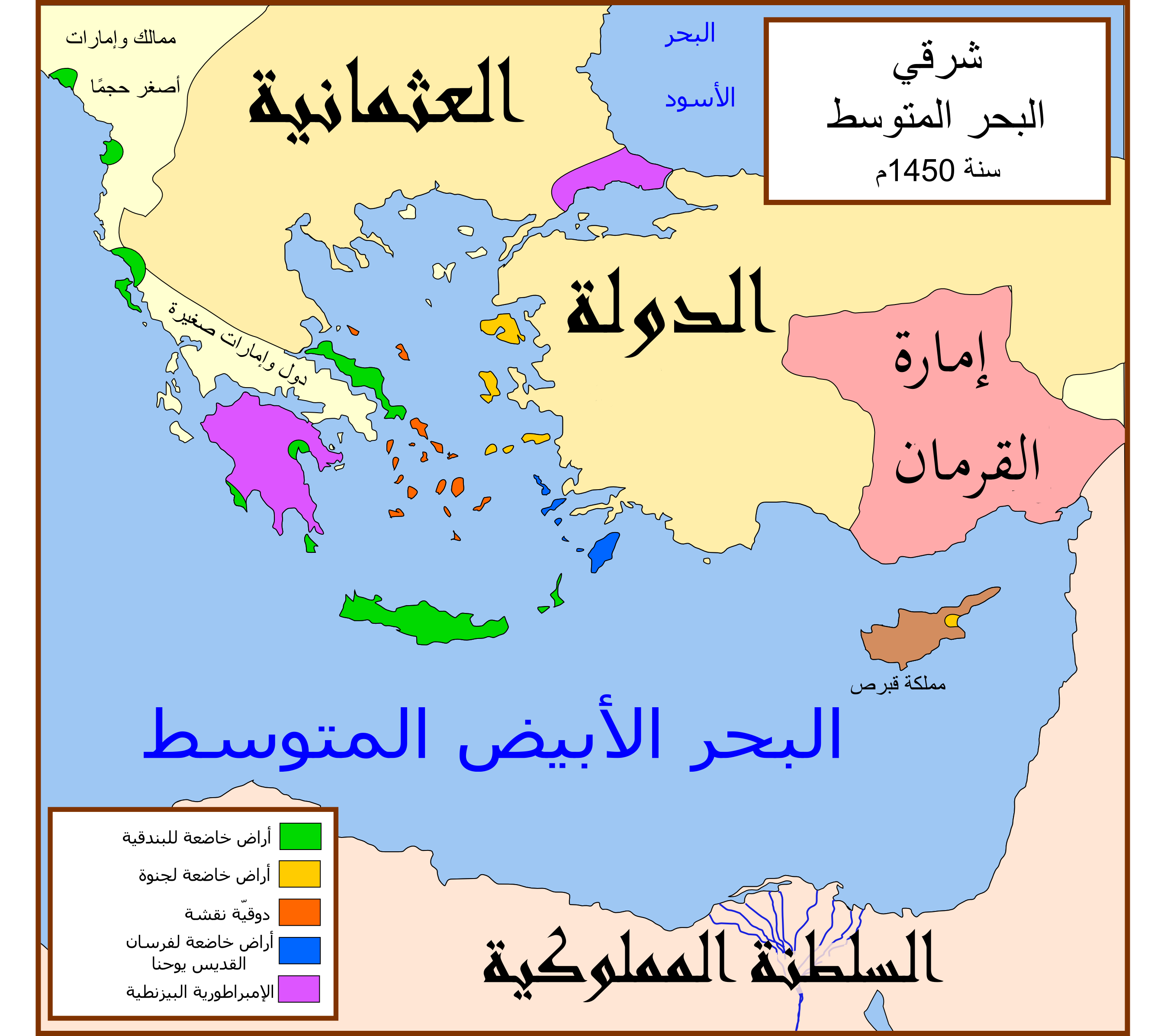
شرقي البحر الأبيض المتوسط قبل فتح القسطنطينية.

بحلول وقت سقوط القسطنطينية كانت المنطقة الوحيدة المتبقية للإمبراطورية البيزنطية هي ديسبوتية المورة (بيلوبونيز)، التي حكمها إخوة الإمبراطور الأخير، طوماس باليولوج وديمتريوس باليولوج. استمرت الديسبوتية كدولة مستقلة نتيجة دفع جزية سنوية للعثمانيين. وفي ظلّ حكم غير كفء، أدى الفشل في دفع الجزية السنوية والثورة ضد العثمانيين أخيرًا إلى غزو محمد الثاني لديسبوتية المورة في مايو 1460.
بقي عدد قليل من المعاقل لبعض الوقت. رفضت جزيرة مونيمفاسيا الاستسلام وحكمها أولاً قرصان أراغوني لفترة قصيرة. عندما طرده السكان حصلوا على موافقة طوماس لوضع أنفسهم تحت حماية البابا قبل نهاية عام 1460. قاومت شبه جزيرة ماني، الواقعة على الطرف الجنوبي للمورة، في ظل تحالف فضفاض من العشائر المحلية، ثم أصبحت تلك المنطقة تحت حكم البندقية. وكانت سالمينيكو آخر معقل في شمال غرب المورة. كان غرايتاس باليولوج القائد العسكري هناك، حيث تمركز في قلعة سالمينيكو. بينما استسلمت المدينة في النهاية، صمد غرايتاس وحاميته وبعض سكان المدينة في القلعة حتى يوليو 1461، عندما هربوا ووصلوا إلى أرض البندقية.
أصبحت إمبراطورية طرابزون التي انفصلت عن الإمبراطورية البيزنطية قبل أسابيع قليلة من استيلاء الصليبيين على القسطنطينية في عام 1204، آخر دولة من بقايا الإمبراطورية البيزنطية وآخر دولة خلفتها بحكم الأمر الواقع. أثارت جهود الإمبراطور ديفيد لتجنيد القوى الأوروبية في حملة صليبية ضد العثمانيين حربًا بين العثمانيين وطرابزون في صيف عام 1461. بعد حصار دام شهرًا تنازل ديفيد عن مدينة طرابزون في 14 أغسطس 1461. استمرت إمبراطورية طرابزون في شبه جزيرة القرم، وإمارة ثيودورو (جزء من بيراتيا) لمدة 14 عامًا أخرى، وسقطت في أيدي العثمانيين في ديسمبر 1475.

علم الإمبراطورية المتأخرة تحت الحكم الباليولوجي، يحمل رمز صليب باليولوج الرباعي.

ادعى أندرياس باليولوج -ابن أخ آخر إمبراطور قسطنطين الحادي عشر- أنه ورث لقب الإمبراطور البيزنطي. عاش في المورة حتى سقوطها عام 1460، ثم هرب إلى روما حيث عاش تحت حماية الدول البابوية لما تبقى من حياته. نظرًا لأن منصب الإمبراطور لم يكن أبدًا وراثيًا من الناحية الفنية، فإن ادعاء أندرياس كان بلا أساس بموجب القانون البيزنطي. ومع ذلك فقد اختفت الإمبراطورية، واتبعت الدول الغربية عمومًا المبادئ التي أقرتها الكنيسة الرومانية للسيادة الوراثية. سعياً وراء الحياة في الغرب نصب أندرياس نفسه إمبراطورًا للقسطنطينية، وباع حقوق الخلافة لكل من شارل الثامن ملك فرنسا والملكين الكاثوليكيين أي فرديناند وإيزابيلا ملكي أراغون وقشتالة.
توفي قسطنطين الحادي عشر دون أن ينجب وريثًا، ولولا سقوط القسطنطينية لكان خلفه أبناء أخيه الأكبر المتوفى الذين نُقلوا إلى قصر محمد الثاني بعد سقوط القسطنطينية. أصبح الصبي الأكبر -الذي اتخذ اسم مراد باشا الخاص- شخصية مفضلة لمحمد الفاتح وشغل منصب بكلربك (الحاكم العام) في البلقان. أصبح الابن الأصغر -الذي اتخذ اسم مسيح باشا- أدميرال الأسطول العثماني وسنجق بكي (حاكم سنجق) مقاطعة جاليبولي. وخدم في نهاية المطاف مرتين كصدر أعظم تحت حكم نجل الفاتح بايزيد الثاني.
استمر محمد الثاني وخلفاؤه في اعتبار أنفسهم ورثة الإمبراطورية الرومانية حتى زوال الدولة العثمانية في أوائل القرن العشرين بعد الحرب العالمية الأولى. لقد اعتبروا أنهم ببساطة قد غيروا أساسهم الديني كما فعل قسطنطين من قبل، واستمروا في الإشارة إلى سكانهم الرومان الشرقيين المهزومين (المسيحيين الأرثوذكس) باسم الروم. في هذه الأثناء كانت إمارات الدانوب (التي اعتبر حكامها أنفسهم أيضًا ورثة الأباطرة الرومان الشرقيين) قد آوت لاجئين أرثوذكس، بما في ذلك بعض النبلاء البيزنطيين.
عند وفاته ادعى إيفان الثالث -الدوق الأكبر لموسكو- دور الإمبراطور بصفته راعيًا للأرثوذكسية الشرقية. تزوج من أخت أندرياس صوفيا باليولوغينا التي أصبح حفيدها إيفان الرابع أول تسار لروسيا (تسار يعني القيصر، وهو مصطلح يطبقه السلاف تقليديًا على الأباطرة البيزنطيين). أيد خلفاؤهم فكرة أن موسكو كانت الوريث المناسب لروما والقسطنطينية. بقيت فكرة الإمبراطورية الروسية على أنها روما الثالثة المتعاقبة حيةً حتى زوالها مع الثورة الروسية.

### محاولات الاستعادة
بعد مرور عامين على سقوط القسطنطينية، اهتمّ كاليستوس الثالث بصفة أساسية بتنظيم أوروبا المسيحية ضد غزو الأتراك. أُلغيَ برنامج بناء واسع النطاق قيد التنفيذ في روما ووُجّهت الأموال نحو بدء حملة صليبية. أُرسلَ السفراء البابويون إلى جميع دول أوروبا لمطالبة الأمراء بالانضمام مرة أخرى في محاولة للتحقق من خطر الغزو التركي. وأُرسل المبشرون إلى إنجلترا وفرنسا وألمانيا والمجر والبرتغال وأراغون للتبشير بالحملة الصليبية ولإقامة صلوات المؤمنين من أجل نجاح الحملة. بأمر من كاليستوس الثالث، دقت الأجراس في منتصف النهار لتذكير المؤمنين بضرورة الصلاة من أجل عافية الصليبيين. كان أمراء أوروبا بطيئين في الاستجابة لنداء البابا، ويرجع ذلك إلى حد كبير إلى الخصومات الوطنية. انتهت حرب المائة عام التي خاضتها إنجلترا وفرنسا للتو في عام 1453. وقد قابلت القوات بقيادة يوحنا هونياد (بالمجرية: Hunyadi János)، النقيب العام للمجر، الأتراك وهزمتهم في بلغراد (22 يوليو 1456). بعد فترة وجيزة من انتصاره، توفي هونياد نفسه من الحمى.
كانت الخطة اليونانية أو المشروع اليوناني (الروسية: Греческий проект)، حلاً مبكرًا للمسألة الشرقية، قدمته كاترين العظيمة في أوائل ثمانينيات القرن الثامن عشر. تصور المشروع تقسيم الدولة العثمانية بين الإمبراطورية الروسية وملكية هابسبورغ متبوعًا باستعادة الإمبراطورية البيزنطية المتمركزة في القسطنطينية. كان الأمير بوتيمكين هو العقل المدبر للخطة اليونانية، وأعطى أسماءً يونانية للمدن التي تأسست حديثًا في نوفوروسيا (على سبيل المثال، أوديسا وخيرسون). سُلّطَ الضوء على الرمزية البيزنطية في الكنائس الجديدة مثل كاتدرائية خيرسون. رُتّبَ لقاء آخر بين الملوك الروس والنمساويين جزءًا من رحلة كاترين لشبه جزيرة القرم عام 1787. أعلن كلا البلدين الحرب على الدولة العثمانية في وقت لاحق من ذلك العام. انتهت الاتفاقية فعليً بسبب وفاة جوزيف في عام 1790، ومعاهدة جاسي ومعاهدة زيشتوف، التي حصلت فيها النمسا على القليل.

## نظام الحكم والإدارة

### الحكومة والبيروقراطية
كان الإمبراطور هو الحاكم الوحيد والمطلق في الدولة البيزنطية، وكان يُنظر إلى سلطته على أنها ذات أصل إلهي. منذ عهد جستنيان الأول (حكم 527-565) اعتُبرَ الإمبراطور «القانون الحي». لم يكن مجلس الشيوخ البيزنطي يتمتع بسلطة سياسية وتشريعية حقيقية وظل مجلسًا رمزيًا وأعضاؤه فخريون. بحلول نهاية القرن الثامن تشكلت إدارة مدنية ترتكز على البلاط الإمبراطوري كجزء من توطيد واسع النطاق للسلطة في العاصمة. يُعدّ إنشاء البنود الذي بدأ ربما في منتصف القرن السابع أهم إصلاح إداري -حيث مارس قائد يُدعى الإستراتيجوس- الإدارة المدنية والعسكرية في آنٍ واحد.
مع أن مصطلحي «بيزنطي» و«البيزنطية» استُخدما بطريقة مهينة في بعض الأحيان إلا أنه كان لدى البيروقراطية البيزنطية قدرة مميزة على التكيف مع الأوضاع المتغيرة للإمبراطورية. أعطى النظام المفصل للألقاب والأسبقيات هيبةً للبلاط الإمبراطوري. رُتّب المسؤولون ترتيبًا صارمًا حول الإمبراطور واعتمدوا على الإرادة الإمبراطورية في رتبهم. كانت هناك أيضًا وظائف إدارية فعلية، ولكن كانت السلطة تُسند للأفراد بدلاً من المكاتب.
في القرنين الثامن والتاسع شكلت الخدمة المدنية أوضح طريق للوصول إلى الطبقة الأرستقراطية، ولكن ابتداءً من القرن التاسع كانت الأرستقراطية المدنية تنافسها طبقة أرستقراطية من النبلاء. وفقًا لبعض الدراسات عن الحكومة البيزنطية هيمنت سياسات القرن الحادي عشر على المنافسة بين الطبقة الأرستقراطية المدنية والعسكرية. خلال هذه الفترة أجرى ألكسيوس الأول (حكم 1081-1118) إصلاحات إدارية مهمة، بما في ذلك إنشاء مكاتب ومراتب جديدة.

#### الإمبراطور وحاشيته

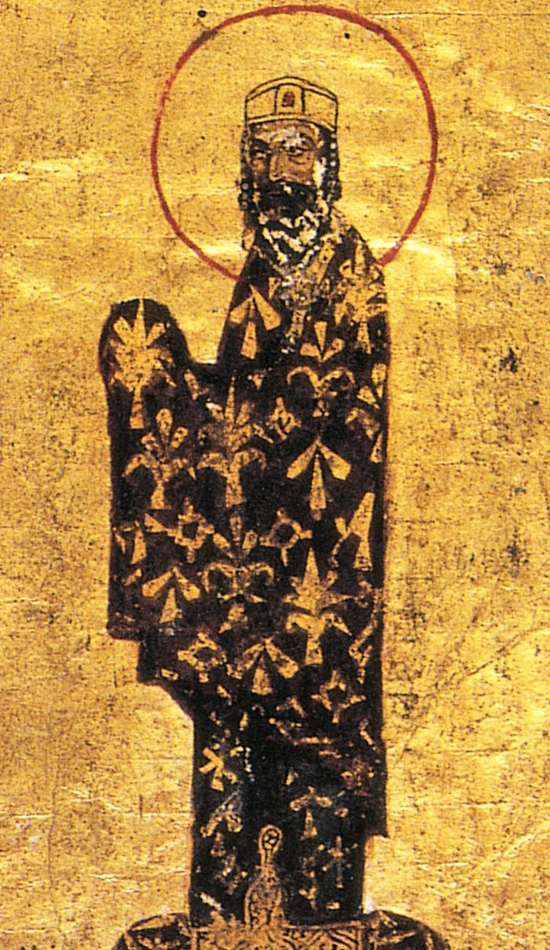
ألكسيوس الأول كومنينوس.

ارتكزت سلطة الإمبراطور إلى مفهوم ملكي ناتج عن إصلاحات دقلديانوس وقسطنطين العظيم، وأعطى الأخير شرعيةً دينيةً للمنصب استمرت على مر السنين، فكان يُنظر إلى الإمبراطور على أنه مختار من الله. خلال القرون الأولى للإمبراطورية حمل الإمبراطور لقب الإمبراطور القيصر قبل أن يستبدل به هرقل المصطلح اليونانيّ الأصل باسيليوس أو فسيلفس والذي أخذ ينتشر بين العامّة بدلًا من «إمبراطور». وكما كان عليه الحال في الإمبراطورية الرومانية احتاجت السلالة الحاكمة إلى شرعية قوية بناءً على موافقة الشعب ومجلس الشيوخ والجيش -على الأقل من الناحية النظرية- حتى عهد السلالة الإيساورية. وهذا ما يفسر العدد الكبير نسبيًا من المؤامرات والانقلابات، بما في ذلك ما بعد ترسيخ شرعية الأسرة الحاكمة في القرن الثامن. لم يكن يكفي أن يكون الشخص ابنًا للإمبراطور حتى يضمن شرعية وصوله للحكم، لذا فإن الأباطرة غالبًا ما اهتموّا بتتويج أبنائهم خلال حياتهم، وكانت فترات الوصاية على العرش متوترةً بصفةٍ خاصّةٍ مثل فترة حكم ألكسيوس الثاني كومنينوس التي انتهت بسقوط السلالة الكومنينية. كانت سلطة الإمبراطور تُصبح موضعَ تساؤل في حالة الهزائم أو السياسات الدينية المخالفة للأرثوذكسية أو حتى في أي أزمة خطيرة للغاية. كان يجب على الإمبراطور ألّا يبتعد أبدًا عن الحفاظ على الصالح العام، وبمجرد أن يتجاهل ذلك لمصلحته الشخصية يصبح «طاغية» تجدر الإطاحة به على حد تعبير جان كلود تشيني. ومن ثم يصبح أي استيلاءٍ ناجحٍ على السلطة علامةً على أن الله أحلّ بركته على الإمبراطور الجديد. وضعَ هذا الحق في التمرد حدودًا رئيسيةً للسلطة البيزنطية. ومع ذلك فإن بعض الأحداث أشارت إلى تطور الأوضاع لصالح السلالة الحاكمة، مثل صلابة السلالة المقدونية ومدى الأزمة الداخلية التي أعقبت زوالها في القرن الحادي عشر، واستمرار سلطة الباليولوج بين عامي 1258 و1453.
كان الحكم في الإمبراطورية قريبًا من الحكم المطلق بسبب امتلاك الإمبراطور سلطات واسعة، وقد منحته شرعيته «الإلهية» سلطةً قويةً على كل النواحي الزمنية والروحية، فكان من الطبيعي أن يكون في تنافس مع البابا أو مع بطريرك القسطنطينية. كان الإمبراطور هو «القانون الحي»، فهو يحدد الحق، ومراسيمه لها قوة القانون. وبسبب منصبه فهو أيضًا فوق القانون. ولكنه في الواقع توافق مع عدد معين من المبادئ، وفي مقدمتها تعاليم الكنيسة. أصبحت ممارسة تتويج البطريرك للأباطرة خطوةً ضروريةً في عملية إضفاء الشرعية على الإمبراطور الجديد، فهي تشير إلى عقيدته، وهي ضرورة لأي مطالبة بالعرش. كان الإمبراطور أيضًا القاضي الأعلى، وتصدر جميع قرارات المحكمة باسمه وله سلطة كاملة لمراجعة الأحكام.
خلال القرون الأولى للإمبراطورية وحتى القرن الحادي عشر كان من النادر جدًا أن يتزوج الإمبراطور أو أحد أفراد العائلة الإمبراطورية من أجانب. بل على عكس ذلك كان الزواج يجري بطريقة منهجية تقريبًا بين أعضاء الطبقة الأرستقراطية البيزنطية العليا من أجل كسب تأييد عشائر النبلاء الرئيسية. لم يحدث أي زواج بين أفراد العائلة الإمبراطورية والأجانب إلا في ظروف استثنائية لتأمين تحالف شعب ما في حالة الضرورة القصوى. عُمّمت هذه الحقيقة منذ عهد باسيل الثاني. شاركت الإمبراطورات في الاحتفالات الإمبراطورية ولكن لم تكن لهن سيطرة مباشرة على السلطة، إلا بواسطة تأثيرهن (العميق أحيانًا) على أزواجهن، مثل ثيودورا زوجة جستنيان الأول. أقامَ الإمبراطور عمومًا في قصر القسطنطينية الكبير الذي بناه قسطنطين العظيم وقد توسع القصر باستمرار ليشكل بناءً واسعًا غير متجانس. كان موقعه بالقرب من آيا صوفيا والهيبودروم حيث تواصل الإمبراطور مباشرةً مع الناس. كان مدخل القصر بوابةً ضخمةً برونزيّة، ومن بين أجزاء القصر المهمة كانت قاعة ماجنورا التي استُخدمت لاستقبال السفراء الأجانب بالإضافة لكونها مقر مجلس الشيوخ، ومركزًا تعليميًا هامًا، وقصر دافني، وغرفة الطعام الخاصة تريكلينيوم، والقصر المقدس حيث يقيم الإمبراطور، وقاعة كريسوتريكلينوس الرئيسية المخصصة للاستقبال والاحتفالات، والغرفة التي تلد فيها الإمبراطورات والتي جاء منها لقب «الولادة في الأرجوانية» الذي أُعطيَ للورثة الشرعيين.
كان الإمبراطور رمزًا قويًا للسلطة واتّضح ذلك من المنافسة الشديدة والعنيفة على هذا المنصب. كان البلاط الإمبراطوري تجسيدًا لمبدأ أن الإمبراطور ممثل للّه على الأرض. وكان من الضروري التذكير دائمًا بالطابع الإلهي لقوة الإمبراطور. نُظّمت المراسم والاحتفالات الإمبراطورية بدقّة وأُحيطت السلطة الإمبراطورية بغموض يعزز جلالتها وشرعيتها. قال قسطنطين السابع في كتابه المراسيم إن حياة البلاط الإمبراطوري تعكس «الحركة المتناغمة التي يمنحها الخالق لهذا الكون بأكمله». نادرًا ما ظهرَ الإمبراطور نفسه، وعندما يظهر يكون محاطًا بجوٍّ من الفخامة والأبّهة. عندما يعلن قراراته تأخذ المراسيم اسم "silentia" الذي يعني «الصمت»، ولم يكن الإمبراطور يتحدث مباشرةً وإنما بواسطة الإشارات أو عبر مترجمين. كان يجب على من يقابل الإمبراطور أن يؤدي طقوسًا معينة فارسيّة الأصل تتضمن السجود عند قدميه. وكان اللون الأرجواني الذي يرتديه الإمبراطور مقدسًا، وكانت هناك عبادة حقيقية للقوة الممنوحة لشخص الإمبراطور.

#### الإدارة المركزية

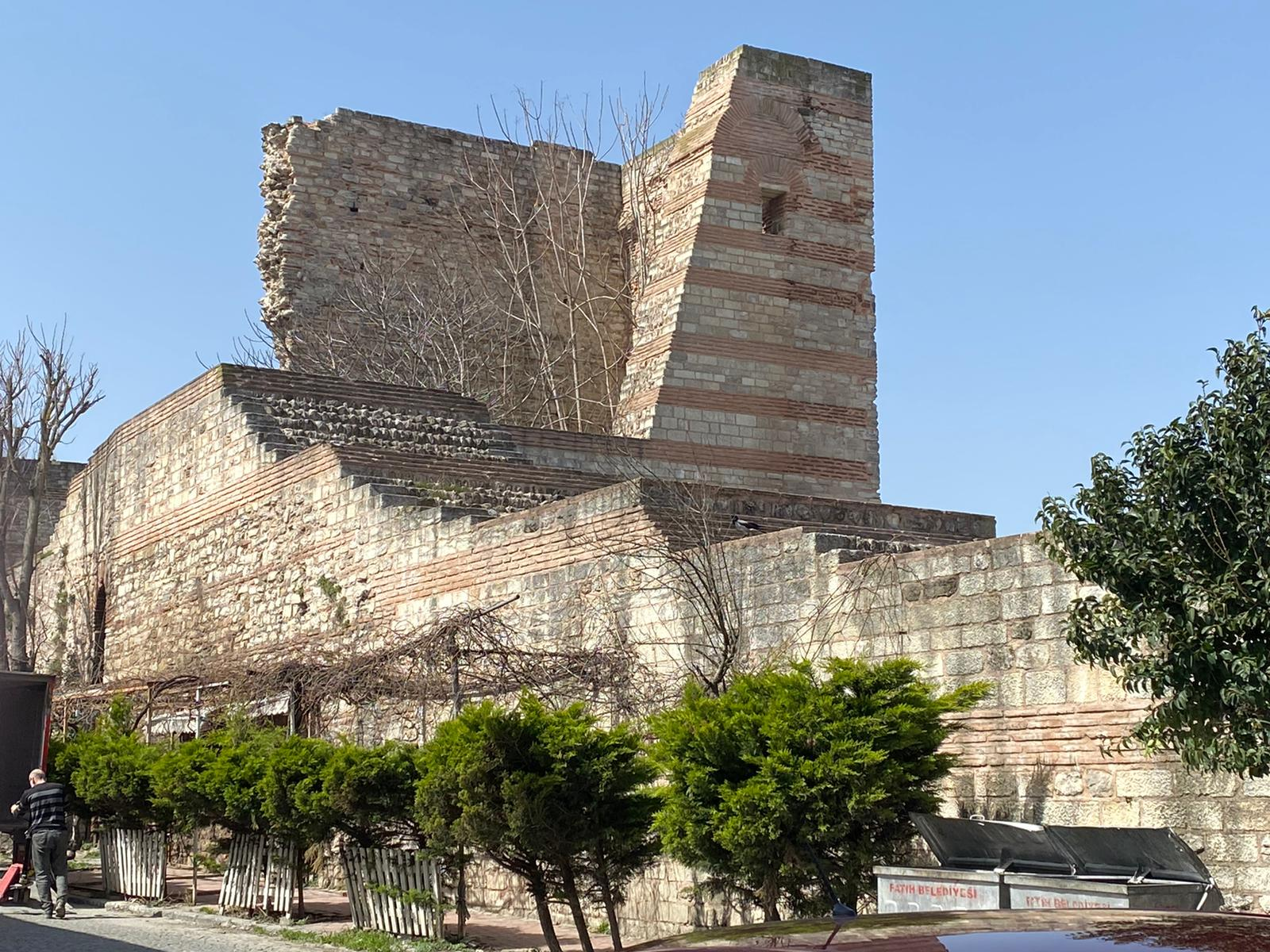
بقايا مجمع قصر بلاشيرناي؛ وهو المثال الوحيد السليم نسبيًا لعمارة القصر البيزنطي في القسطنطينية.

اعتمد الإمبراطور على إدارة توصف أحيانًا بأنها معقّدة من أجل ممارسة الحكم، لكنها مع ذلك كانت فعالة وقادرة على التكيف مع متغيّرات العالم. على عكس الدول القروسطيّة في أوروبا الغربية، التي تميزت غالبًا بإداراتها الصغيرة وأنظمتها اللامركزية القوية، استندت الإمبراطورية البيزنطية إلى مركزية قوية للسلطة، تضمنُها إدارة منظمة للغاية. اعتمد البيزنطيون هيكلًا إداريًا منظمًا حرصًا على ضمان تنظيم شؤون الدولة بأكبر قدر ممكن من الدقة، وجعل ذلك النظامَ البيزنطيَّ أحد أكثر الأنظمة الإدارية كفاءةً في عصره.
في القرون الأولى لانقسام الإمبراطورية الرومانية إلى كيانين أفسح دوام مؤسساتها المجال تدريجياً لظهور نموذج بيزنطي أكثر خصوصية. تبنّت الإمبراطورية البيزنطية بدايةً المبادئ الإدارية الرومانية الرئيسية مثل الفصل بين الإدارات المدنية والعسكرية. كانت الولايات الإمبراطورية هي التقسيمات المدنية الكُبرى في الإمبراطورية، واحتلّ القائد البرايتوري مكانةً أساسيةً في حكومات الأباطرة الأوائل. وكان يعمل إلى جانبه رئيس المكاتب الذي تولى تحديدًا مسؤولية الوزارات بالإضافة إلى قيادة أفواج العاصمة.
تميزت الإدارة المركزية بتعقيدها وبتعدد المكاتب والوظائف وبعدم وجود تنظيم منطقي حقيقي في بعض الأحيان، ومن الأمثلة على ذلك الازدواجية بين حاكم الولاية ورئيس المكاتب، بالإضافة للمجال المالي الذي جسّد هذه المنظومة المتشابكة حيث كان على محافظ الولاية -الذي يديرُ أكبرَ جزءٍ من الأموال العامة- أن يتعامل مع كونت المخازن المقدسة المسؤول عن جوانب مالية معينة مثل فرض الضرائب والرسوم الجمركية وإدارة المناجم والمصانع، ومع كونت المال الخاص المسؤول عن إدارة ممتلكات الإمبراطور المنفصلة عن الممتلكات العامة. اختفت كل هذه الوظائف في مطلع القرن السابع لكن دون توحيد الإدارة المالية تحت سلطة واحدة حيث أصبح الساكيلاريوس مسؤولًا عن إدارة ممتلكات الإمبراطور، واللغثيط تو جينيكو مسؤولًا عن إدارة الضرائب. استمرّ لاحقًا التمييز بين الممتلكات العامة والممتلكات الخاصة بالإمبراطور، وكان أي شكل من أشكال جمع المناصب وسيلةً لضمان السيطرة على المكاتب الإدارية المختلفة فيما بينها.
على نحو واسع أصبحت الإدارة المركزية تعتمد على الوزارات التي أخذت اسم سِكريتا (sekreta) منذ القرن السابع، وعُرف رئيس كل وزارة باللغثيط. كان من أشهر المناصب الوزارية اللغثيط تو درومو، وهو مسؤول عن مكتب البريد والبعثات الدبلوماسية والشؤون الخارجية، واللغثيط تو جينيكو المسؤول عن الشؤون المالية والضرائب والإيرادات، وكذلك اللغثيط تو سترايتيريكو المسؤول عن الجيش البيزنطي. كان الرئيس الفعلي للإدارة المركزية هو أحد كبار مستشاري الإمبراطور ويحمل لقب بروتاسيكريتيس حيث كان يحتل مكانًا رفيعًا في البيروقراطية البيزنطية وهو المشرف على الوزارات. لكن بمرور الزمن تغير ذلك المنصب وأصبح مستشار آخر يحمل لقب ميزون بمثابة رئيس للوزراء ومساعد رئيسي للإمبراطور. من بين المسؤولين الكبار أيضًا كان حارس المحبرة كانيكليوس، حيث شغل موقعًا مهمًا بصفته صاحب الوصاية على الحبر الإمبراطوري الذي استُخدمَ في صياغة المراسيم الإمبراطورية.

#### الإدارة الإقليمية

البنود البيزنطية في وقت نشوئها حوالي العام 750.

شهدت الإمبراطورية البيزنطية تطورًا كبيرًا في نطاقها الإقليمي على مر القرون. في قرونها الأولى احتفظت بالولايات والمقاطعات والأبرشيات التي ورثتها من الإمبراطورية الرومانية. فُصلت السلطات المدنية عن العسكرية في الأقاليم وفق النظام الإداري الذي أسسه قسطنطين العظيم وديوكلتيانوس. أجرى جستينيان الأول (حكم 527-565) إصلاحًا جذريًا على ذلك النظام وألغى الفصل الصارم بين السلطات المدنية والعسكرية. خضعت الأراضي التي فُتحت حديثًا في شمال إفريقيا وإيطاليا لسلطة «إكسارخوس» وهو حاكم يتمتع بصلاحيات مدنية وعسكرية. ابتداءً من عهد الإمبراطور هرقل (حكم 610-641) عدّل الأباطرة تدريجياً النظام الإقليمي وأنشؤوا البنود التي أصبحت الوحدات الإدارية الرئيسية. تشكلت البنود بعد انسحاب البيزنطيين إلى الأناضول إثرَ الفتوحات الإسلامية، واستند تشكيلها إلى معسكرات الجيوش الميدانية البيزنطية وأخذت أسماءها من وحدات تلك الجيوش مثل أوبوسكيون. كان القائد العسكري لكل بند يُعيّن مباشرةً من الإمبراطور، ويمارس صلاحيات مدنية وعسكرية بدون أي فصل. أصبحت البنود سريعًا أعمدة المقاومة البيزنطية ضد الغزوات والغارات التي واجهتها الإمبراطورية، فكان يُمكن حشد الجيوش الإقليمية في أي وقت للدفاع عن الإمبراطورية ضد المهاجمين.
أُنشئت هذه الهيكلية وتطورت بمرور الزمن. لقد قُسّمت البنود إلى وحدات أصغر لمنعها من أن تصبح مركزًا للثورات المحلية التي قادها حكام أقوياء للغاية. وبالإضافة لذلك فقدت جيوش المقاطعات فعاليتها مع تراجع الاعتماد على الجنود الفلاحين وعودة الجيوش الميدانية من أجل حماية الحدود التي تعرضت للهجوم باستمرار. تجسّد إضعاف الدور العسكري للبنود عبر استبدال القادة العسكريين «الإستراتيجوس» بحُكّام مدنيين وقضائيين. ظهرت عدة تقسيمات إقليمية أخرى مثل كتبانة إيطاليا والدوقيات، جمعت عدة بنود وأكدت الطابع الاستراتيجي للمناطق الحدودية.

البنود البيزنطية حوالي العام 950. يُلاحظ أن البنود الأولى قد قُسمت إلى أُخرى أصغر، ونشأت بنود جديدة (كولونيا، لوكاندس) مع تقدم البيزنطيين في الشرق.

وجهت أزمات القرن الحادي عشر ضربة قاسية للتنظيم الإقليمي، فقد أدى فقدان إيطاليا والأناضول إلى سقوط عدة بنود. ومع ذلك فلم تختفِ تمامًا، بل أُعيد إنشاء بعضها عند استعادتها -غالبًا- على شكل دوقيات. من ناحية أخرى تميّز عصر آل كومنين (1057-1185) بتقوية الحكم الذاتي الإقليمي الذي اتخذ في بعض الأحيان منعطفات انفصالية، مما يدل على فقدان سلطة الإمبراطورية على المناطق المحيطية. وتحت حكم السلالة الأنجيلوسية (1185-1204) حصلت بعض المناطق على استقلالها مثل قبرص وبلغاريا وطرابزون.
تميزت القرون الأخيرة من الإمبراطورية بتدهور إقليمي تدريجي حيث اختفت البنود واستُبدل بها وحدات إدارية أُخرى، فكان يُدير بعض المدن ومحيطها حكام محليون عُرف واحدهم باسم كيفالي أما المنطقة الإدارية الأوسع فعُهدَ بها إلى أفراد مستبدّين من العائلة الإمبراطورية. أدى نظام برونويا -وهو نظام مالي يمنح بموجبه الإمبراطور أرضاً لأحد الأفراد حتى يديرها ويجني منها أرباحه الخاصة- إضافةً اللامركزية المتزايدة للسلطة ووجود قادة محليين ذوي نفوذ كبير إلى فقدان السلطة المركزية للإمبراطورية. أدى ذلك النظام -الذي نُظر إليه على أنه إقطاعي- إلى نشوء مناطق متطورة ومستقلة عن القسطنطينية، وهكذا بقيت ديسبوتية المورة -وهي مقاطعة بيزنطية سابقة- موجودةً لبضع سنوات بعدما زالت الإمبراطورية فعليًا عام 1453. لكن تعارض بعض المؤلفات الحديثة تفسير الانحدار العام للإمبراطورية بنشوء النظام الإقطاعي، وتشير إلى ديمومة السلطة المركزية بما في ذلك ضمن المقاطعات ذات الحكم ذاتي.

#### الدبلوماسية

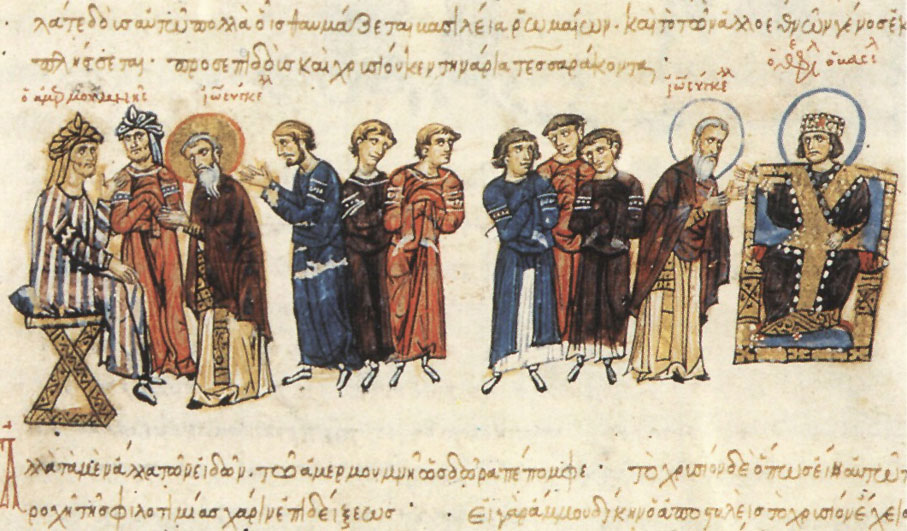
سفارة البطريرك يوحنا السابع القسطنطيني عام 829 بين الإمبراطور ثيوفيلوس والخليفة العباسي عبد الله المأمون.

بعد سقوط روما كان التحدي الرئيسي للإمبراطورية هو الحفاظ على مجموعة من العلاقات بينها وبين جيرانها. سرعان ما تمكنت الدبلوماسية البيزنطية من جذب جيرانها إلى شبكة من العلاقات الدولية. شملت هذه الشبكة إبرام المعاهدات، وتهنئة الحكام الجدد، واستيعاب المواقف والقيم والمؤسسات الاجتماعية البيزنطية. وفي حين كان الكتاب الكلاسيكيون مغرمين بالتمييز الأخلاقي والقانوني بين السلام والحرب، اعتبر البيزنطيون الدبلوماسية شكلاً من أشكال الحرب لكن بوسائل أخرى. على سبيل المثال واجه البيزنطيون التهديد البلغاري من خلال الدعم المالي لدولة كييف روس.

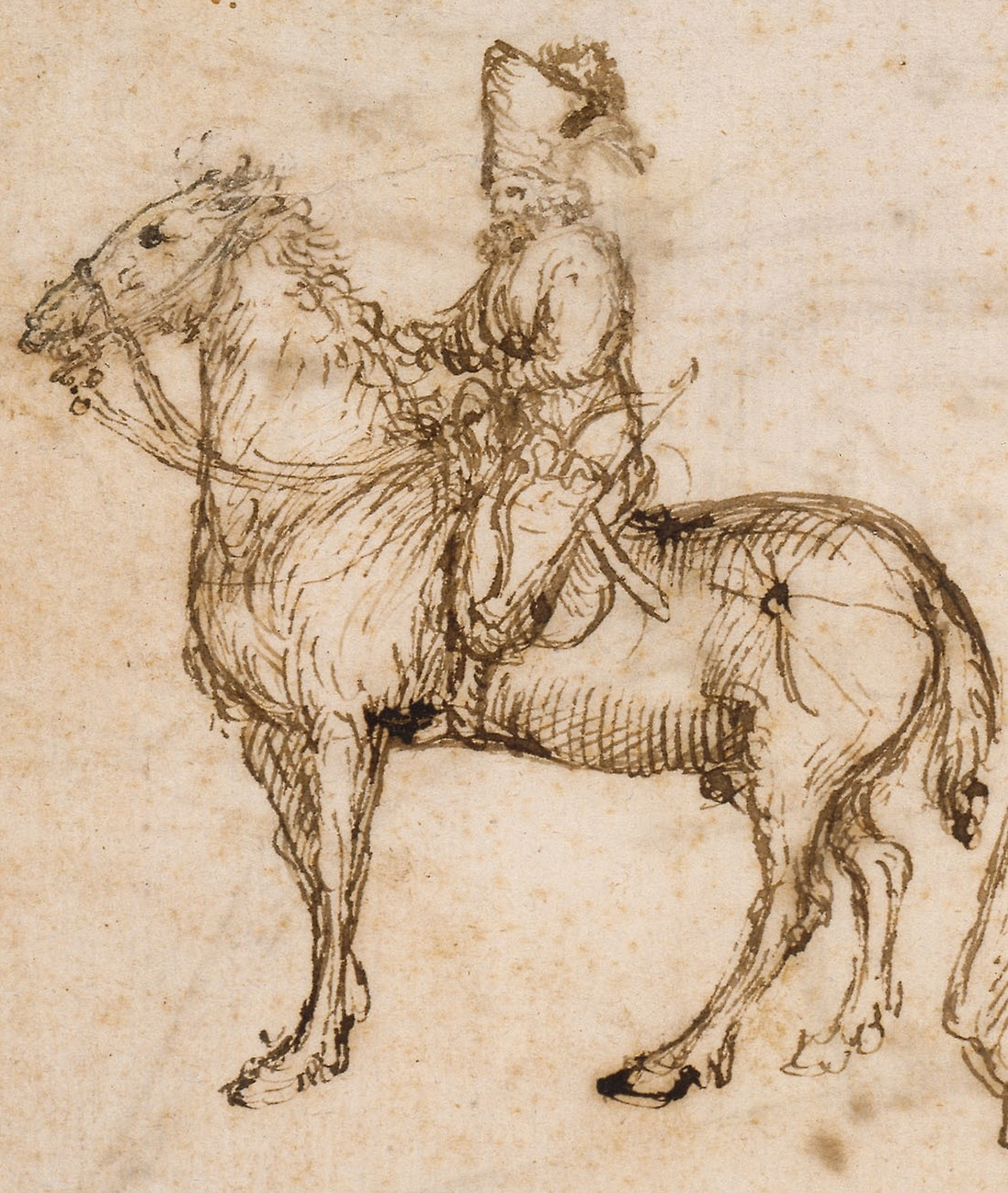
رسم إيطالي للإمبراطور يوحنا الثامن باليولوج أثناء زيارته لفيرارا وفلورنسا عام 1438.

امتلكت الدبلوماسية في ذلك العصر وظيفة جمع المعلومات الاستخبارية بالإضافة إلى وظيفتها السياسية البحتة. على سبيل المثال تعامل مكتب خاص يُدعى «مكتب البرابرة» في القسطنطينية بمسائل البروتوكولات وحفظ السجلات لأي قضايا تتعلق بالبرابرة، لذا ربما كان للمكتب وظيفة استخبارية أساسية بحد ذاتها. اعتقد جون بيري أن المكتب يُشرف على جميع الأجانب الذين يزورون القسطنطينية. بينما ظاهريًا وُجدَ «مكتب البروتوكول» الذي كان واجبه الأساسي أن يضمن الاعتناء بالمبعوثين الأجانب بطريقة صحيحة ويتلقى أموالًا كافيةً من الدولة لإعالتهم، وقد احتفظ بجميع المترجمين الرسميين، وربما كانت له وظيفة أمنية أيضًا.
استفاد البيزنطيون من عدة ممارسات دبلوماسية. على سبيل المثال غالبًا ما بقيت السفارات في العاصمة لسنوات. وكان يُطلب باستمرار من عضوٍ ما في إحدى العائلات المالكة أن يبقى في القسطنطينية، ليس فقط ليكون رهينةً محتملةً في المستقبل، بل أيضًا «بيدقًا» مفيدًا في حالة تغير الظروف السياسية في البلد الذي أتى منه. تضمنت الممارسات الدبلوماسية الرئيسية الأخرى إرباك الزوار من خلال العروض الفخمة. ويرجع الحفاظ على الحضارة القديمة في أوروبا إلى مهارة الدبلوماسية البيزنطية ودرايتها، والتي لاتزال إحدى مساهمات بيزنطة الدائمة في تاريخ أوروبا.

### القانون

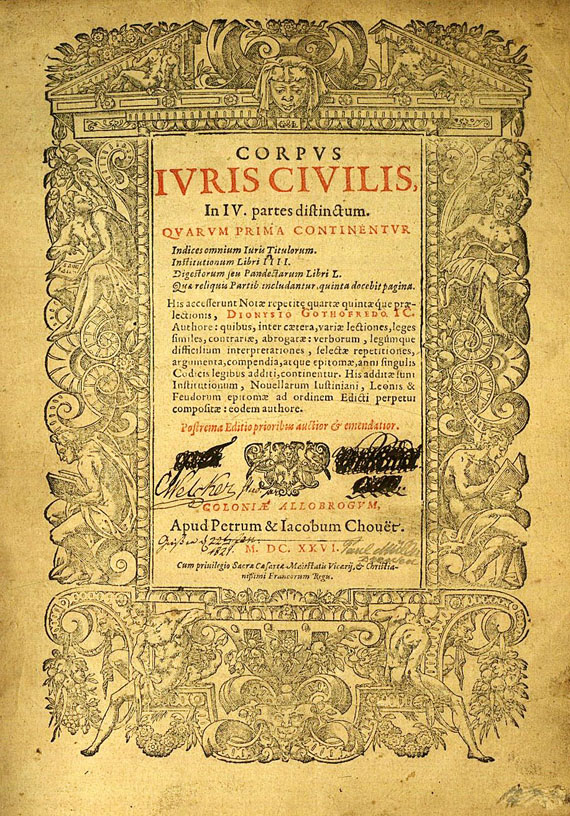
نسخة لاتينية من قانون جستنيان تعود إلى عام 1626.

كان القانون البيزنطي في جوهره استمرارًا للقانون الروماني، مع زيادة النفوذ المسيحي التشريعي. تعرّف معظم المصادر القانون البيزنطي على أنه التقاليد القانونية الرومانية التي بدأت بعد عهد جستينيان الأول (حكم 527-565)، وانتهت بسقوط القسطنطينية في القرن الخامس عشر. في عهد جستينيان الأول كان تريبونيان -وهو فقيه وقاضٍ بارز- مشرفًا على مراجعة القانون المعروف اليوم باسم قانون جستنيان. في مجال القانون أثّرت إصلاحات جستنيان الأول بوضوح على تطور فقه القضاء حيث أصبح كتابه قانون جستنيان أساس القانون الروماني المتجدد في العالم الغربي، بينما أثّر عمل ليو الثالث إيكلوغا على تشكيل المؤسسات القانونية في العالم السلافي. يستند النظام القانوني الأكثر انتشارًا في العالم -وهو القانون المدني- إلى قانون جستنيان (في معظم أوروبا وآسيا وأمريكا الجنوبية وأفريقيا، وكذلك في الولايات القضائية المختلطة لجنوب إفريقيا واسكتلندا وكيبيك والفلبين ولويزيانا).
أثّر القانون البيزنطي كثيرًا على التقاليد الغربية والقوانين الكنسيَّة خلال العصور الوسطى وما بعدها، إذ تأثرت الممارسات القانونية الغربية بدرجة كبيرة بقانون جستنيان (قانون جوريس سيفيليس) خلال عصر النهضة الأوروبية وما بعده وبالقانون الروماني خلال العصور الكلاسيكية. يُعدّ الإيكلوغا -الذي جمع بين القانونين المدني والجنائي والذي أمر به ليو الثالث الإيساوري (حكم 717-741)- أهم أعمال القانون البيزنطي، وهو أول قانون روماني بيزنطي رئيسي صدر باللغة اليونانية بدلًا من اللاتينية. بعد فترة وجيزة وُضع قانون المزارعين الذي نظم المعايير القانونية خارج المدن. بينما جرى العمل بالإيكلوغا في العديد من مناطق حوض البحر الأبيض المتوسط (وأوروبا)، بسبب أهمية القسطنطينية باعتبارها مركزًا تجاريًا في المنطقة؛ وكان قانون المزارعين مؤثرًا بارزًا على التقاليد القانونية السلافية، بما في ذلك التقاليد الروسية.
في عام 438 نظّم دستور «ثيودوسيانوس» القانون البيزنطي، وقد سُمي على اسم ثيودوسيوس الثاني. لم يدخل دستور «ثيودوسيانوس» حيز التنفيذ فقط في الإمبراطورية البيزنطية، وإنما أيضًا في الإمبراطورية الرومانية الغربية، ولم يُلخّص القوانين فحسب، بل أعطى أيضًا توجيهات بشأن التفسير.
في القرن العاشر أنجز ليو السادس الحكيم تدويناً كاملاً للقانون البيزنطي كله باليونانية مع البازيليكا وهي مجموعة من القوانين المكتملة، والتي أصبحت أساس جميع القوانين البيزنطية لاحقاً وتركت تأثيراً يمتد إلى القوانين البلقانية الحديثة.

### الجيش

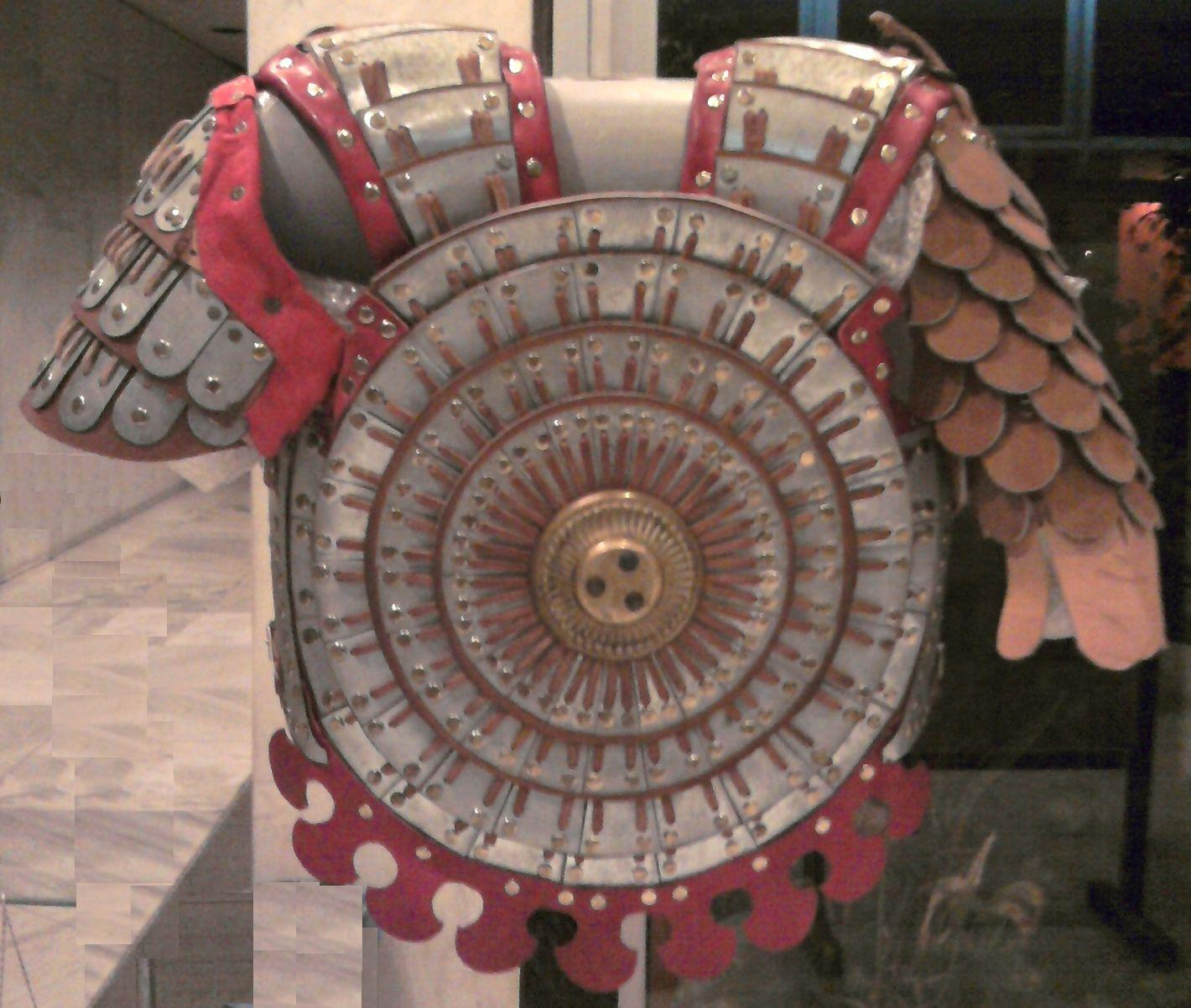
الدرع البيزنطي «كليفانيوم» (Κλιβάνιον)، في حوالي القرنين 10-12، صُنع بواسطة ديميتريس كاتسيكيس، اليونان.

واجهت الإمبراطورية البيزنطية طوال تاريخها العديد من التهديدات على جبهات مختلفة، حيث تعرضت عاصمتها القسطنطينية لحصارات كثيرة، مما هدد بقاءها في كثير من الأحيان. ومع ذلك فقد نجحت حتى القرن الثالث عشر في صد تلك الهجمات، مع تعرضها لخسائر إقليمية كبيرة. حافظ الجيش البيزنطي بصفته وريثاً للجيش الروماني الشرقي- على مستوى مماثل من الانضباط والبراعة الاستراتيجية والتنظيم، ووفقاً للمؤرخ ديفيد نيكول كان من بين الجيوش الأكثر فاعلية في غرب أوراسيا لمعظم فترة العصور الوسطى. بمرور الوقت أصبح سلاح الفرسان أكثر بروزًا في الجيش البيزنطي في حين اختفى نظام الفيلق الروماني في أوائل القرن السابع. عكست الإصلاحات اللاحقة بعض التأثيرات من الشعوب الجرمانية والآسيويين. في البداية لم يكن الجيش البيزنطي سوى جيش روماني، ومن الصعب تحديد تاريخ تأسيسه بدقة. قُسّم الجيش الروماني في ذلك الوقت إلى فيلقين؛ الأول متنقل مسؤول عن الرحلات الاستكشافية إلى مختلف أنحاء الإمبراطورية، بينما يكون الثاني وسُمّيَ «ليمتنيي» مسؤولًا عن الدفاع عن حدود الإمبراطورية. غالبًا ما كانت الوحدات الحدودية رديئة في جودتها، لكنها وضحت أهمية الحدود العسكرية في مواجهة الغزوات البربرية. في الشرق كانت هناك أربع تشكيلات عسكرية حدودية: واحدة في الدانوب، وواحدة في بلاد ما بين النهرين وأرمينيا لمواجهة الساسانيين، وواحدة في بلاد الشام لمواجهة القبائل العربية، وواحدة في مصر للدفاع عن وادي النيل. تمركزت هذه القوات على طول أماكن محصنة إلى حد ما حسب المنطقة، وكانت التحصينات شديدة على طول نهر الدانوب. ومع ذلك فإن نظام الليمس انخفض بسرعة في السنوات الأولى من القرن الخامس بسبب تكلفته وعدم فعاليته وتشتت القوات، أما بالنسبة للجيش الميداني المختص بالحملات العسكرية، فقد تكون عام 401 من عشرات آلاف الرجال في الشرق وحده. شهدت الفترات الأولى للإمبراطورية البيزنطية تطور سلاح الفرسان، وكان وقتها يقتصر على قوات احتياط صغيرة. كان الفرسان يحملون درعًا ثقيلًا سُمّيَ «كاتافراكت».

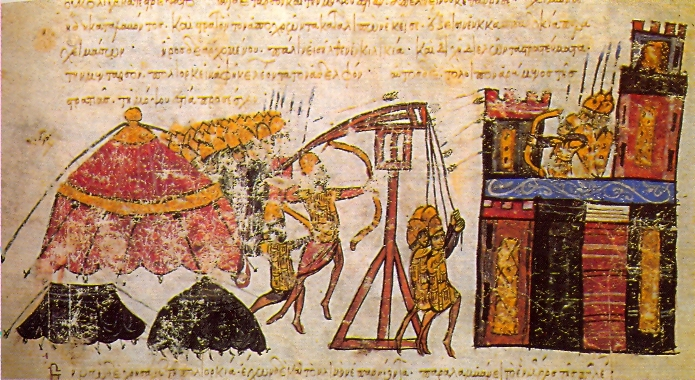
صورة مأخوذة من مخطوطة مذهّبة تمثّل حصارًا بيزنطيًا لقلعة.

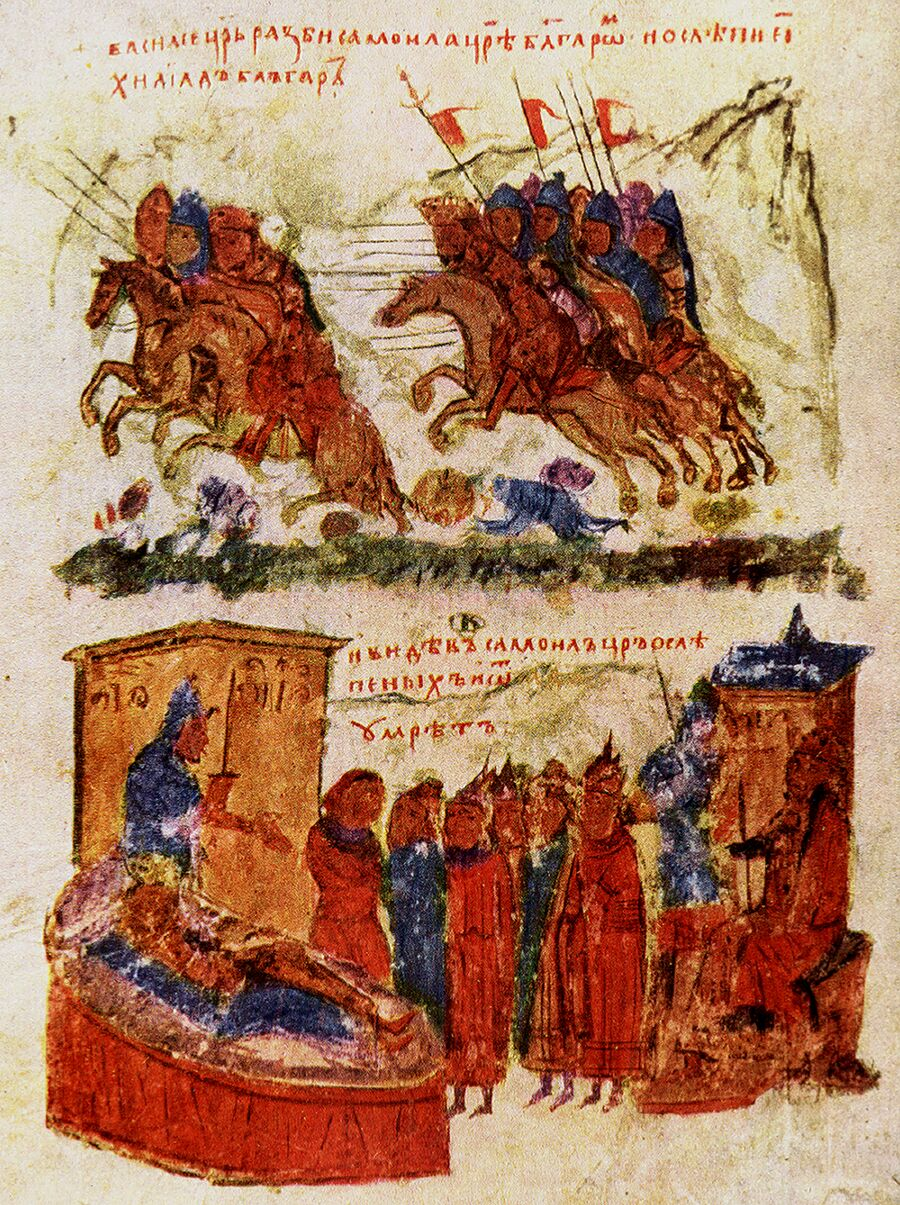
صورة مأخوذة من مخطوطة تمثل معركة كليديون، واحدة من أكبر انتصارات الجيش البيرنطي، ومقتل صامويل البلغاري.

بعد الفتوحات الإسلامية للشام ومصر أُجبر الجيش البيزنطي الميداني على التراجع إلى الأناضول، وهي منطقة محمية بالحدود الطبيعية التي شكلتها جبال طوروس. بعد ذلك الانسحاب تشكلت تدريجيًا البنود، وهي مقاطعات إدارية استمدّت أسماءها من معسكرات الوحدات العسكرية البيزنطية. كان هذا هو الحال مثلًا مع بند أوبوسكيون التي نشأت في بيثينيا، والتي أخذت اسمها من قوات نخبة بيزنطية. وبالإضافة لهذا التنظيم العسكري الجديد بقيت بعض الأفواج العسكرية التي أُنشئت منذ الأيام الأولى للإمبراطورية. وبحسب الاحتياجات العسكرية أُنشئت مقاطعات عسكرية جديدة في أوروبا وقامت أخرى مكان مقاطعات كبيرة في الأناضول. كان هذا النظام المتضمن عدة جيوش إقليمية والقائم على شبكة كثيفة من التحصينات فعالًا ضد الغارات الممنهجة التي شنّها المسلمون بعد فشل حصار القسطنطينية الثاني بين عامي 717 و718. في الواقع فإن القتال ضد الجيوش العربية تطلّب تعبئةً سريعةً عن طريق الفلاحين الجنود الذين شكلوا الجزء الأكبر من جيوش البنود. احتلت الخدمة العسكرية دورًا مهمًا في حياة القرويين أكثر منها في أوروبا الغربية. كانت تلك القوات العسكرية تُوجّه بواسطة مخطط استراتيجي تضعه قيادة كل بند، وكانت القوات مقسمة إلى وحدات أصغر. لكن سرعان ما نشأت الحاجة لوجود جيش إمبراطوري دائم تحت قيادة مباشرة من الإمبراطور، وكان ذلك في القرن الثامن عندما تمكّن الأباطرة من شن هجمات على جبهات مختلفة، حيث تطلبت تلك الهجمات وجود جيش مستعد دائمًا، فتأسست كتائب التاجماتا، والتي تضمنت أربعة أنواع رئيسية: السكولاي، الأكسكاباتوي، الأريثموس، والهيكاناتوي. وعلى عكس الجزء الأكبر من قوات البنود التي كانت تحشد فقط عند الحاجة، فإن كتائب التاجماتا كانت قواتٍ محترفة. وقد لعبت هذه القوات المحترفة والمخلصة للإمبراطور دورًا في إخماد التمردات المسلحة في الأقاليم. مع التوسّع البيزنطي خلال حكم السلالة المقدونية تراجعَ دور قوات البنود بعد أن أصبحت غارات العرب أقل خطورة، واستُبدل بها شيئًا فشيئًا التاجماتا، حيث كانت إيرادات الدولة المرتفعة تسمح بإنشاء جيش دائم أقوى من أي وقت مضى.

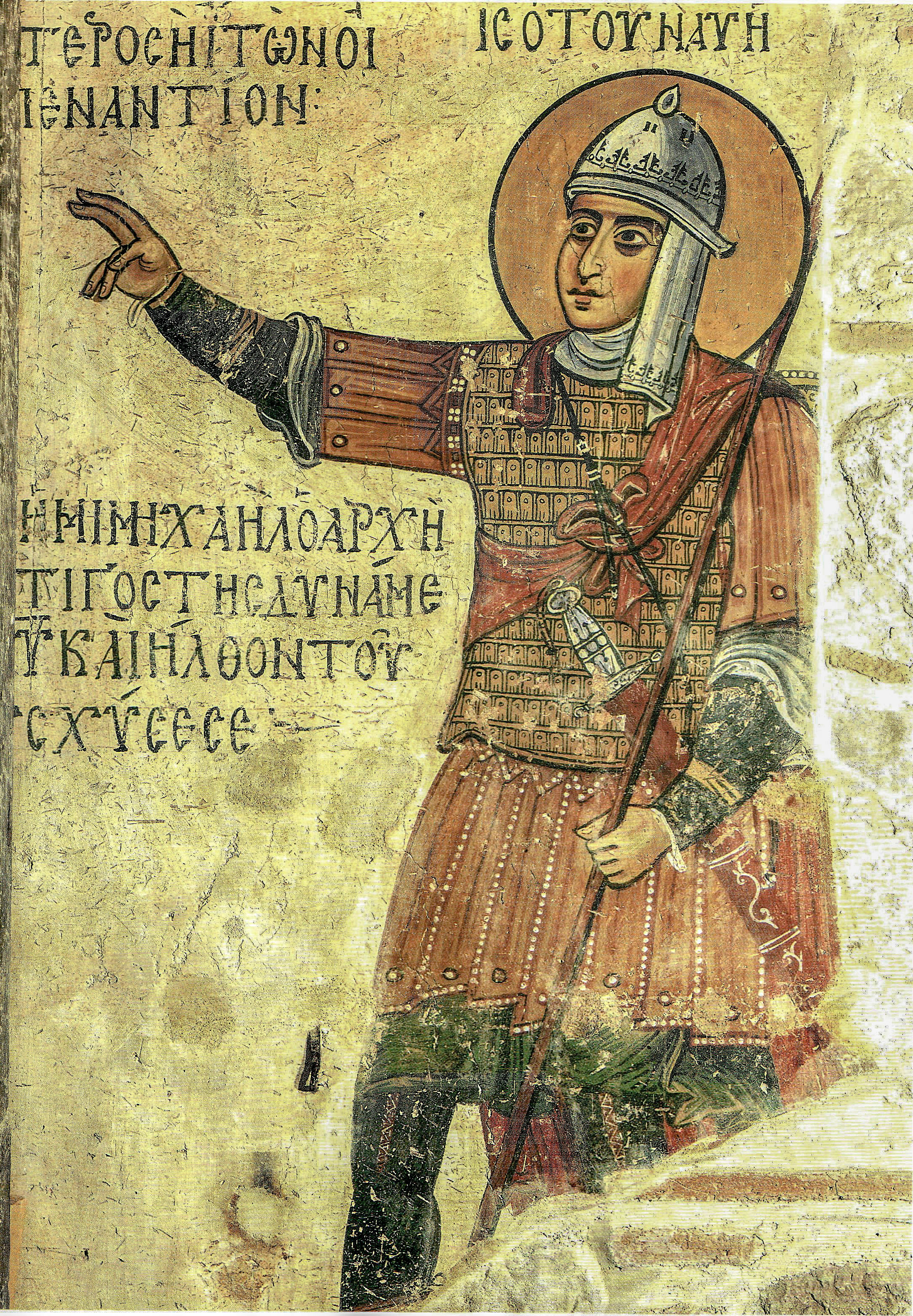
جداريَّة جصّية تُصوِّرُ جُنديًّا بيزنطيًّا بِلباسه وعتاده العسكريّ.

رأسَ كل كتيبة تاجماتا «دمستق»، وكان أكثرهم شهرة هو الدمستق المسؤول عن السكولاي، حيث أصبح من يشغل ذلك المنصب قائدًا للجيش البيزنطي بعد الإمبراطور. لم تحدث أي تغييرات عميقة بعد معركة ملاذكرد ووصول آل كومنين إلى السلطة، وبقيَ الجيش البيزنطي مكونًا فقط من أفواج مقاتلة محترفة، لكنها اختلفت عن تلك التي كانت في البداية، مثل الهيكاناتوي والأكسكاباتوي. تحت حكم الباليولوج تجسّد التدهور العام للدولة في مؤسستها العسكرية التي تناقص عدد جنودها تدريجياً.
في مختلف العصور جلبت الإمبراطورية البيزنطية وحدات من المرتزقة بانتظام من أجل زيادة قواتها، وكان أشهرها الحرس الفارانجي الذي أنشأه باسيل الثاني في القرن العاشر. وبالمثل حاولَ ألكسيوس الأول كومنينوس دعوة القوات الغربية لمحاربة السلاجقة في نهاية القرن الحادي عشر، قبل أن يجد نفسه غارقًا في حملات الصليبيين. بالإضافة إلى ذلك لم يتردّدِ الأباطرة البيزنطيون في جلب قوات متحالفة معهم إذا لزم الأمر، مثل الكومان الذين ساهموا في معركة ليفونيون ضد البجناك عام 1091. نادرًا ما سعى الجبش البيزنطي لمواجهة مباشرة مع الخصم، وفضّل فقط التركيز على مضايقته، وذلك بسبب التفوق العسكري والاقتصادي للعديد من خصوم البيزنطيين، ويتضح هذا من الأدلة العسكرية التي كتبت خلال مختلف عصور الإمبراطورية.

#### البحرية
لم تمتلك الإمبراطورية البيزنطية في سنواتها الأولى أي أسطول بحري. تأسست البحرية في منتصف القرن الخامس بسبب ظهور تهديد الوندال. تألفّت البحرية من نوع جديد من السفن يسمى الدرمونة بدلًا من السفن الكلاسيكية التي وُجدت في العصور القديمة. على الصعيد العالمي مرّت البحرية البيزنطية بتطور مشابه لتطور الجيش، لكن على عكس البحرية الرومانية -التي واجهت تهديدات بحرية محدودة للغاية- رأت البحرية البيزنطية أن تفوقها المتوسطي أصبحَ موضع تنافس في عدة مناسبات. جُمعت القوات البحرية البيزنطية ضمن وحدة كارابيسيانوي، التي قُسّمت إلى ثلاثة مقاطعات بحرية أهمها مقاطعة Cibyrrhaeot على الساحل الجنوبي للأناضول. خضع الأسطول المركزي الذي تمركزَ في القسطنطينية لسلطة قائد برتبة «درنجار». لقد ساهمت البحرية البيزنطية المجهزة بالنار الإغريقية في تحقيق عدة انتصارات عظيمة، مثل الانتصار ضد الدولة الأموية خلال حصار القسطنطينية الثاني. خلال هذه المعركة استخدمت تلك النيران في حرق سفن المهاجمين. بحلول أواخر القرن الثامن أصبحت البحرية البيزنطية -التي كانت قوة جيدة التنظيم والتجهيز- القوة البحرية المهيمنة في البحر الأبيض المتوسط مرةً أخرى، لكن في القرن التاسع ازدادات القوة البحرية لدول الخلافة الإسلامية بدرجة كبيرة مما أدخلها في تنافس شديد مع البيزنطيين، وتمكن البيزنطيون في القرن العاشر من استعادة موقعهم المُهيمن في شرق البحر الأبيض المتوسط بعد مواجهات كثيرة. انطلاقًا من القرن الحادي عشر شهدت البحرية البيزنطية تدهورًا ملحوظًا، ولم يعد بإمكانها مواجهة القوات البحرية للدويلات الإيطالية التي بدأت تنافس الإمبراطورية البيزنطية تجاريًا بوجه فعال. خلال فترة الترميم الكومنيني مرت البحرية بفترة من التعافي لكنها مالبثَت أن تراجعت مرة أخرى، وصولًا إلى تفكك الإمبراطورية إثرَ الحملة الصليبية الرابعة في عام 1204. بعد استعادة الإمبراطورية في عام 1261 بدأ العديد من أباطرة السلالة الباليولوجية بمحاولات لإعادة إحياء البحرية، لكن كان لجهودهم تأثير مؤقت فقط. ركّز ميخائيل الثامن باليولوج (حكم 59-1282) بدرجة كبيرة على بناء أسطول قوي، وأبرمَ معاهدة دفاعية مع جنوا لتأمين المساعدات العسكرية البحرية منها مقابل حصولها على امتيازات تجارية تركت آثارًا وخيمةً على الاقتصاد البيزنطي، وبقيت البحرية البيزنطية ضعيفةً وتعتمد بدرجة كبيرة على مساعدات جنوا. ومع ذلك لم تكن بيزنطة وجنوا قادرتين على مواجهة أسطول البندقية، واتّضح ذلك من هزيمة الأسطول البيزنطي-الجنوي المشترك المكون من 48 سفينةً أمامَ أسطول البندقية الصغير نسبيًا في عام 1263. بحلول منتصف القرن الرابع عشر تضاءل حجم الأسطول البيزنطي -الذي أرسل سابقًا مئات السفن الحربية عبر البحر- إلى بضع عشرات السفن في أحسن الأحوال، وانتقلت السيطرة على بحر إيجة إلى الأسطولين الإيطالي والعثماني. ومع ذلك استمرت البحرية في ممارسة نشاط خفيف حتى سقوط الإمبراطورية البيزنطية في يد العثمانيين عام 1453.

## الثقافة

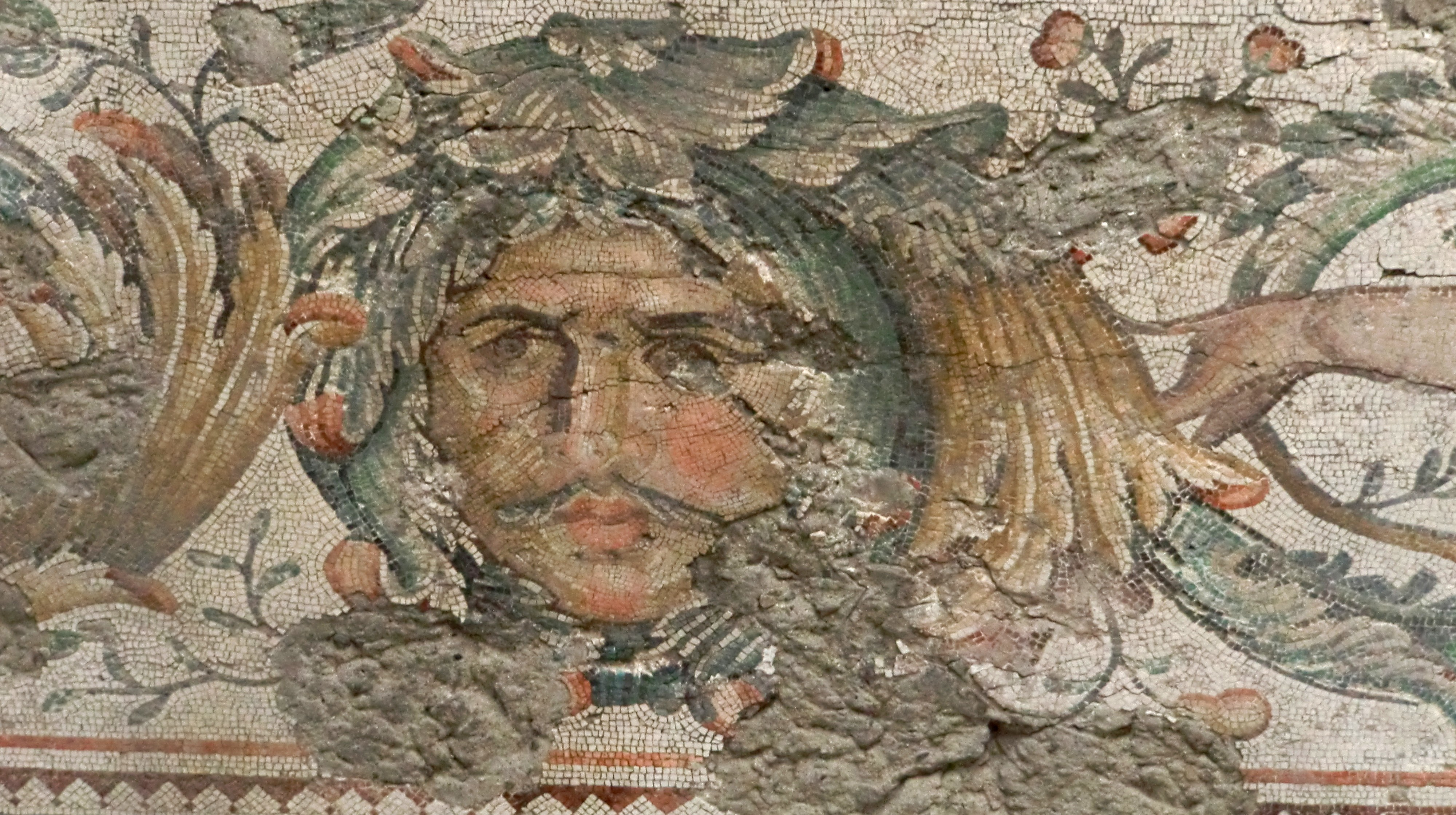
فسيفساء أرضية في قصر القسطنطينية الكبير.

خلال معظم وجودها شكّلت الإمبراطورية البيزنطية أكبر قوة اقتصادية وثقافية وعسكرية في أوروبا المسيحية وأسست ثقافة وحضارة مزدهرة، وكانت القسطنطينية حاضرة الإمبراطورية البيزنطية وعاصمتها دُرَّة المدن المسيحية، وكانت على جانبٍ كبيرٍ من التنظيم والتنسيق والتطوُّر بمقاييس ذلك الزمان، وعلى مدار ألفيتها كانت القسطنطينية أكبر مدن العالم وأجملها وأكثرها تقدماً، ومخزنًا للتماثيل ومخطوطات الماضي الكلاسيكي، ومركزًا رئيسيًا للمسيحية الشرقية، وحاضرة العلوم والفنون. ولعبت العلوم البيزنطية دورًا هامًا في نقل المعارف الكلاسيكية للعالم الإسلامي، وإلى عصر النهضة في إيطاليا، وأيضاً في نقل العلوم العربية إلى عصر النهضة في إيطاليا. شغلت بيزنطة مكانًا هامًا في العصور الوسطى، وقد أثّرت القسطنطينية بواسطة ثقافتها وفنونها كثيرًا على الشعوب المحيطة بها، وتُظهر تماثيل الفنون العظيمة التي خلفتها القسطنطينية لمعان الثقافة البيزنطية. ابتداءً من القرنين الرابع والخامس بدأت تتشكل ملامح حضارة رومانية شرقية جديدة مختلفة عن الحضارة الرومانية القديمة، فأصبحت اللغة اليونانية هي السائدة، وأصبح النتاج الفكري والفني في الشرق آسيويًا أفريقيًا أكثر منه أوروبيًا، فلم يتجاوز مجمل النتاج الفكري في الولايات الأوروبية في الإمبراطورية أكثر من 10% من مجموع النتاج البيزنطي، وقد كانت أهم المراكز الثقافية في الإمبراطورية هي الإسكندرية وأنطاكية وبيروت وقيسارية والرها وكبادوكيا.

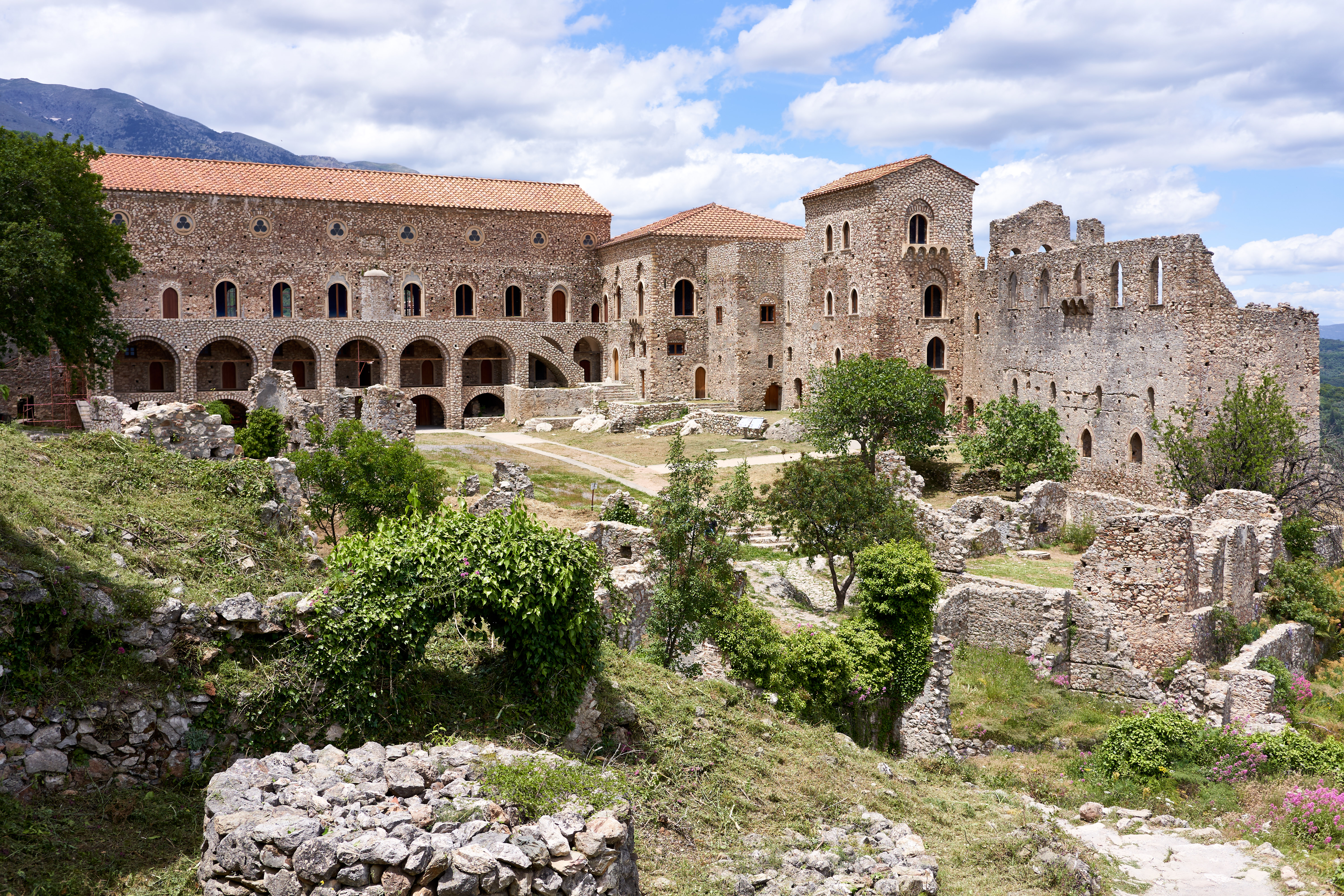
مجمع قصر ميستراس البيزنطي.

اشتهرت القسطنطينيّة أيضًا بالروائع المعمارية، مثل كنيسة آيا إيرين وكنيسة الرسل المقدسة وكنيسة خورا وكنيسة باماكاريستوس وكاتدرائية آيا صوفيا الأرثوذكسية الشرقية والتي كانت مقرًّا لبطريركية القسطنطينية المسكونية، وقد وصفها عدد من الكُتَّاب بأنها «تحتل مكانة بارزة في العالم المسيحي»، وبأنها «أعظم من جميع الكنائس المسيحية». ويُشير المؤرخون إلى أنَّ آيا صوفيا اعتُبرت رمزًا ثقافيًا ومعماريًا وأيقونة للحضارة البيزنطية والحضارة المسيحيَّة الأرثوذكسيَّة. إلى جانب الكنائس الفخمة ضمت المدينة قصر القسطنطينية الكبير الذي كان المقر الملكي الرئيسي للأباطرة البيزنطيين حتى عام 1081 وكان مركزًا للإدارة الإمبراطورية لأكثر من 690 عامًا، وضمت المدينة أيضاً برج غلطة وميدان سباق الخيل والبوابة الذهبيّة وصهريج البازيليك وصهريج ثيودوسيوس وقناة فالنس ومسلة تحتمس الثالث، فضلًا عن القصور الأرستقراطية الغنية والمترفة مثل قصر تكفور وقصر أنطاكية وقصر بوكليون وقصر لوسوس والساحات العامة وحماماتها الفاخرة والمترفة مثل حمامات زاكبيكوس. امتلكت القسطنطينية العديد من الكنوز الفنية والأدبية قبل أن تسقط في عام 1204 وعام 1453. وكان ميدان سباق الخيل في ذلك الحين يُمثل مركزاً اجتماعياً للمدينة ومكانًا للرياضة. كما اشتهرت المدينة بمكتباتها وأبرزها كانت مكتبة القسطنطينية، وهي آخر المكتبات الكبيرة في العالم القديم استطاعت حفظ المعرفة القديمة لليونان والإغريق لأكثر من ألف عام وحوت على حوالي 100,000 نص.
| ”           | أسست بيزنطة ثقافة رائعة، يمكن أن تكون أفضل ثقافة عرفتها العصور الوسطى، وبدون منازع الوحيدة التى ظلت موجودة في أوروبا المسيحية حتى القرن الحادي عشر. ظلت القسطنطينية خلال مئات السنين المدينة العظيمة الوحيدة في أوروبا المسيحية، ولم يُعرف لها مثيل في العظمة. | “ |
| —تشارلز ديل | |   |

تعتبر جامعة القسطنطينية التي أسسها الإمبراطور ثيودوسيوس الثاني أول جامعة في العالم وفقاً لبعض المؤرخين. وتضمنت الجامعة كليات ومدارس في الطب والفلسفة واللاهوت والقانون، كما كانت المدارس الاقتصادية المختلفة والكليات والمعاهد الفنية والمكتبات وأكاديميات الفنون الجميلة أيضًا مفتوحة في المدينة.

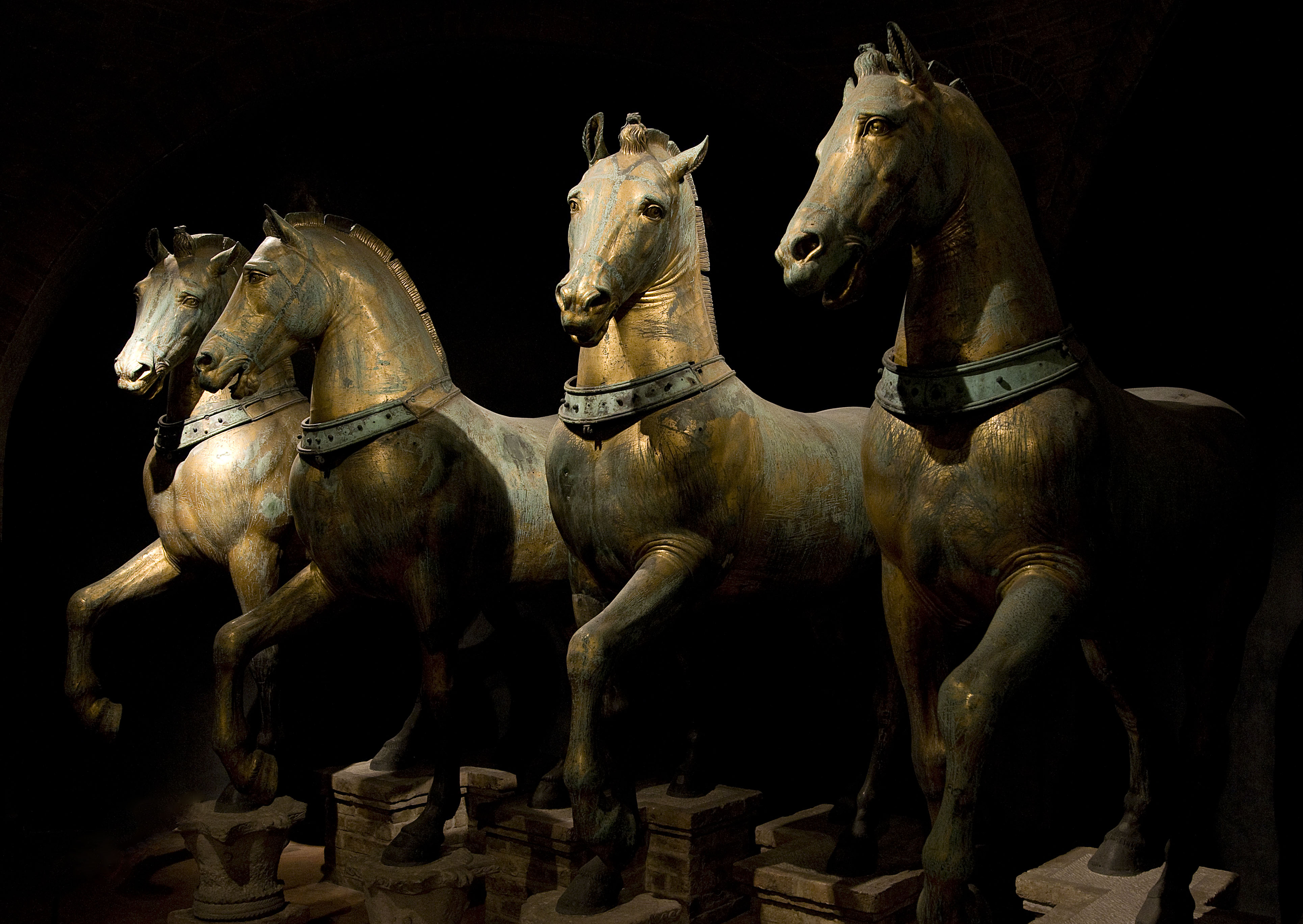
الخيول الأربعة البرونزية التي كانت موجودة في ميدان سباق الخيل في القسطنطينية ونهبت أثناء الحملة الصليبية الرابعة موجودة اليوم في ساحة كاتدرائية القديس مرقس في البندقية.

مع انهيار روما والانشقاق الداخلي في البطريركيات الشرقية الأخرى أصبحت كنيسة القسطنطينية بين القرنين السادس والحادي عشر أغنى مركز للعالم المسيحي وأكثرها نفوذاً. وكان لها دور أساسي في نهوض المسيحية وصقل لاهوتها وفلسفتها وفقهها وقوانينها خلال عصور الرومان والبيزنطيين، إلى جانب كونها مقرًا لبطريرك القسطنطينية المسكوني، كما احتوت المدينة على بعض أقدس الآثار في العالم المسيحي مثل إكليل الشوك والصليب الحقيقي، وتطور الطقس البيزنطي وشعائره خلال القرن الثالث في البلاط البيزنطي في مدينة القسطنطينية، وهو الآن ثاني أكثر الطقوس استخدامًا في العالم المسيحي بعد الطقس الروماني الكاثوليكي. ولا يزال الإرث الليتورجي والأدبي والمعماري والثقافي البيزنطي ظاهراً وحيّاً في دول أوروبا الشرقيَّة والبلقان. ولعبت الإمبراطورية البيزنطية دوراً هاماً في تاريخ المسيحية، فأصبحت المكان الذي تدور فيه كل حوادث الكنيسة الكبرى، وتنطلق منه حركتها الفكرية، حيث إن معظم المشاكل التي واجهت الكنيسة قد حدثت داخل الإمبراطورية، كما أن المجامع المسكونية السبعة من مجمع نيقية الأول (325) ومجمع القسطنطينية الأول (381) ومجمع أفسس (431) ومجمع خلقيدونية (451) ومجمع القسطنطينية الثاني (553) ومجمع القسطنطينية الثالث (680) ومجمع نيقية الثاني (787) عُقدت جميعها في مدن داخل الإمبراطورية البيزنطية. وقد دفع ذلك المركز العظيم لبيزنطة بطريرك القسطنطينية -وهو يُناظر بابا روما بعد سقوط الإمبراطورية الرومانية الغربية- لأن يقول: «لم يبقَ سوى إمبراطورية مسيحية واحدة هي إمبراطورية الشرق، ولم يبق سوى كنيسة مسيحية واحدة هي كنيسة الشرق».
عاشت الإمبراطورية البيزنطيَّة عصرها الذهبي خاصةً تحت حكم الأسرة المقدونية (ما بين 867-1056) حيث دُعي عصرهم بعصر النهضة المقدونية، ففي عهدهم مرت الامبراطورية البيزنطية بنهضة ثقافية وعلمية وكانت القسطنطينية في عهدهم المدينة الرائدة في العالم المسيحي من حيث الحجم والثراء والثقافة. فقد كان هناك نمو كبير في مجال التعليم والتعلم ممثلًا بجامعة القسطنطينية ومكتبة القسطنطينية، وجرى الحفاظ على النصوص القديمة وإعادة نسخها. كما ازدهر الفن البيزنطي وانتشرت الفسيفساء البيزنطية الرائعة في تزيين العديد من الكنائس الجديدة، وتحت حكم آل كومنين تجدد الاهتمام بالفلسفة الإغريقية الكلاسيكية، بالإضافة إلى تزايد الناتج الأدبي باليونانية العامية. احتل الأدب والفن البيزنطيان مكانة بارزة في أوروبا، حيث كان التأثير الثقافي للفن البيزنطي على الغرب خلال هذه الفترة هائلًا وذا أهمية طويلة الأمد. مارست الإمبراطورية البيزنطية قوة جذب ثقافي قوية وهيمنت على الحياة الاقتصادية في البحر الأبيض المتوسط. ويُشير المؤرخون إلى صدمة الزوار والتُجار خصوصًا بالأديرة والكنائس الجميلة في المدينة، ولا سيما آيا صوفيا، أو كنيسة الحكمة المقدسة. وفقًا للمسافر الروسي في القرن الرابع عشر ستيفن من نوفغورود: «بالنسبة لآيا صوفيا، لا يستطيع العقل البشري وصفها».

مآثر حضارية بيزنطية
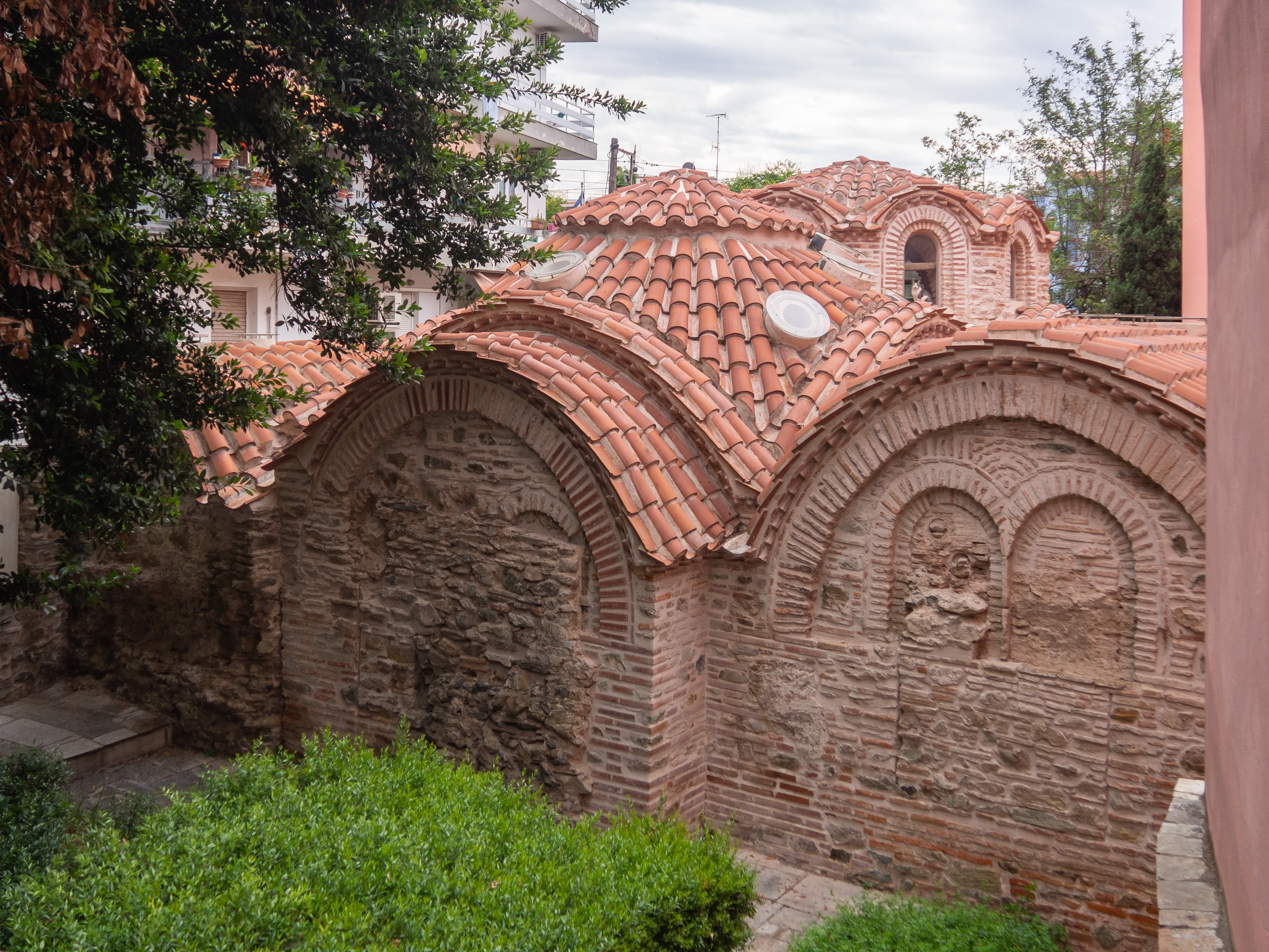
حمامات سالونيك البيزنطيَّة في سالونيك
فسيفساء في دير دافني تصور الطفل يسوع.
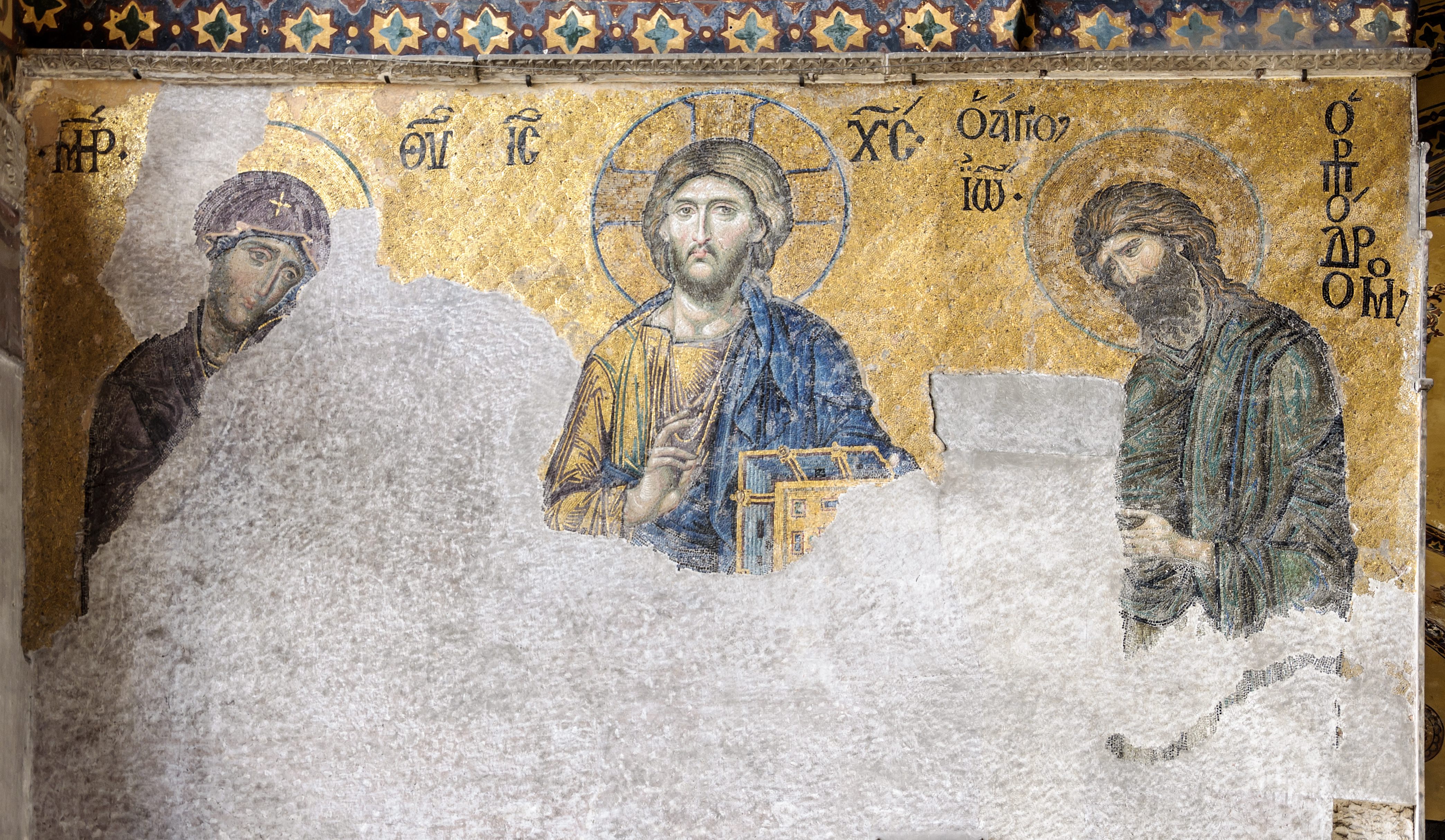
فسيفساء بيزنطية تُصور يسوع ومريم العذراء ويوحنا المعمدان في آيا صوفيا
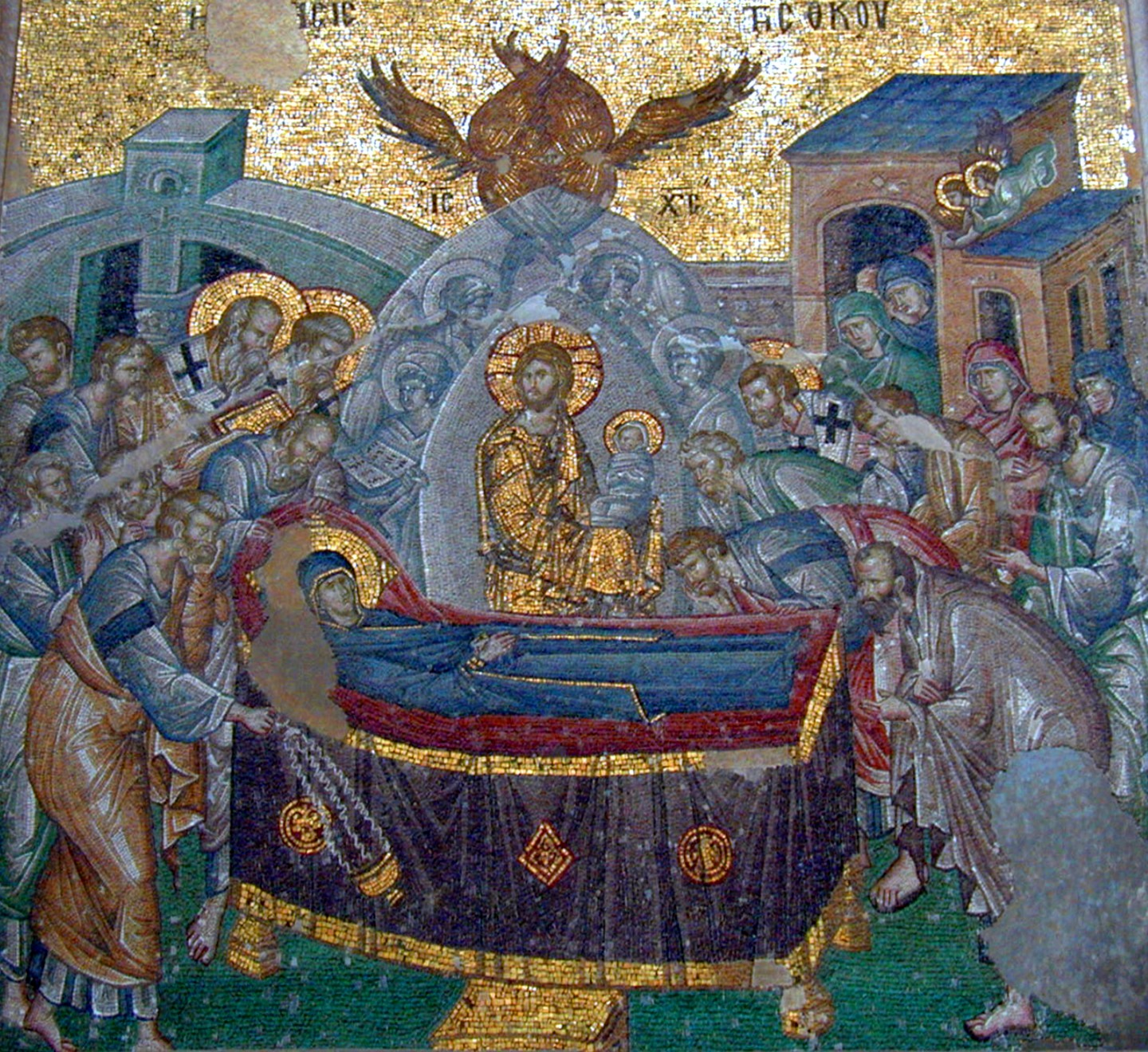
فسيفساء بيزنطية تُصور رقاد العذراء في كنيسة خورا
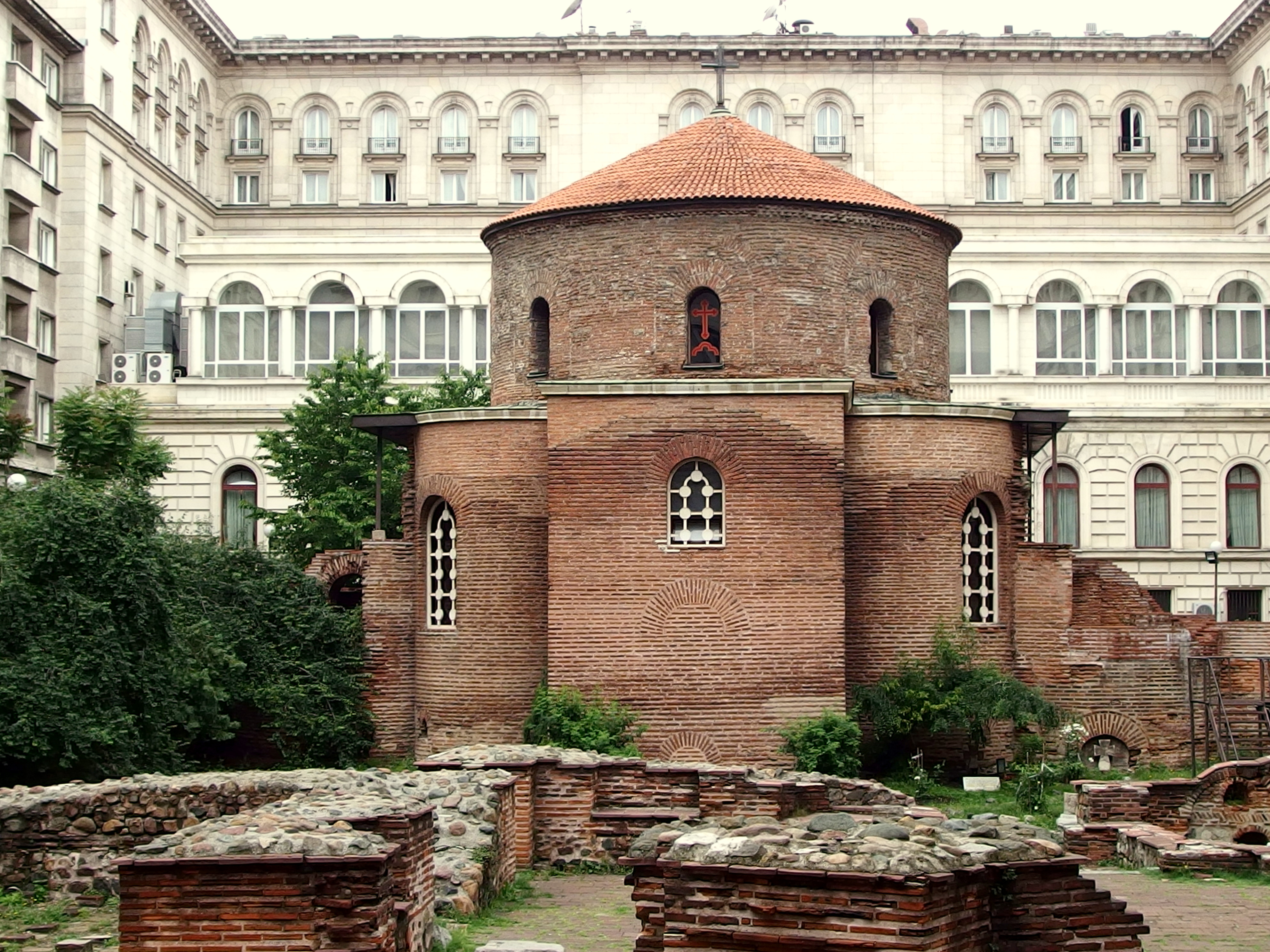
كنيسة القديس جاورجيوس في صوفيا؛ وإحدى أفضل الأمثلة المعروفة على العمارة البيزنطية

### الدين

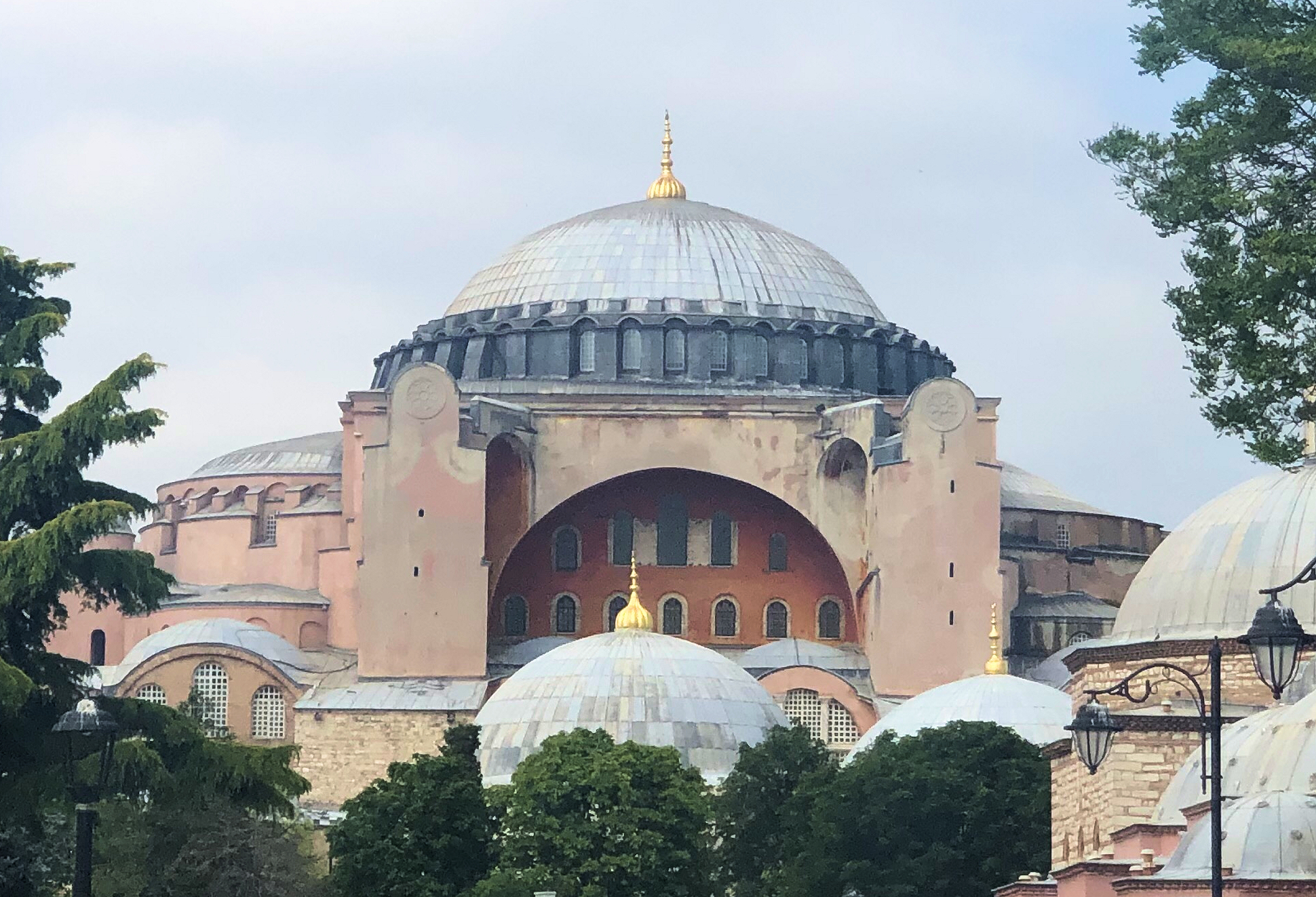
بنى جستينيان الأول كنيسة الحكمة الإلهية المقدسة، آيا صوفيا، رمزًا وتعبيرًا عن مكانة بطريركية القسطنطينية العالمية، وقد اكتملَ بناؤها في فترة قصيرة مدتها أربع سنوات ونصف (532-537).

فسيفساء ليسوع المسيح في كنيسة باماكاريستوس، إسطنبول

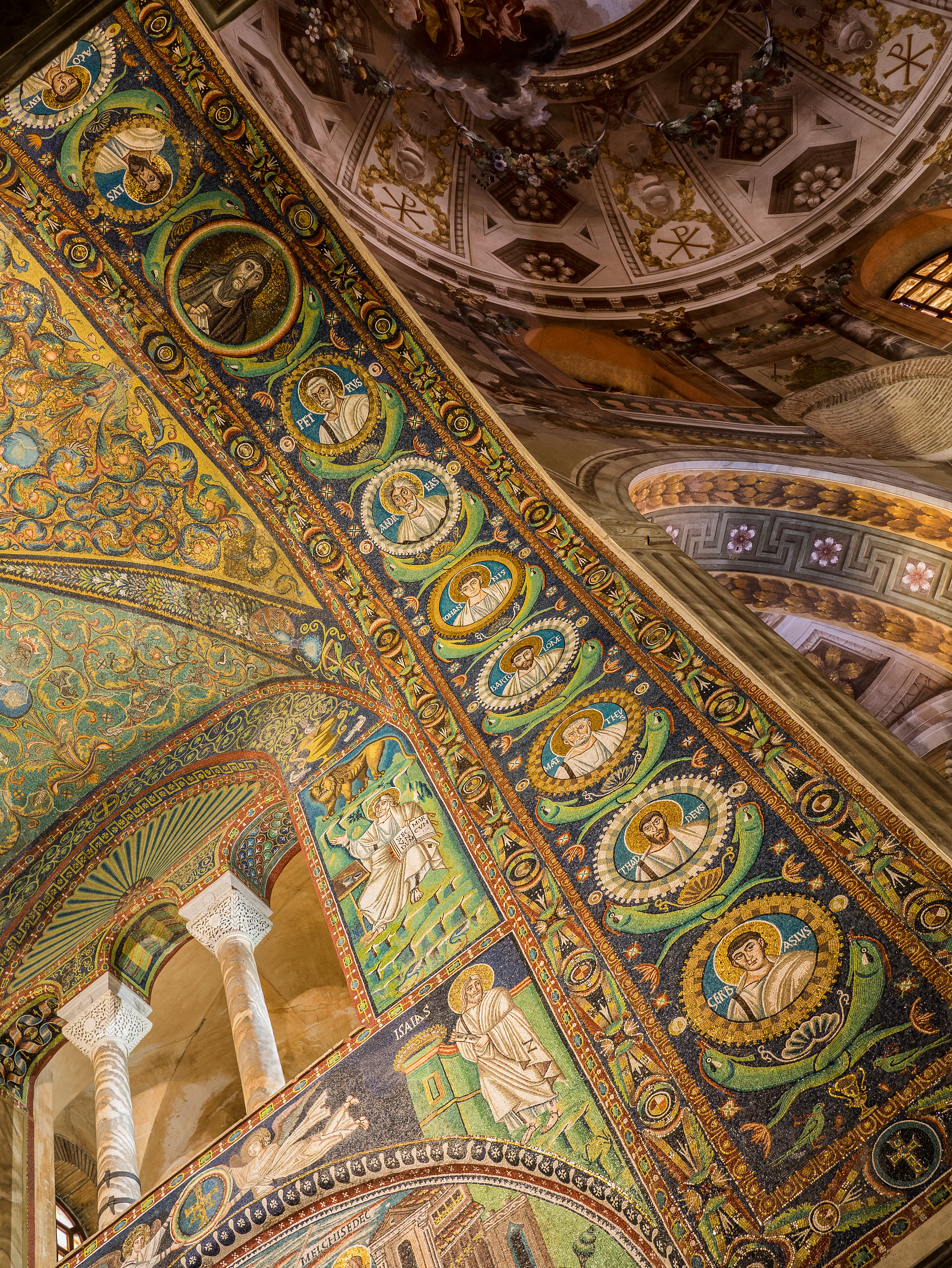
فسيفساء قوس النصر ليسوع المسيح والرسل. في كنيسة القديس فيتالي في رافينا بإيطاليا.

كانت الإمبراطورية البيزنطية ثيوقراطية، وقيلَ إن الله يحكمها بواسطة الإمبراطور. تقول الكاتبة جينيفر فريتلاند فان فورست «أصبحت الإمبراطورية البيزنطية دولة ثيوقراطية بمعنى أن القيم والمثل المسيحية كانت أساس المثل السياسية للإمبراطورية ومتشابكة بشدة مع أهدافها السياسية». يقول ستيفين رونسيمان في كتابه عن الثيوقراطية البيزنطية (2004):
 أكّد بقاء الإمبراطورية في الشرق على الدور النشط للإمبراطور في شؤون الكنيسة. ورثت الدولة البيزنطية من العصور الوثنية النظام الإداري والمالي لإدارة الشؤون الدينية، وطُبّقَ هذا النظام على الكنيسة المسيحية. باتباع النمط الذي وضعه يوسابيوس القيصري نظر البيزنطيون إلى الإمبراطور كممثل أو رسول للمسيح، ومسؤول بصفة خاصة عن نشر المسيحية بين الوثنيين، وبين «الخارجين» عن الدين. كما يشير سيريل مانجو إلى أنه يمكن تلخيص الفكر السياسي البيزنطي في شعار «إله واحد، إمبراطورية واحدة، دين واحد».
لم يتطور الدور الإمبراطوري في شؤون الكنيسة إلى نظام ثابت محدد قانونيًا. بالإضافة إلى ذلك وبسبب تراجع روما والانشقاق الداخلي في البطريركيات الشرقية الأخرى أصبحت كنيسة القسطنطينية بين القرنين السادس والحادي عشر المركز الأغنى والأكثر تأثيرًا في العالم المسيحي. وحتى عندما تقلّصت مساحة الإمبراطورية إلى مجرد «ظل» لمساحتها السابقة، استمرت الكنيسة في ممارسة تأثير كبير داخل حدود الإمبراطورية وخارجها. يشير جورج أوستروجورسكي:
 تمحورت الكنيسة المسيحية حول نظام البطريركيات الخمس الذي أقرّه جستينيان الأول، وبموجبه تحكم الكنيسةَ خمسةُ كراسٍ أسقفيةٍ هي بالترتيب: روما، القسطنطينية، الإسكندرية، أنطاكية، أورشليم.
أصبحت الرهبنة البيزنطية -بصفةٍ خاصةٍ- سمةً دائمةَ الوجودِ للإمبراطورية حيث أصبح رُهبان الأديرة «ملّاك أراضٍ أقوياء، وصوتًا يُستمع إليه في السياسة الإمبراطورية». حدّدت المجامع المسكونية السبعة العقيدة المسيحية الرسمية للدولة، وكان من واجب الإمبراطور حينها فرضها على رعاياه. أمر مرسوم إمبراطوري عام 388 -أُدرجَ لاحقًا في «مدونة جستنيان»- سكانَ الإمبراطورية بقبول العقائد التي أقرّتها المجامع المسكونية بما فيها مجمع خلقيدونية، وأن يَتخذ من يقبلون هذا المرسوم اسم «المسيحيين الكاثوليك»، واعتبرَ كل من لا يلتزم بالمرسوم «أشخاصًا مجانين وأغبياء»؛ كأتباع «العقائد الهرطقية».
مع صدور عدة مراسيمَ إمبراطورية، ومع الموقف الصارم لكنيسة الدولة نفسها، والتي أصبحت تُعرف باسم الكنيسة الأرثوذكسية الشرقية أو المسيحية الشرقية، إلا أن الأخيرة لم تمثل أبدًا جميع المسيحيين في بيزنطة. يعتقد مانجو أنه في المراحل الأولى للإمبراطورية كان «المجانين والأغبياء» -ممّن وصفتهم كنيسة الدولة «بالزنادقة»- يشكلون غالبية السكان. إلى جانب الوثنيين الذين كانوا موجودين حتى نهاية القرن السادس، واليهود. كان هناك العديد من أتباع مختلف المذاهب المسيحية -وفي بعض الأحيان حتى الأباطرة- كالنسطورية والمونوفيزية والآريوسية والبيلكانيون على سبيل المثال، والذين كانت تعاليمهم تتعارض مع العقيدة اللاهوتية الرئيسية كما حددته المجامع المسكونية.
حدث انقسام آخر بين المسيحيين عندما أمر ليو الثالث بتدمير الأيقونات في جميع أنحاء الإمبراطورية. أدى ذلك إلى أزمة دينية كبيرة انتهت في منتصف القرن التاسع بترميم الأيقونات. خلال الفترة نفسها ظهرت موجة جديدة من أتباع الوثنية في البلقان ينحدرون أساسًا من السلافيين. كان هناك تحويل إلى المسيحية بطريقة تدريجية، وفي المراحل المتأخرة من العصر البيزنطي مثّلت الكنيسة الأرثوذكسية الشرقية معظمَ المسيحيين -وبوجهٍ عام- معظمَ الناس فيما تبقى من الإمبراطورية.
كان اليهود أقلية مهمة في الدولة البيزنطية طوال تاريخها، ووفقًا للقانون الروماني شكلوا مجموعة دينية معترفًا بها قانونيًا. في الفترة البيزنطية المبكرة حدثَ تسامحٌ معهم عمومًا، ولكن تبع ذلك فترات من التوترات والاضطهاد. على أي حال بعد الفتوحات العربية وجد غالبية اليهود أنفسهم خارج الإمبراطورية. ويبدو أن أولئك الذين بقوا داخل الحدود البيزنطية عاشوا في سلام نسبي من القرن العاشر فصاعدًا.

#### الكنيسة والدولة

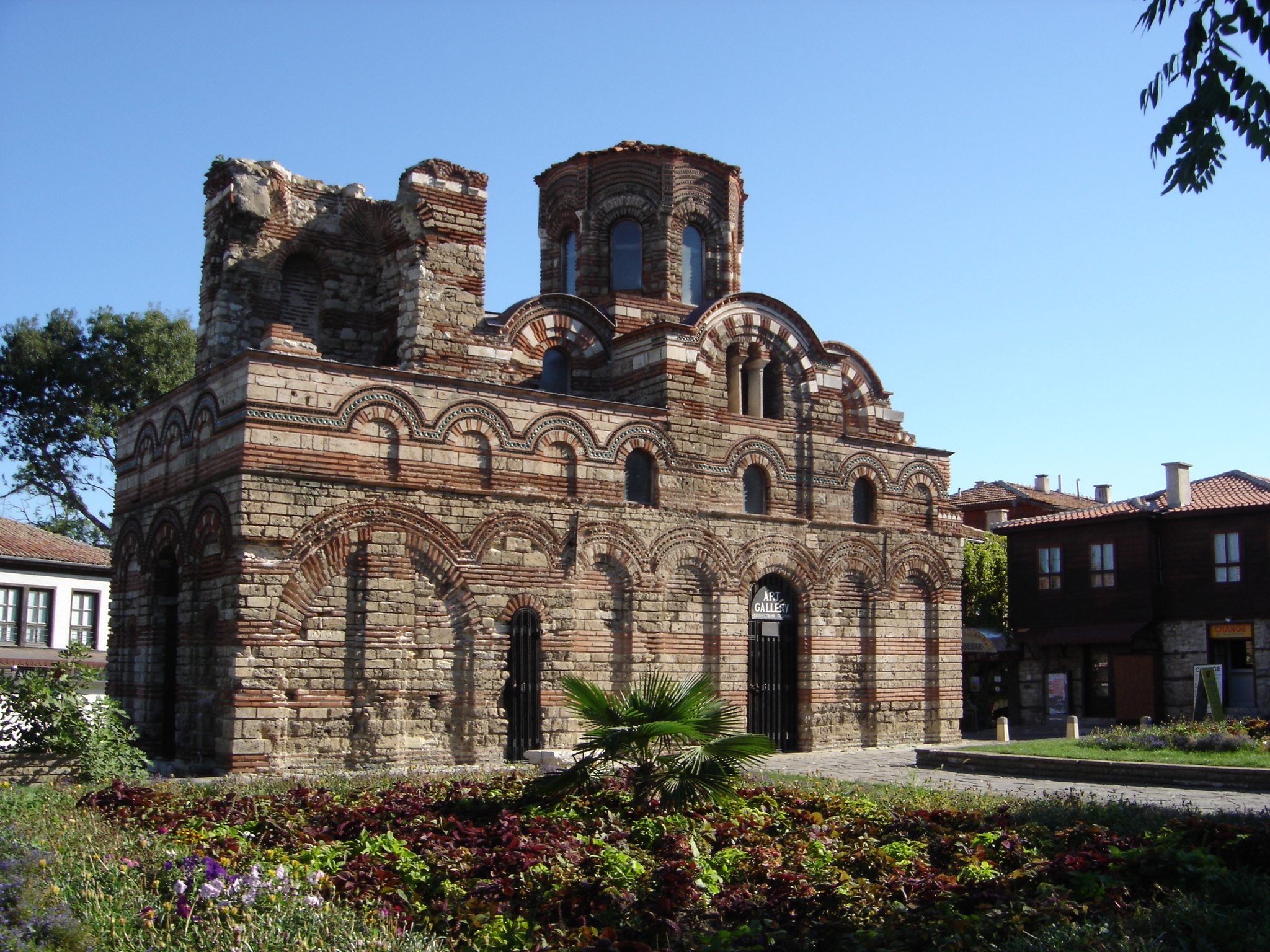
كنيسة المسيح ضابط الكل في نيسيبار.

كانت الإمبراطورية البيزنطية مسيحية منذ أن جعل ثيودوسيوس الأول المسيحية دين الدولة عام 391. وكانت المسيحية أحد أكثر العناصر التي ميّزتها عن الإمبراطورية الرومانية القديمة. تشكّلت نظرة شمولية حول تحالف الإمبراطور مع الكنيسة المسيحية لتأسيس إمبراطورية يرتبط مصيرها بمصير الكنيسة والعكس صحيح. كانت بيزنطة طوال تاريخها مركزًا روحيًا قويًا حتى عندما ضعفت قوة الدولة بمرور الزمن. وكانت القسطنطينية عاصمة الإمبراطورية ومقر البطريركية المسكونية إحدى السلطات الرئيسية في العالم المسيحي. غطت الإمبراطورية البيزنطية خلال القرون الأولى من وجودها أربعة من البطريركيات المسيحية الخمسة، بل وحتى خمسة حينما استعاد جستنيان الأول روما، ولذلك كانت المركز المهيمن للمسيحية وساهمت بقوة في تحديد مبادئها من خلال المجامع المختلفة المنظمة على أراضيها، لكن دون تمكّنها من تجنب الانقسامات مثلما اتّضح من تأسيس المذهب الميافيزي (الأرثوذكسي المشرقي) في مقاطعاتها الشرقية.
أدى تقلّص مساحة الإمبراطورية في القرن السابع إلى فقدان السيطرة على بطريركيات الإسكندرية، وأورشليم، وأنطاكية، وكذلك الكرسي البابوي في روما الذي تطلّع إلى القوى الغربية الناشئة مثل الإمبراطورية الكارولنجية. ومنذ ذلك الحين شهدت الإمبراطورية البيزنطية تدريجيًا ولادة عقيدة مسيحية معينة وهي الأرثوذكسية الشرقية، مما أدى أحيانًا إلى توترات قوية مع روما، ولا سيما فيما يتعلق بالاعتراف بأسبقية الأخيرة على باقي البطريركيات. ارتبطت هذه المسيحية الأرثوذكسية الشرقية الناشئة ارتباطًا وثيقًا بالإمبراطورية البيزنطية. كان الترويج لتلك العقيدة وسيلةً للإمبراطورية لتوطيد سلطتها وتأثيرها، كما اتضح من التحويلات الدينية للشعوب السلافية التي دُمجت بطريقة ما في الفلك البيزنطي، على الأقل روحياً. كانت هناك أسباب لاهوتية وثقافية للقطيعة التدريجية بين بيزنطة وروما والتي وصلت إلى مرحلتها الأخيرة في الانشقاق العظيم بين الشرق والغرب عام 1054. فكان الاختلاف في اللغة الليتورجية (اليونانية في القسطنطينية واللاتينية في روما) أحد الأسباب المنطقية للانقسام، بالإضافة إلى إصرار البابوية في روما وتكرارها المستمر حول أسبقيتها وسيادتها على باقي البطريركيات وهو ما أزعج القسطنطينية. كذلك لم يكن لدى الطرفين المفهوم ذاته حول القوة الروحية (الكنيسة) والقوة الزمنية (الملوك)، فقد تحررت البابوية من الوصاية الإمبراطورية من خلال الإصلاح الغريغوري في حين بقيت الكنيسة البيزنطية مرتبطة بقوة بالإمبراطورية. شكلت مشكلة انبثاق الروح القدس عثرة لاهوتية رئيسية بين مركزيّ العالم المسيحي. يعتبر المسيحيون الأرثوذكس أن الروح القدس انبثق فقط من الآب بينما ترى روما أنه انبثق من الآب والابن معًا. وإضافةً لهذا الجدل اللاهوتي كان ثمّة فجوةٌ ثقافيةٌ متزايدةٌ شكلتها اختلافات كبيرة في الممارسات والطقوس مثل موضوع زواج الكهنة.

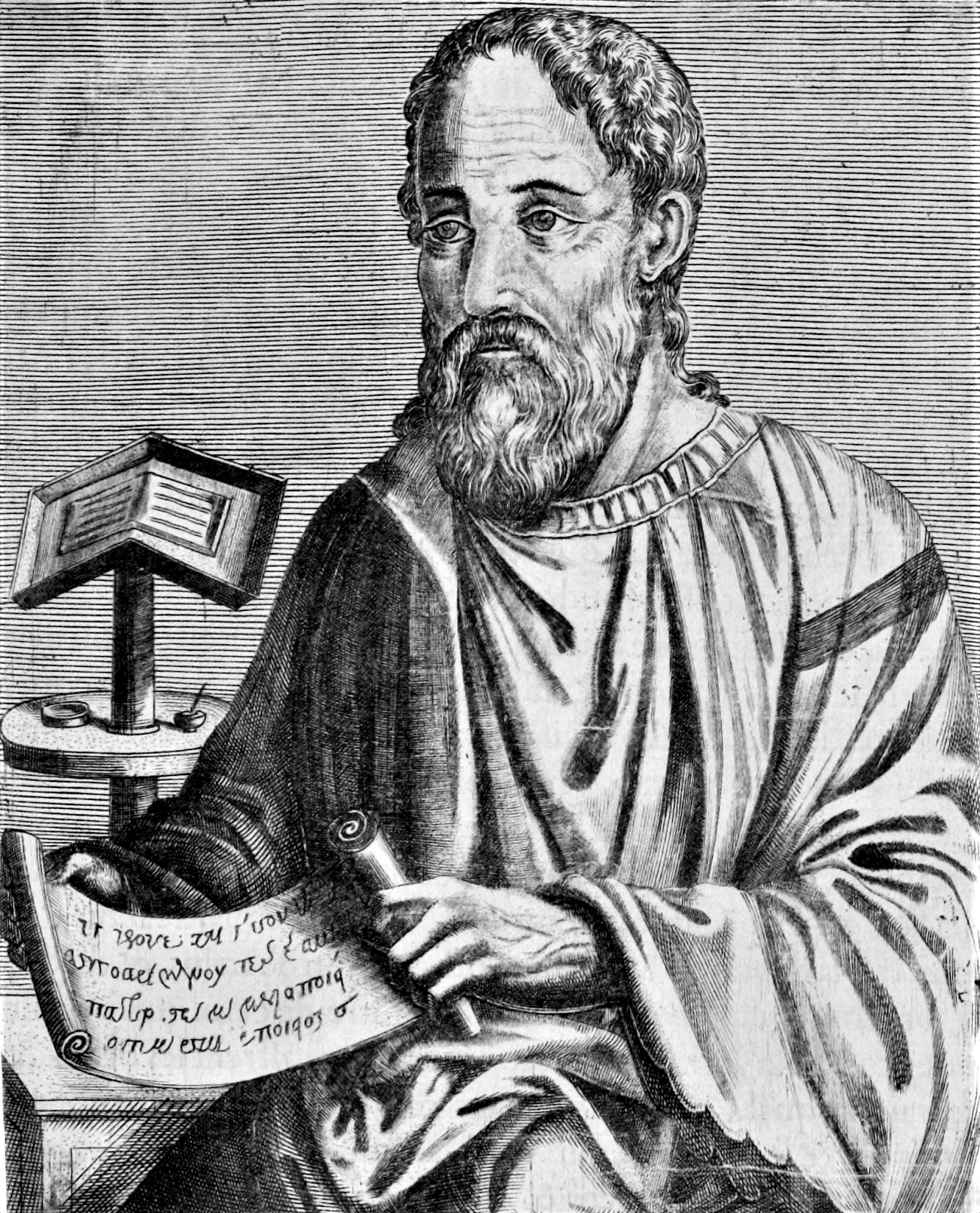
يوسابيوس القيصري (265-339)، أسقف وكاتب وعالم لاهوت ومدافع عن المسيحية تأثر في كتاباته بآريوس.

علاوةً على ذلك استُخدمت هذه الخلافات جزئيًا في سياق الحملات الصليبية حيث أدّت الاختلافات في الأهداف بين الصليبيين والبيزنطيين إلى زيادة العداء. أدت سيطرة الصليبيين على القسطنطينية ونهبها عام 1204 واعتبارهم البيزنطيين أعداءً لله إلى تمزيقٍ أكثرَ للمسيحية. أطلق الأباطرة البيزنطيون في المراحل الأخيرة للدولة محاولاتٍ فاشلةً لتأسيس اتحادٍ للكنائس المسيحية يخضع لمنطق سياسي، فقد حاولوا استرضاء الغرب كي يبذل العونَ ويساعد الإمبراطورية في محنتها. وفي هذا الصدد كانت القطيعة التدريجية بين الكنيسة والدولة إحدى السمات البارزة للفترة الأخيرة للإمبراطورية. إذ ماإن تتشابك اهتماماتهم بطريقةٍ وثيقةٍ حتى تعود وتتباعد أكثر فأكثر. خَبِرت الكنيسة كيف تبقى موجودة مع إمبراطورية تحتضر، واستمرت هياكلها في المناطق التي غزاها العثمانيون. أتاح المذهب الأرثوذكسي للإمبراطورية البيزنطية أن توسع مناطق نفوذها نتيجة انتشاره خارج حدودها، وقد ضمن أخيرًا وسيلةً لبقاء الكنيسة عند اختفاء القوة الإمبراطورية. أصبحت صربيا وروسيا مركزين مؤثرين للأرثوذكسية الشرقية. وقد كرّس تعيين محمد الفاتح لغيناديوس سكولاريوس بطريركًا على القسطنطينية ذلك المصير المتمايز للكنيسة البيزنطية باعتباره أول من يشغل هذا المنصب في العصر العثماني. ولقد كانت الكنيسة البيرنطية، كما يؤكد جان ميندورف العنصر الأكثر استقرارًا من نواحٍ عديدة في الإمبراطورية.

#### تنظيم الكنيسة البيزنطية

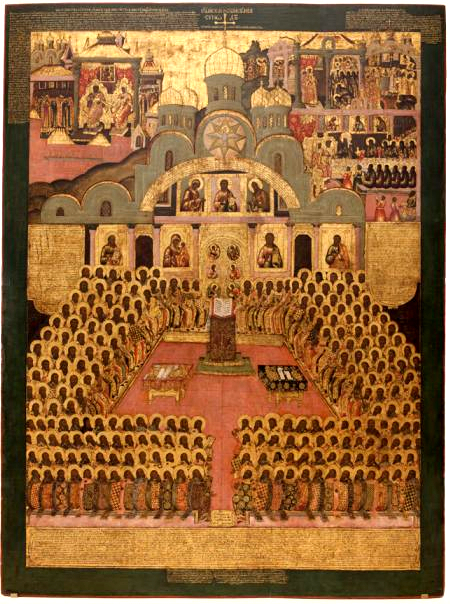
أيقونة تصور مجمع نيقية الثاني.

أقرّ جستينيان الأول نظام البطريركيات الخمس، وبموجبه تحكم الكنيسةَ المسيحيةَ خمسةُ كراسٍ أسقفية، هي بالترتيب: روما، القسطنطينية، الإسكندرية، أنطاكية، أورشليم. استبعدَ هذا النظام الكنائس التي كانت خارج حدود الإمبراطورية مثل كنيسة المشرق، وأيضًا الكنيستين اللاخلقيدونيتين المُطالبتين بكرسيي أنطاكية والإسكندرية، وهما الكنيسة السريانية الأرثوذكسية والكنيسة القبطية الأرثوذكسية، واعتبرهما غير شرعيتين. عكسَ ذلك النظام الأهمية السياسية والكنسية للبطريركيات الخمس، لكن بابوات روما قابلوه بالرفض وأرادوا أن تتمحور الكنيسة كلها حول روما، بينما أرادت السلطة البيزنطية أن تتمتع روما بأولوية رمزية فقط، وساهم ذلك الخلاف في الانشقاق العظيم. لاحقاً فقدَ النظام الخماسي أهميته العملية بفعل الصراع بين القسطنطينية وروما، والفتوحات الإسلامية التي طالت أراضي بطريركيات الإسكندرية وأنطاكية وأورشليم، وظهور بطريركيات مُنافسة في الشرق مثل روسيا وصربيا.
عندما سيطرت الإمبراطورية على البطريركيات الخمسة كان مفهوم «حكومة الكنيسة» هو السائد. مثّل المسيح رأس الكنيسة الذي يرتكز على الآباء الخمس، وهُم البطاركة الذين يضمنون مع بعضهم الهيكلة المسيحية الروحانية. بعد ذلك لعبت المجامع الكنسيّة دورًا أساسيًا في تعريف شرائع للعقيدة المسيحية، وإدانة «الهرطقات» المخالفة لعقيدة الدولة مثل الآريوسية أو المونوفيزية. عُقد المجمع المسكوني الأخير الذي تعترف به الكنيسة الأرثوذكسية الشرقية عام 787 في نيقية. في ذلك الوقت كانت الإمبراطورية البيزنطية قد فقدت السيطرة على باقي البطريركيات، لذلك وبسبب بُعد البطريركيات الشرقية الخاضعة للحكم الإسلامي، والتنافس المتزايد مع روما، فإن السينودس الدائم في القسطنطينية هو الذي ضمن حكم الكنيسة. جمع السينودس بين البطريرك ورجال الدين الرئيسيين في كنيسة آيا صوفيا والمطارنة الحاضرين في العاصمة، بالإضافة إلى ممثلي الإمبراطور عندما لا يكون حاضرًا شخصيًا. حدد السينودس عقيدة الكنيسة، وفصلَ في الخلافات، وعيّن الأساقفة الذين قادوا المناطق الكنسية وكانوا من الكهنة، لكن عندما لم يكن عددهم كافيًا فإن الرهبان هم الذين ضمنوا وجودًا دينيًا في تلك المناطق.

#### الرهبنة

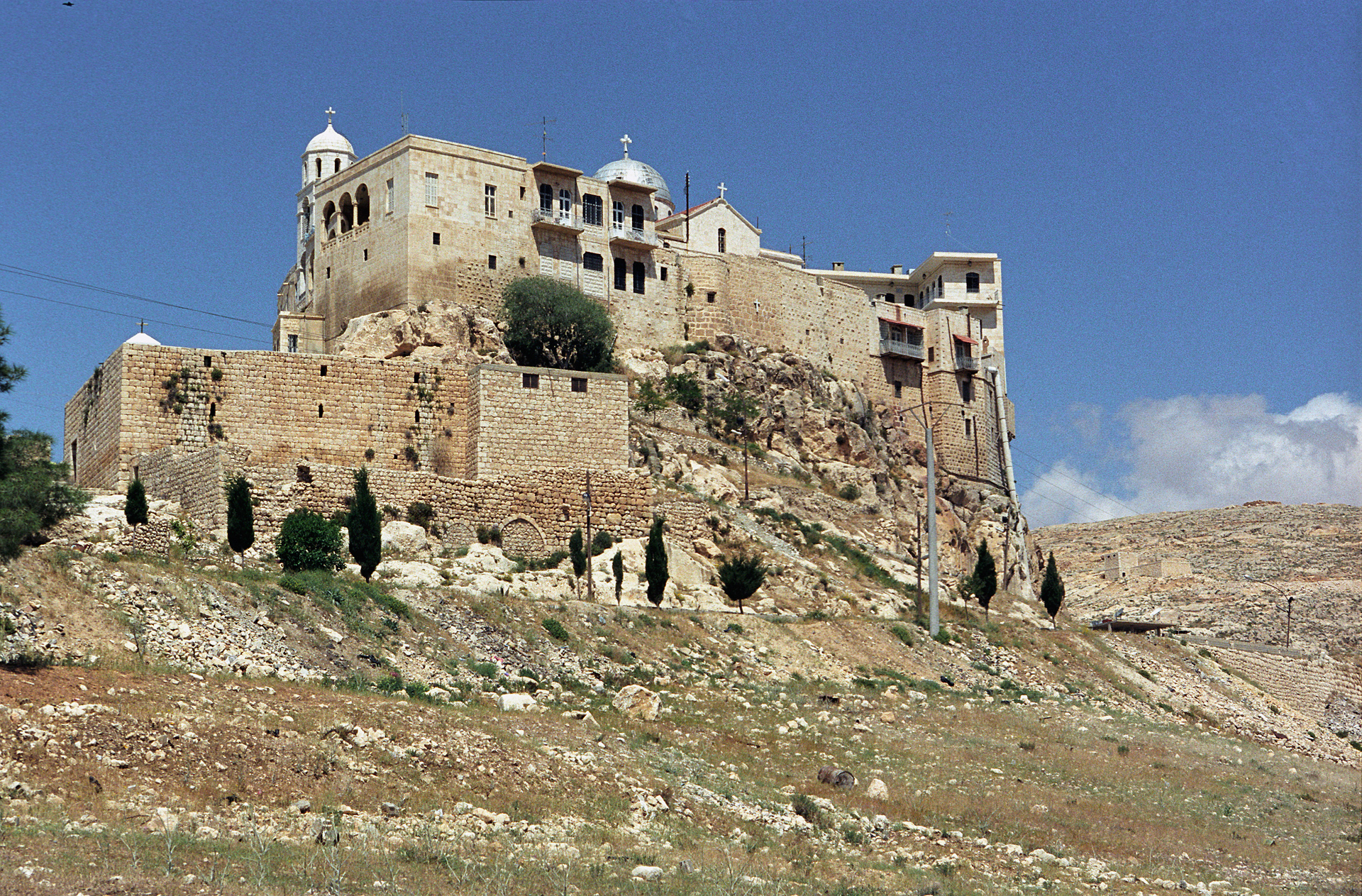
دير سيدة صيدنايا في سوريا، يُعتقد تقليديًا أن مؤسسه جستينيان الأول.

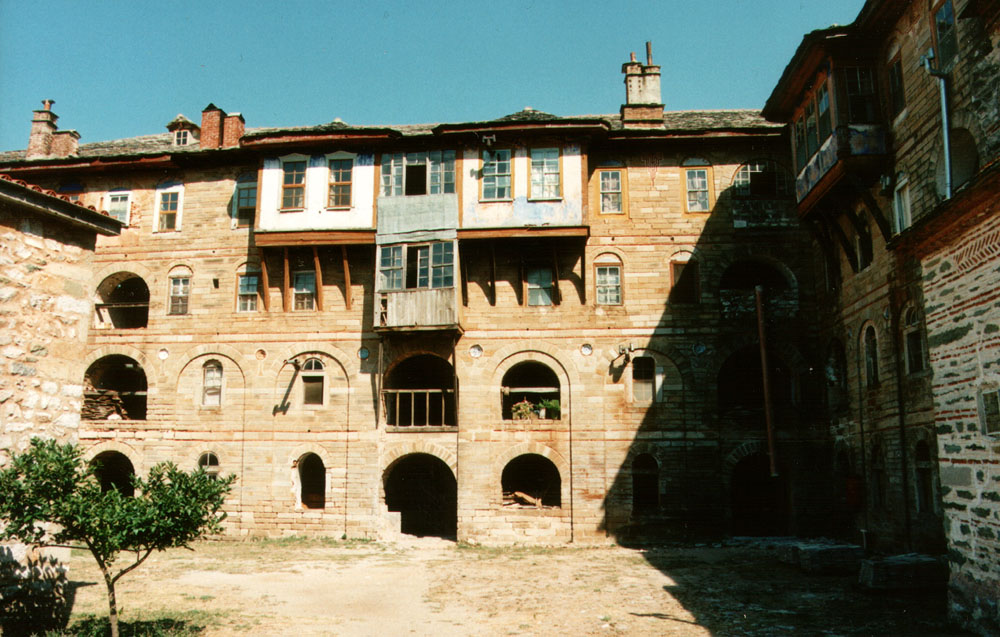
دير لافرا الكبير في جبل آثوس باليونان.

إلى جانب رجال الدين العاديين تعتبر الرهبنة جانبًا أساسيًا من جوانب الحياة الروحية البيزنطية. ظهرت الرهبنة المسيحية في أراضي الإمبراطورية وخاصةً في مصر وبلاد الشام، وبرز عدد من الرهبان مثل باخوم وأنطونيوس الكبير وباسيليوس قيصرية ومارون. مثّلت الحياة الرهبانية من نواحٍ عديدة نموذجًا لوجود يتجه بالكامل نحو الدين، وجسّد نبْذًا للعالم الدنيوي وعدم ثقة بالخطايا المتأصلة في الحياة الأرضية التي تبعد الناس عن الله. أنشأ العديد من الأباطرة وكذلك الشخصيات البارزة الأديرة ودعموها لتأكيد إيمانهم. كان هناك مفهومان للرهبنة: الناسك، وراهب الدير. أما «الناسك» فيتوجه نحو حياة العزلة والتأمل، ويُعدّ أكثر أشكال الرهبنة نجاحًا، مع أنه شكّل أقلية قبل أن يحظى بنهضة مع تطور الصوفية المسيحية الأرثوذكسية في القرن الرابع عشر. وأما «راهب الدير» فتقوم حياته الدينية على العيش مع مجتمع من المؤمنين في الأديرة، وانتشر رهبان الأديرة في الأراضي البيزنطية وتركزوا أحيانًا في أماكنَ معينةٍ مثل جمهورية جبل آثوس الرهبانية، وهي قطاع ديني أرثوذكسي شرقي يتمتع بحكم ذاتي في جبل آثوس يستضيف مجتمعات رهبانية من جميع أنحاء العالم الأرثوذكسي. وبما أن الرهبنة قامت على طريقة حياة بسيطة قريبة أحيانًا من الفقر المدقع، فإن انتصار مؤيدي الأيقونات في حرب الأيقونات البيزنطية أدّى إلى تدفق الثروة على الأديرة التي حوت أيقونات. واستدعت صعوبات إدارة هذه الثروات تساؤلًا عن المثالية الرهبانية وأدّت إلى ردود فعل -مثل الإصلاح الذي قام به ثيودور ستوديت في القرن التاسع- بينما حرصَ الأباطرة على التحكم في النمو الكبير للعقارات الرهبانية. وعلى عكس العالم المسيحي الغربي -الذي شهد ظهور رهبانيات كبيرة- تمتعت الأديرة البيزنطية باستقلالية نسبية، وحُكم كل منها بـتيبيكون وهو نظام داخلي يضمن تطبيقه قمص.

### العلوم والطب

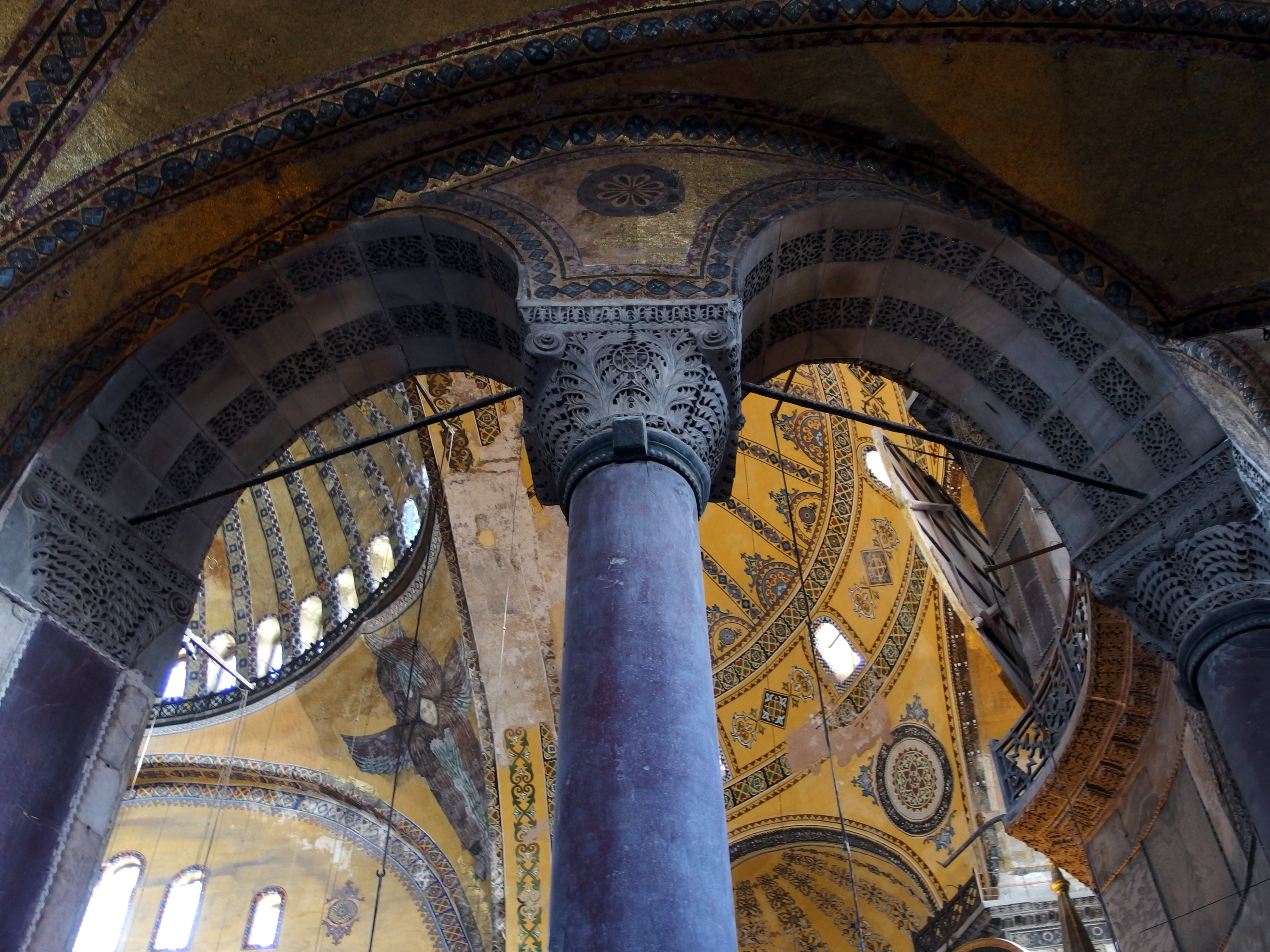
الجزء الداخلي من آيا صوفيا، البازيليكا البطريركية في القسطنطينية التي صممها إيزيدور الملاطي عام 537، وهو أول جامع لأعمال أرخميدس المختلفة. يتّضح تأثير مبادئ أرخميدس في الهندسة الصلبة. تُرى الحنيات الكروية (المثلثات الكروية) أعلى الأعمدة عند اتصالها بالقبة.

قادت الإمبراطورية البيزنطية العديد من الأعمال والاختراعات التاريخية الحديثة، وكانت خصائص الإبداعات البيزنطية تمثل بصفة رئيسية التقاليد الثقافية اليونانية والعقيدة المسيحية الشرقية. هُذّبت كتابات العصور الكلاسيكية القديمة وامتدّت في بيزنطة. لذلك ارتبط العلم البيزنطي في الفترات كلها ارتباطًا وثيقًا بالفلسفة القديمة والميتافيزيقا. في مجال الهندسة أنتج عالم الرياضيات الإغريقي ومهندس كاتدرائية آيا صوفيا إيزيدور الملاطي أول تجميع لأعمال أرخميدس في حوالي عام 530، وبواسطة تقليد المخطوطات هذا أبقت مدرسة الرياضيات والهندسة التي أسسها ليو عالم الرياضيات -حوالي العام 850 خلال «النهضة البيزنطية»- الكثير من الأعمال معروفة اليوم (انظر طرسية أرخميدس).
رعت بطريركية القسطنطينية المسكونية العلوم في الإمبراطورية البيزنطية التي كانت مركزًا ثقافيًا وعلميًا وحضاريًا هامًا في العالم القديم. ومن الإنجازات التي طبقت فيها العلوم كانت بناء كنيسة آيا صوفيا. خلال عصر النهضة البيزنطية دعمت الكنيسة الأرثوذكسية الشرقية الحركة والنهضة العلمية وخاصة في مجال علم الفلك والرياضيات والطب، فكتب الرهبان الموسوعات الطبية التي تضمنت شروحًا في أمراض العين والأذن والفم والعمليات الجراحية، وقد تُرجمت هذه الموسوعات إلى اللاتينية والسريانية والعربية. كما أنتج الرهبان البيزنطيون أبحاثًا في مجالات كيمياء المعادن والسبائك والرياضيات والهندسة الجيولوجية، وكانوا يؤمنون بأن الكواكب والنجوم لها تأثير على أحداث الأرض، وكانت هذه العلوم السبب الرئيسي في إحياء الآداب اليونانية القديمة والدراسات النحوية والأدبية والعلمية في إيطاليا مطلع عصر النهضة.
يشمل الطب البيزنطي الممارسات الطبيّة الشائعة في الإمبراطورية البيزنطية من عام 400 ميلادي إلى عام 1453 ميلادي. ارتبط الطب البيزنطي بقاعدة المعرفة التي وضعتها الحضارة اليونانية والرومانية. وقد حافظت الممارسات الطبيّة البيزنطية على الممارسات الطبية من العصور القديمة الكلاسيكية، كما أثّر الطب البيزنطي على الطب في الحضارة الإسلامية، فضلًا عن الممارسات الطبية في عصر النهضة. جمّع الأطباء البيزنطيون في كثير من الأحيان المعرفة الطبية الموحدة في كتب تعليمية. من أهم الأعمال الطبية التي بقيت هي الموسوعة الطبية خلاصة الطب في سبعة كتب للطبيب البيزنطي بولس الأجانيطي، وتضمّن هذا العمل لسنوات عديدة مجموع المعارف الطبيّة الغربيّة في الإمبراطورية البيزنطية. وقاد إعلان المسيحية ديانةً رسميةً في الإمبراطورية الرومانية إلى التوسع في توفير الخدمات والرعاية الاجتماعية. بعد مجمع نيقية في عام 325 بُنيَ في كل مدينة مستشفى قرب الكاتدرائية. ومن أوائل المستشفيات التي أُقيمت كانت تلك التي أسسها الطبيب القديس سامبسون في القسطنطينية، وباسيل أسقف قيصرية في تركيا المعاصرة. بنى باسيل مدينة دعيت «باسيلاس»، وهي مدينة شملت مساكن للأطباء والممرضين ومبانٍ منفصلة لفئات مختلفة من المرضى. وكان هناك قسم منفصل لمرضى الجذام. حوت بعض المشافي على مكتبات وبرامج تدريب، وجمع الأطباء دراستهم الطبية والدوائية في مخطوطات حُفظت في مكتباتها، لذا ظهرت الرعاية الطبية للمرضى في معنى ما نعتبره اليوم المستشفى، وقادتها الكنيسة الأرثوذكسية والاختراعات والابتكارات البيزنطية وأعمال الرحمة المسيحية. وساهم مسيحيو الشرق خصوصاً اليعاقبة والنساطرة أتباع كنيسة المشرق في الحضارة العربية الإسلامية خلال الفترة الأموية والعباسية من خلال ترجمة أعمال الفلاسفة اليونانيين والطب والعلوم اليونانية إلى اللغة السريانية وبعد ذلك إلى اللغة العربية. وساهم المؤلفون اليعاقبة والنساطرة في نهضة التأليف والترجمة تحت مظلة بيت الحكمة.
تُعدّ الحنية الكرويَّة -وهي تحدبٌ على شكل قطاعٍ من سطحٍ كروي يُبنى أعلى العمود عند نقاط اتصال الأعمدة بالقبة وظيفته نقل حمولة القبة إلى الأعمدة ودعم القبّة- اختراعاً بيزنطياً. مع أن التجربة الأولى أُجريت في القرن العشرين، إلا أنها استخدمت بكامل إمكاناتها في القرن السادس في الإمبراطورية البيزنطية. واستخدمت لأول مرةٍ في هيكل بناء آيا صوفيا.
عثرت أعمال التنقيب على جهاز مزولة ميكانيكي يتكون من تروس معقدة صنعها البيزنطيون مما يشير إلى أن آلية أنتيكيثيرا -وهي نوع من الأجهزة التناظرية المستخدمة في علم الفلك والتي اختُرعت في أواخر القرن الثاني قبل الميلاد- قد أُعيدَ استخدامها في الفترة البيزنطية. كتب العالم جيمس ريديك بارتينجتونك:
كانت القسطنطينية مليئة بالمخترعين والحرفيين. صنع الفيلسوف ليو من ثيسالونيكا شجرةً ذهبيةً للإمبراطور ثيوفيلوس (829-842) تحمل أغصانها طيورًا اصطناعية ترفرف بجناحيها وترنّم، وأسدًا نموذجيًا يتحرك ويزأر، وسيدة مرصعة بالجواهر كانت تمشي. تابعت هذه الألعاب الميكانيكية التقليد المتمثل في أطروحة هيرو السكندري (حوالي 125 م)، والتي كانت معروفة جيدًا للبيزنطيين.

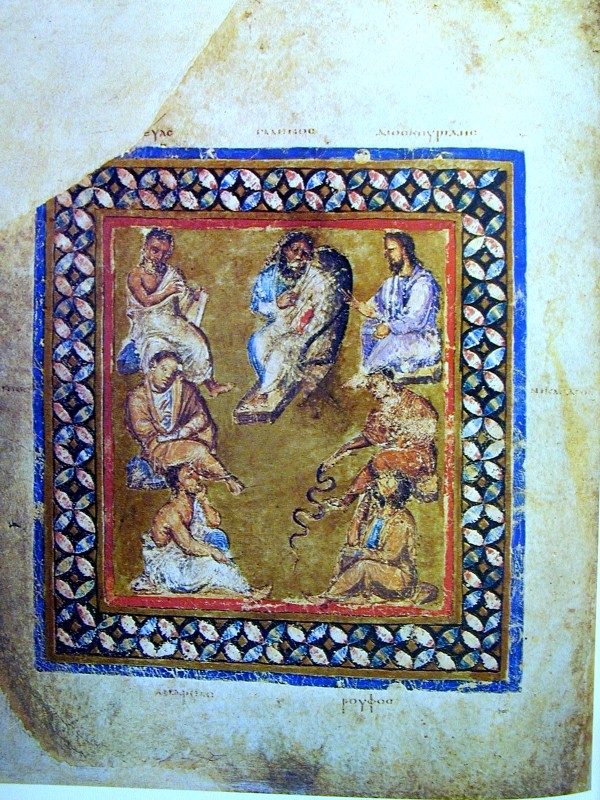
واجهة كتاب ديوسكوريدس في فيينا، والتي تُظهر مجموعة من سبعة أطباء مشهورين.

يُنسب إلى ليو عالم الرياضيات أيضًا نظام المنارات، وهو نوع من التلغراف البصري يمتد عبر الأناضول من قيليقية إلى القسطنطينية، والذي أمّن تحذيرًا من غارات العدو، واستُخدم أيضاً للتواصل الدبلوماسي.
وصلت هذه الأجهزة الميكانيكية إلى مستوى عالٍ من التطور وصُنعت لإبهار الزائرين. عرف البيزنطيون مفهوم الهيدروليكا واستخدموه: في العقد الأول من القرن العاشر أوضح الدبلوماسي ليوتبراند الكريموني عند زيارته للإمبراطور البيزنطي أنه رأى الإمبراطور جالسًا على عرش هيدروليكي «صُنع بطريقة ماكرة بحيث كان في لحظةٍ ما على الأرض، بينما في لحظةٍ أخرى ارتفع إلى أعلى وشوهد في الهواء».
يُعتبر اليوناني البيزنطي يوحنا النحوي (بالتقريب 490-570) -عالم الفقه واللغة الإسكندري، والمعلق الأرسطي، وعالم اللاهوت المسيحي، ومؤلف عدد كبير من الأطروحات الفلسفية والأعمال اللاهوتية- أول من شكك في تعليم أرسطو للفيزياء مع عيوبه العديدة. فعلى عكس أرسطو الذي أسس فيزياءه على الحجة اللفظية، اعتمد يوحنا النحوي على الملاحظة. كتب يوحنا النحوي في كتابه شروح على أرسطو:
لكن هذا خاطئ تمامًا، وقد تُدعم وجهة نظرنا بواسطة الملاحظة بطريقة أكثر فاعلية من أي نوع من الحجة اللفظية. لأنك إذا تركتَ وزنين يسقطان من الارتفاع نفسه، أحدهما أثقل بعدة أضعافٍ من الآخر، فسترى أن نسبة الأوقات المطلوبة للحركة لاتعتمد على نسبة الأوزان، ولكن الفرق في الوقت صغير جداً. وهكذا إذا لم يكن الاختلاف في الأوزان كبيرًا، أي أن أحدهما -لنقل- ضعف الآخر، فلن يكون ثمة فرق، أو سيكون هناك فرق غير محسوس في الوقت، مع أن الاختلاف في الوزن ليس قدْراً مهملاً إذ يزن أحدهما ضعف وزن الآخر.
كان نقد يوحنا النحوي للمبادئ الأرسطية للفيزياء مصدر إلهام لقيام جاليليو جاليلي (1564-1642) بدحض الفيزياء الأرسطية أثناء الثورة العلمية بعد عدة قرون، استشهد جاليليو كثيرًا بأعمال يوحنا النحوي.

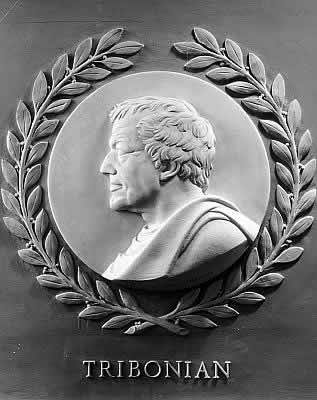
لوحة بارزة لتريبونيان في مجلس النواب في مبنى الكابيتول بالولايات المتحدة.

وطاحونة السفينة اختراع بيزنطي، وهي مصممة لطحن الحبوب باستخدام الطاقة الهيدروليكية. انتشرت هذه التقنية في النهاية إلى بقية أوروبا وكانت قيد الاستخدام حتى العقد الأول من القرن التاسع عشر.
كان البيزنطيون روادًا في مفهوم المستشفى كمؤسسة تقدم الرعاية الطبية وإمكانية العلاج للمرضى، باعتباره انعكاسًا لمُثُل العمل الخيري في المسيحية، وليس مجرد مكان للموت.

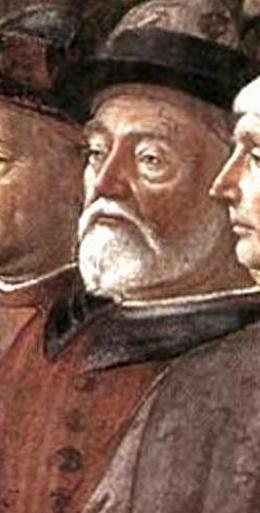
فرَّ العديد من الباحثين البيزنطيين لاجئين إلى شمال إيطاليا في القرن الرابع عشر الميلادي. يظهر في الصورة جون أرجيروبولوس (1415-1487) الذي ولد في القسطنطينية وأنهى أيامه في شمال إيطاليا.

مع أن مفهوم تنظير الجهاز البولي كان معروفًا لدى جالينوس، إلا أنه لم ير أهميةً في استخدامه لتشخيص المرض. كان الأطباء البيزنطيون -مثل ثيوفيلوس بروتوسباثاريوس- هم من أدركوا الإمكانات التشخيصية لتنظير الجهاز البولي في وقت لم يكن يوجد فيه مجهر أو سماعة طبية. انتشرت هذه الممارسة في النهاية إلى بقية أوروبا.
استمر الأوروبيون خلال عصر النهضة في استخدام أعمال الأطباء البيزنطيين باعتبارها نصوصاً موثوقةً، مثل فيينا ديوسكوريدس (القرن السادس)، وأعمال بولس الأجانيطي (القرن السابع) ونيكولاس ميريبسوس (أواخر القرن الثالث عشر). اخترع الأخير أوريا الكسندرينا الذي كان نوعًا من الأفيون أو الترياق.
حدث أول مثال معروف لفصل التوائم الملتصقة في الإمبراطورية البيزنطية في القرن العاشر عندما قدم زوج من التوائم الملتصقة من أرمينيا إلى القسطنطينية، وبعد عدة سنوات توفي أحدهم، لذلك قرر الجراحون في القسطنطينية إزالة جسم الميت وفصله عن الآخر. كانت النتيجة ناجحة جزئيًا، فقد عاش التوأم الذي بقي على قيد الحياة ثلاثة أيام، وهي نتيجة مثيرة للإعجاب لدرجة أن المؤرخين ذكروها بعد قرن ونصف القرن. لم تحدث الحالة التالية لفصل التوائم الملتصقة حتى عام 1689 في ألمانيا.
تُنسب النار الإغريقية -وهي سلاح حارق يُمكن أن يشتعل على الماء- إلى البيزنطيين. لعب هذا السلاح دورًا حاسمًا في انتصار الإمبراطورية على الدولة الأموية أثناء حصار القسطنطينية (717-718). يُعزى هذا الاكتشاف إلى كالينيكوس من هليوبوليس المنحدر من سوريا والذي فر خلال الفتح الإسلامي للشام. ومع ذلك فقد قيل أيضًا إنه لايوجد شخص واحد اخترع النار الإغريقية، بل بالأحرى «اخترعها الكيميائيون في القسطنطينية الذين ورثوا اكتشافات المدرسة الكيميائية الإسكندرية...».
ظهر المثال الأول للقنبلة اليدوية أيضًا في الإمبراطورية البيزنطية، حيث تألفت من جرار خزفية بها زجاج ومسامير، ومليئة بالمكون المتفجر للنار الإغريقية. استُخدمت هذه القنبلة في ساحات القتال.
ظهرت الأمثلة الأولى على قاذف اللهب اليدوي أيضًا في الإمبراطورية البيزنطية في القرن العاشر حيث جُهِّزت وحدات المشاة بمضخات يدوية وأنابيب دوارة لإطلاق اللهب. اختُرعَ المقذاف ذو الوزن المعادل في الإمبراطورية البيزنطية في عهد ألكسيوس الأول كومنينوس (1081-1118) في ظل الترميم الكومنيني عندما استخدم البيزنطيون أسلحة الحصار الجديدة هذه لتدمير القلاع والتحصينات. كانت مدفعية الحصار هذه أفضل أسلحة الحصار قبل استخدام المدفع. تعلمت جيوش أوروبا وآسيا في النهاية من البيزنطيين أسلحة الحصار هذه وتبنتها. في القرن الأخير للإمبراطورية دُرّسَ علم الفلك والعلوم الرياضياتية الأخرى في طرابزون. جذب الطب اهتمام جميع العلماء تقريبًا.
غذّى سقوط القسطنطينية عام 1453 العصر الذي عُرف فيما بعد باسم النهضة الإيطالية. خلال هذه الفترة كان العلماء البيزنطيون اللاجئون إلى شبه الجزيرة الإيطالية مسؤولين بصفة أساسية عن نقل القواعد اليونانية القديمة والدراسات الأدبية والرياضياتية والمعرفة الفلكية -شخصيًا وكتابيًا- إلى إيطاليا في عصر النهضة. كما جلبوا معهم أيضًا نصوصًا تعليمية ونصوصًا كلاسيكية عن علم النبات والطب وعلم الحيوان، بالإضافة إلى أعمال ديوسكوريدس ونقد يوحنا النحوي للفيزياء الأرسطية. أخذت هجرة العُلماء الروم إلى إيطاليا وفرنسا بعد سقوط القسطنطينية تزداد وتُثمر في إيطاليا، ونتج عنها الدعوة إلى إنقاذ اليونان القديمة، وكان ذلك من بواعث النهضة الحديثة في أوروبا. جلب المهاجرون البيزنطيون من النحاة والإنسانيين والشعراء والكتّاب والمهندسين المعماريين والأكاديميين والفنانين والفلاسفة والعلماء وعلماء الدين؛ معهم إلى أوروبا الآداب والمعارف والدراسات النحويَّة والعلميَّة اليونانية القديمة. بحسب دائرة المعارف البريطانية «يتفق العديد من العلماء المعاصرين على أنَّ هجرة الإغريق إلى إيطاليا نتيجة لسقوط القسطنطينية كانت بمثابة نهاية العصور الوسطى وبداية عصر النهضة»، على الرغم من أن القليل من العلماء يؤرخون لبدء عصر النهضة الإيطالية في وقت متأخر. وفقاً للمؤرخ والمستشرق وليام مونتغمري واط خلال فترة العصور الوسطى العليا، كان العالم الإسلامي في ذروته الثقافية، حيث كان يزود أوروبا بالمعلومات والأفكار والأعمال الفلسفية والعلمية عبر الأندلس وصقلية والدول الصليبية في بلاد الشام.

### الفن

#### الفن

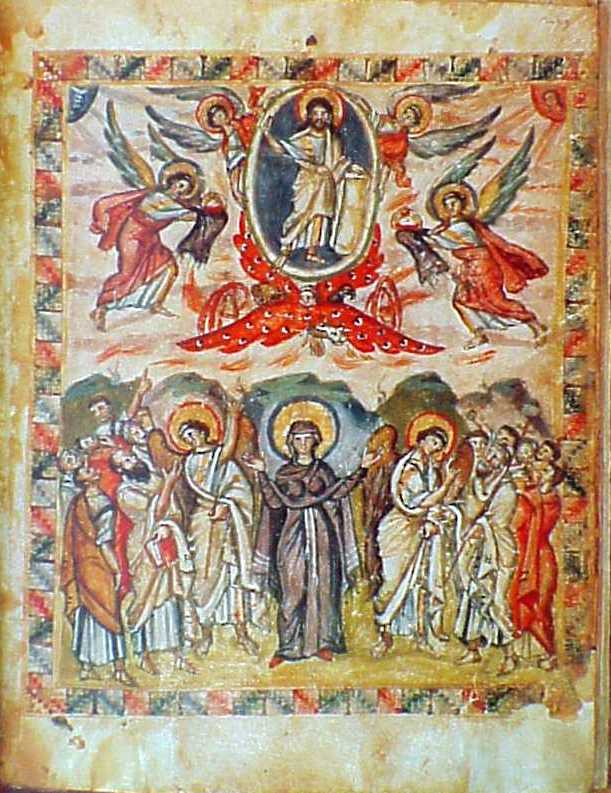
تُظهر المنمنمات في إنجيل رابولا في القرن السادس طبيعةً أكثر تجريدًا ورمزيةً للفن البيزنطي.

الفن البيزنطي المتبقّي هو في الغالب فن ديني، ومع استثناءات في فترات معينة هو تقليدي للغاية حيث اتّبعَ النماذج التقليدية التي تترجم بعناية لاهوت الكنيسة إلى تعابير فنية. تمثّلت الفنون الرئيسية في التصوير الجصّي، وتذهيب الكتب، والرسم على الألواح الخشبية خاصةً في العصور المبكرة، بالإضافة للفسيفساء، بينما كان النحت التصويري نادرًا جدًا باستثناء نحت العاج الصغير. احتفظ رسم المخطوطات حتى النهاية ببعض التقاليد الواقعية الكلاسيكية التي كانت مفقودة في الأعمال الكبيرة. كان الفن البيزنطي مرموقًا للغاية ومطلوبًا في أوروبا الغربية حيث حافظ على تأثير مستمر على فن القرون الوسطى حتى نهاية تلك الفترة تقريبًا. كان هذا هو الحال بصفة خاصة في إيطاليا حيث استمرّ انتشار أنماط الفن البيزنطي بأسلوب معدّل خلال القرن الثاني عشر، وأصبح للفن البيزنطي تأثيرات تكوينية على فن النهضة الإيطالية، لكن لم يتأثر الفن البيزنطي بأنماط أخرى سوى قليلًا. مع توسع الكنيسة الأرثوذكسية الشرقية انتشرت الأشكال والأنماط البيزنطية في جميع أنحاء العالم الأرثوذكسي وخارجه. يمكن العثور على تأثيرات العمارة البيزنطية -لا سيما في المباني الدينية- في مناطق متنوعة من بلاد الشام ومصر وشبه الجزيرة العربية وروسيا ورومانيا.
جسّدت الأيقونات خصوصيّة الفن البيزنطي. رُسمت الأيقونات عادةً على ألواح خشبية، لكنها رُسمت أحيانًا على ألواح أخرى أو أخذت شكل فسيفساء أو لوحات جدارية. انتشرت الأيقونات بقوة في العالم الأرثوذكسي، وبالإضافة لوجودها في الكنائس فقد انتشرت أيضًا في عددٍ من المباني العلمانية.
لم تنجُ معظم الأيقونات المبكرة من التحطيم، ما أدى لإنتاج أيقونات جديدة بقوة بدءاً من القرن التاسع بعد انتهاء حرب الأيقونات البيزنطية. صورت الأيقونات مشاهدَ من حياة الشخصيات الرئيسية في المسيحية مثل يسوع ومريم العذراء والقديسين والملائكة. حظيت الفسيفساء بشعبية كبيرة بين البيزنطيين فاستخدموها لتزيين كنائسهم خاصةً في القرون الأولى، وتعتبر أعمال الفسيفساء في رافينا وآيا صوفيا من أفضل الأمثلة على هذا الفن. في وقت لاحق بدأت بعض الشركات بأعمال ترميم الكنائس تحت حكم الباليولوج، ومن الأمثلة على تلك الأعمال فسيفساء كنيسة خورا. عمومًا كان الديكور الداخلي للكنائس الأرثوذكسية أكثر ثراءً من الخارج، كما أن استخدام اللوحات الجدارية شاعَ جدًا هناك.

اللوحات والفسيفساء البيزنطية
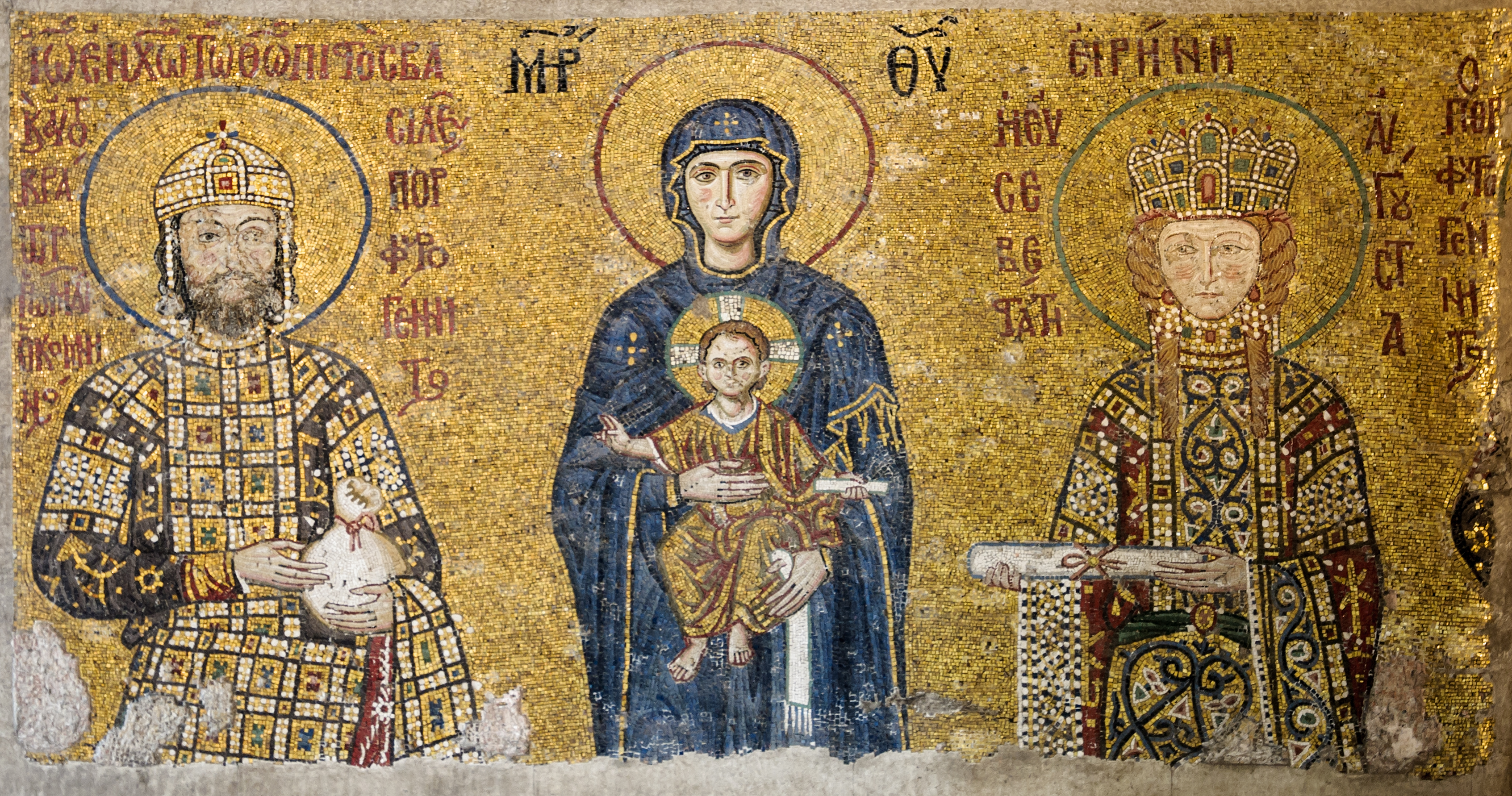
مريم العذراء محاطة بيوحنا الثاني كومنين وإيرين المجرية (آيا صوفيا، القرن الثاني عشر).
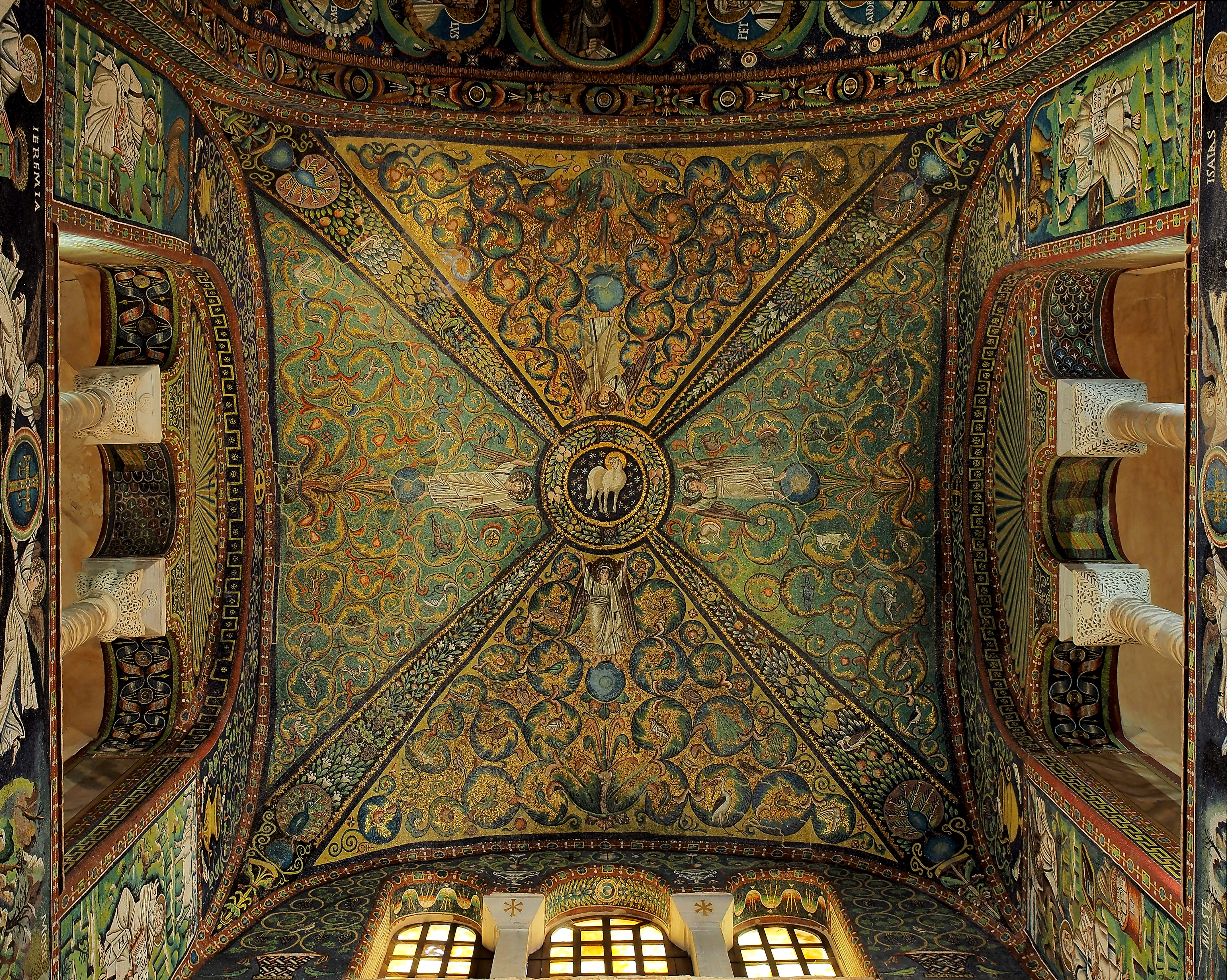
فسيفساء بيزنطية في كنيسة القديس فيتالي (القرن السادس).
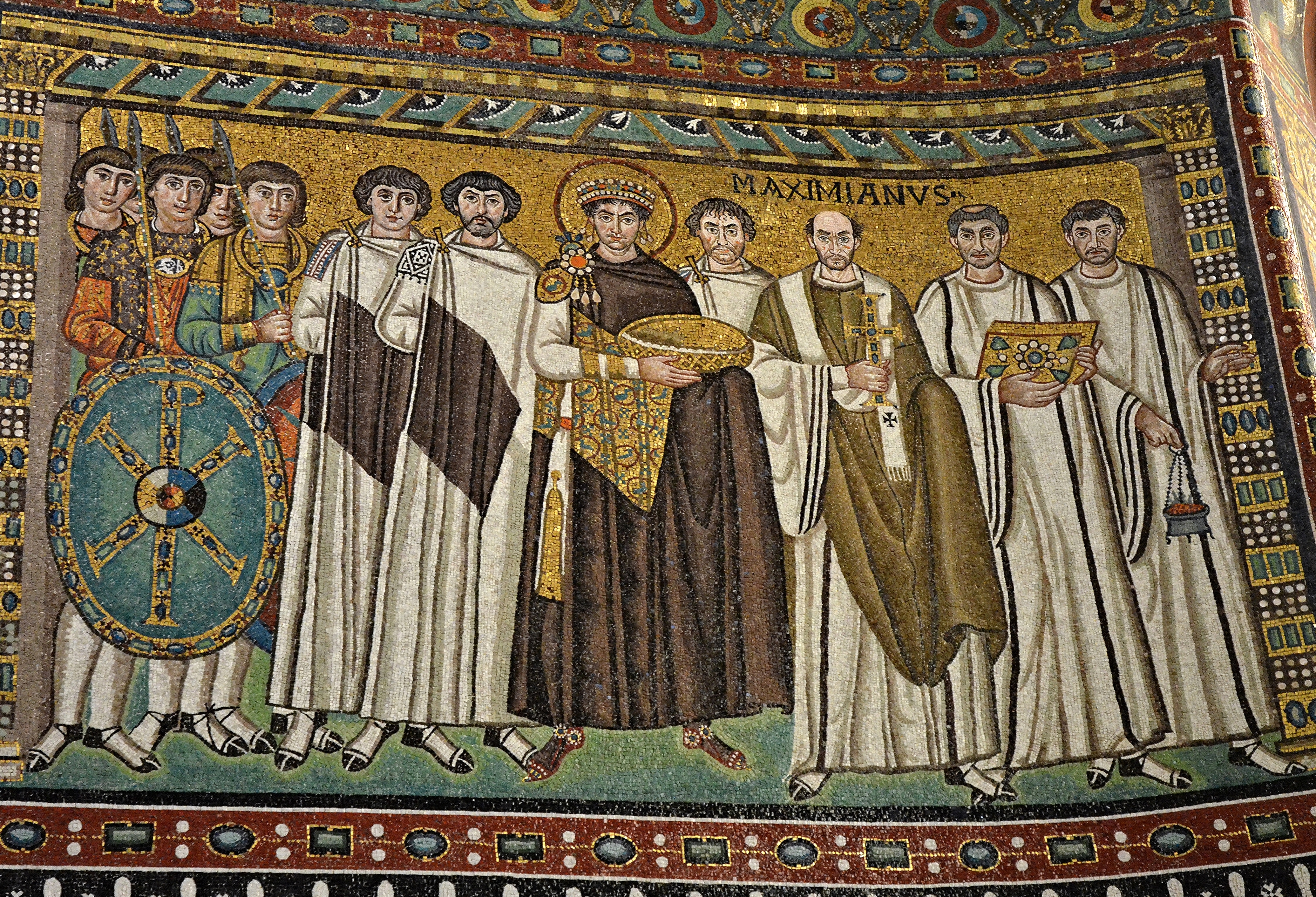
الإمبراطور جستينيان وحاشيته (كنيسة القديس فيتالي، القرن السادس)
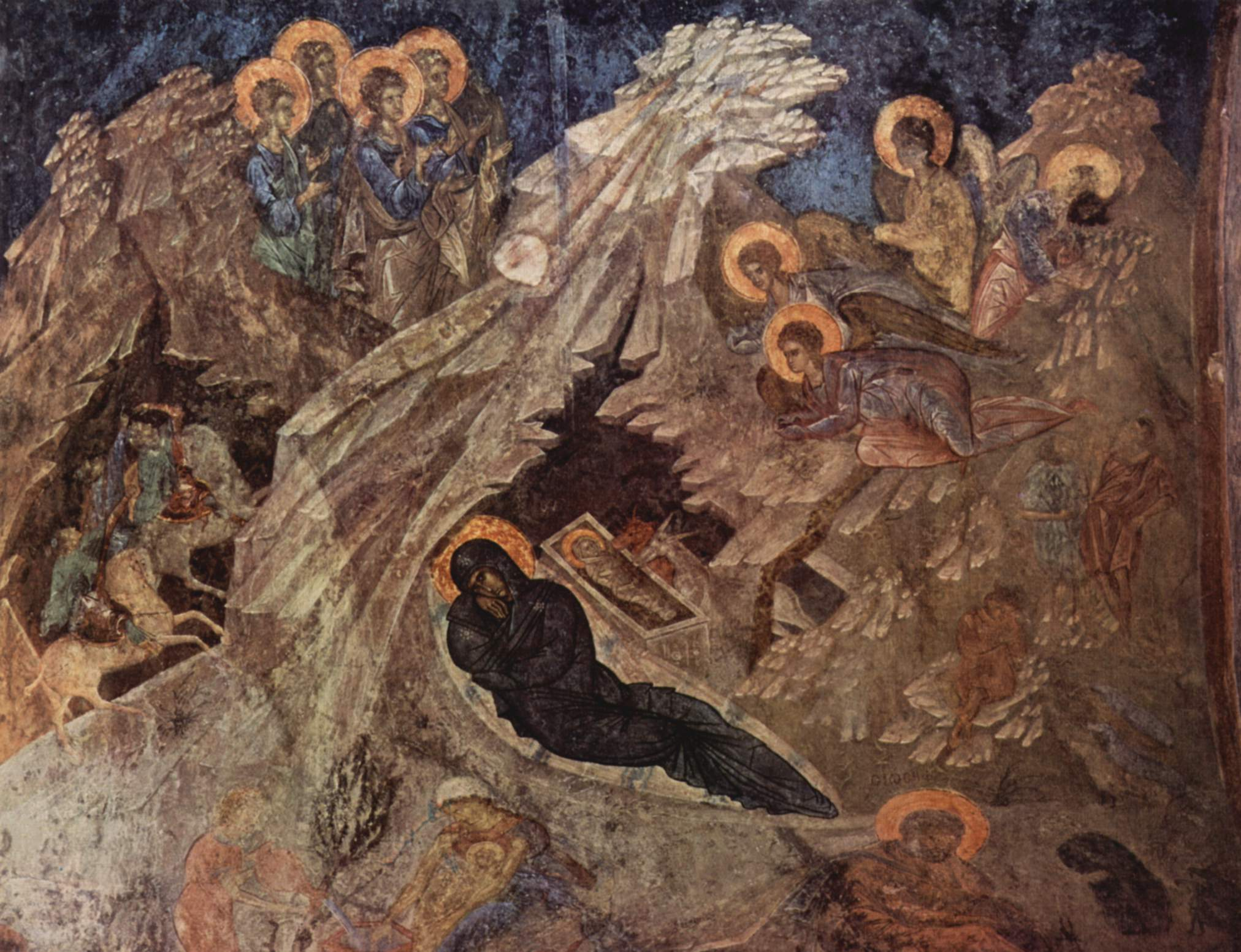
صورة جصّيّة في دير بيريببتوس في ميستراس باليونان (القرن الرابع عشر).

حظيت المخطوطات المذهّبة بتقدير كبير من البيزنطيين حيث ظلت ثقافة الكتب في مستوى مهم. كما انتشرت المنمنمات، وهي رسوم توضيحية مزخرفة تُستخدم لتوضيح النص في المخطوطات والكتب. وفي حين كانت مواضيع المخطوطات المذهّبة عمومًا ذات طبيعة دينية، فإن هناك بعض الأمثلة المختلفة مثل ديسقوريدوس فيينا وهو نسخة عن كتاب المقالات الخمس لديسقوريدوس، وتعتبر واحدة من أندر مخطوطات الفن البيزنطي المبكر. تُعدّ مخطوطة سفر المزامير الباريسيّة التي يعود أصلها للقرن العاشر إحدى أشهر الأمثلة على المخطوطات المذهّبة في العصر البيزنطي، وكان أسلوبها أقرب إلى العصور القديمة وليس العصور الوسطى مما يدلّ على الرجوع إلى الجذور اليونانية الرومانية التي مّيزت الفن خلال العصر المقدوني. بقيت كذلك عدة مخطوطات من العصر المقدوني وأظهرت حيويّة ذلك الفن. وفي حين ظلّ أسلوب تذهيب الكتب القديم مرجعاً أساسياً، فإن البيزنطيين أدخلوا عليه تأثيرات أخرى من الشرق، فقد تبيّن وجود ميل نحو تمثيل الأشكال الهندسية أو الحيوانية بانتظام. بحلول القرن الثاني عشر ظهر نمط جديد أكثر حدة وأكثر هيراطيقية حيث تكون الشخصيات ممدودة وتتوضع على خلفية ذهبية، وشكّل ذلك الأسلوب فنًا راقيًا وثمينًا.

مخطوطات مذهّبة ومنمنمات بيزنطيّة
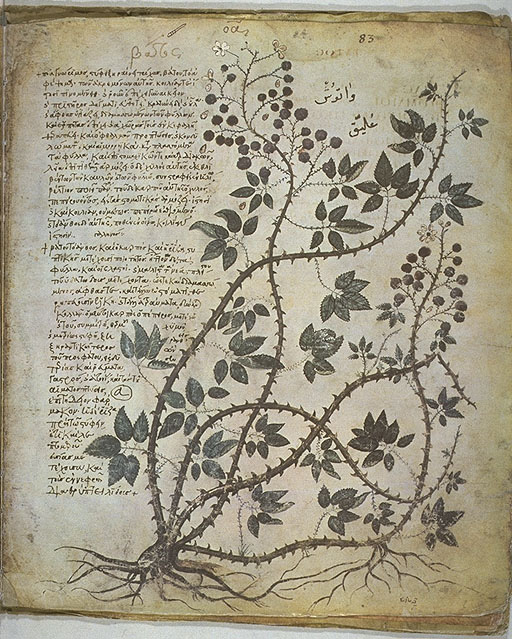
شجرة عليق مصوّرة في مخطوطة ديسقوريدوس فيينا.
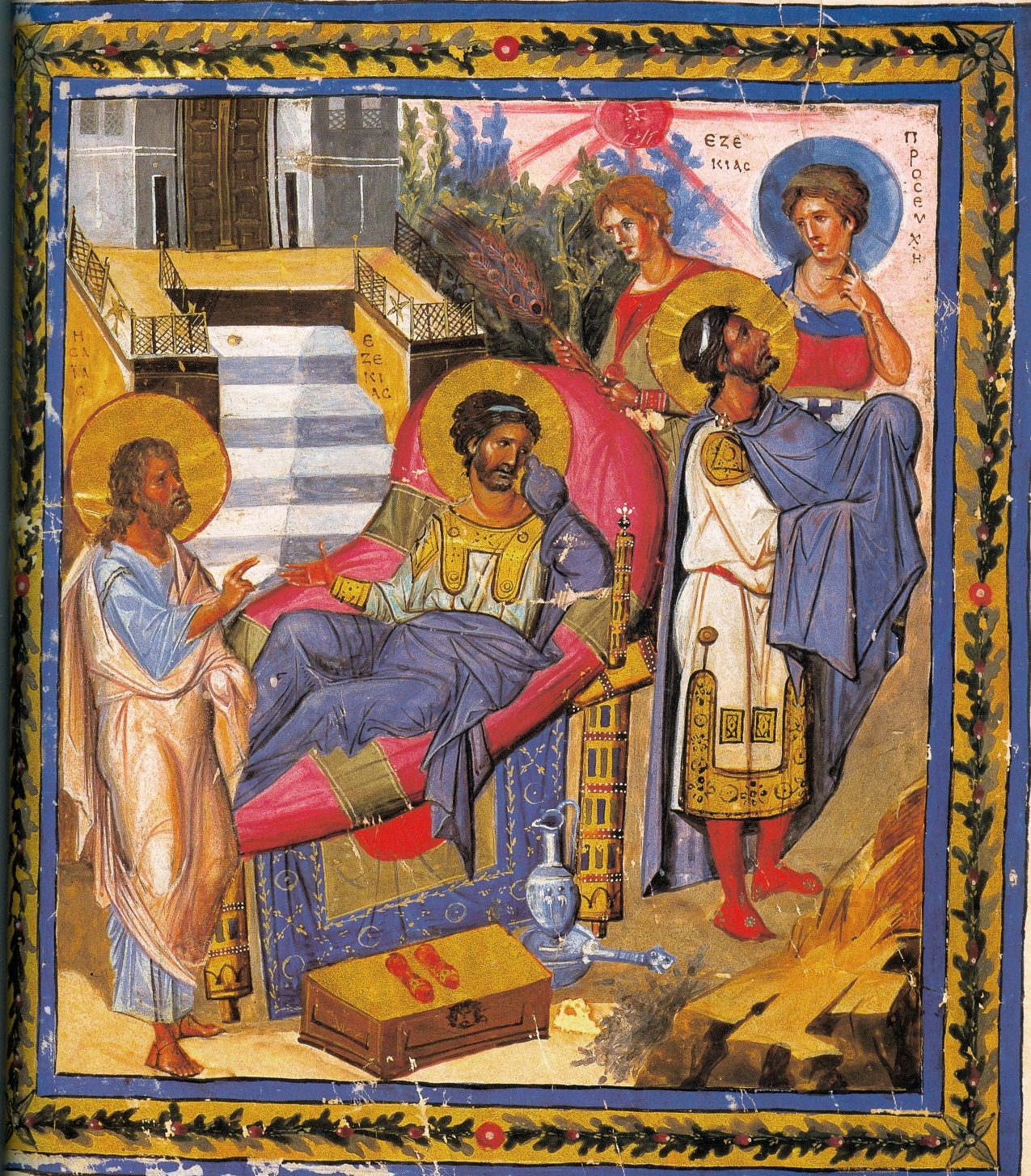
مخطوطة سفر المزامير الباريسية.
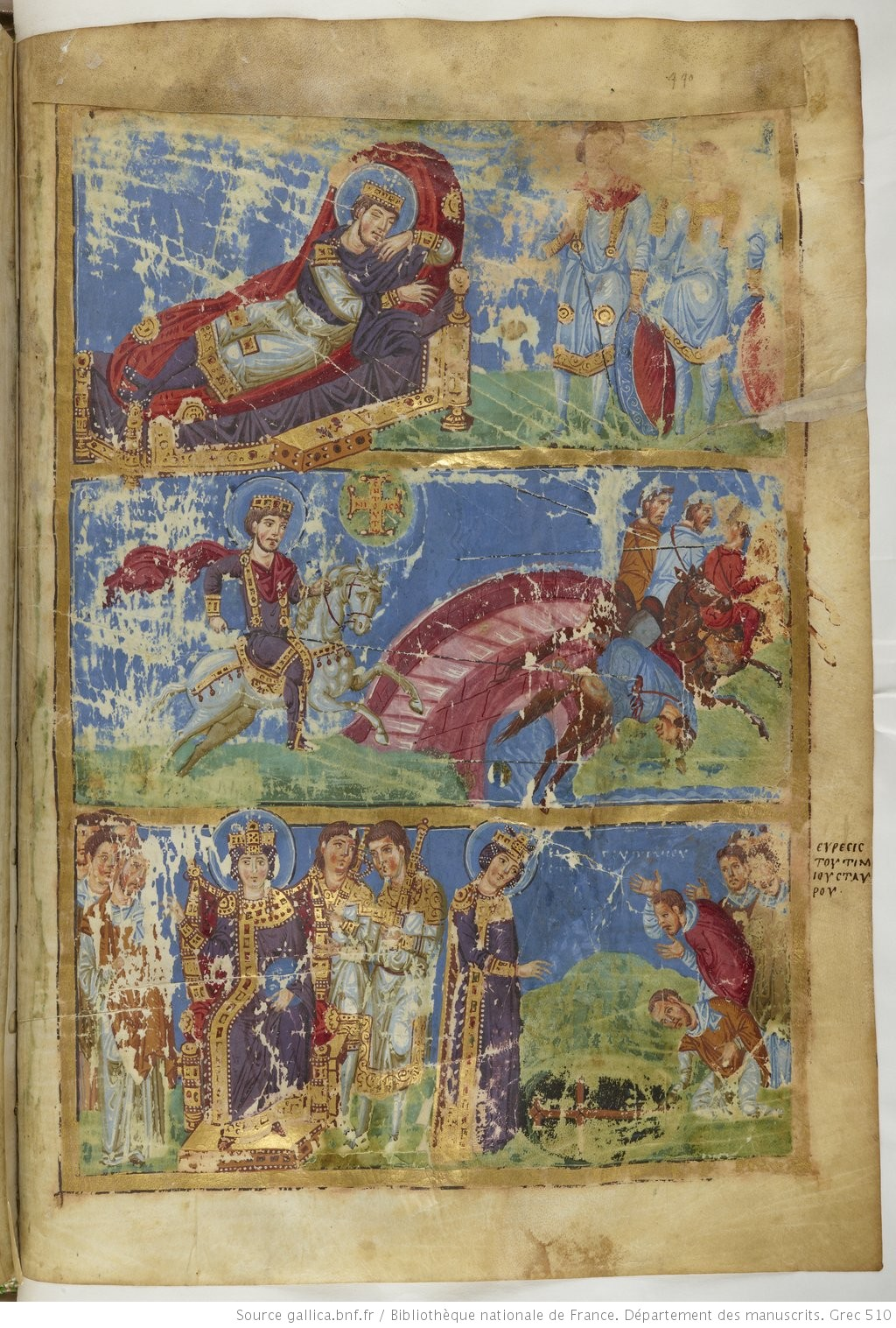
منمنمة تصوّر حلم قسطنطين العظيم قبل معركة جسر ميلفيو.
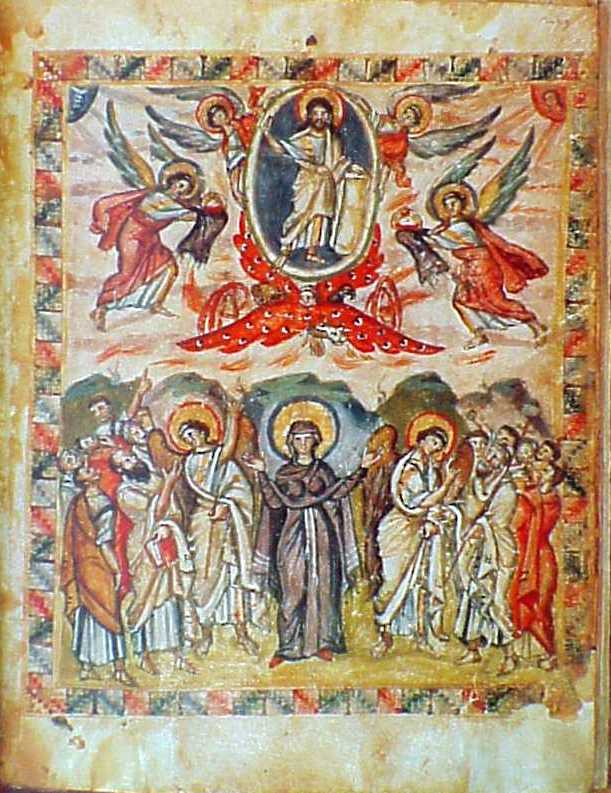
منمنمة لأناجيل رابولا، القرن السادس.

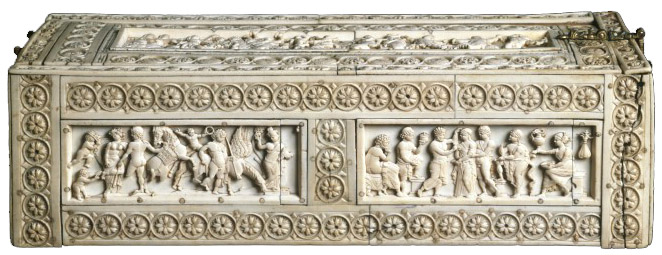
صندوق فيرولي المُزيّن بالعاج أحد أهم أعمال الفن العاجي البيزنطي، القرن العاشر.

فيما يتعلق بالسلع الفاخرة فقد حظيت بتقدير كبير من السلطة الدينية أو الأرستقراطية أو الأباطرة الذين استخدموها وسيلةً للترفيه، وكانت الصناعات العاجية حاضرةً بوجهٍ خاصّ خلال القرون الأولى قبل أن تنقطع الموارد بسبب سيطرة العرب على طرق الإمداد، لكن لاحقًا استعاد البيزنطيون شيئًا منها خلال عصر النهضة المقدونية (867-1025). بصرف النظر عن المواضيع الدينية فغالبًا ماأخذَ الصائغ في عمله مشاهدَ من الأساطير. تركّز إنتاج هذه الكماليات في القسطنطينية وخضع لرقابة صارمة من السلطات، مع أن مراكز إنتاج الزجاج والحرير ازدهرت في وسط اليونان. اشتهر الفنانون البيزنطيون بوجهٍ خاص بإنتاج الحرير والمينا المزجج. أصبح البيزنطيون متخصصين في التطعيم الزخرفي على خلفية ذهبية أو فضية مطليّة باللآلئ أو الأحجار الكريمة الذي يُظهر تباينًا زاهيًا. يُعدّ وعاء الذخائر المقدسة في ليمبورغ آن در لان واحدًا من أرقى الإبداعات البيزنطية في صناعة المعادن والنجارة، وعلى عكس المنتجات الفنية الأخرى عانت أعمال الصّاغة من تدهور الإمبراطورية البيزنطية، حيث ضعُفت ثروتها وتناقصت المعادن الثمينة.

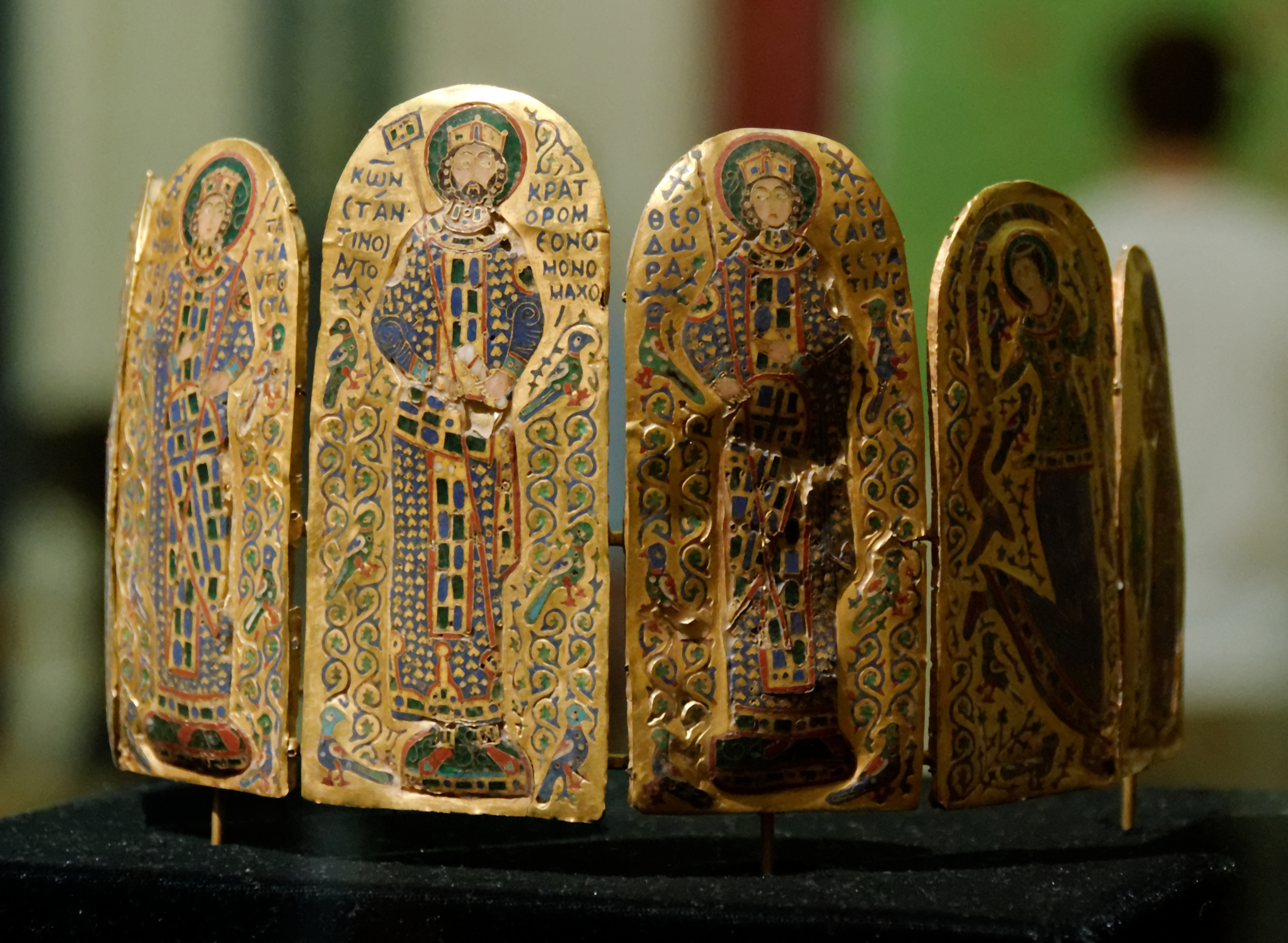
تاج قسطنطين التاسع.
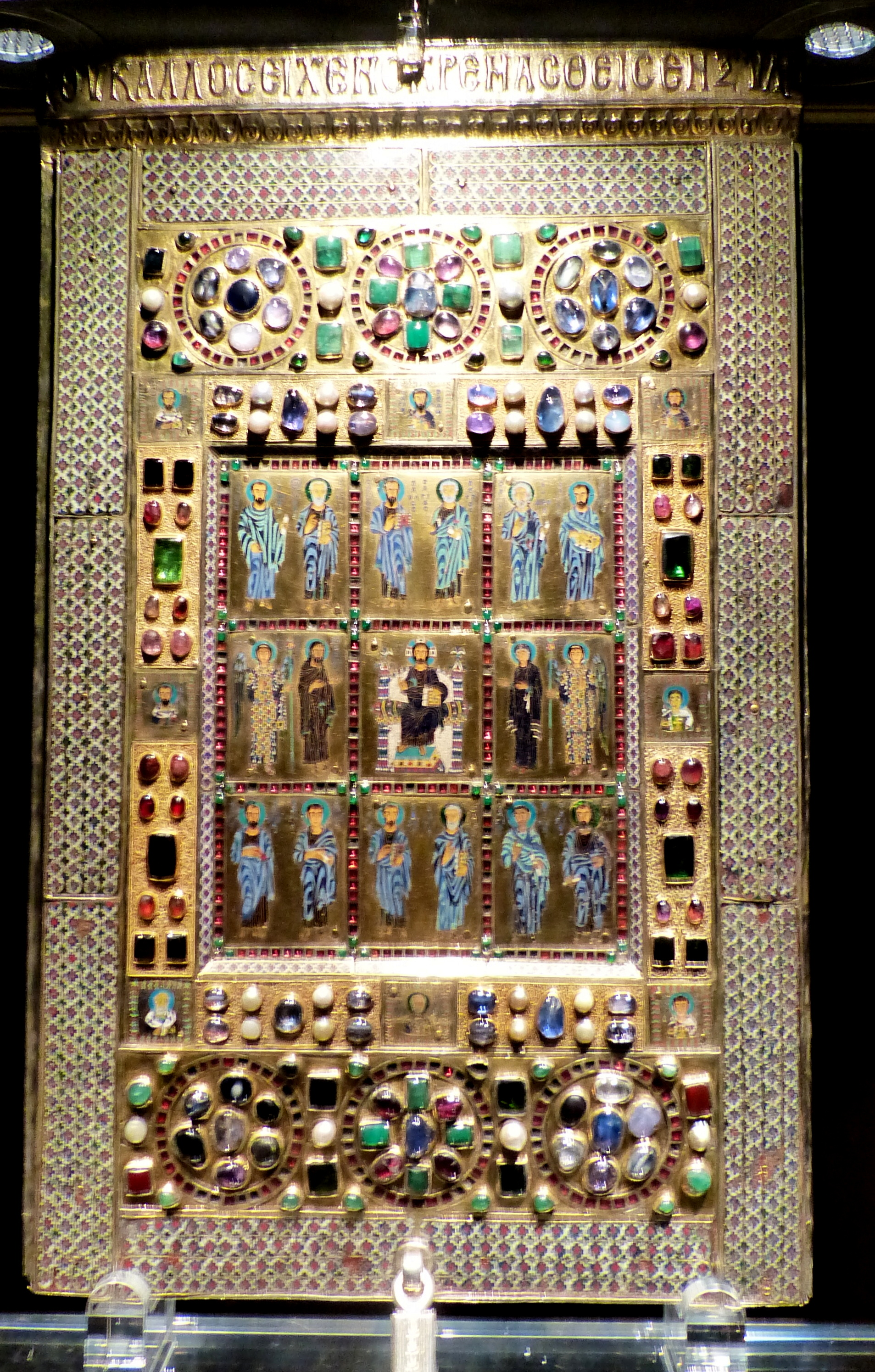
وعاء الذخائر المقدسة في ليمبورغ آن در لان، القرن العاشر.
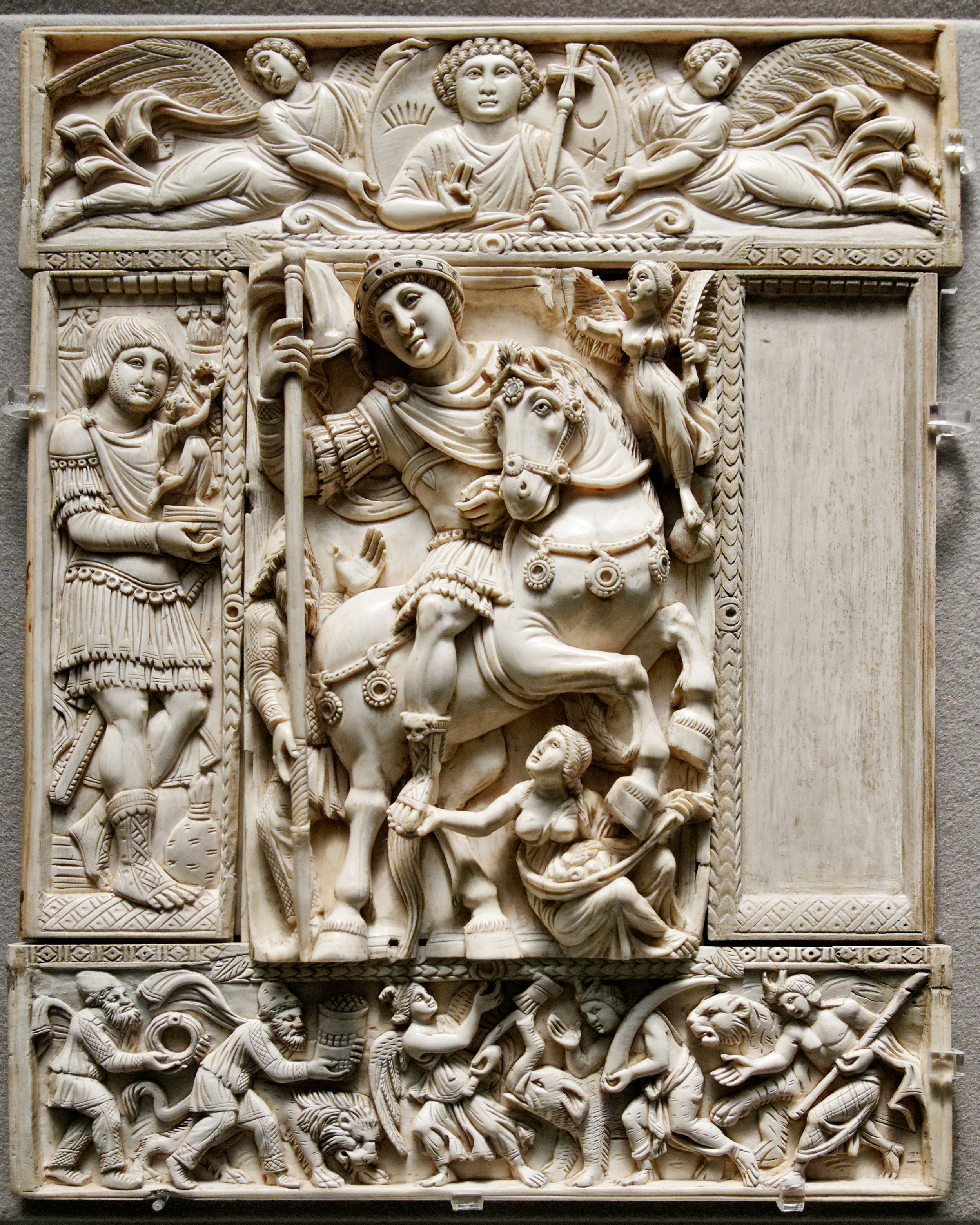
عاج باربريني المصنوع في العصور القديمة المتأخرة، متحف اللوفر.

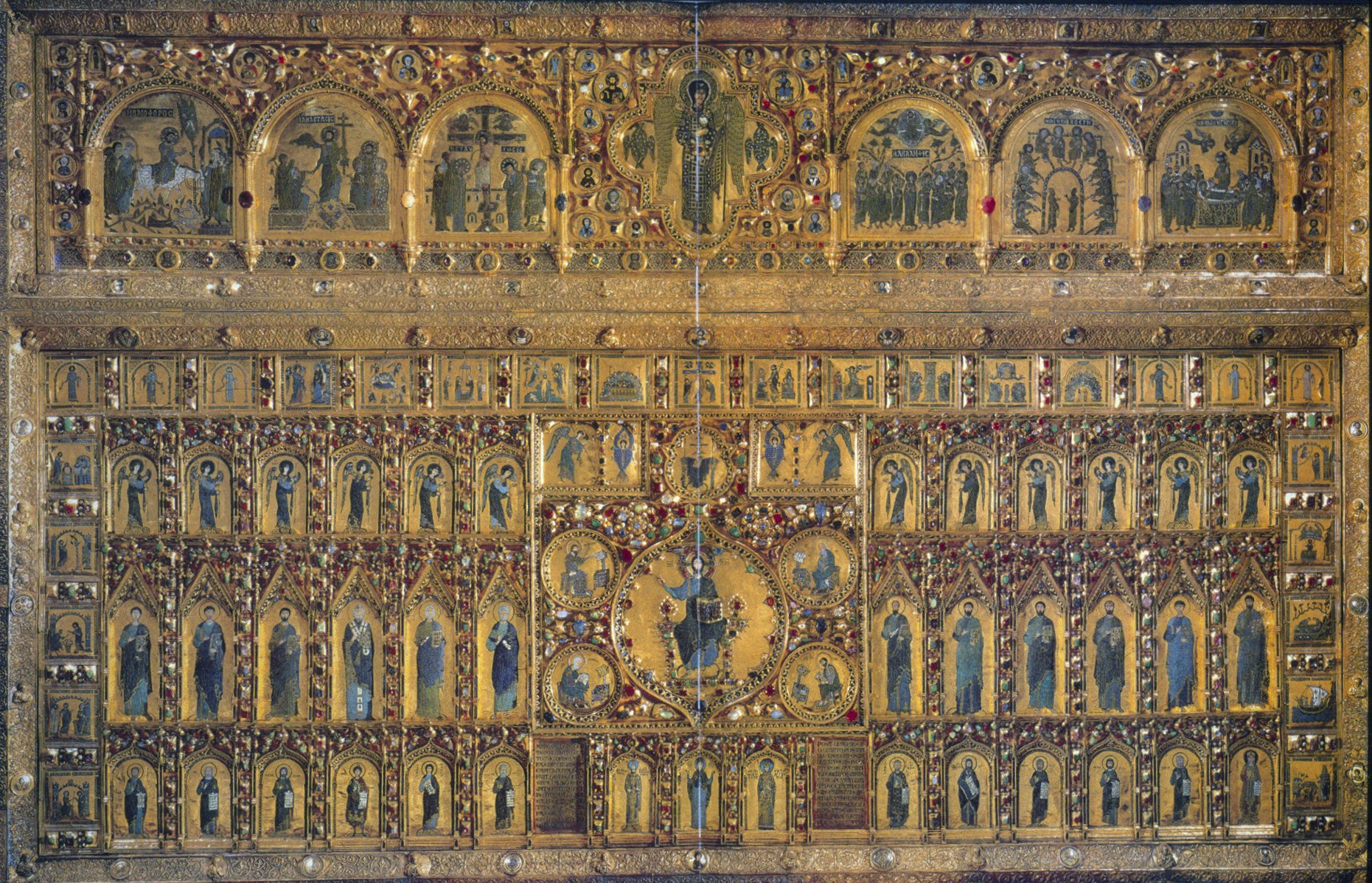
بالا دورو المذبح المرتفع في كنيسة سان ماركو بالبندقية أحد أشهر أعمال المينا المزجج في الإمبراطورية البيزنطية.
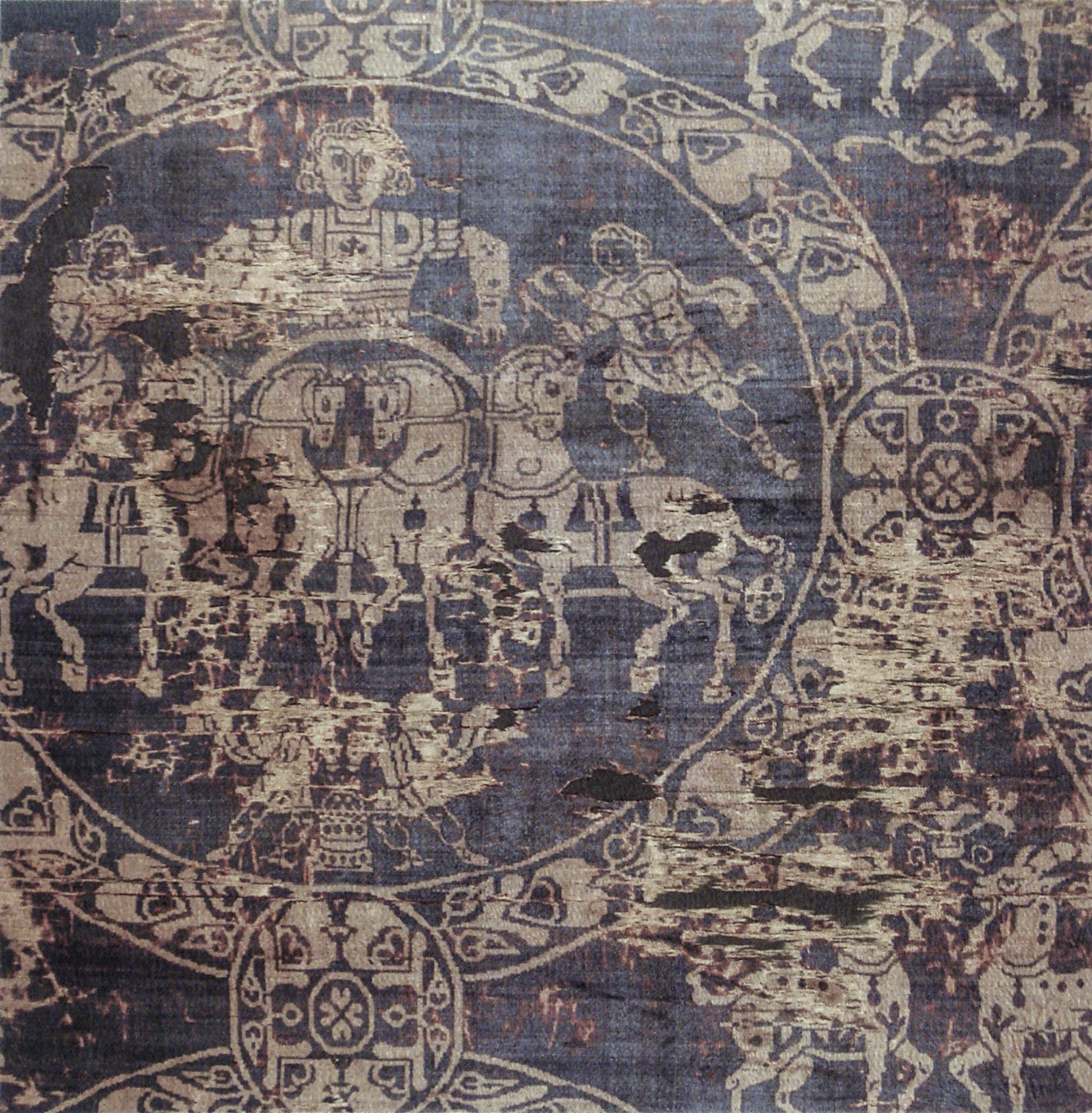
كفن شارلمان أحد أهم المنسوجات البيزنطية الباقية، القرن التاسع.

#### الأدب

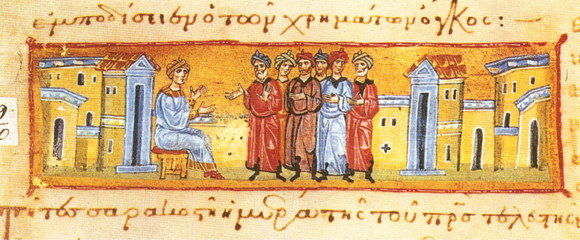
مخطوطة تصور بارلام ويهوشافاط تعود إلى القرن الثاني عشر؛ وهما موضوعان لأسطورة شعبية في الأدب البيزنطي.

وُجدت في الأدب البيزنطي ثلاثة عناصر ثقافية مختلفة: اليوناني والمسيحي والشرقي. وغالبًا ما يُصنف الأدب البيزنطي في خمس مجموعات؛ أولها المؤرخون والمحاضرون والموسوعيون (مثل البطريرك فوتيوس، مايكل بسيلوس، ومايكل شوناتس الذي يعتبر أكبر موسوعيّ بيزنطي)، والثانية كُتّاب المقالات، والثالثة كُتّاب الشعر العلماني (الملحمة البطولية الحقيقية الوحيدة للبيزنطيين هي ديجينيس أكريتاس)، وتشمل المجموعتان المتبقيتان نوعان جديدان من الأدب: الأدب الكنسي واللاهوتي، والشعر الشعبي. كان للأدب البيزنطي تأثير مباشر على ثقافة وآداب جنوب ووسط أوروبا، وكان له أيضا تأثير واضح على الشرق الأدنى، وخاصة على الفرس والعرب.
من بين ما يتراوح من ألفين إلى ثلاثة آلاف مجلدٍ من الأدب البيزنطي الباقي، يتضمّن فقط 330 مجلد الشعر العلماني والتاريخ والعلوم والعلوم الزائفة. وفي حين إن الفترة الأكثر ازدهارًا في الأدب العلماني البيزنطي تمتد من القرن التاسع إلى القرن الثاني عشر، بيد أن الأدب الديني (مثل المواعظ والكتب الطقسية والشعر واللاهوت والأطروحات التعبّدية وما إلى ذلك) قد تطور في وقت مبكر جدًا وكان القديس رومانوس الملحن أبرز شخصياته.

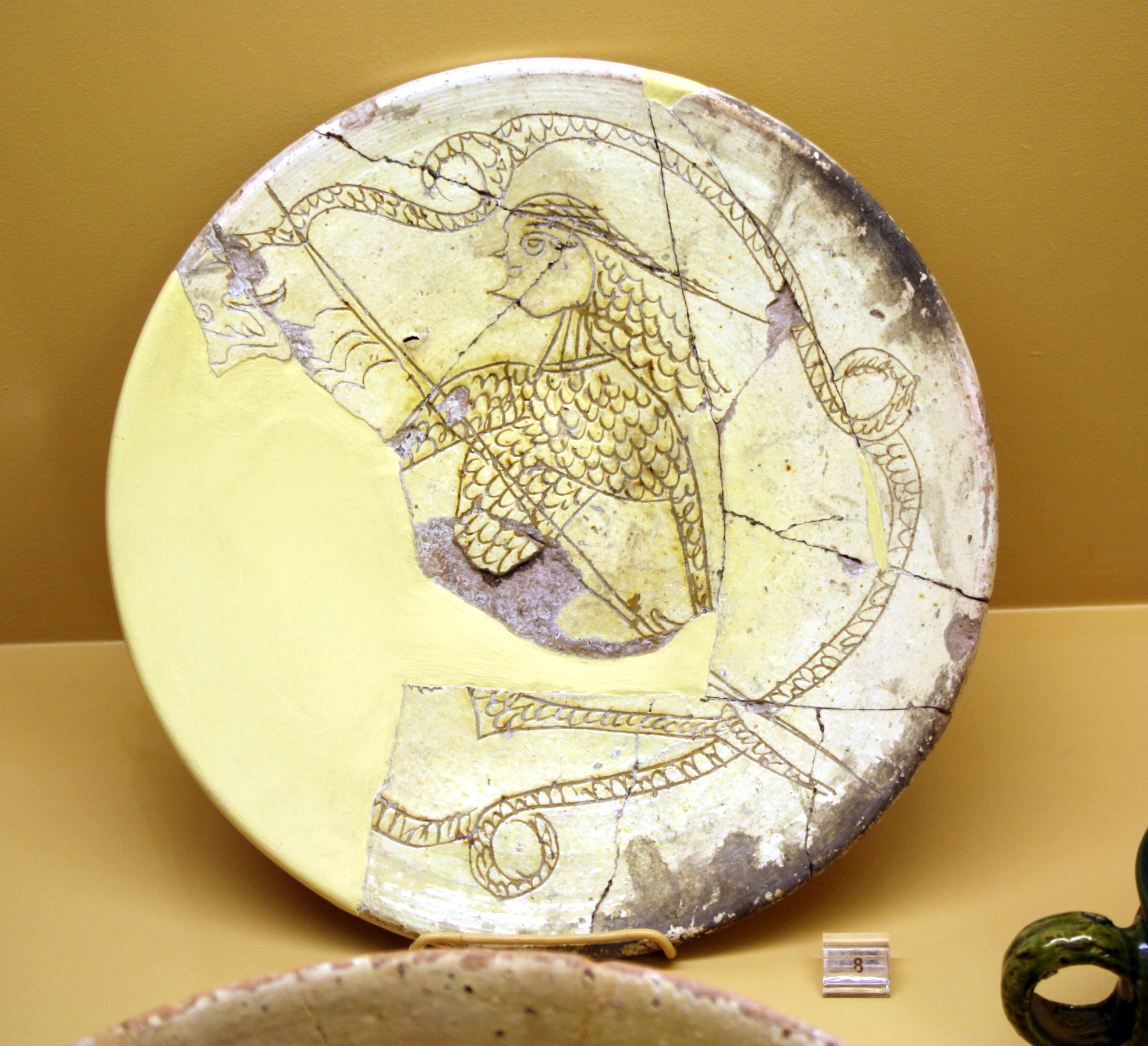
أكريتاس والتنين في صحن بيزنطي من القرن الثاني عشر؛ أكريتاس هو بطل قومي لملحمة ديجينيس أكريتاس الأسطورية البيزنطية.

تُظهر مجموعتا الأدب النثر العلماني بوضوح الطابع المزدوج للحياة الفكرية البيزنطية في جوانبها الاجتماعية والدينية واللغوية. من وجهة النظر هذه، فإن الأدب التاريخي والحوليات يكمل كل منهما الآخر؛ الأول أرستقراطي وعلماني، والثاني كنسي ورهباني؛ الأول كلاسيكي، والأخير شائع. واستيقظت روح الدراسات الأثرية في بيزنطة في وقت أبكر مما كانت عليه في الغرب، ولكنها بدأت من قبل علماء اللاهوت العلمانيين، وليس العلمانيين. لهذا السبب كان لها دائما نكهة مدرسية وبحثية.
حقق الشعر والقصائد البيزنطية تطورًا عاليًا في العصر البيزنطي، ويمكن تمييز مجموعتين بين القصائد البيزنطية: واحدة إنسانية والأخرى مسيحية. يُمثل التيار الأول بشكل رئيسي أغاثياس (القرن السادس) وكريستوفوروس ميتيلين (القرن الحادي عشر)، والثاني من قبل الكنسيين جورجيوس بيسيدس (القرن السابع) وثيودوروس ستوديتس (القرن التاسع). كما ظهرت أعمال أدبية من صنف الهجاء، ويُعد الأديب لوقيان السميساطي أبرز أعلام أدب الهجاء البيزنطي. بين القرنين الثاني عشر والثالث عشر شهد الأدب البيزنطي مضامين وأشكال أدبية متنوعة وجديدة مثل الأدب التعليمي وقصائد الرثاء الشعبي.
كما وتطور نوع أدبي جديد وهو الرواية البيزنطية حيث قُلّدت الرواية اليونانية القديمة من قبل أربعة كتاب من القرن الثاني عشر: أوستاثيوس ماكريمبوليتيس، وثيودور برودروموس، ونيكيتاس يوجينيانوس، وقسطنطين مانسيس. فخلال حكم سلالة الكومنينيون في القرن الثاني عشر أعاد الكتاب البيزنطيون تقديم الأدب الرومانسي اليوناني القديم، مقلدين شكله وزماته لكنهم إلى حد ما جعلوا محتواه مسيحيًا. ومن ثم فإن القصص البيزنطية تقليدية في هيكلها من حيث الحبكة والإطار (تتميز بمنعطفات معقدة للأحداث التي تجري في بقاع البحر الأبيض المتوسط قديما) ولكنها تنتمي بوضوح إلى عصر الحملات الصليبية لأنها تعكس عادات ومعتقدات ذلك الوقت. هناك انقطاع لثمانية قرون بين آخر عمل رومانسي باقٍ من أواخر العصور القديمة وأول عمل لإحياء العصور الوسطى.
طور الأدب البيزنطي أدبًا كنسيًا متنوعًا ومزدهرًا وكان أول ازدهار للأدب الكنسي في بيزنطة هو الهلنستي في الشكل والشرقي في الروح، وأصبح هذا النوع من الأعمال الأدبية، التي تغطي الحقل الكامل لأدب النثر الكنسي - العقيدة والتفسير والفقه والوعظ - أساسيًا طوال الفترة البيزنطية. أدى الاستيلاء على القسطنطينية وإنشاء الممالك اللاتينية في عام 1204 إلى إزاحة أو استبدال الضوابط الأرستقراطية والكنسية على الذوق والأسلوب الأدبي. استجابة للتأثيرات الجديدة من الغرب اللاتيني، تحرك الأدب الشعبي البيزنطي في اتجاهات مختلفة. في حين أن الشعر الأدبي ينبع من الجو العقلاني الكلاسيكي للفترة الهلنستية، فإن الشعر الشعبي، أو الأغنية الشعبية، هو ثمرة للأدب الرومانسي الشاعري في نفس الفترة.

#### الموسيقى

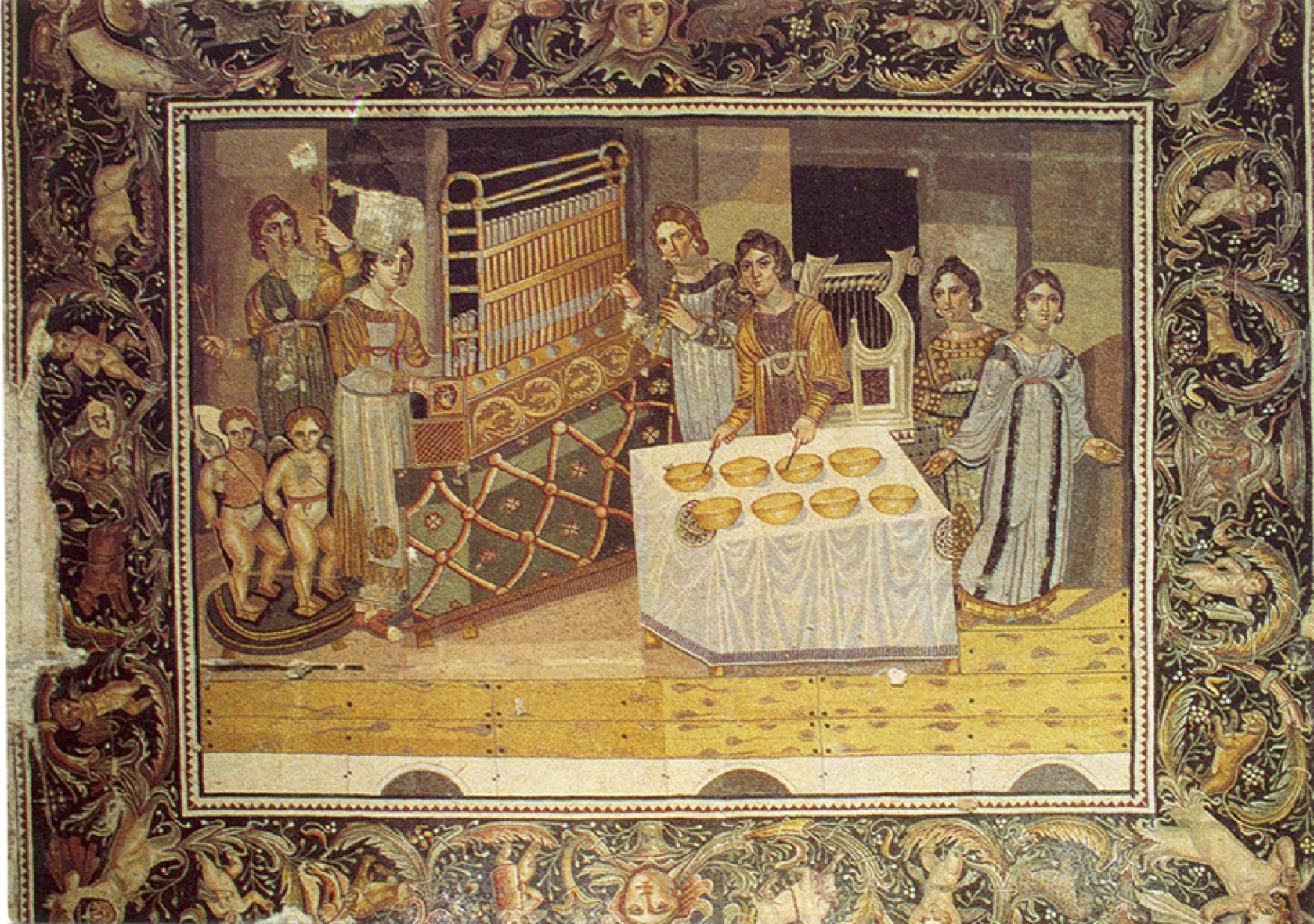
فسيفساء من القرن الرابع لموسيقيّات يحملنَ آلات أرغن ذو أنابيب، أولوس، سمسمية، في فيلا بيزنطية في مريمين

إن أكثر الأشكال المشهورة للموسيقى البيزنطية هي الأشكال الكنسيّة الدينيّة، التي تتألف من النصوص اليونانية كموسيقى احتفالية أو كنسية، كانت الهتافات الكنسية جزءًا أساسيًا من هذا النوع. يتفق المؤرخون اليونانيون والأجانب على أن النغمات الكنسية، وبوجه عام نظام الموسيقى البيزنطية بأكمله، يرتبط ارتباطًا وثيقًا بالنظام اليوناني القديم، الذي لايزال أقدم نوع من الموسيقا الموجودة تُعرف فيه طريقة الأداء وأسماء الملحنين (منذ القرن الخامس وما بعده)، وأحيانًا تفاصيل ظروف كل عمل موسيقي. ارتبط الغناء البيزنطي بالشعائر الأرثوذكسية منذ عهد القديسين باسيليوس قيصرية ويوحنا ذهبي الفم اللذين وضعا نوعين من الغناء الديني، يخصّ الأول طقوس السنة الجديدة وبعض الأيام المقدسة، ويخصّ الثاني قداسات أيام الأحد والمواسم العادية الأخرى. تميّز الغناء البيزنطي بإطالة النغمة الأخيرة من الجملة اللحنية الغنائية، وارتكز على اللحن الواحد أي دون تعدد الأصوات في الوقت نفسه، فكان المغني يردّد اللحن الرئيس وتردّ عليه جوقتان باللازمة (مقطع يتردد باستمرار)، تتألف الأولى من الرجال والثانية من النساء والصبية معًا. جمع يوحنا الدمشقي أناشيد الشعائر الدينية وصنّفها في كتاب «الأصوات الكنسية الثمانية» الذي أصبح قانونًا أسياسيًا للإنشاد الديني البيزنطي. فكانت تؤدّى في كل أسبوع أناشيدَ متقاربةً في ألحانها المقامية في جوقات غنائية، وعُدّت دورة الأسابيع الثمانية (بعدد المقامات الموسيقية الثمانية) فرضاً طقسياً ثابتاً في الكنيسة الأرثوذكسية الشرقية، ثم امتزجت مع طقوس الكنائس الشرقية المحلية.

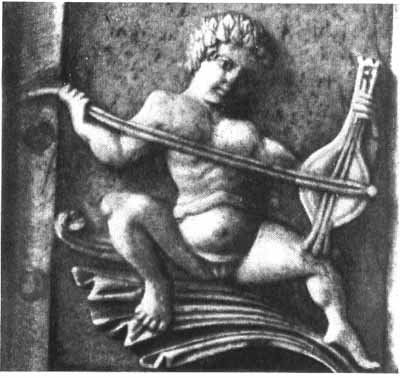
أقدم رسم معروف لآلة اللّيرا (القيثارة) البيزنطية، على نعش بيزنطي عاجي (900-1100 م) (متحف ناسيونالي، فلورنسا)

في القرن التاسع أشارَ الجغرافي الفارسي ابن خرداذبة (ت 911) في كتاب لمناقشة الأدوات الموسيقية، إلى آلة الليرا كأداة نموذجية للبيزنطيين، جنباً إلى جنب مع الأورغن، والشيلياني (التي ربما تكون نوعًا من القيثارة أو السمسمية) وسالاندج (ربما مزمار القربة). أُطلق على آلة الليرا اسم ليرا دا براتشيو في مدينة البندقية، حيث اعتبرها الكثيرون سلف الكمان المعاصر، والذي ازدهرَ هناك فيما بعد. لا تزال آلة الليرا المنحنية تُعزف في المناطق التي كانت جزءًا من الإمبراطورية البيزنطية، حيث تُعرف باسم بوليتيكي ليرا (تترجم حرفيا. lyra of the City، أي القسطنطينية) في اليونان، وليرا كالابريا في جنوب إيطاليا، وليجريكا في دالماسيا. أما الأورغن فقد نشأ في العصر الهلنستي واستُخدم في الهيبودروم أثناء السباقات. أرسل الإمبراطور قسطنطين الخامس آلة أورغن ذات «أنابيب كبيرة من الرصاص» إلى بيبان القصير، ملك الفرنجة عام 757. كما أن شارلمان ابن بيبان طلبَ آلة أورغن مشابهة من أجل معبده في آخن عام 812، وبدأ تأسيسه في موسيقى الكنيسة الغربية. كانت آلة «أولوس» آلة نفخ خشبية مزدوجة من القصب مثل آلة الأوبوا الحديثة أو الدودوك الأرمني. وتتعدد الآلات البيزنطية الأخرى مثل البلاجياولوس (πλαγίαυλος)، والذي يُشبه الفلوت، والأسكاولوس (ἀσκός)، وهوَ مزمار القربة، المعروف أيضًا باسم دانكيو (من اليونانية القديمة: Τὸ ἀγγεῖον)، وكان شائعَ الاستخدام طوال العصر الروماني في جميع أنحاء الإمبراطورية وحتى الوقت الحاضر (ومن أنواعه الغيدا في البلقان، والتسامبونا في اليونان، والتولوم، والأسكوماندورا في كريت، والباركابزوك في أرمينيا، والسيمبوي في رومانيا). تُعتبر آلة الزرنة نسخةً حديثةً من الأولوس. ومن الأدوات الأخرى المستخدمة في الموسيقى البيزنطية القانون، والعود، واللوتو، والسيمبالوم، والطنبور، والسيسترون، والتوبليكي، والداولي. يُزعم أن البيزنطيين قد اخترعوا آلة اللافتا قبل وصول الأتراك.

### التعليم

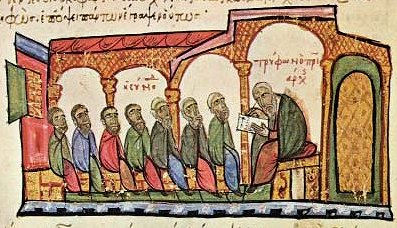
منمنمة من القرن الحادي عشر محفوظة في متحف سالونيك تصوّر النشاط التعليمي في الإمبراطورية البيزنطية.

يُعدّ التعليم أحد أفضل المظاهر التي حفظت التقاليد القديمة للإمبراطورية البيزنطية، حيث نشأ من فكرة بايديا في اليونان القديمة. دعمت الكنيسةُ التعليمَ في الإمبراطورية، ففي حين كان علمانيًا في البداية، لكن تأثير الكنيسة عليه نما على مر القرون، ولا سيما تحت حكم ألكسيوس الأول كومنينوس. شملَ التعليم قطاعات كبيرة من السكان، فكان التعليم الابتدائي يُقدّم للأطفال من ست إلى تسع سنوات، سواء في المدن أو في القرى الصغيرة، مما ضمنَ حدًا أدنى من إتقان الكتابة والقراءة. ولذلك فإن القدرة على التخاطب والكتابة انتشرت إلى حد ما، وحتى لو كان التعليم مأجورًا فمن المستبعد أن تكون كلفته باهظة بالنسبة لعدد كبير من العائلات. ومع أن التعليم نال هذه الأهمية، إلا أن مهنة التدريس لم تحظ باهتمام اجتماعي كبير.
أما بالنسبة للتعليم الثانوي، فقد كان أكثر نخبوية وتركّز غالبًا في القسطنطينية. تنوّعت المواد التعليمية وارتكزت على المقدمات (وهي قواعد اللغة، والبلاغة، والشعر)، والعلوم الأربعة (وهي الحسابيات، والهندسة، وعلم الفلك، والموسيقى). أما التعليم العالي فكان أقل تنظيماً، لكن القسطنطينية تمتّعت بثقل ساحق مع أن بعض مدن الشرق الأوسط الأخرى حافظت على الجامعات في القرون الأولى. كان إنشاء مبنى ماجنورا في القرن التاسع جزءًا من عودة النشاط الثقافي داخل الإمبراطورية إذ إنه تضمن مؤسسات تعليمية. كما كانت جامعة القسطنطينية أهم المؤسسات الأكاديمية والتعليمية في عاصمة الإمبراطورية حتى سقوطها، حيثُ دُرّست فيها الفلسفة والقانون والطب والنحو والبلاغة باللغتين اللاتينية واليونانية. وقد ساهمت الكنيسة في إنشاء عدة مدارس ومعاهد أخرى، ونشطت المدارس الأكاديمية الفلسفية والفلكية في الإسكندرية، وبنيت أيضًا المدارس الرهبانية التي ركزت على الكتاب المقدس واللاهوت لكنها تضمنت كذلك تعليمَ نصوصٍ أدبية وفلسفية وعلمية في المناهج الدراسية، وقد بذل الرهبان الأرثوذكس جهودًا في نسخ المخطوطات الكنسية، وكتب الأدب القديمة.

### العمارة

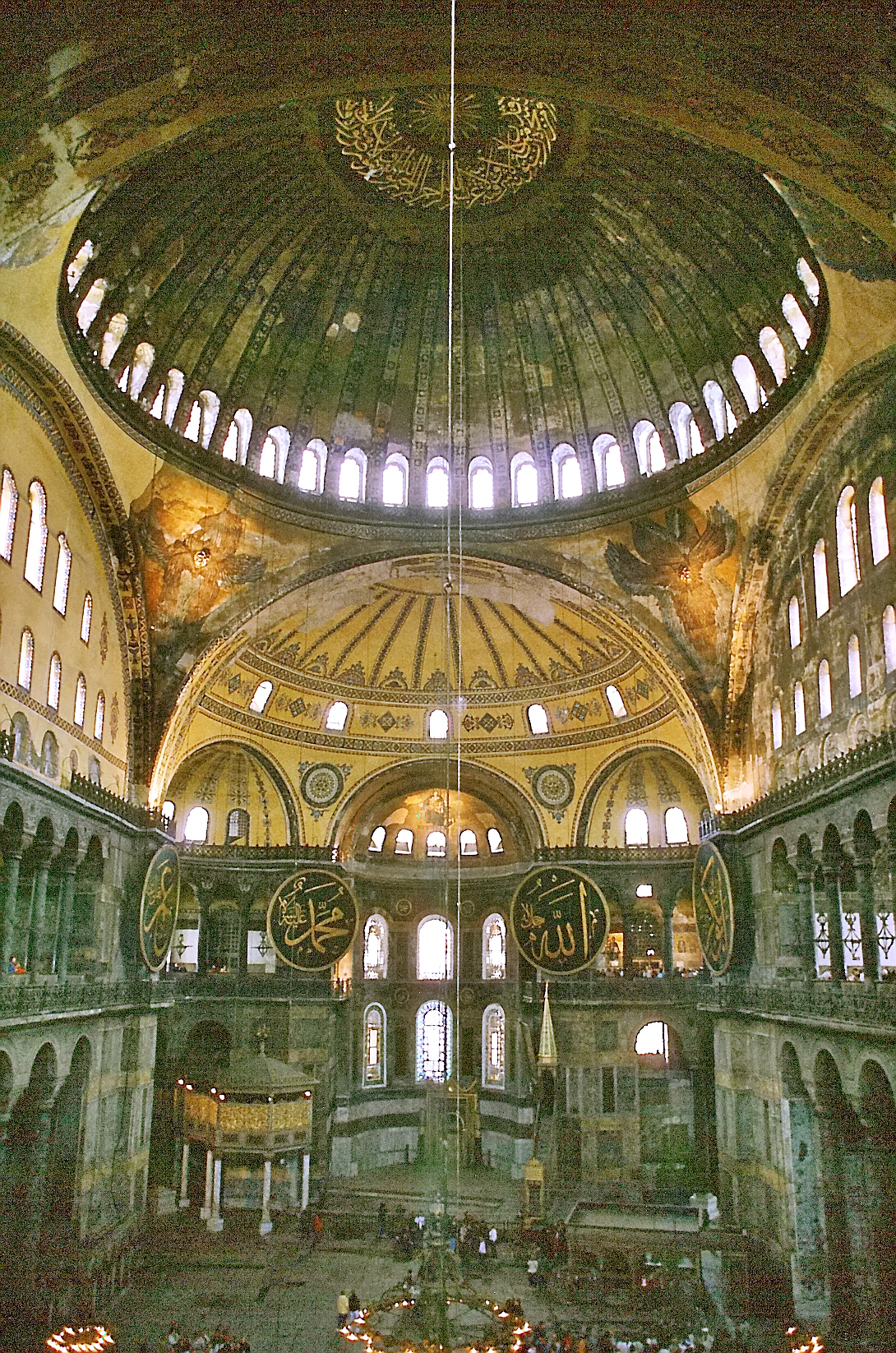
آيا صوفيا من الداخل. تبدو الحنيات الكروية (المثلثات الكروية) أعلى زوايا الأقواس الحاملة للقبة فوق الأعمدة مباشرة.

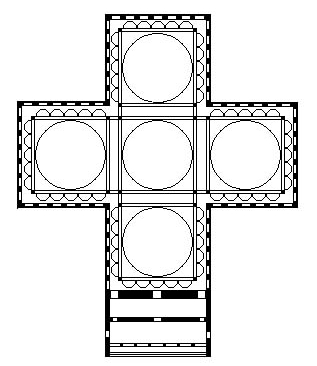
مخطط كنيسة الرسل المقدسة، وتظهر فيه خمسُ قِبب على شكل صليب يوناني.

لم تختلف العمارة البيزنطية في البداية عن تلك الرومانية، فقد بُنيت القسطنطينية على نموذج المدن الرومانية ذلكَ الوقت والتي ضمّت مبانٍ عامة كبيرة تستوعب عددًا كبيرًا من السكان الحضريين. مع أن أسلوب العمارة البيزنطية انتشر بدرجة كبيرة حتى خارج الإمبراطورية، إلا أنه لم يتبق حاليًا سوى عدد قليل من المباني البيزنطية خاصةً المدنية منها. أدى التطور السريع للعبادة المسيحية إلى بناء الكنائس، وكانت تُبنى على طراز البازيليكا على غرار المعابد القديمة من حيث الطول، لكنها كانت أيضًا غنيّة بأساليب أخرى متنوعة مع تطوير كنائس بتخطيط مركزي. غالبًا ما كان ديكور الكنائس غنيًا جدًا حيث شملَ الفسيفساء ذات الزخارف الهندسية في الأرضيات، والتلوينات الدينية للجدران والسقوف، والأعمدة وتيجان الأعمدة المنحوتة، بالإضافة لاستخدام الرخام. يمثل عهد جستنيان ذروة الإبداع المعماري البيزنطي. بنى الإمبراطور عدة مبانٍ هامّة في أنحاء إمبراطوريته المتوسّعة، مثل كنيسة القديس فيتالي وآيا صوفيا التي كانت لفترة طويلة واحدة من المباني الرئيسية في العالم المسيحي بالإضافة إلى أهميتها العلمية.
تباطأت وتيرة البناء بعد ذلك بدرجة حادة، فلم تكن الاضطرابات السياسية والفتوحات الأجنبية وانخفاض عدد السكان عواملَ مشجعة للبُناة. لاتسمح الاكتشافات الأثرية المجزّأة للغاية بالحصول على فكرة دقيقة عن الإنشاءات في القرى والمدن الصغيرة التي لم تصمد خلال الزمن. تزامن عصر النهضة المقدونية مع استئناف حركة البناء، لكن الصعب أن يكون حدثَ تجديد معماري حقيقي. خضعت العمارة الدينية لتغيير عميق في المقابل مع اعتماد مخطط الصليب المنقوش في بناء الكنائس، والذي يتميز بهيكل داخلي على شكل صليب تعلوه قبّة مركزية، وذلك لكي يكون المؤمن محاطًا بجوّ مقدّس من لحظة دخوله الكنيسة. ازدهر هذا المخطط بسرعة ليصبح نمطًا للكنائس الأرثوذكسية الشرقية حتى اليوم. تعلّق البناء في القسطنطينية أساسًا بترميم المباني القائمة، لكن بعض الأباطرة مثل باسيل الأول (حكم 867-886) حفّزوا على تجدّد الأسلوب المعماري، ويُلاحظ ذلك في كنيسة نيا إكليسيا (الكنيسة الجديدة) التي مثّلت بداية الفترة المعمارية البيزنطية الوُسطى، كما شكل تطوير منطقة بلاكيرنا في المدينة تحولًا كبيرًا حيث غدت مكان إقامة الإمبراطور. أتى إلهام المعماريين من الأيام الأولى للإمبراطورية، فكانت هناك رغبة في تقليد مباني جستينيان الأول لكن بدون تساوٍ في الأحجام. في الفترة الأخيرة من عمر الإمبراطورية البيزنطية كان ثمة تشتت في المراكز المعمارية، فقد عانت القسطنطينية من هجرة كبيرة للسكان، ولكن المناطق الأكثر ديناميكية مثل ديسبوتية إبيروس شهدت حركة معمارية بارزة حيث تعتبر مدينة ميستراس وكنيسة الرسل المقدسة في سالونيك من سمات هذه العمارة المتأخرة.

العمارة البيزنطية
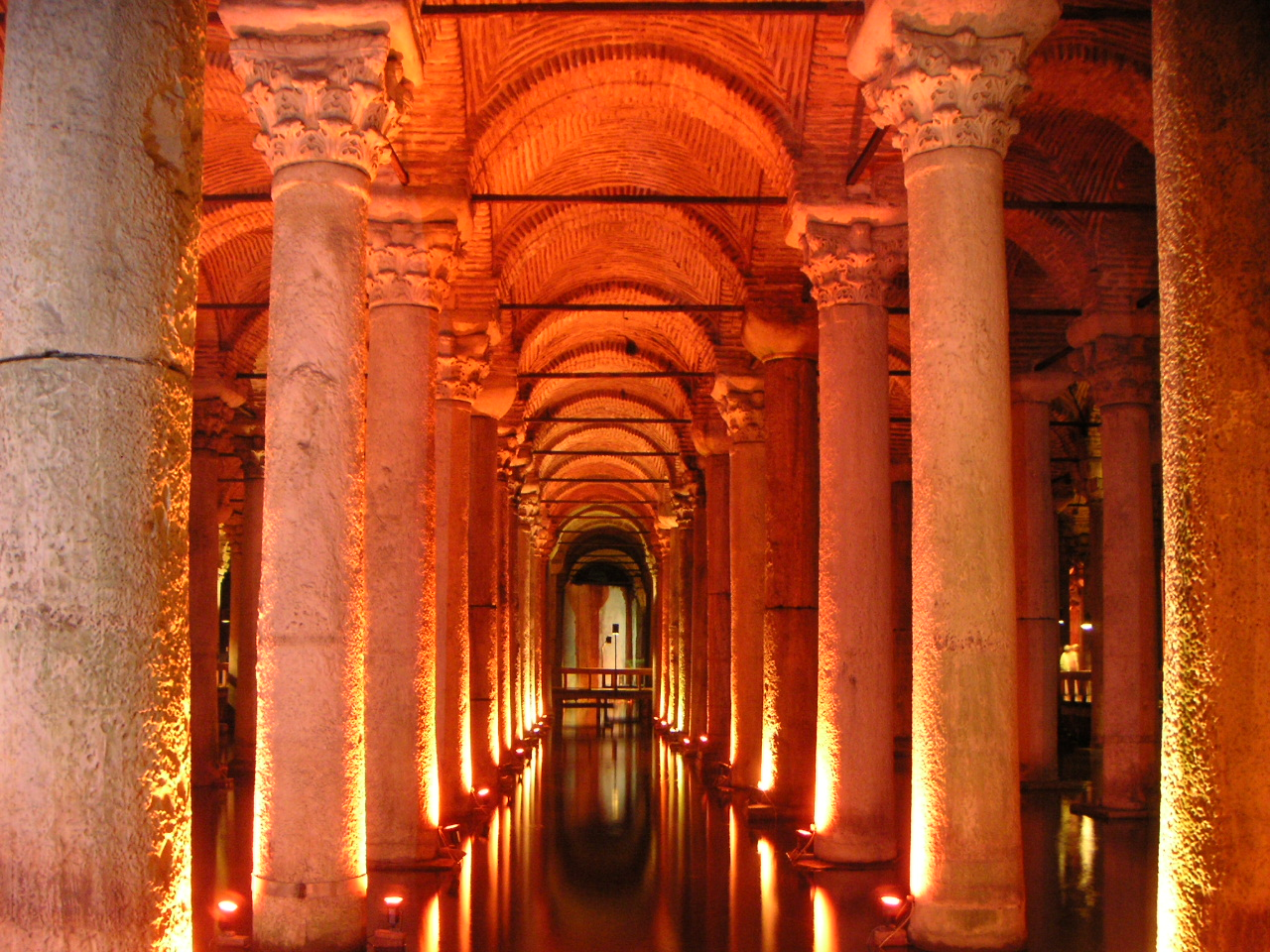
صهريج البازيليك في القسطنطينية (القرن السادس).
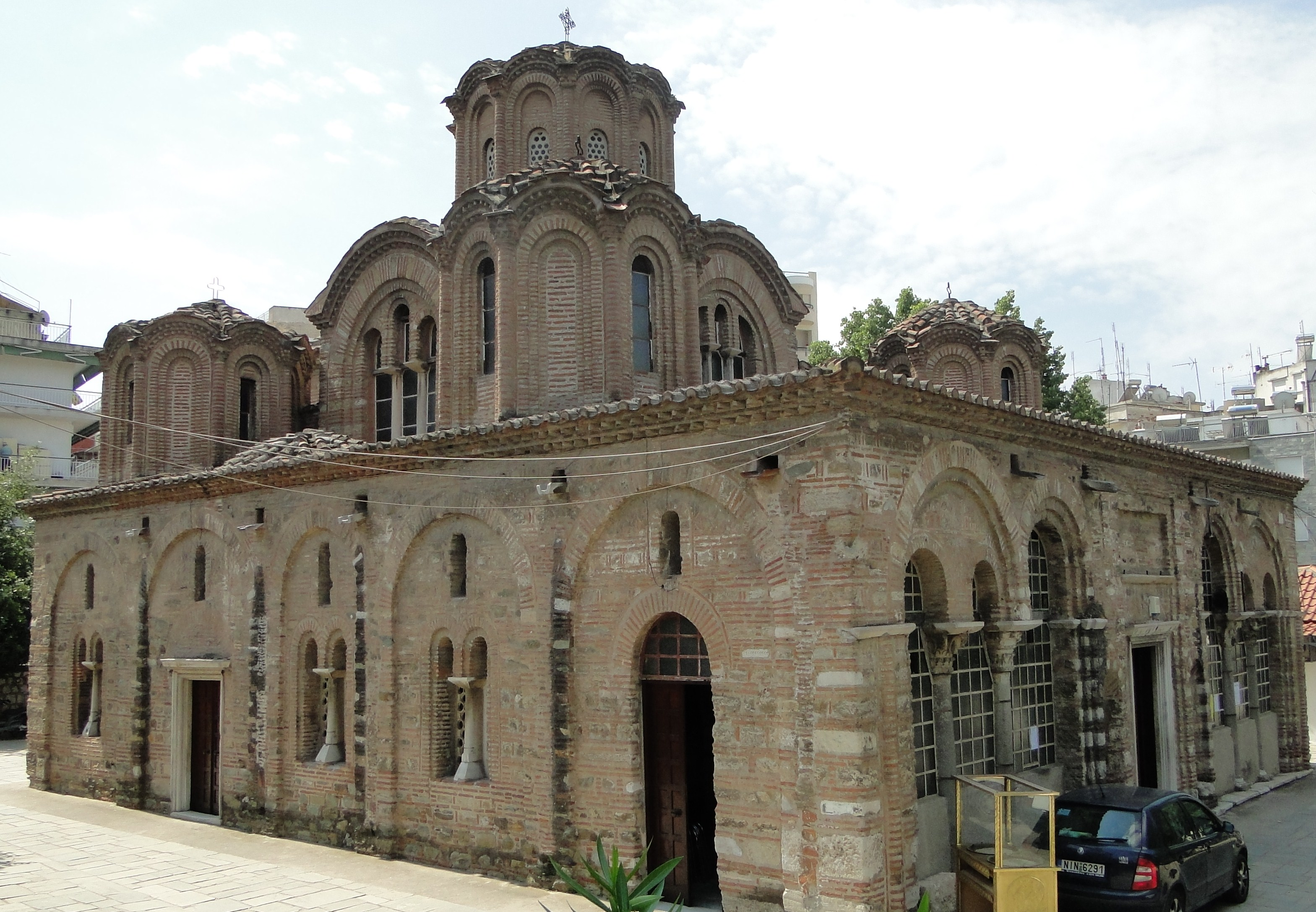
كنيسة الرسل في سالونيك (القرن الرابع عشر).
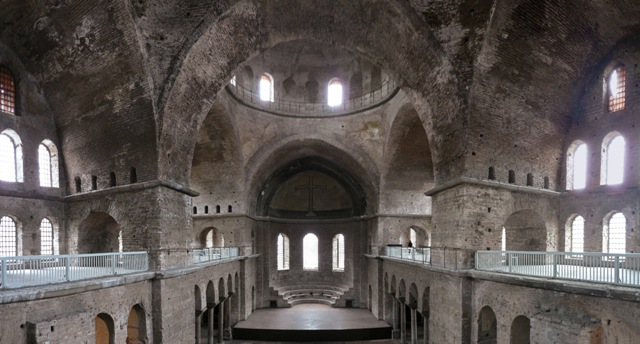
كنيسة آيا إيرين (القرن السادس)

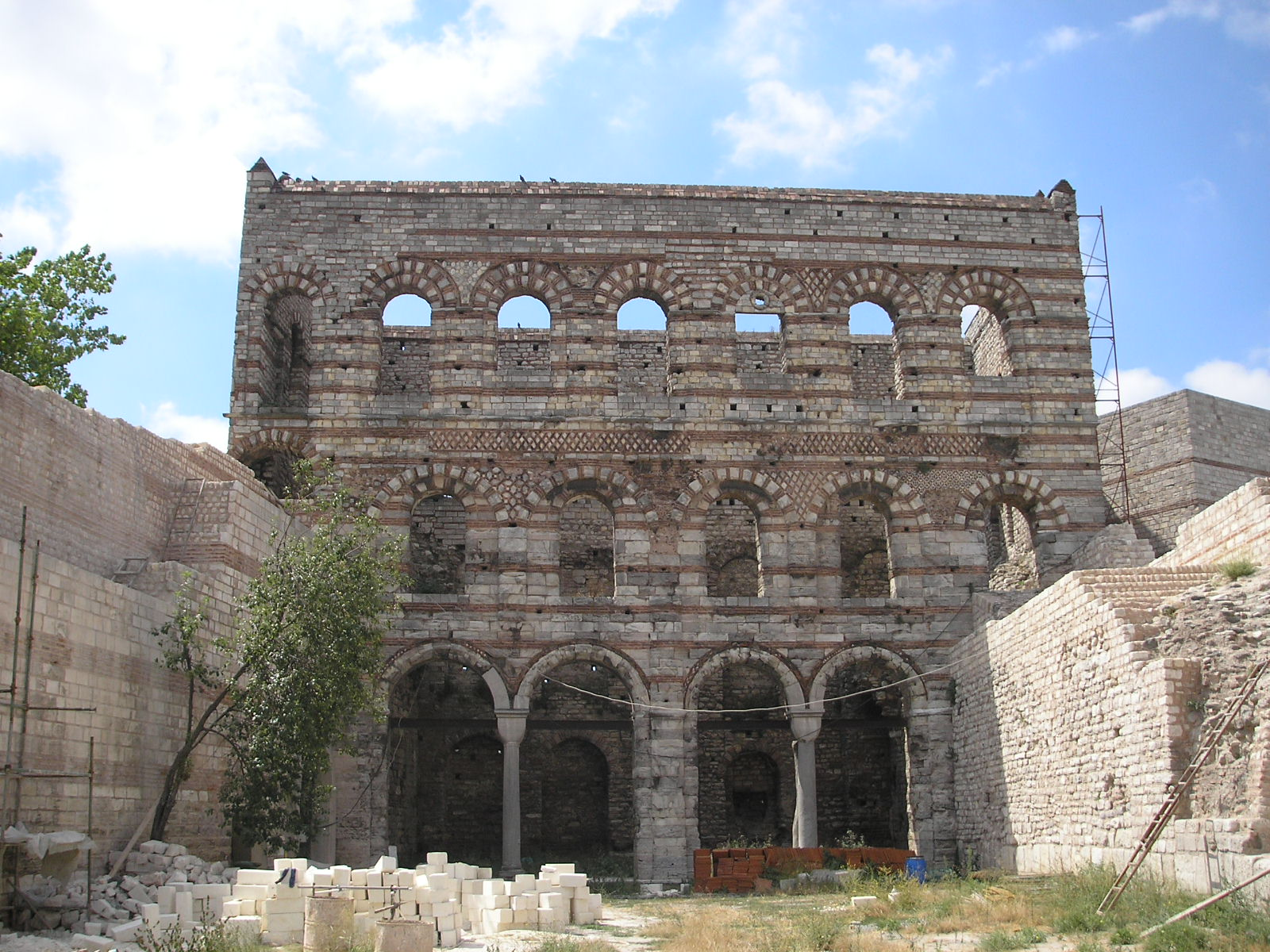
قصر تكفور (القرن الثالث عشر)
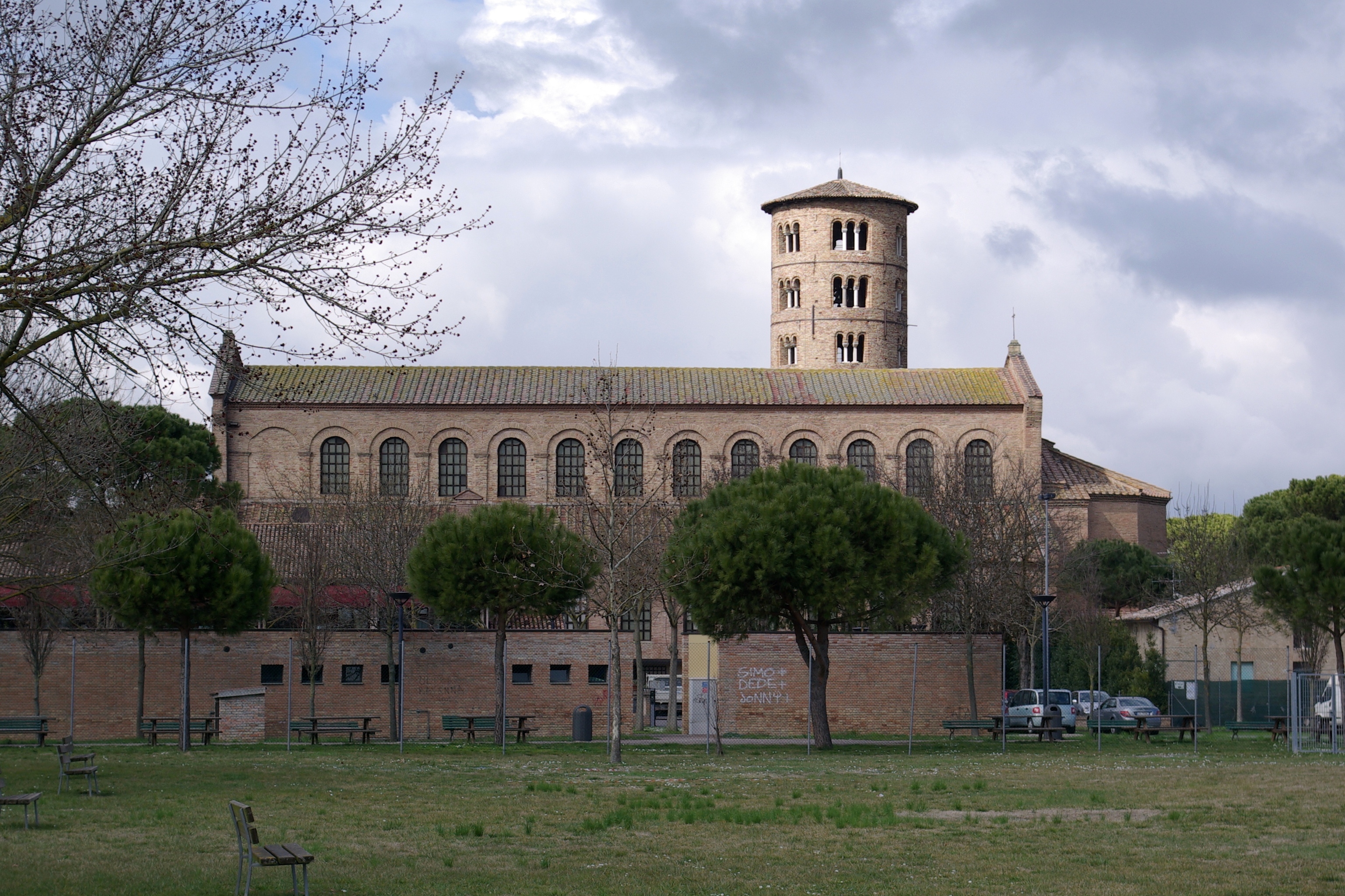
كنيسة القديس أبوليناريس (القرن السادس) في رافينا.

امتد الفن البيزنطي عمومًا والعمارة البيزنطية خصوصًا، إلى ما وراء حدود الإمبراطورية حيث لعب دورًا في إلهام المعماريين في المناطق المجاورة. وكان النصيب الأكبر من هذا التأثير للعالم الأرثوذكسي، فانتشرت مخططات الكنائس البيزنطية في العالم السلافي. وفي الشرق أيضًا استعارت الإنشاءات الإسلامية الأولى أحيانًا من التقليد البيزنطي البدئي، وخير مثال على ذلك الجامع الأموي في دمشق أو قبة الصخرة في القدس. وفي إيطاليا وصل تأثير العمارة البيرنطية إلى جمهورية البندقية التي كانت ذات يوم جزءًا من الإمبراطورية، حيث بُنيت كنيسة سان ماركو وفق نموذج كنيسة الرسل المقدسة في القسطنطينية. في جنوب إيطاليا وصقلية على وجه الخصوص امتزجَ التراث البيزنطي مع التأثيرات العربية والنورمانية مما أدى لظهور الثقافة النورمانية العربية البيزنطية.

### المطبخ

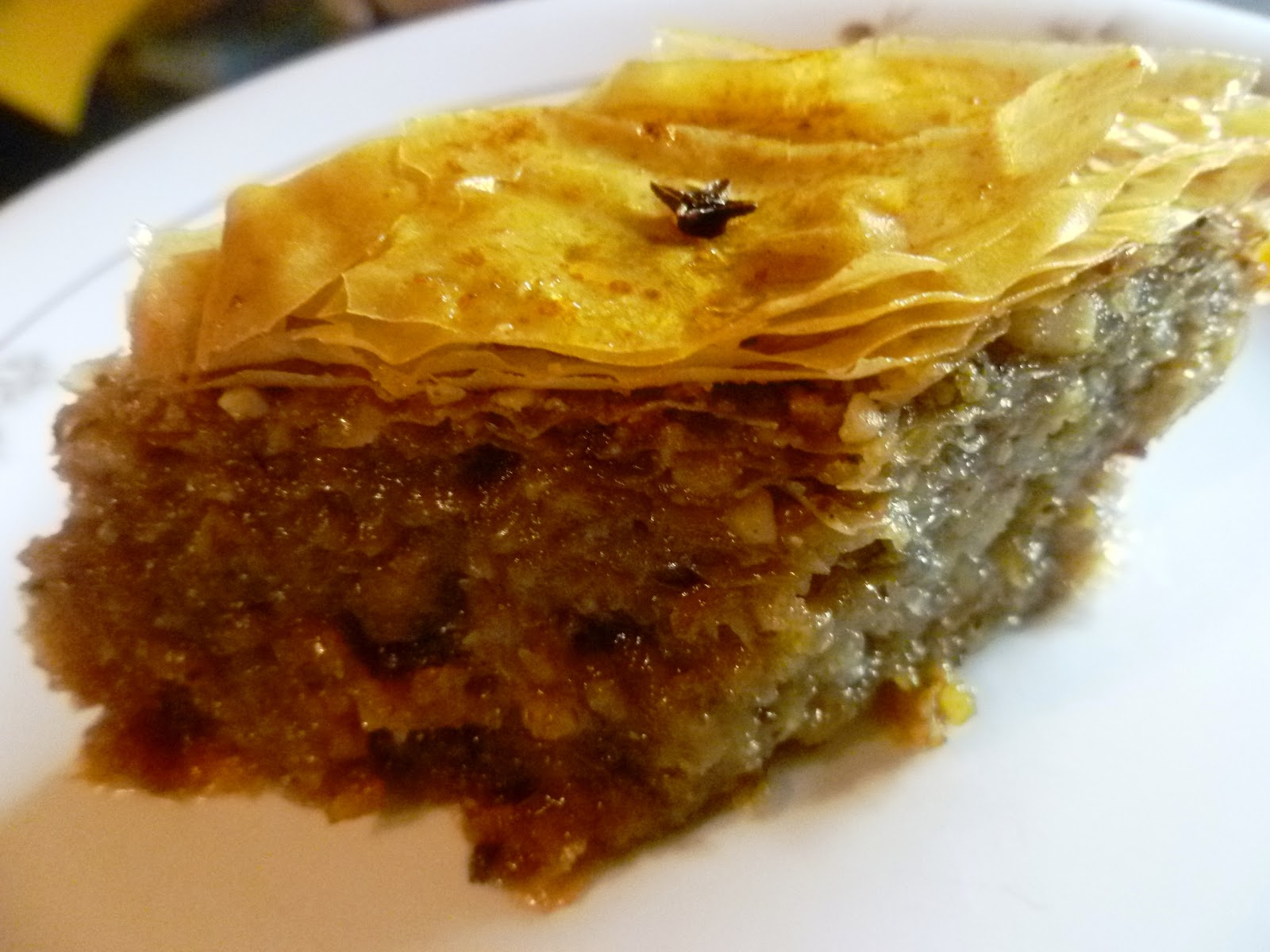
البقلاوة: كانت من ضمن الأطعمة المعروفة في المطبخ البيزنطي.

تماثلت الثقافة البيزنطية في البداية مع الثقافة اليونانية الرومانية المتأخرة، ولكن على مدار الألفية التالية من وجود الإمبراطورية، تغيرت ببطء لتشبه الثقافة البلقانية والأناضولية الحديثة. اعتمد المطبخ حينها كثيرًا على صلصة السمك المخمّرة اليونانية الرومانية «جاروس»، ولكنه تضمّنَ أيضا أطعمةً لا تزال مألوفة اليوم، مثل البسطرمة (المعروفة باسم «باستون» في الثقافة البيزنطية اليونانية)، والبقلاوة (المعروفة باسم koptoplakous κοπτοπλακοῦς)، والتيروبيتا (المعروفة باسم plakountas tetyromenous أو tyritas plakountas)، والنبيذ الحلو الشهير في العصور الوسطى «كومانداريا» والنبيذ الرومني، بالإضافة إلى نبيذ ريتسينا، وهو نبيذ منكّه براتنج الصنوبر وشائع في اليونان اليوم، وقد أثارَ عدةُ زوار غير مألوفين آراءً متشابهة حوله؛ فقال ليوتبراند الكريموني السفير الذي أرسله الإمبراطور الروماني الألماني أوتو الأول إلى القسطنطينية في عام 968: «يُضاف النبيذ اليوناني إلى مصيبتنا، فبسبب خلطه بالزفت والراتنج والجص كان غير صالح للشرب بالنسبة لنا». كما أن الأجانب لم يُقدّروا كثيرًا صلصة سمك «جاروس» فقد قال ليوتبراند الكريموني إن طعاماً مغطىً «بمشروب سمكي شديد السوء» قُدّمَ له. استخدم البيزنطيون أيضاً نوعاً من صلصة الصويا يُدعى «الموري»، وهي صلصة شعير مخمرة تُعطي نكهة أومامي للطعام.
كانت الحانات والمطاعم التي تقدم النبيذ والمأكولات البيزنطية منشترة في الإمبراطورية البيزنطية وعرفت باسم تافيرنا.(باليونانية: ταβέρνα). استفاد المطبخ البيزنطي من مكانة القسطنطينية كمركز عالمي لتجارة التوابل، فتأثر هذا المطبخ بالتأثيرات الثقافية من عدة مناطقَ مثل إيطاليا اللومباردية، والإمبراطورية الفارسية، والدول العربية الإسلامية. استمر الانصهار الناتج خلال العصر العثماني، لذا فإن المطبخ التركي الحديث والمطبخ اليوناني ومطابخ البلقان لها العديد من أوجه التشابه.

### اللغة

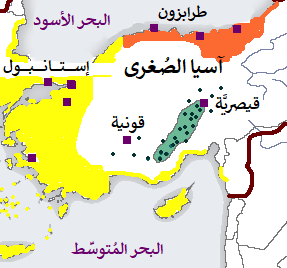
توزيع اللهجات اليونانية في الأناضول في أواخر الإمبراطورية البيزنطية حتى عام 1923. الديموطيقية باللون الأصفر. اليونانية البنطسية باللون البرتقالي. الكبادوكية باللون الأخضر. تشير النقاط الخضراء إلى القرى الناطقة باليونانية الكبادوكية في عام 1910.

بصرف النظر عن البلاط الإمبراطوري والإدارة والجيش كانت اللغة الأساسية المستخدمة في المقاطعات الرومانية الشرقية حتى قبل سقوط الإمبراطورية الرومانية الغربية هي اليونانية، فقد تحدث بها سكان المنطقة لقرون قبل اللاتينية. بعد غزو روما الشرق وبدء فترة «باكس رومانا» (السلام الروماني) سهّلت الممارسات السياسية الشمولية وتطوير البنية التحتية العامة انتشار وترسيخ اللغة اليونانية في الشرق. في الواقع أضحت اليونانية في وقت مبكر من حياة الإمبراطورية الرومانية اللغة العامّة للكنيسة، ولغة العلم والفنون، وإلى حد كبير لغة تواصل مشترك للتجارة بين المقاطعات ومع الدول الأخرى. أصبحت اللغة اليونانية لبعض الوقت لغةً مزودجة مع اللغة المنطوقة المعروفة باسم اليونانية العامية المختلطة (تطورت في النهاية إلى اليونانية الديموطيقية)، واستُخدمت جنبًا إلى جنب مع شكل قديم مكتوب (الأتيكية اليونانية)، حتى اعتُمدَت اليونانية العامية المختلطة نمطًا منطوقًا ومكتوبًا.
عملَ الإمبراطور ديوكلتيانوس (حكم 284-305) على تغيير سلطة اللغة اللاتينية لجعلها اللغة الرسمية للإدارة الرومانية في الشرق أيضاً، ويشهد التعبير اليوناني ἡ κρατοῦσα διάλεκτος على مكانة اللاتينية باعتبارها «لغة السلطة». في أوائل القرن الخامس اكتسبت اليونانية مكانةً متساويةً مع اللاتينية باعتبارها لغةً رسميةً في الشرق وبدأ الأباطرة تدريجيًا في التشريع باللغة اليونانية بدلًا من اللاتينية بدءًا من عهد ليو الأول في ستينات القرن الخامس. كان الإمبراطور الشرقي الأخير الذي أكد على أهمية اللاتينية هو جستينيان الأول (حكم 527–565) الذي أصدرَ قانون جستنيان باللغة اللاتينية بالكامل تقريبًا، وربما كان أيضًا آخر إمبراطور ناطق باللغة اللاتينية.
استمر استخدام اللاتينية لغةً للإدارة حتى القرن السابع عندما اعتمد هرقل اللغة اليونانية لغةً رسميةً وحيدة. وسُمّيت اللغة اليونانية في تلك المرحلة بيونانية العصور الوسطى، كما عُرفت باللغة اليونانية البيزنطية أو اللغة الرومية. بعد ذلك وقعت اللغة اللاتينية العلمية في حالة إهمال سريع بين الطبقات المتعلمة مع أن اللغة استمرّت على الأقل في كونها جزءًا طقسيًا من ثقافة الإمبراطورية لبعض الوقت. بقيت اللاتينية -فضلًا عن ذلك- لغة أقليةٍ في الإمبراطورية خاصةً في شبه الجزيرة الإيطالية وعلى طول الساحل الدلماسي، وتطورت في النهاية إلى لغات رومانسية مختلفة مثل اللغة الدلماتية.
وُجدَت عدّة لغات أخرى في الإمبراطورية متعددة الأعراق، وقد مُنح بعضها وضعًا رسميًا محدودًا في بعض المقاطعات في أوقات مختلفة. والجدير بالذكر أنه مع بداية العصور الوسطى أصبحت اللغة السريانية أكثر استخدامًا من قبل الطبقات المتعلمة في المقاطعات الواقعة في أقصى الشرق. وبالمثل أصبحت اللغات القبطية والأرمنية والجورجية مهمة بين المتعلمين في مقاطعاتها. في وقت لاحق جعلت الاتصالات الخارجية من السلافونية الكنسية القديمة والبهلوية والعربية لغاتٍ مهمةً في الإمبراطورية ومجال نفوذها. كان هناك إحياء للدراسات اللاتينية في القرن العاشر للسبب نفسه، وبحلول القرن الحادي عشر لم تعد معرفة اللغة اللاتينية غريبةً في القسطنطينية. استُخدمت اللغة الأرمنية واللغات السلافية المختلفة على نطاق واسع، وتوضّح في المناطق الحدودية للإمبراطورية.
بصرف النظر عن هذه اللغات ونظرًا لأن القسطنطينية كانت مركزًا تجاريًا رئيسيًا في منطقة البحر الأبيض المتوسط وما وراءها، فقد استُخدمت تقريبًا كل لغة معروفة في العصور الوسطى في الإمبراطورية في وقت ما، حتى الصينية. مع دخول الإمبراطورية في مرحلة الانهيار النهائي أصبح مواطنو الإمبراطورية أكثر تجانسًا ثقافيًا وأصبحت اللغة اليونانية جزءًا لا يتجزأ من هويتهم ودينهم.

### الحمامات العامة

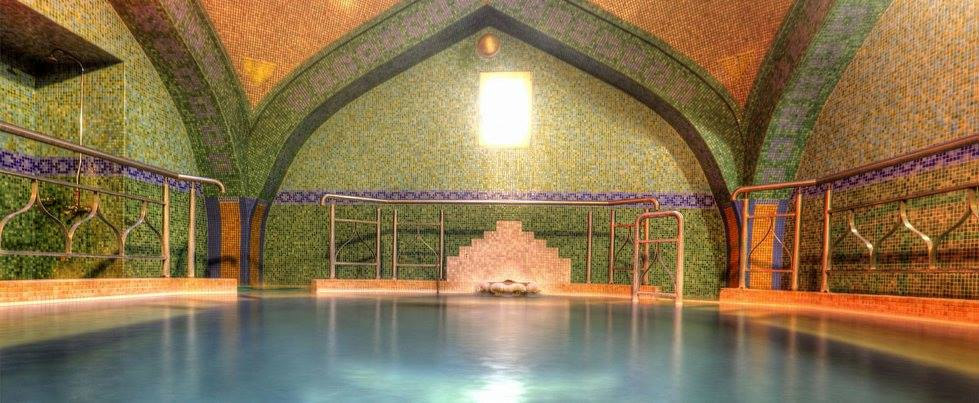
مجمع حمامات أجكيسترو في اليونان، ويعود تاريخه إلى العصر البيزنطي.

خلال عصر الإمبراطورية البيزنطية بُنِيَ العديد من الحمامات العامة من أجل النظافة؛ وبُنيَت حمامات عامة كبيرة في المراكز الحضرية البيزنطية مثل القسطنطينية وأنطاكية وسالونيك، واتّبعت هذه الحمامات الهيكليَّة الأصليَّة والنموذجيَّة للحمامات الرومانية، والتي كان فيها حمام ساخن وكالداريوم في الغرف كلها. لكن على خلاف الحمامات الرومانية بُنيَت أقسام منفصلة بين الرجال والنساء تأثّرًا بالأخلاقيات المسيحيَّة. واشتهرت مدينة القسطنطينية بحماماتها الشعبيَّة الفاخرة مثل حمامات زاكبيكوس. ومنذ أوائل العصور الوسطى بنَت الكنيسة حمامات عامة للاستحمام تفصل بين الرجال والنساء بالقرب من الأديرة ومواقع الحجّ المسيحيَّة. حظيت هذه الحمامات مثل حمامات زاكبيكوس وحمام سالونيك البيزنطي بشهرة داخل المجتمع البيزنطي، وارتادها عِلْيَة القوم والسكان العاديون، بل ورجال الدين والرهبان أيضًا. وبحسب الوثائق التاريخيّة فقد عَظُمت شهرة الحمامات البيزنطية التي عُرفت بكثرة التماثيل والزخرفة في داخلها. وقد اعتمدت الحمامات العثمانية والتركية والمغربية لاحقاً تقنيات الاستحمام المستخدمة في الحمامات الرومانية والبيزنطيَّة. في العصور البيزنطية استخدم الرجال والنساء الحمامات العامة بالتناوب وبطريقة منفصلة، ولاحقاً قُسّمت الحمامات إلى أقسام للذكور وأقسام للإناث حصرًا، لذا فُصلت جميع الغرف عن بعضها.

### الترفيه

مباراة طاولة (τάβλι) لعبها الإمبراطور البيزنطي زينون عام 480 وسجلها أغاثياس في عام 530 بسبب رمية النرد غير المحظوظة لزينون (الأحمر)، حيث ألقى 2 و5 و6 واضطر إلى ترك ثماني قطع بمفردها.

تعطّش اللاعبون البيزنطيون للعبة تافلي (باليونانية البيزنطية: τάβλη)، وهي لعبة تُعرف اليوم باسم لعبة الطاولة، ولاتزال تحظى بشعبية في المناطق التي كانت جزءًا من الإمبراطورية البيزنطية، كما لا تزال تعرف باسم تافلي في اليونان.
كُرّسَ النبلاء البيزنطيون للفروسية -ولا سيما لعبة تزيكانيون- المعروفة الآن باسم لعبة البولو. جاءت اللعبة من بلاد فارس الساسانية في فترة مبكرة، وبُنيَ التزيكانيستيريون (ملعب اللعبة) بواسطة ثيودوسيوس الثاني (حكم 408–450) داخل قصر القسطنطينية الكبير. وقد برعَ الإمبراطور باسيل الأول (حكم 867–886) في هذه اللعبة، وتوفّي الإمبراطور إسكندر (حكم 912-913) بسبب الإرهاق أثناء اللعب، وتعرّضَ الإمبراطور ألكسيوس الأول كومنينوس (حكم 1081–1118) للإصابة أثناء اللعب مع تاتيكيوس، وتوفّي يوحنا الأول الطرابزوني (حكم 35–1238) متأثرًا بإصابة قاتلة أثناء إحدى المباريات. وبصرف النظر عن القسطنطينية وطرابزون ظهرت ملاعب التزيكانيستيريون في المدن البيزنطية الأخرى أيضًا وأبرزها أسبرطة، أفسس، وأثينا، مما يدلّ على الأرستقراطية الحضرية المزدهرة فيها. نقل الصليبيون اللعبة إلى الغرب، وطوروا نمطًا خاصًا بها خلال عهد الإمبراطور مانويل كومنينوس الموالي للغرب.

### الأعلام والشارات

عقاب ذو رأسين، رمز إمبراطوري شائع

لم تعرفِ الإمبراطورية البيزنطية -معظمَ تاريخها- شعارات النبالة ولم تستخدمها بالمعنى الأوروبي الغربي. استُخدمت شعارات مختلفة في المناسبات الرسمية وللأغراض العسكرية، مثل اللافتات والدروع التي تحوي زخارفَ مختلفةٍ مثل الصليب أو اللبرومة. استُخدمَ الصليب وصور يسوع ومريم العذراء والقديسين المختلفين أيضًا في أختام المكاتب، لكنها كانت شعارات شخصية وليست عائلية. كانت الشعارات الشائعة التي مثّلت الإمبراطورية في فترات مختلفة هي العقاب الروماني، والعقاب ذو الرأسين، والصليب الرباعي.

### المرأة في الإمبراطورية البيزنطية
يمثل وضع المرأة في الإمبراطورية البيزنطية أساسًا مكانة المرأة في روما القديمة والتي تغيّرت بعد دخول المسيحية إليها، حيثُ فقدت بعض الحقوق والعادات، بينما احتفظت ببعضها الآخر.
اشتهرت النساء البيزنطيات بإنجازاتهن التعليمية. ومع ذلك كان الرأي العام بخصوص تعليم النساء أنه يكفي للفتاة تعلم الواجبات المنزلية وأن تدرس حياة القديسين المسيحيين وتحفظ المزامير، وأن تتعلم القراءة حتى تتمكن من دراسة الكتاب المقدس، مع أنه في بعض الأحيان ثُبّطَ محو الأمية لدى النساء، بسبب الاعتقاد بأنه يمكن أن يشجع على الرذيلة.
أُزيلَ الحق الروماني في الطلاق الفعلي تدريجيًا بعد دخول المسيحية، واستُبدلَ به الانفصال القانوني وإبطال الزواج. اعتُبرَ الزواج في الإمبراطورية البيزنطية حالةً مثاليةً للمرأة، وكان يُنظر إلى الحياة في الدير فقط كبديل شرعي. وفي الحياة الزوجية كان يُنظر إلى النشاط الجنسي على أنه وسيلة للتكاثر فقط. وكان للمرأة الحق في المثول أمام المحكمة، لكن شهادتها لاتعتبر مساوية لشهادة الرجل، ويمكن أن تُنقَض بسبب جنسها إذا قوبلت بشهادة الرجل.
منذ القرن السادس وُجد نموذج مثالي متزايد للفصل بين الجنسين، فرضَ على النساء ارتداء الحجاب، وعدم رؤيتهن إلا في الأماكن العامة عند حضور الكنيسة، وفي حين لم يُطبّق ذلك بالكامل إلا أنه أثّر على المجتمع. أعطت قوانين الإمبراطور جستينيان الأول الحق للرجل أن يطلق زوجته بسبب حضورها الأماكن العامة مثل المسارح أو الحمامات العامة دون إذنه، ومنعَ الإمبراطور ليو السادس الحكيم شهادةَ النساء على عقود العمل بحجة أن ذلك يتسبب في جعلهن على اتصال مع الرجال. كانت نساء الطبقة العليا في القسطنطينية يحتفظنَ بقسم خاص بهنّ (مبنى أو قسم من منزل) عُرفَ باسم غينايكونيتيس (باليونانية: Γυναικωνίτης). وبحلول القرن الثامن كان من غير المقبول أن تلتقي الفتيات غير المتزوجات برجالٍ من غير الأقارب. وبينما ظهرت نساء وسيدات العائلة الملكية علنًا إلى جانب الرجال، كان الرجال والنساء في الديوان الإمبراطوري يحضرون المآدب الملكية بطريقة منفصلة حتى صعود آل كومنين في القرن الثاني عشر.
احتفظت النساء الرومانيات الشرقيات وبعد ذلك البيزنطيات بحق المرأة الرومانية في وراثة الأملاك الشخصية وامتلاكها وإدارتها وتوقيع العقود، وكانت هذه الحقوق أكبر بكثير من حقوق النساء المتزوجات في أوروبا الغربية الكاثوليكية في العصور الوسطى، ولم تكن تُعطى لغير المتزوجات أو الأرامل فقط، بل للنساء المتزوجات كذلك. إن حق المرأة القانوني في التعامل بأموالها الخاصة جعل من الممكن للمرأة الغنية الانخراط في الأعمال التجارية، ولكن النساء اللواتي احتجنَ إلى إيجاد مهنةٍ لإعالة أنفسهن كُنَّ يعملن عادةً خادمات في المنازل أو في المجالات المنزلية مثل صناعة المواد الغذائية أو المنسوجات. وكان يمكن للنساء العمل كطبيبات أو مرافقات للمريضات والزائرات في المستشفيات والحمامات العامة بدعم من الحكومة.
بعد دخول المسيحية لم تعد النساء قادرات على أن يُصبحنَ كاهنات، ولكن غدا من الشائع بالنسبة لهن أن يؤسّسن ويُدِرْنَ أديرة الراهبات التي كانت بمنزلة مصحّات ومدارس للفتيات، وكذلك البيوت الفقيرة، والمستشفيات، والسجون، ودور التقاعد الخاصة بالنساء، كما مارست عدة نساءٍ العمل الاجتماعي كأخوات علمانيات وشمّاسات.

### العبودية
شاعت العبودية في بدايات الإمبراطورية الرومانية والعصر الكلاسيكي اليوناني، وكانت قانونيّة في الإمبراطورية البيزنطية لكنها أصبحت نادرة بعد النصف الأول من القرن السابع. وتألفت طبقة العبيد بصفة رئيسية من أسرى الحروب، حيث اقتاد البيزنطيون العديد من الأسرى خلال حملاتهم العسكرية وجعلوهم عبيدًا، مثل أخذهم أكثر من ألف امرأة وطفل بعد أن استعادوا جزيرة كريت من المسلمين (عام 961). كما أصبح السلاف والبلغار مصدرًا رئيسيًا للعبيد بعد القرن العاشر. كان معظم العبيد يعملون خدمًا في المنازل، وقد استُخدم العبيد كذلك للتجارة، حيث انتشرت أسواق الرقيق في العديد من مدن الإمبراطورية وبلداتها. ومن الساحل الشرقي للبحر الأدرياتيكي صُدِّرَ العديد من العبيد السلاف إلى أجزاء أخرى من أوروبا. ومع أن الإخصاء كان ممنوعًا، إلا أن عدم تطبيق القانون أدى إلى انتشار المتاجرة بالخصيان في أنحاء الإمبراطورية. تغيرت وجهات النظر تحت تأثير المسيحية بخصوص الرق؛ فبحلول القرن العاشر أصبح يُنظر إلى العبيد على أنهم مواطنون وبشر مأمورون بدلًا من اعتبارهم ممتلكات خاصة ووسيلة للمتعة. كما اعتُبرت العبودية «شرًا مخالفًا للطبيعة خلقته أنانية الإنسان». راجع الإمبراطور جستنيان خلال حكمه القانون الروماني القديم، واعترف بأن العبودية هي حالة غير طبيعية للوجود البشري وليست سمة من سمات القانون الطبيعي. ألغى جستنيان بعض القوانين القاسية التي طُبّقت على الرقيق، ومنحهم الحق في الدفاع عن أنفسهم أمام القضاء، وعدَّ قتل السيد لعبده جريمةَ قتل. وفي عام 1095 منحَ الإمبراطور ألكسيوس الأول كومنينوس العبيد الحق في الزواج.

### الهلينة
تصف الهيلينية في الإمبراطورية البيزنطية انتشار وتقوية الثقافة اليونانية القديمة والدين واللغة اليونانية في الإمبراطورية البيزنطية. تنطبق نظرية الهلينة عمومًا على تأثير الثقافات الأجنبية الخاضعة للتأثير اليوناني أو الاحتلال، والذي يتضمن التجانس العرقي والثقافي الذي حدث طوال حياة الإمبراطورية البيزنطية (330-1453). وعلى الرغم من الجذور الرومانية للإمبراطورية فإن الإمبراطورية البيزنطية -الممتدة على مساحات واسعة واليونانية إلى حد كبير- شهدت فترات متعددة من الهيلينية وخروجاً عن الطابع اللاتيني منذ تأسيسها عام 330 حتى سقوطها عام 1453 من خلال محاولات الأباطرة البيزنطيين المستمرة لهلينة الدولة ومؤسساتها.
ساهم تأثير المسيحية بعد إضفاء الشرعية عليها دينًا رسميًا للدولة في روما تحت حكم قسطنطين العظيم في القرن الرابع، في التأثيرات الرئيسية للإمبراطورية وطابعها الهلنستي. وفقاً للمؤرخ فرانسيس دفورنيك حدث توفيق بين النظرية الهلنستية للملكية الإلهية والمفهوم البيزنطي المتمثل في الجمع بين السلطتين الزمنية والروحية في شخص الإمبراطور، وهو مفهوم أورثته للقيصرية الروسية لاحقاً. وحدث اندماج المذاهب الهلنستية لتبرير دمج الموضوعات الهلنستية في المجتمع المسيحي بشكل كبير، وشملت هذه العناصر الفلاسفة الكلاسيكيين أفلاطون وفيلون السكندري والرواقيون اليونانيون. عمل لاكتانتيوس وإكليمندس الإسكندري أيضًا كمساهمين رئيسيين في النظرية، التي وضعها ورسّخها البيزنطي يوسابيوس القيصري في عقيدة نهائية وختامية. تميز هذا باستمرار من خلال استيعاب الموضوعات الكلاسيكية الجديدة والمسيحية في الأعمال الفنية البيزنطية.
وفقاً للمؤرخ أرنولد توينبي استمر الصراع بين المجتمعين السوري والهيليني في الإمبراطورية البيزنطية متخذاً أشكالاً عديدة ومنها الصراع الديني المسيحي خلال عصر الانشقاقات الكبرى بين القرنين الثالث والخامس، حيث اعتمدت الإمبراطورية البيزنطية المذهب الخلقيدوني رسمياً وقامت بتفضيله على حساب النسطورية أو اليعقوبية وهي أحد أشكال المسيحية التي سادت فيها الثقافة السورية على الثقافة الهلينية. واعتبر أرنولد توينبي كلًا من المسيحيين النساطرة والميافيزيين بقايا رد فعل المجتمع السوري ضد التدخل الهليني، ورد فعل تمثل في معارضات متتالية ومتناوبة، ضد تأثر دين -كان في الأصل سورياً- بالهلينة. أقرّ جستينيان الأول نظام البطريركيات الخمس، وبموجبه تحكم الكنيسةَ المسيحيةَ خمسةُ كراسٍ أسقفيةٍ هي بالترتيب: روما، القسطنطينية، الإسكندرية، أنطاكية، أورشليم. وكانت هذه المدن باسثناء أورشليم العواصم الكبرى للثقافة الهيلينستية في العالم آنذاك وبالتالي استبعدَ هذا النظام الكنائس التي كانت خارج حدود الإمبراطورية مثل كنيسة المشرق، وأيضًا الكنيستين اللاخلقيدونيتين المُطالبتين بكرسيي أنطاكية والإسكندرية، وهما الكنيسة السريانية الأرثوذكسية والكنيسة القبطية الأرثوذكسية، واعتبرتهما غير شرعيتين.
حدث تزاوج بين الثقافة الشرقية والحضارة الهلنستية مما دفع المؤرخين إلى تسميتها بالهيلينية الشرقية، وكان النتاج الفكري والفني داخل الإمبراطورية البيزنطية في الشرق آسيويًا أفريقيًا أكثر منه أوروبيًا، فلم يتجاوز مجمل النتاج الفكري في الولايات الأوروبية في الإمبراطورية أكثر من 10% من مجموع النتاج البيزنطي، وكانت أهم المراكز الثقافية في الإمبراطورية هي الإسكندرية في أبرشية مصر وأنطاكية وبيروت وقيسارية والرها في الأبرشية المشرقية وفي كبادوكيا. كانت الأبرشية المشرقية خلال العصور القديمة المتأخرة واحدة من من أهم مناطق الإمبراطورية تجاريًا وزراعيًا ودينيًا وثقافيًا. كما أن موقعها المواجه للإمبراطورية الساسانية والقبائل البدوية أعطاها أهمية عسكرية استثنائية.
شهد عصر النهضة البيزنطي -المعروف أيضًا باسم النهضة المقدونية- ظهورًا فلسفيًا وفنيًا وأدبيًا للثقافة الكلاسيكية الهلنستية بين عام 867 وعام 1056. امتد هذا الجانب الثقافي المركزي من الهيلينية في بيزنطة عبر الأساليب الفنية والمعمارية والوسائط التي استحوذ عليها البيزنطيون من العصور القديمة الهيلينية والأنماط الشعرية والمسرحية والتاريخية للكتابة والتعبير المرتبطة بالأدب اليوناني القديم والفلسفة اليونانية. يتضمن هذا الإحياء الكلاسيكي الجديد لمايكل بسيلوس وميله لأفلاطون والفلاسفة الوثنيين الآخرين.

## التركيبة السكانية

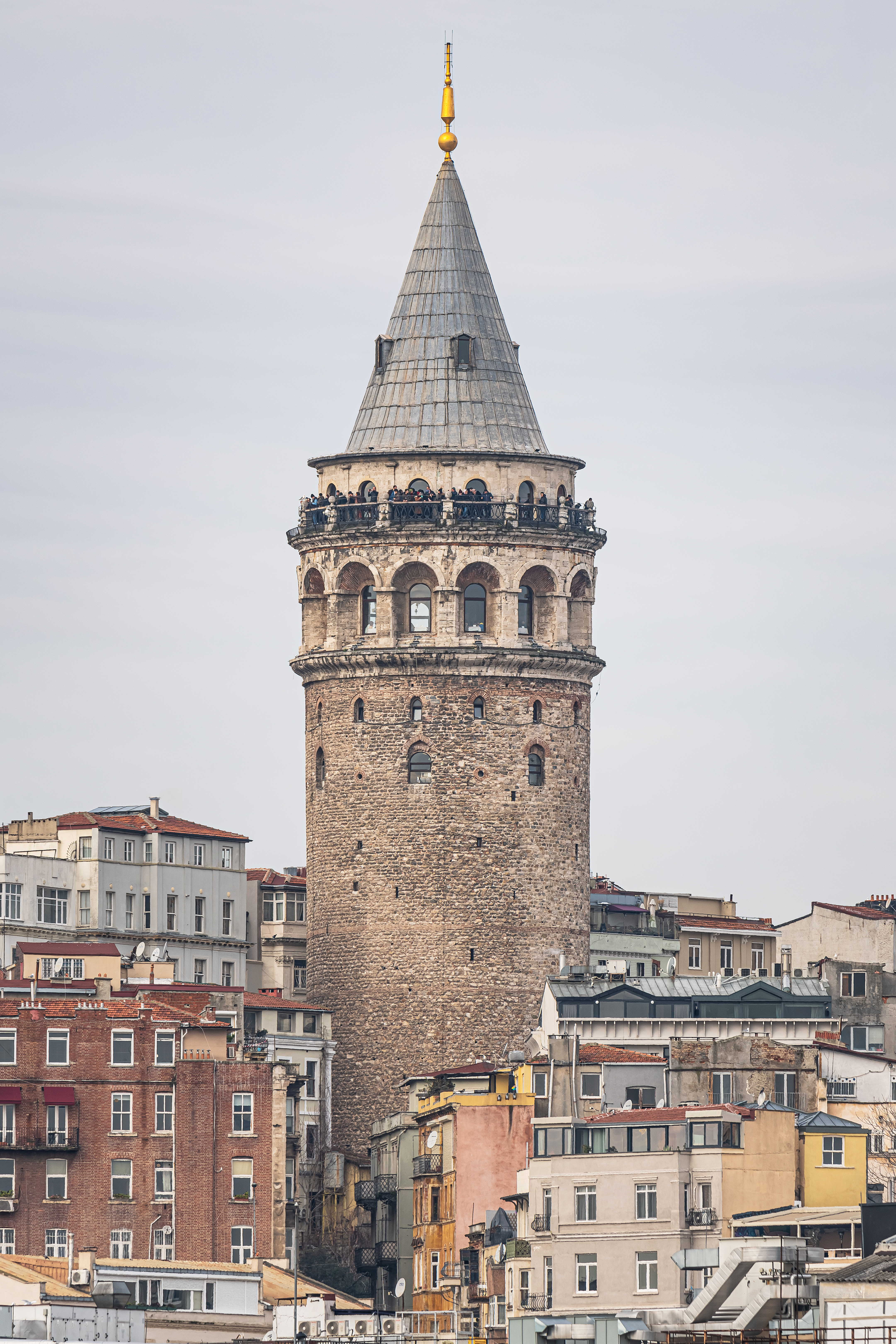
برج غلطة أو برج المسيح بضاحية غلطة؛ بناهُ تجّار جنويون عام 1348.

من وجهة نظر تطورية كانت بيزنطة إمبراطورية متعددة الأعراق وظهرت دولةً مسيحيةً، لكن سرعان ما أصبحت إمبراطوريةً هيلينيةً في الشرق، وفي النهاية وقبل سقوطها كانت دولة رومية أرثوذكسية وشكّلت أمة، تقريبًا بالمعنى الحديث للكلمة. وكان وجود ثقافة أدبية مميزة وغنية تاريخيًا أيضًا مهمًا جدًا في الانقسام بين الشرق اليوناني والغرب اللاتيني مما أدى إلى تكوين كليهما. شمل سكان الإمبراطورية البيزنطية جميع المجموعات العرقية والقبلية التي عاشت هناك مثل الروم البيزنطيين والخزر والأرمن والسلاف والقوط والعرب والإيليريين والتراقيين والآشوريون/السريان والأقباط واليهود ومجموعات أخرى. تقلب وجود هذه المجموعات طوال تاريخ الإمبراطورية الألفي. كان عهد الإمبراطور جستينيان الأول في منتصف القرن السادس ذروة توسع الإمبراطورية البيزنطية؛ ومع ذلك أدى وصول الطاعون عام 541 وتكراراته اللاحقة إلى استنزاف شديد للسكان. بعد عهد الإمبراطور هرقل (حكم 610-641) وفقدان أراضي الإمبراطورية فيما وراء البحار اقتصرت بيزنطة على البلقان والأناضول. عندما بدأت الإمبراطورية في التعافي بعد سلسلة من الصراعات في القرن الثامن واستقرت أراضيها بدأ سكانها في التعافي. بحلول نهاية القرن الثامن كان عدد سكان الإمبراطورية حوالي 7 ملايين نسمة، وهو رقم ارتفع إلى أكثر من 12 مليونًا بحلول عام 1025. وبدأت أعداد السكان بالانخفاض بوجه مُطّردٍ إلى 9 مليون نسمة عام 1204، وحتى أقل من ذلك إلى 5 مليون في عام 1282 مع وصول الأتراك إلى الأناضول.
شكّل المسيحيون في وقت تحول قسطنطين العظيم إلى المسيحية 10% فقط من السكان. ليرتفع إلى 50% بنهاية القرن الرابع وحوالي 90% بنهاية القرن الخامس. بعد الانشقاق العظيم عام 1054 أصبح معظم سكان الإمبراطورية البيزنطية من أتباع الكنيسة الأرثوذكسية الشرقية. ويعود الوجود الكاثوليكي على الأراضي البيزنطية إلى عام 991 عندما أعطاهم الحكام البيزنطيون بعض الامتيازات التجارية. وتزايد حضور التجار الكاثوليك من الجمهوريات البحرية الإيطالية (جنوا والبندقية) والممالك الصليبية بالإضافة إلى الفرنسيين الذين يعود وجودهم إلى الحملة الصليبية الرابعة والإمبراطورية اللاتينية، واستقروا في القسطنطينية وضاحية غلطة. وكانت منطقة بيرا مستوطنة للتجار القادمين من جنوا وجمهورية البندقية، وفي السنوات الأخيرة قبل سقوط الدولة البيزنطية منح التجار من أمالفي وجمهورية بيزا هذه الامتيازات.

### الروم البيزنطيون

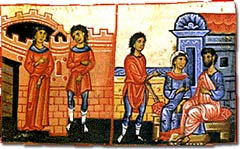
مشاهد من الحياة الحضرية من زواج وحياة أسرية في القسطنطينية.

كانت بيزنطة إمبراطورية متعددة الأعراق مع أنَّ العنصر الهيليني كان سائدًا خاصةً في الفترة اللاحقة. وكان الروم البيزنطيون هم الرومان الشرقيون الناطقون باليونانية والمسيحيون الأرثوذكس في أواخر العصور القديمة المتأخرة والعصور الوسطى، وكانوا السكان الرئيسيين لأراضي الإمبراطورية البيزنطية، والقسطنطينية وآسيا الصغرى (تركيا الحديثة)، والجزر اليونانية، وقبرص، وأجزاء من جنوب البلقان، وشكلوا أقلياتٍ كبيرةً، أو تعدديَّةً، في المراكز الحضرية الساحلية في بلاد الشام وشمال مصر. طوال تاريخهم عرّف «الإغريق البيزنطيون» أنفسهم بالرومان (باليونانية: Ῥωμαῖοι، بالحروف اللاتينية: Rhōmaîoi)، ولكن يُشار إليهم باسم «الروم البيزنطيين» في التأريخ الحديث. وعرفهم المتحدثون اللاتين ببساطة بأنهم يونانيون.
دُعمت البنية الاجتماعية للروم البيزنطيين بصفة أساسية من قبل قاعدة زراعية ريفيَّة تتكون من الفلاحين ونسبة صغيرة من الفقراء. عاش هؤلاء الفلاحون في ثلاثة أنواع من المستوطنات؛ القرية، الضاحية أو النجع، والملكية أو الحوزة. نُسبت العديد من الاضطرابات المدنية التي حدثت في عهد الإمبراطورية البيزنطية إلى الفصائل السياسية داخل الإمبراطورية وليس إلى هذه القاعدة الشعبيَّة الكبيرة. في البداية جُنّدَ الفلاحون الريفيون البيزنطيون ودُرّبوا على أساس سنوي. مع دخول الإمبراطورية البيزنطية القرنَ الحادي عشر كان عدد كبير من الجنود داخل الجيش إما رجالًا محترفين أو مرتزقة.
حتى القرن الثالث عشر كان التعليم بين السكان الروم البيزنطيين أكثر تقدمًا منه في الغرب، لا سيَّما على مستوى المدارس الابتدائية، مما أدى إلى ارتفاع معدلات معرفة القراءة والكتابة نسبيًا بين البيزنطيين. وكانت مراحل التعليم هي المدرسة الابتدائية حيث يتراوح سنوات التعلم من ست إلى عشر سنوات، والمدرسة الثانوية حيث تتراوح عدد سنوات التعليم بين العاشرة والسادسة عشر، والتعليم العالي في الأكاديميات مثل جامعة القسطنطينية. جاء النجاح الاقتصادي بسهولة إلى التجار الروم البيزنطيين الذين تمتعوا بمكانة قوية جدًا في التجارة الدولية. ومع أنهم واجهوا تحديات شكلها التجار الإيطاليون المتنافسون، فقد صمدوا طوال النصف الأخير من وجود الإمبراطورية البيزنطية. كما احتل رجال الدين مكانة خاصة ليس فقط في امتلاك حرية أكبر من نظرائهم الغربيين، ولكن أيضًا في الحفاظ على منصب بطريرك في القسطنطينية الذي اعتُبر معادلاً لبابا روما.
انتشر استخدام اللغة اليونانية بالفعل في الأجزاء الشرقية من الإمبراطورية الرومانية عندما نقل قسطنطين عاصمته إلى القسطنطينية، مع أنَّ اللغة اللاتينية كانت لغة الإدارة الإمبراطورية. منذ عهد الإمبراطور هرقل (حكم 610-641)، كانت اليونانية هي اللغة السائدة بين السكان واستبدل بها أيضًا اللاتينية في الإدارة. كان للإمبراطورية طابع متعدد الأعراق في البداية ولكن بعد خسارة المقاطعات غير الناطقة باليونانية مع الفتوحات الإسلامية في القرن السابع، أصبحت الدولة ذات أغلبيةٍ من الروم البيزنطيين الذين سكنوا في قلب الإمبراطورية لاحقًا؛ قبرص واليونان وتركيا وصقلية وأجزاء من جنوب بلغاريا وشبه جزيرة القرم وألبانيا. وبمرور الوقت تدهورت العلاقة بينهم وبين الغرب، ولا سيما مع أوروبا اللاتينية.
تضررت العلاقات بدرجة أكبر بسبب الانشقاق العظيم بين الغرب الكاثوليكي والشرق الأرثوذكسي الذي أدى إلى وصف البيزنطيين بالزنادقة في الغرب. خلال القرون اللاحقة للإمبراطورية -وخاصةً بعد التتويج الإمبراطوري لملك الفرنجة شارلمان (768-814) في روما عام 800- لم يعتبر الأوروبيون الغربيون البيزنطيين ورثة للإمبراطورية الرومانية، بل جزءًا من مملكة يونانية شرقية. مع تراجع الإمبراطورية البيزنطية أصبح البيزنطيون وأراضيهم تحت السيطرة الأجنبية، ومعظمها تحت الحكم العثماني. احتفظ العثمانيون واليونانيون العثمانيون حتى القرن العشرين بتسمية «روم» للرعايا الأرثوذكس الناطقين باليونانية في الدولة العثمانية، وتسمية «الملة الرومية» (بالتركيَّة: millet-i Rûm) لجميع السكان الأرثوذكس الشرقيين.

#### الهوية

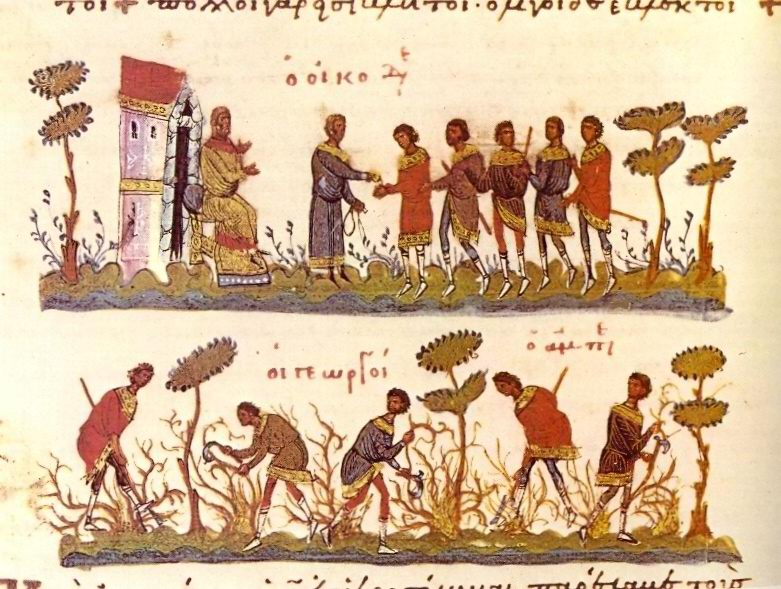
مشاهد من الحياة الزراعية في إنجيل بيزنطي من القرن الحادي عشر.

توجد حاليًا في الدراسات البيزنطية الحديثة ثلاث مدارس فكرية رئيسة حول الهوية الرومانية الشرقية في العصور الوسطى:
1. المدرسة الفكرية التي تطورت إلى حد كبير تحت تأثير القومية اليونانية الحديثة، وتتعامل مع الهوية الرومانية باعتبارها شكلًا قروسطيًا للهوية القومية اليونانية الدائمة. اعتبر البيزنطيون أنفسهم -في هذا الاتجاه وبصفتهم ورثة الإغريق والدولة الرومانية- أنهم رومانيون، أو رومان، مع أنهم يعلمون أنهم يونانيون إثنيًا.
2. ومما يُمكن اعتباره راجحًا في هذا المجال أن «الرومانيّة» تُعتبر طريقةً للتحديد الذاتي لمواضيع إمبراطورية متعددة الأعراق على الأقل حتى القرن الثاني عشر حيث حُدّدَ الفرد العادي على أنه روماني.
3. هناك خط فكري يجادل بأن الهوية الرومانية الشرقية كانت هوية قومية منفصلة ما قبل الحداثة. لا يدعو الإجماع الراسخ في حقل الدراسات البيزنطية إلى التشكيك في التعريف الذاتي لـ«البيزنطيين» على أنهم رومان.

كانت السمات المميزة لكون الشخص فردًا في عائلة رومية هي كونه مسيحيًا أرثوذكسيًا والأهم من ذلك أنه يتحدث اليونانية، وهي الخصائص التي يجب اكتسابها بالولادة إذا لم يُعتبر المرء من آلوجينيس أو حتى بربريًا. كان المصطلح الذي يستخدم في الغالب لوصف شخص أجنبي بالنسبة لكل من البيزنطيين ودولتهم هو إثنيكوس (باليونانية: ἐθνικός)، وهو مصطلح يصف في الأصل غير اليهود أو غير المسيحيين، لكنه فقد معناه الديني. أشار المؤلفون البيزنطيون بانتظام إلى شعبهم باسم "Ausones"، وهو اسم قديم لسكان إيطاليا الأصليين. يتفق معظم المؤرخين على أن السمات المميزة للحضارة البيزنطية هي: 1) اللغة اليونانية والثقافة والأدب والعلوم اليونانية، 2) القانون والتقاليد الرومانية، 3) الإيمان المسيحي [بصيغته الأرثوذكسية]. اعتبر الروم البيزنطيون أنفسهم ورثة ثقافة اليونان القديمة، والورثة السياسيين للإمبراطورية الرومانية، وأتباع الرسل. وهكذا كان إحساسهم بـ«الرومانية» مختلفًا عن معاصريهم في الغرب. كانت «الرومانتيكية» اسم اللغة اليونانية العاميَّة، على عكس «الهيلينية» التي كانت شكلها الأدبي أو العقائدي. إن كون الفرد رومانيًا في الغالب مسألة ثقافية ودينية، بدلاً من أن يتحدث باليونانية أو يعيش داخل الأراضي البيزنطية، ولا علاقة لذلك بالعرق.
في الخطاب الرسمي «كان جميع سكان الإمبراطورية رعايا للإمبراطور، لذا كانوا رعايا رومان». لذلك كان التعريف الأساسي للبيزنطيين هو «كيان سياسي أو دولة». ولكي ينجح الفرد في أن يكون «رومانيًا» كاملًا وغير مشكوك فيه، كان من الأفضل أن يكون مسيحيًا يونانيًا أرثوذكسيًا متحدثًا باللغة اليونانية، هذا على الأقل في الشخصية النمطية العامة. ومع ذلك فإن التوحيد الثقافي الذي اتبعته الكنيسة البيزنطية والدولة من خلال الأرثوذكسية واللغة اليونانية لم يك كافيًا لمحو هوياتٍ مُميَّزةٍ، ولم يكن يهدف إلى ذلك.
أدت المسيحية إلى تطور بعض المظاهر الحضارية المميزة لبيزنطة. وهي العلاقة المتينة بين الكنيسة والدولة، وأيضًا إنشاء فلسفة مسيحية أرشدت الروم البيزنطيين في حياتهم اليومية. وأخيرًا كان هناك انقسام بين المُثُل المسيحية في الكتاب المقدس والفلسفة اليونانية الكلاسيكية التي لا يمكن استبعادها نظرًا لأن الكثير من الدراسات والفلسفات المسيحية تعتمد عليها. شكل ذلك شخصية الروم البيزنطيين وتصوراتهم عن أنفسهم والآخرين.

## الاقتصاد

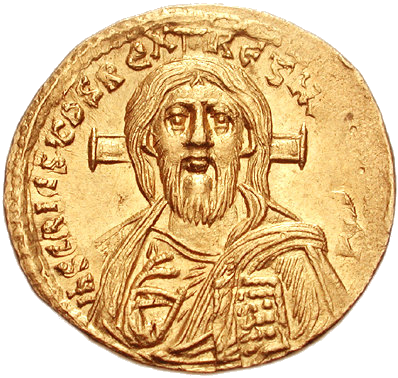
عملة صوليدوس ذهبية تصوّر المسيح ضابط الكل.

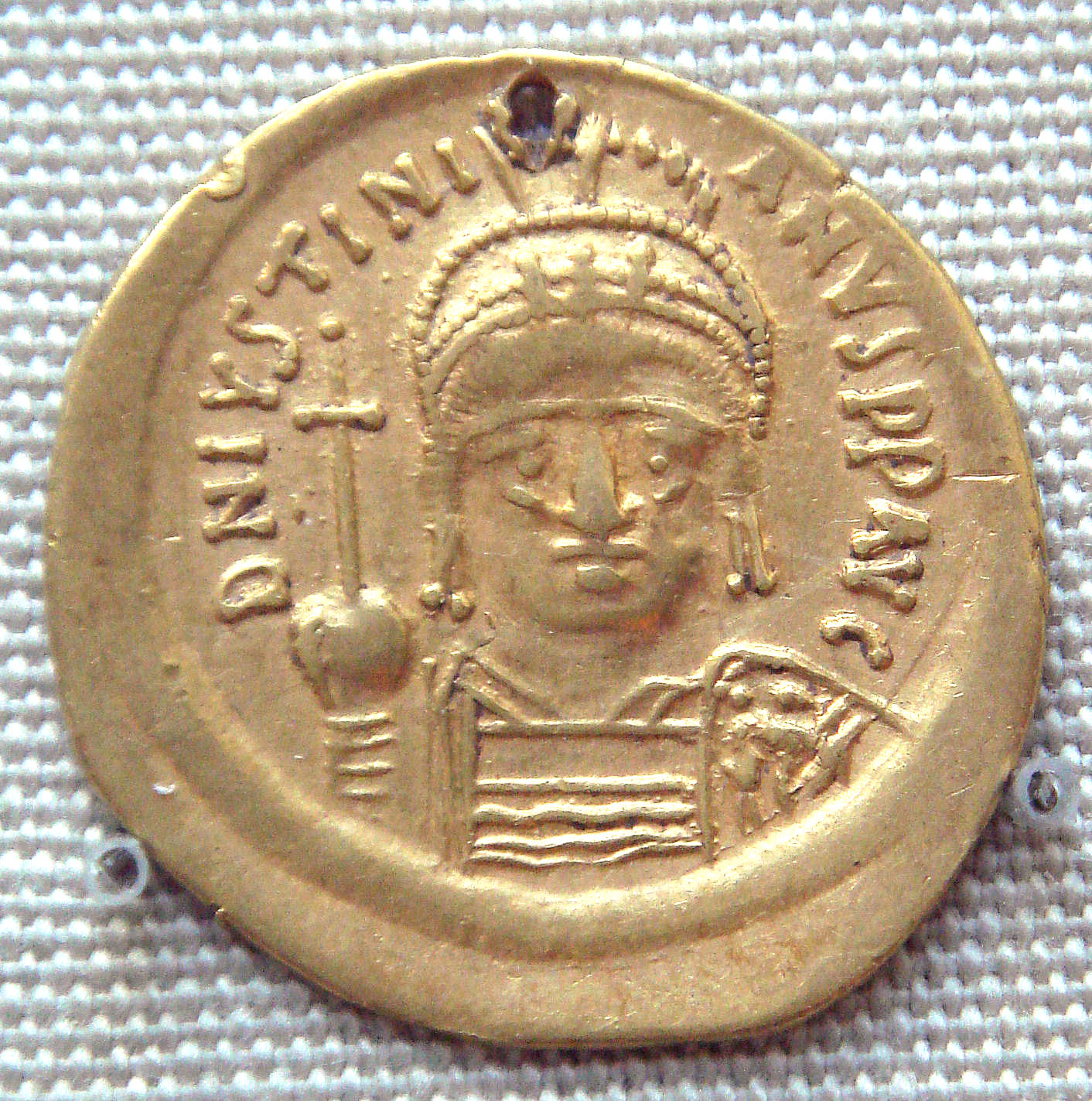
عملة ذهبية تحمل صورة جستينيان الأول (527-565 م) محفورة في الهند على الأرجح في الجنوب، مثال على التجارة الهندية الرومانية خلال الفترة.

وفقاً للمؤرخين أنجيليكي إي لايو وسيسيل موريسون كان الاقتصاد البيزنطي من بين أكثر الاقتصادات تقدمًا في أوروبا ومنطقة البحر الأبيض المتوسط لعدة قرون، ويُجادل بعض العلماء أنه حتى وصول العرب في القرن السابع، كانت الإمبراطورية الرومانية الشرقية تتمتع بأقوى اقتصاد في العالم. لم تستطع أوروبا على وجه الخصوص مضاهاة القوة الاقتصادية البيزنطية حتى وقت متأخر في العصور الوسطى. عملت القسطنطينية محورًا رئيسيًا في شبكة تجارية امتدت في أوقات مختلفة عبر كل أوراسيا وشمال أفريقيا تقريبًا، خصوصًا باعتبارها المحطة الغربية الأساسية لطريق الحرير الشهير. حتى النصف الأول من القرن السادس وفي تناقض حاد مع الغرب المتدهور، كان الاقتصاد البيزنطي مزدهرًا ومرنًا.
مثّل طاعون جستنيان والفتوحات الإسلامية عكسًا جوهريًا للثروات التي ساهمت في فترة من الركود والانحدار. أدّت الإصلاحات الإيساورية وإعادة التوطين التي نفذها قسطنطين الخامس (حكم 741-775) والأشغال العامة والتدابير الضريبية إلى بداية انتعاشٍ استمر حتى عام 1204، مع أنه حدث انكماش إقليمي. عرضت الإمبراطورية -من القرن العاشر حتى نهاية القرن الثاني عشر- صورة من الرفاهية وأُعجب المسافرون بالثروة المتراكمة في العاصمة.
وفقاً للمؤرخين أنجيليكي إي لايو وسيسيل موريسون أسفرت الحملة الصليبية الرابعة عن تعطيل التصنيع البيزنطي والهيمنة التجارية لجمهورية البندقية في شرق المتوسط، وهي أحداث بلغت حد الكارثة الاقتصادية في بعض مناطق الإمبراطورية. حاول الباليولوج إحياء الاقتصاد، لكن الدولة البيزنطية المتأخرة لم تكتسب السيطرة الكاملة على القوى الاقتصادية الأجنبية أو المحلية. وتدريجيًا فقدت القسطنطينية أيضًا تأثيرها على أساليب التجارة وآليات الأسعار، وسيطرتها على تدفق المعادن الثمينة، ووفقًا لبعض العلماء، حتى على سكّ العملات المعدنية.
شكّلت التجارة إحدى الأسس الاقتصادية لبيزنطة، والتي عززها الطابع البحري للإمبراطورية. يُفترض أن تكون المنسوجات أهم عنصر للتصدير؛ وقد استُوردَ الحرير بالتأكيد من مصر وظهر أيضًا في بلغاريا والغرب. سيطرت الدولة بصرامةٍ على كل من التجارة الداخلية والدولية، واحتفظت باحتكار إصدار العملات المعدنية، والحفاظ على نظام نقدي دائم ومرن قابل للتكيف مع الاحتياجات التجارية.
حاولت الحكومة ممارسة سيطرة رسمية على أسعار الفائدة ووضع معايير لنشاط النقابات والشركات التي لها مصلحة خاصة فيها. تدخل الإمبراطور ومسؤولوه في أوقات الأزمات لضمان توفير رأس المال، وخفض أسعار الحبوب. أخيرًا غالبًا ما جمعت الحكومة جزءًا من الفائض بواسطة الضرائب، وأعادته إلى التداول، بإعادة التوزيع على شكل رواتب لموظفي الدولة، أو على شكل استثمار في الأشغال العامة.

### العملة

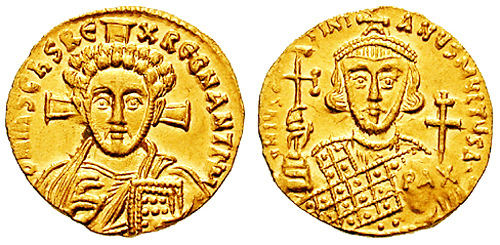
عملة صوليدوس ذهبية لجستنيان الثاني سُكّت بعد عام 692.

تَمثّل الشكل الأساسي للنقود في بيزنطة بالعملات المعدنية الصنع، وكان الائتمان موجودًا فقد أشارت الوثائق الأرشيفية إلى أن المصارف والمصرفيين لم يكونا بدائيين كما كان يُشار إليه في بعض الأحيان. وفقًا للمؤرخ سيسيل موريسون استطاعت الإمبراطورية البيزنطية إنشاء نظام نقدي دامَ لأكثر من ألف عام، من عهد قسطنطين الأول إلى عام 1453، وذلك بسبب مرونتها النسبية. كان المال منتجًا وأداةً في آنٍ واحد ضمن تنظيم مالي متطور ومعقد، ساهم في التكامل الاقتصادي لأراضي الدولة.
أنشا دقلديانوس وقسطنطين أولى سمات النظام الإداري والنقدي، واستمرّت حتى بداية القرن السابع. خلال التاريخ البيزنطي كان الإشراف على دار سك العملة من وظيفة الإمبراطور؛ وهكذا سيطرت الحكومة إلى حد ما على المخزون النقدي. ومع ذلك لم يكن الإمبراطور وحكومته قادرين دائمًا على إدارة «سياسة نقدية» بالمعنى الحديث للمصطلح. في عهد أناستاسيوس الأول (حكم 491-518) لم يكن هناك سوى أربعة دور لسك العملات في الإمبراطورية، لكن استعادة جستنيان الأول لعدة أراضٍ فقدتها الإمبراطورية في السابق أدت إلى زيادة كبيرة في عددها. وبنتيجة التنظيم الإداري وفقدان الكثير من أراضي الإمبراطورية مرة أخرى، انخفض عدد الدور مجددًا خلال القرن السابع.
ارتكزَ النظام النقدي البيزنطي على عملة الصوليدوس الذهبية منذ أن أنشأه قسطنطين عام 312. وقد ذكر دستور ثيودوسيانوس أن القيمة الاسمية للصوليدوس كانت مساوية لقيمتها الجوهرية. أصبح للصوليدوس قيمة ثابتة ومرتفعة تُمكّن من تخزين القيم المالية وتحويلها. إلى جانب هذه العملة الذهبية ذات القيمة «الحقيقية»، وعملة فضية أخرى مبالغ فيها قليلاً، كانت هناك أيضًا عملة برونزية ذات طبيعة ائتمانية شكلت الفئة الثانية للنظام النقدي. في نهاية القرن العاشر وبداية القرن الحادي عشر انخفضت قيمة الصوليدوس بدرجة كبيرة بسبب ما حلّ على الإمبراطورية من حروب وكوارث عسكرية، فانخفض محتوى العملة من الذهب إلى الصفر تقريبًا. وضعَ الإمبراطور ألكسيوس الأول كومنينوس (حكم 1081-1118) حدًا لهذه المشكلة بإصدار عملة ذهبية جديدة عالية النقاء هي الهيبربيرون، وأنشأ نظامًا نقديًا جديدًا استمر لمدة قرنين تقريبًا.

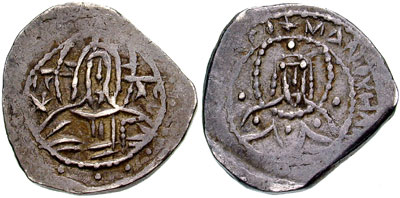
نصف ستافراتون أصدره مانويل الثاني (حكم 1391-1425).

في عام 1304 تخلت الإمبراطورية عن العملة الذهبية وأصدرت البازيليكون وهي عملة فضية مُماثلة لعملة الدوكات في البندقية، ثم استُبدلت عام 1367 بعملة فضية أقوى هي الستافراتون كانت تعادل ضعف قيمة الهيبربيرون. ابتداءً من عام 1204 أدى الانقسام السياسي للإمبراطورية إلى إنشاء عملات معدنية كانت إما وطنية (كما في طرابزون عام 1222، وبلغاريا عام 1218، وصربيا عام 1228)، أو كانت عملات استعمارية أو إقطاعية. وسُرعان ما دخلت عملات جمهورية البندقية في التداول النقدي داخل بيزنطة. تناقض هذا الوضع مع الاحتكار الذي كانت تتمتع به العملة البيزنطية حتى القرن الثاني عشر داخل حدودها الخاصة، وفي الأراضي الواقعة وراءها، حيث كان ذلك مقياسًا لتأثيرها السياسي والاقتصادي.

### التجارة

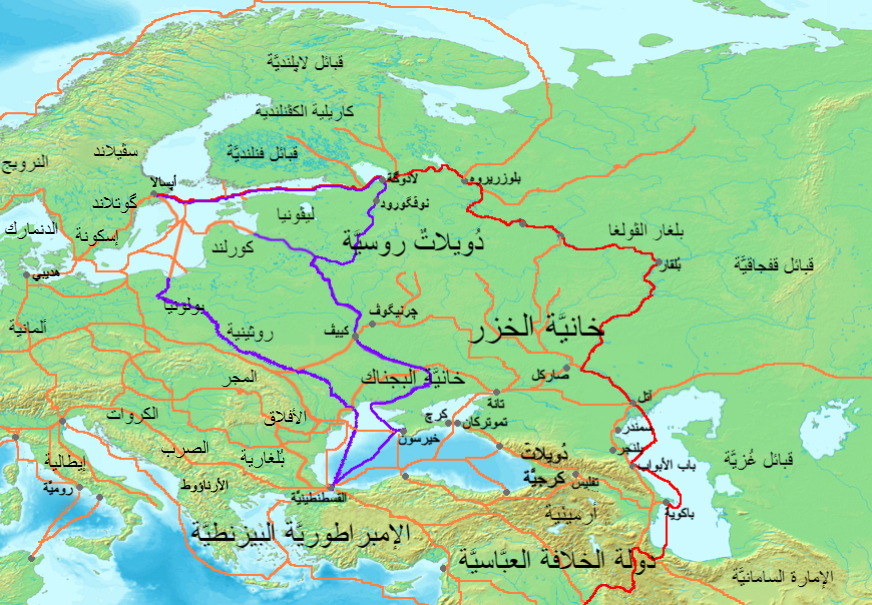
خريطة توضح طرق التجارة الفارانجية الرئيسية، طريق التجارة على طول نهر الفولغا باللون الأحمر، والطريق التجاري من الفارانجيين إلى الإغريق باللون البنفسجي، وطرق التجارة الأخرى بين القرنين الثامن والحادي عشر باللون البرتقالي.

شكّلت التجارة أحد الأسس الاقتصادية للإمبراطورية البيزنطية، وكانت القسطنطينية تقع على طرق تجارية مهمة بين الشرق والغرب والشمال والجنوب، كما كانت طرابزون ميناءً هامًا في التجارة الشرقية. اختلفت المسارات الدقيقة للتجارة على مر السنين بسبب الحروب والوضع السياسي، وقد فُرضت ضرائب موحدة على الواردات والصادرات بنسبة 10%. كانت الحبوب والحرير من أهم السلع في الإمبراطورية. لقد أضر الفتح الإسلامي لمصر والشام بتجارة بيزنطة، وأثر على تزويد العاصمة بالحبوب. مع زيادة عدد السكان في القرنين التاسع والعاشر زاد الطلب على الحبوب أيضًا. كانت هناك سوق فعالة للحبوب في القسطنطينية، لكنها لم تكن منظمة ذاتيًا بالكامل، واستطاعت السلطة أن تلعب دورًا في توفير الحبوب، وتحديد الأسعار.
استخدمت الدولةُ الحريرَ وسيلةً للدفع والدبلوماسية. استورد البيزنطيون الحرير الخام من الصين وصنعوا منه الأقمشة الفاخرة والأقمشة الذهبية التي بيعت بأسعار عالية في جميع أنحاء العالم. في وقت لاحق هُرّبت ديدان القزّ إلى الإمبراطورية وأصبحت تجارة الحرير البرية أقل أهمية. بعد قدوم جستنيان الأول أصبح تصنيع وبيع الحرير احتكارًا إمبراطوريًا، ولم يُعالَج الحرير إلا في المصانع الإمبراطورية وبيعَ فقط للمشترين المعتمدين. كان بإمكان التجار شراء الحرير الخام من خارج القسطنطينية ولكن لم تكن لديهم سلطة للسفر خارج المدينة للحصول عليه، ربما من أجل عدم تعريض أنشطة تجار المقاطعات في بيع الحرير للخطر.

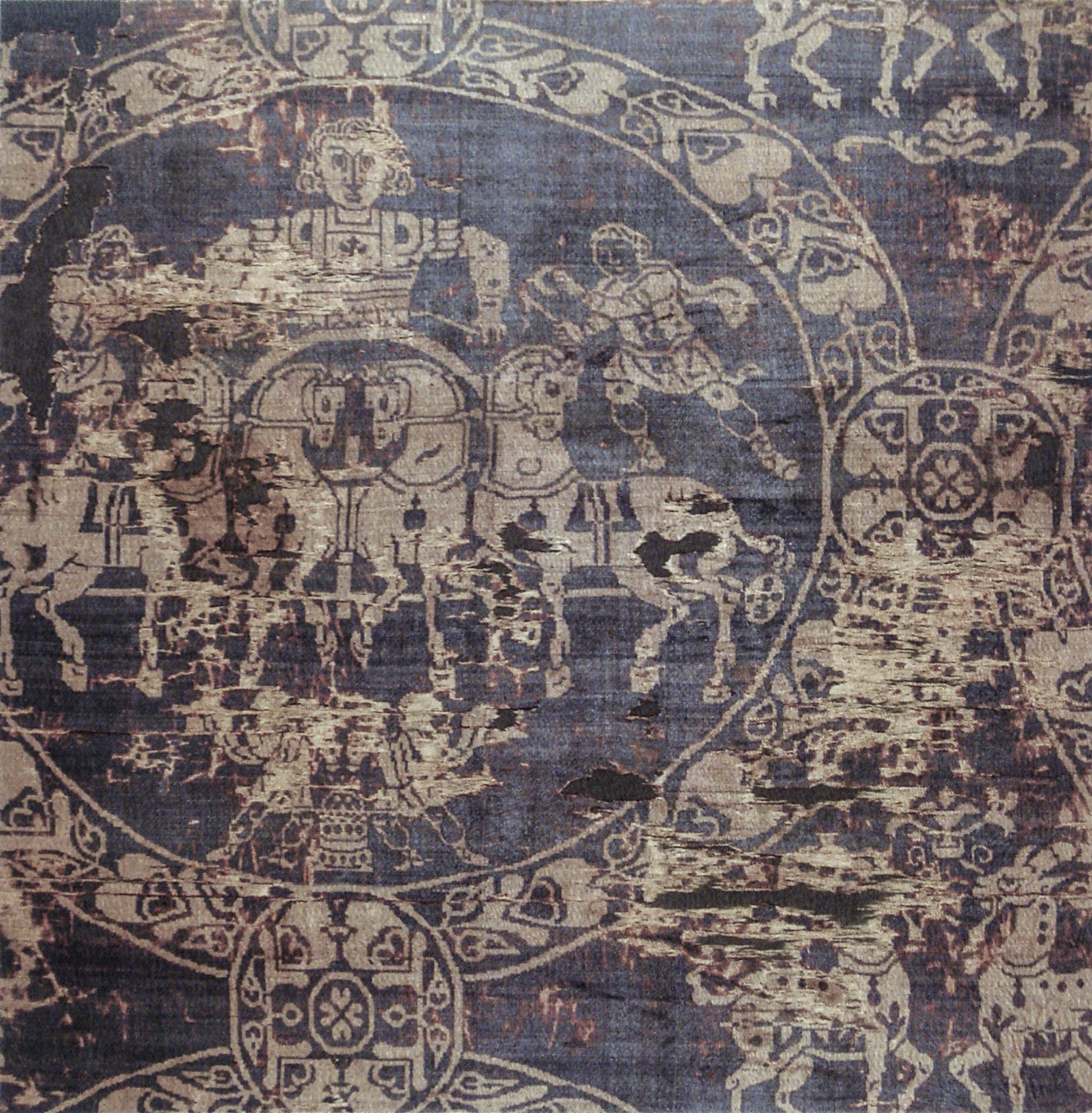
كفن شارلمان مصنوع من الحرير البيزنطي الملون مع نقش يُظهر الكوادريغا، القرن التاسع.

ولم تقتصر السلع المُتداولة على الحبوب والحرير، فقد كانت هناك عدة سلع أخرى في القسطنطينية وغيرها مثل الزيت والنبيذ والملح والأسماك واللحوم والخضروات والمنتجات الغذائية الأخرى والأخشاب والشمع. كما كان السيراميك والكتان والقماش المنسوج، والعناصر الفاخرة مثل الحرير والعطور والتوابل، مواد مهمة أيضًا في التجارة. كما انتشرت النخاسة سواء من قبل الدولة أو الأفراد العاديين. لم تكن التجارة الدولية مقتصرة فقط على القسطنطينية التي كانت حتى أواخر القرن الثاني عشر مركزًا مهمًا لتجارة سلع الرفاهية في الشرق، بل أيضًا على المدن الأخرى التي غدت مراكز للتجارة الإقليمية والدولية، مثل سالونيك وطرابزون. كانت المنسوجات أهم عناصر التصدير؛ ومن المؤكد أن مصر استوردت الحرير من بيزنطة، وكذلك بلغاريا والغرب. كان للإمبراطورية أيضًا نشاط تجاري عبر البندقية (عندما كانت جزءًا من الإمبراطورية): فانتشرت تجارة الملح والخشب والحديد والعبيد وكذلك المنتجات الفاخرة من الشرق. عام 992 عقد باسيل الثاني معاهدة مع دوق البندقية تنص على أن الرسوم الجمركية المفروضة على البندقية في القسطنطينية ستُخفّض من 30 إلى 17 صوليدوس، مقابل موافقة البندقيين على نقل القوات البيزنطية إلى جنوب إيطاليا في أوقات الحرب. خلال القرنين الحادي عشر والثاني عشر كانت التجارة الإيطالية في الإمبراطورية تجري في ظل ظروف مميزة، عن طريق المعاهدات والامتيازات التي مُنحت لأمالفي والبندقية وجنوا وبيزا.
أدت الحملة الصليبية الرابعة وسيطرة البندقية على التجارة في المنطقة إلى إيجاد ظروف جديدة. وفي عام 1261 مُنحت جنوا امتيازات جمركية سخية، وبعد ست سنوات استعاد البندقيون حيّهم الأصلي في القسطنطينية. أوجدت القوتان التجاريتان الإيطاليتان ظروفًا مكنتهما من الوصول إلى أي نقطة في أنحاء الدولة، ووضع المنطقة الاقتصادية بأكملها في خدمة مصالحهما التجارية.
حاول الباليولوج إنعاش الاقتصاد وتوجيهه، وإعادة إنشاء أشكال الإشراف السياسي التقليدية، ومع ذلك كان من الواضح أن الدولة البيزنطية المتأخرة لم تكن قادرة أن تسيطر بالكامل على القوى الاقتصادية الأجنبية والمحلية. فقدت الدولة تدريجيًا تأثيرها على أساليب التجارة وآليات تحديد الأسعار، وفقدت سيطرتها على تدفق المعادن النفيسة، ووفقًا لبعض العلماء، حتى على سك العملات المعدنية. يُفترض أن المسؤولين البيزنطيين المتأخرين نفّذوا سياسة تنظيمية استخدمت امتيازات الدولة الموضوعة في أيديهم لمتابعة أعمالهم الخاصة، كما تأثر النشاط التجاري الخاص بأزمات السياسة الخارجية والتآكل الداخلي.

### الزراعة
من القرن الرابع إلى نهاية القرن السادس شهدت الإمبراطورية البيزنطية توسعًا سكانيًا واقتصاديًا وزراعيًا، حيث كان المناخ مناسبًا للزراعة، وازدهرت المستوطنات الريفية في أنحاء الإمبراطورية حتى في المناطق الهامشية. استمرّت التنمية الزراعية من القرن الثامن إلى بداية القرن الرابع عشر، لكنها كانت بطيئة. وانتشرت الزراعة بالدرجة الأولى في المناطق القريبة من البحر التي تضم محاصيل الحبوب والكروم وبساتين الزيتون (المناطق الداخلية في البلقان والأناضول المرتكزة على تربية المواشي)، ولعبت تلك المناطق دورًا مهمًا في تنمية الاقتصاد البيزنطي. تغيرت أدوات الفلاحين قليلاً عبر العصور، وظلت بدائية، ما أدى إلى انخفاض نسبة إنتاجية العمل، لكن بعض العلماء يرون أن دوام التقنيات والأدوات دليل على تكيف الزراعة الناجح مع البيئة.
امتدت الإمبراطورية البيزنطية على مناطق مناخية مختلفة مما سمح بإنتاج زراعي متنوع ومتكامل. وكانت الأمطار تهطل بغزارة على مُختلف مناطق الإمبراطورية باستثناء المناطق القاحلة الحدودية، فساعدَ ذلك في الزراعة المختلطة وتربية الحيوان مما أدى إلى تلبية الاحتياجات المنزلية ودعم التصدير والأنشطة الحرفية والصناعية.
كان القمح أهم المحاصيل الزراعية، وكان يُزرع بصفة رئيسية في مصر وكذلك في تراقيا والأناضول وشمال إفريقيا وصقلية. وُجدت كروم العنب والزيتون حيثما كان المناخ ملائمًا، وعُدّت المنتجات الرئيسية للزراعة التجارية، وكان إنتاج كروم العنب بالتحديد كبيرًا. كانت الأبقار تُرعى في سهول الأناضول وفي مرتفعات اليونان، والجواميس في دلتا النيل، وكَثُرت الخنازير -التي تربى عادةً في البرية- في جنوب إيطاليا.

## الميراث

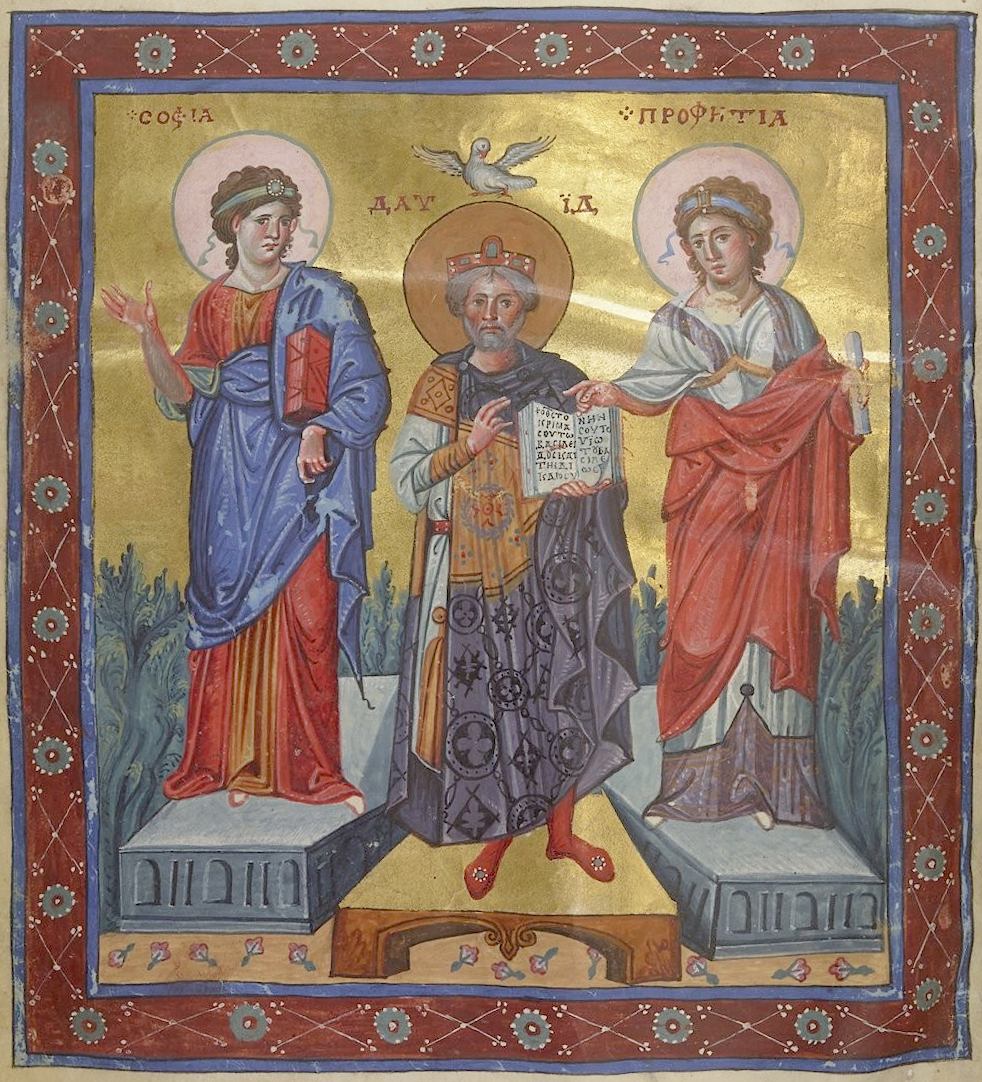
النبي داود في ثياب (عباءة) الإمبراطور البيزنطي، رسم مصغر من مزامير باريس.

عُرِّفت بيزنطة في كثير من الأحيان بالسياسة المطلقة، والعقيدة الأرثوذكسية، والمشرقية، والغرائبية، في حين استخدم مصطلحا «بيزنطي» و«البيزنطية» رمزًا للانحطاط، والبيروقراطية المعقدة، والقمع. ينظر غالباً كلٌ من المؤلفين الأوروبيين الشرقيين والغربيين إلى بيزنطة ككتلة دينية، وسياسية، وأفكار فلسفية مناقضة لتلك الغربية، بل إنه في اليونان خلال القرن التاسع عشر كان التركيز الأساسي على الماضي الكلاسيكي بينما ارتبطت التقاليد البيزنطية بدلالاتٍ سلبية.
كان هذا النهج التقليدي تجاه بيزنطة محل خلافٍ جزئي أو كليّ، ومراجعةٍ من قبل الدراسات الحديثة اللاتي يُركزن على المظاهر الإيجابية للثقافة البيزنطية والميراث البيزنطي. تعتبرُ أفريل كامرون أن المساهمة البيزنطية في تشكيل أوروبا القروسطية لايُمكن إنكارها، ويعترفُ كل من كامرون وأوبولينسكي بدور بيزنطة الرئيسي في تشكيل الأرثوذكسية الشرقية، والتي بدورها تحتل موقعاً مركزياً في تاريخ اليونان، ورومانيا، وبلغاريا، وروسيا، وجورجيا، وصربيا ومجتمعاتها، وكذلك لدولٍ أخرى. حافظَ البيزنطيون أيضًا على المخطوطات الكلاسيكية ونسخوها، لذا يُنظر إليهم على أنهم ناقلون للمعرفة الكلاسيكية، ومساهمون مهمون في الحضارة الأوروبية الحديثة، وسلفٌ لكل من عصر النهضة الإنسانية والثقافة الأرثوذكسية السلافية.
خلال العصور الوسطى حدث تبادل متكرر للأعمال بين العلوم البيزنطية والإسلامية. قدمت الإمبراطورية البيزنطية في البداية للعالم الإسلامي في العصور الوسطى نصوصًا يونانيةً قديمةً في علم الفلك والرياضيات والفلسفة لترجمتها إلى اللغة العربية حيث كانت الإمبراطورية البيزنطية المركز الرائد للمنح الدراسية العلمية في المنطقة في بداية العصور الوسطى.
بما أنها كانت الدولة الوحيدة طويلة الأمد في أوروبا خلال العصور الوسطى فقد عزلت بيزنطة أوروبا الغربية عن القوى الناشئة حديثاً في الشرق. كانت بيزنطة عرضةً للهجوم، وأبعدت أوروبا الغربية عن الفرس، والعربِ، والأتراك السلاجقة، ولمدةٍ من الزمن عن العثمانيين. من منظورٍ مختلفٍ ومنذ القرن السابع كان التطور وإعادة التشكيل المستمر للدولة البيزنطية مرتبطاً مباشرةً بتقدم الإسلام. بعد فتح القسطنطينية على يد الأتراك العثمانيين عام 1453 اتخذ السلطان محمد الثاني لقب «قيصر الروم» بما أنه كان مُصراً على جعل الإمبراطورية العثمانية وريثة الإمبراطورية الرومانية الشرقية. وفقًا لكامرون -بما أن العثمانيين اعتبروا أنفسهم ورثة بيزنطة- فقد حافظَوا على جوانبَ مهمةٍ من تقاليدها، والتي بدورها سهلت إحياء الأرثوذكسية خلال حقبة ما بعد الشيوعية في دول أوروبا الشرقية.
لا يزال الإرث الطقسي والأدبي والمعماري والموسيقي والفني والقانوني والثقافي البيزنطي ظاهراً وحيّاً في بطريركية القسطنطينية المسكونية وكنيسة الروم الأرثوذكس. تُعدّ بطريركية القسطنطينية المسكونية واحدة من أهم المؤسسات في العالم ولها دور بارز في التاريخ، بالإضافة إلى كونها واحدة من الموروثات الحضارية الرئيسيَّة الباقية للإمبراطورية البيزنطية، ويقع مقرها في كاتدرائية القديس جاورجيوس في حي فنار، وهو الحي التقليدي للمجتمع الرومي الأرثوذكسي بمدينة إسطنبول.

## معرض الصور

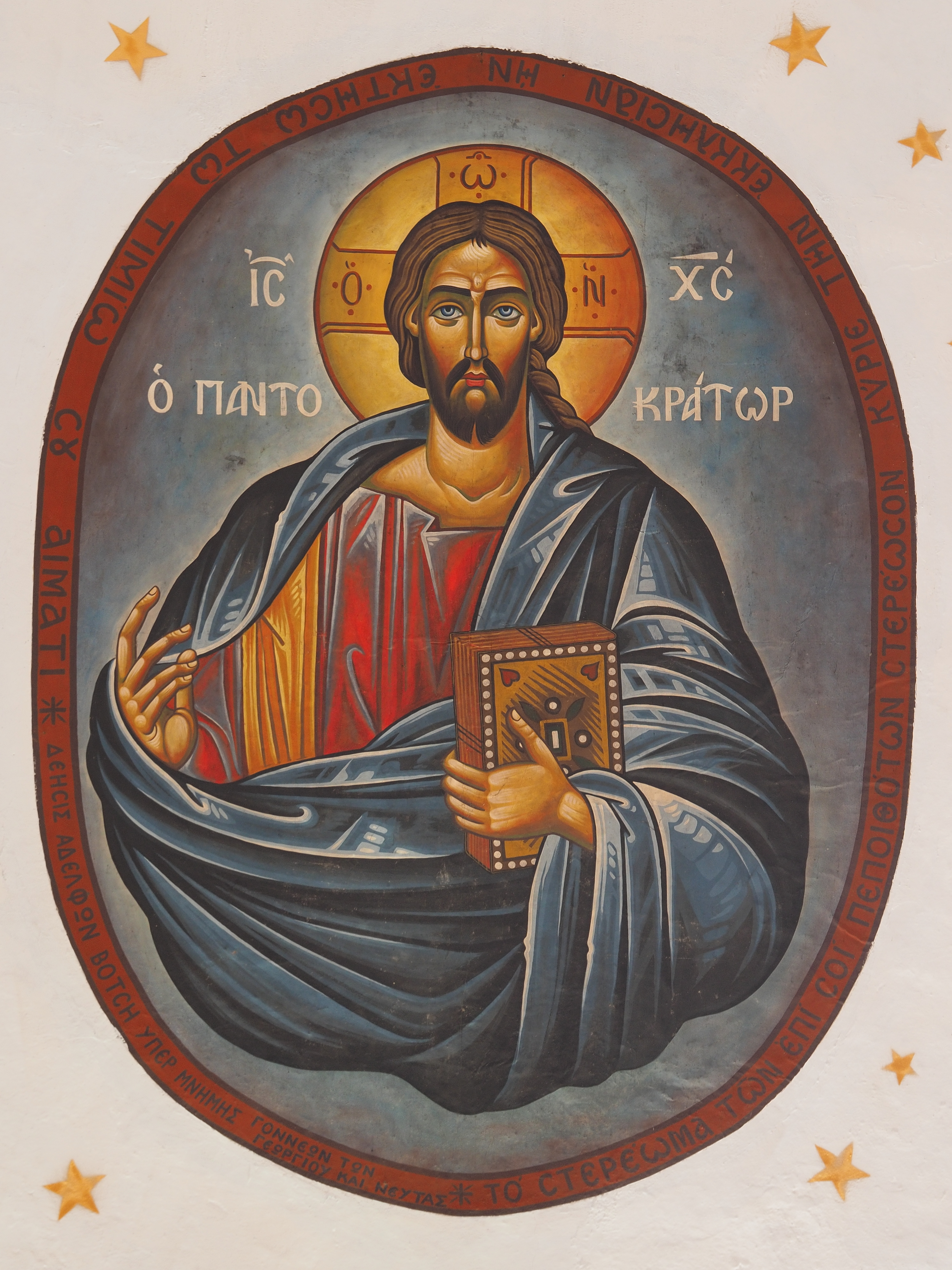
أيقونة جصيَّة للمسيح في إحدى كنائس قرية آغيوس نيقولاس في اليونان
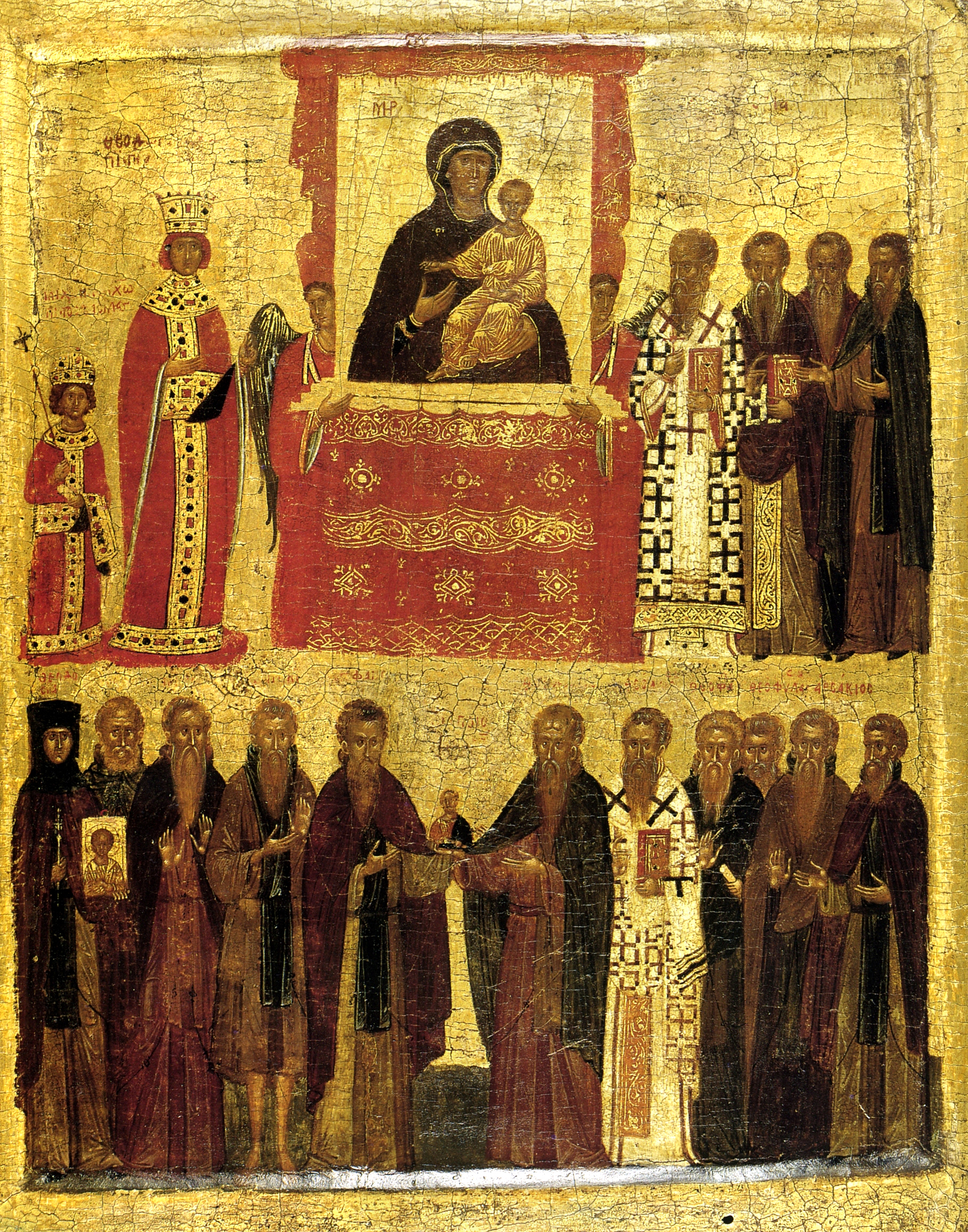
أيقونة انتصار الأرثوذكسية تصوّر انتصار مؤيدي الأيقونات في حرب الأيقونات البيزنطية في عهد الإمبراطورة ثيودورا وابنها ميخائيل الثالث.
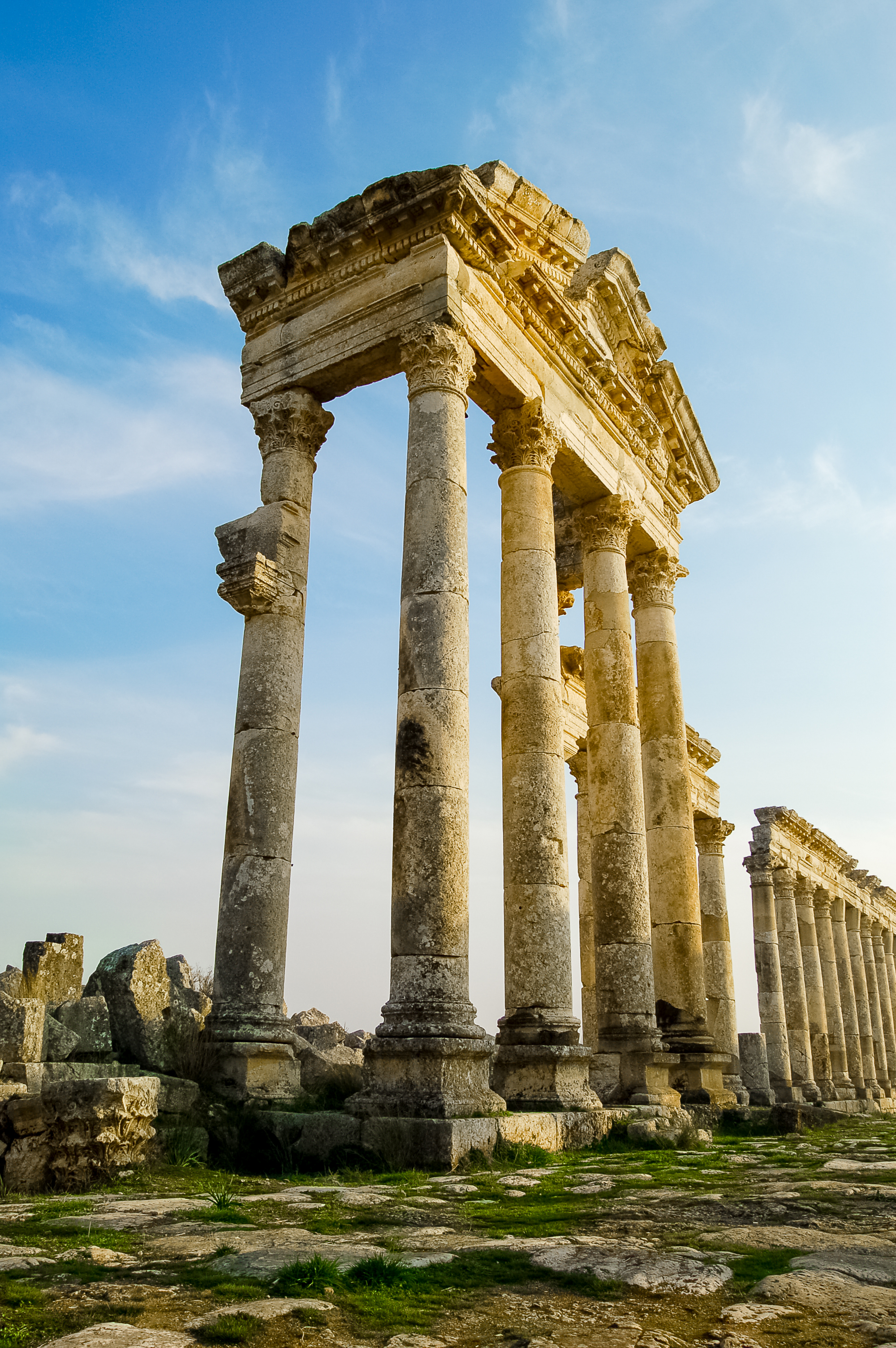
بناء التيتراستيلون، بناه الإمبراطور البيزنطي جستنيان الأول في أفاميا، القرن السادس، سوريا
أيقونة بيزنطية من القرن السادس تصوّر مريم العذراء جالسة على العرش وفي حضنها الطفل يسوع
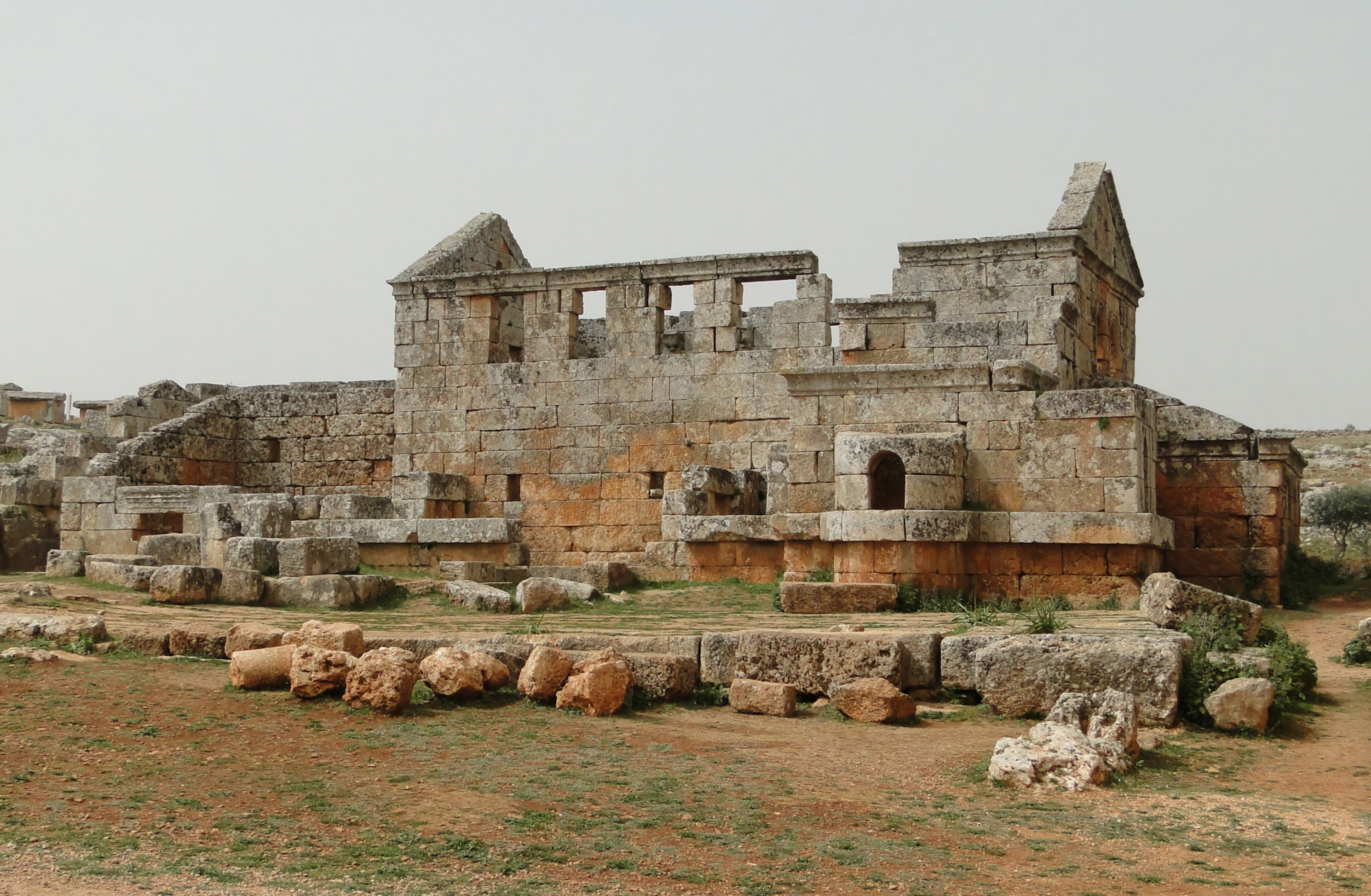
حمامات عامة في سرجيلا، سوريا
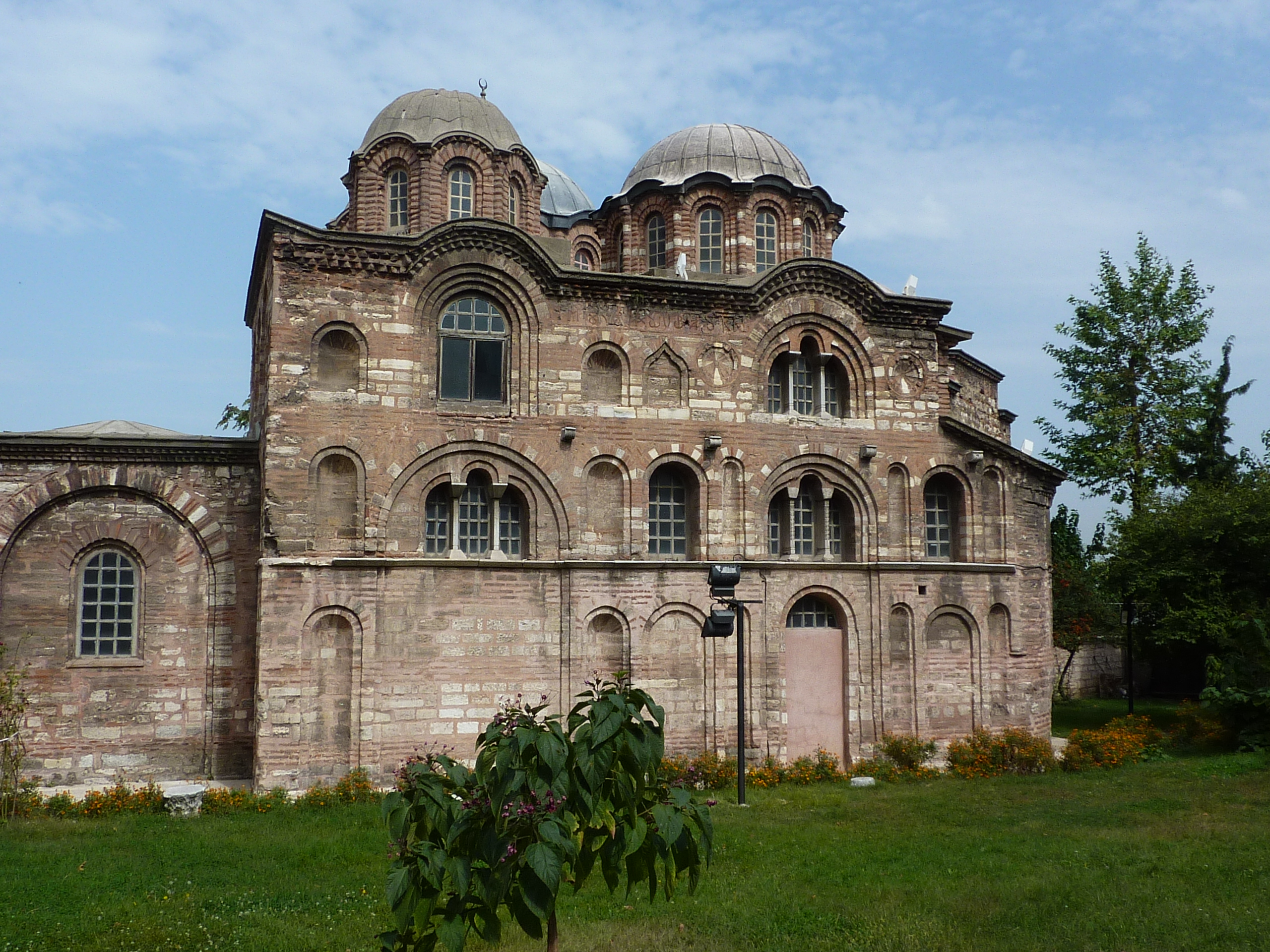
كنيسة باماكاريستوس، القرن الرابع عشر، تركيا
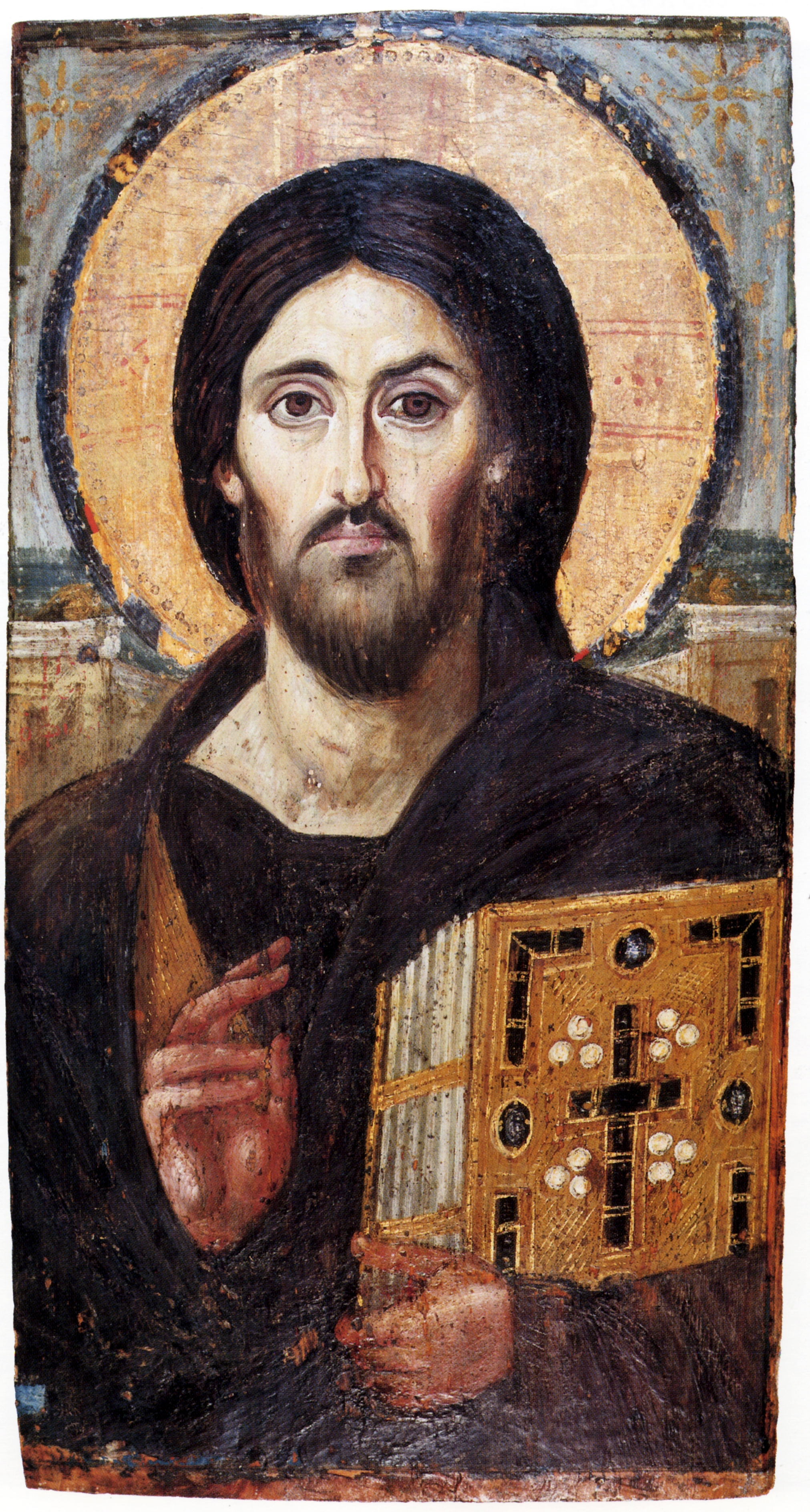
أيقونة المسيح ضابط الكل إحدى أقدم الأيقونات وأكثرها شهرة وأهمية في الفن البيزنطي، تعود للقرن السادس.
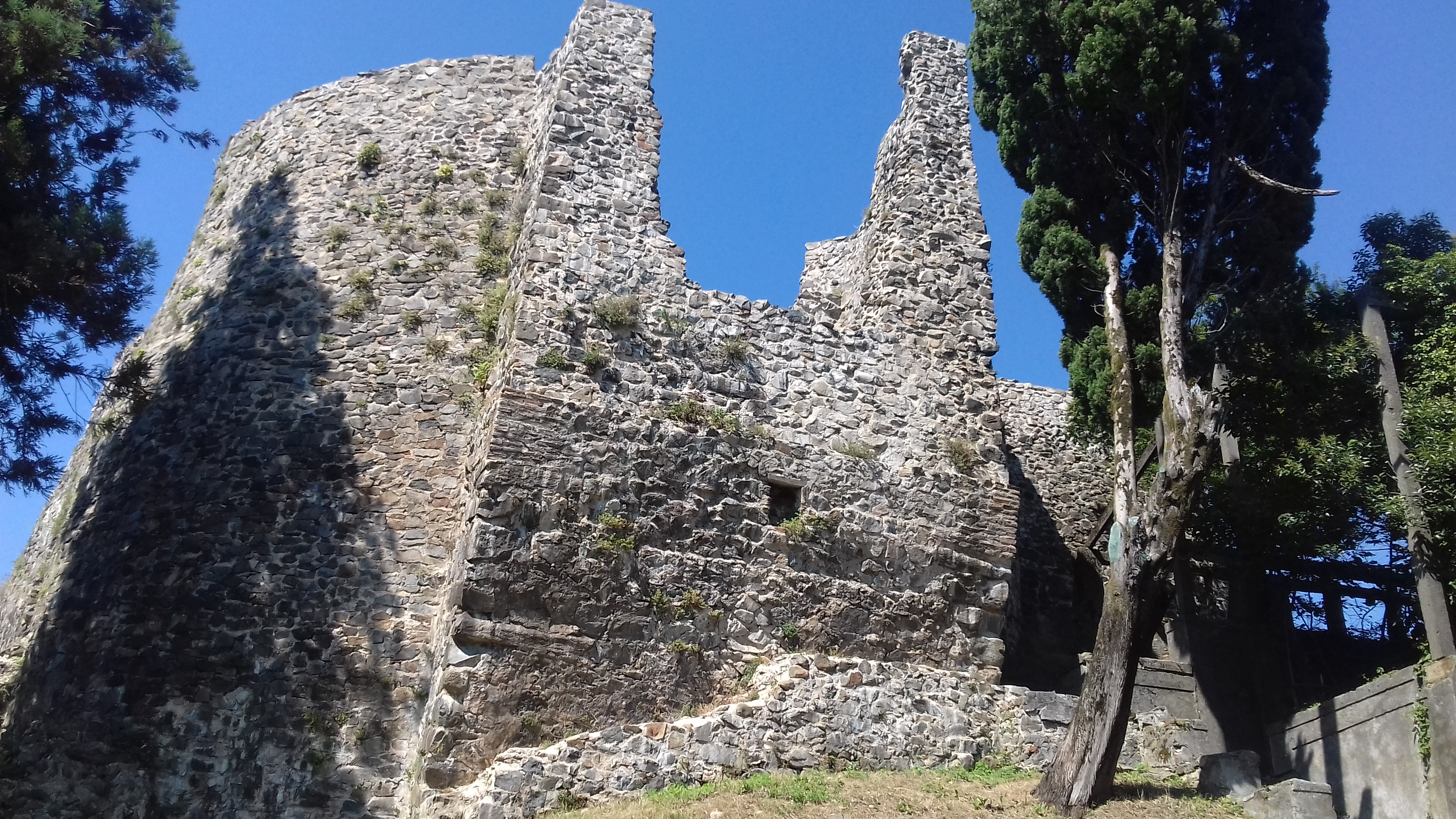
أنقاض قلعة بيزنطية في بترا، جورجيا
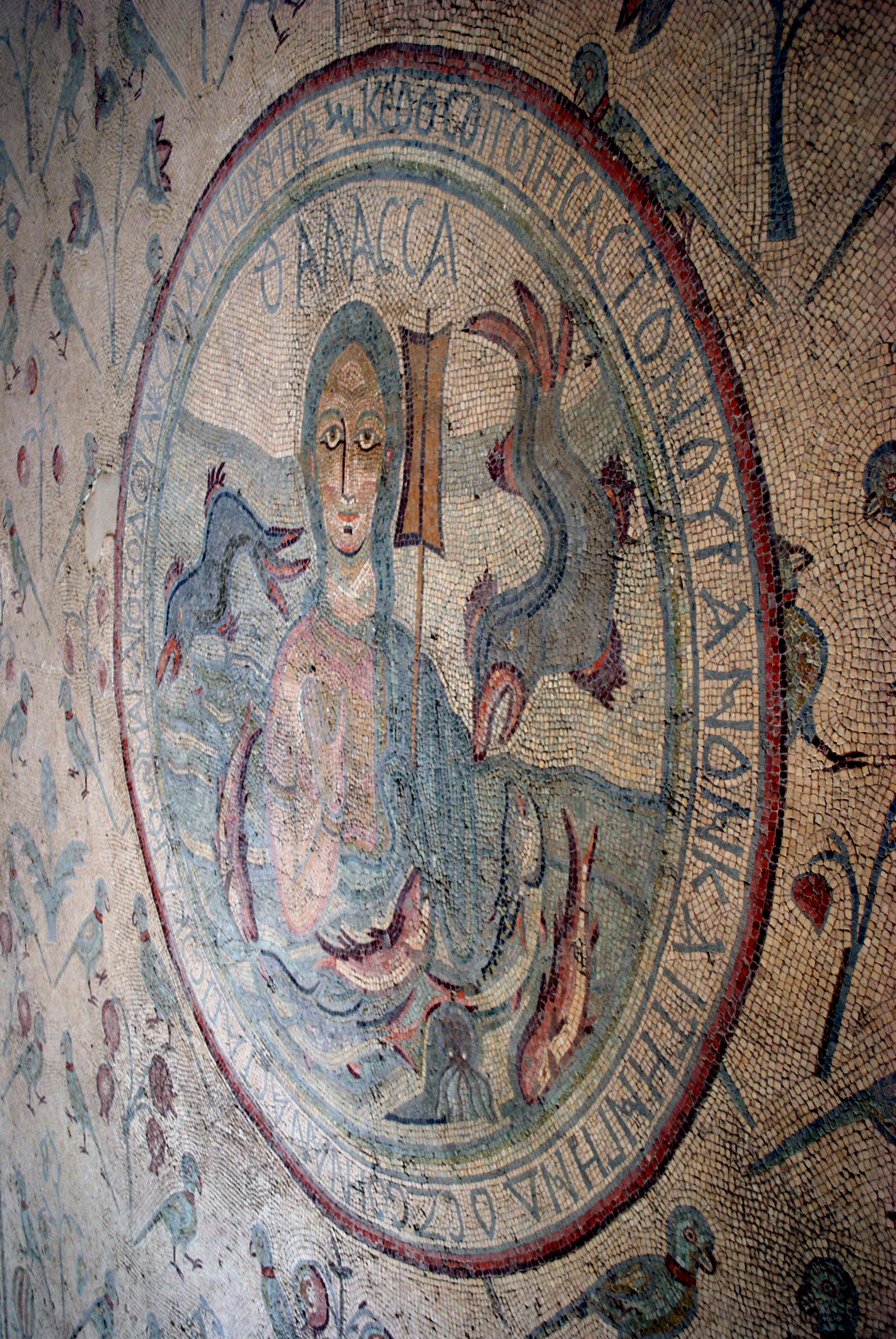
فسيفساء (القرن السادس) في كنيسة الرسل البيزنطية في مادبا، الأردن
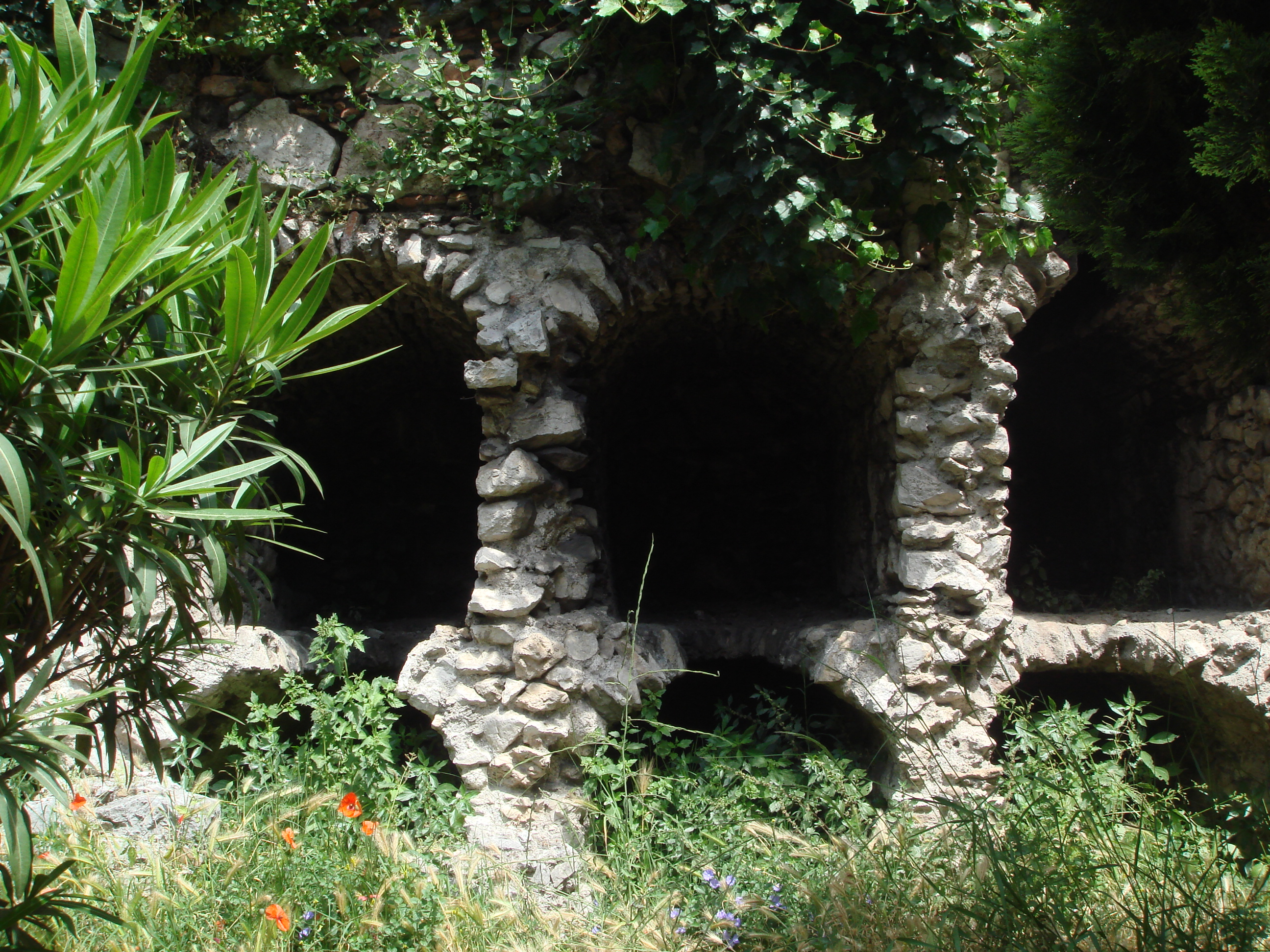
كولمباريوم بيزنطي، القرن العاشر، صقلية
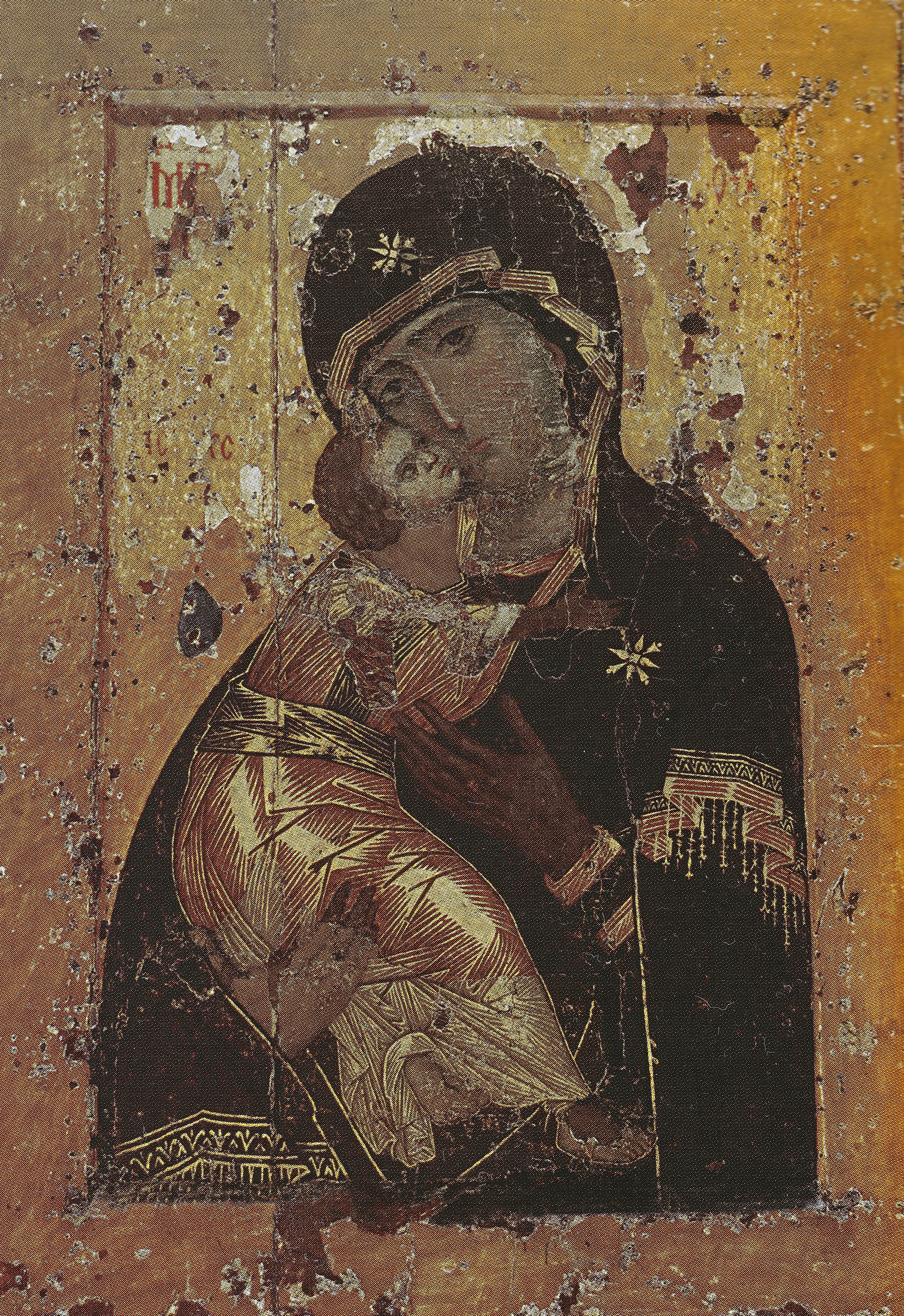
عذراء فلاديمير، أيقونة بيزنطية شهيرة من القرن الثاني عشر.
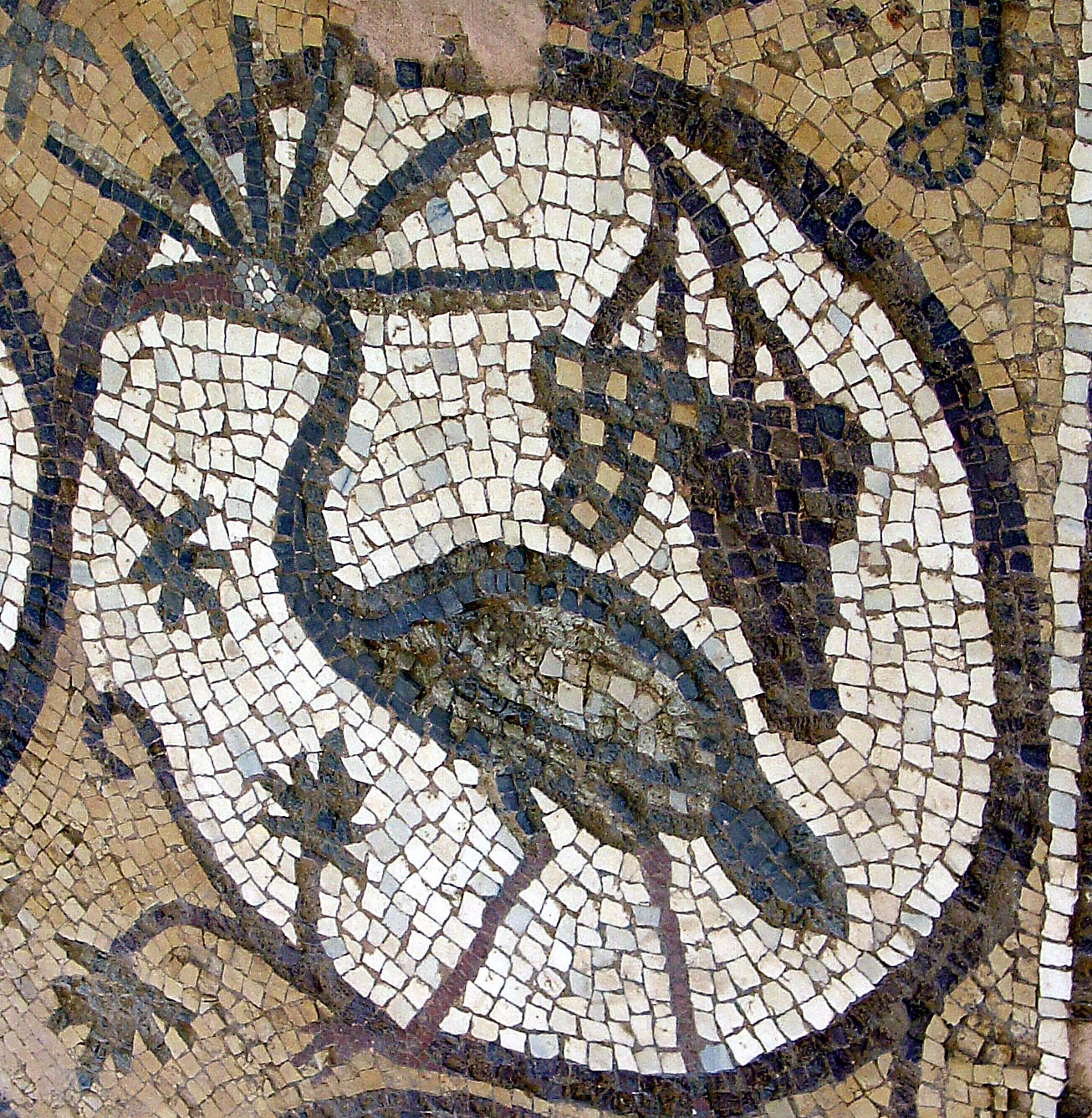
فسيفساء تصور كركي متوج أفريقي، الكنيسة البيزنطية في البتراء

## طالع أيضًا
- العلوم البيزنطية
- طب بيزنطي
- عمارة بيزنطية
- الحضارة الرومانية
- الإمبراطورية الرومانية
- الإمبراطورية الرومانية الغربية
- قائمة الأباطرة البيزنطيين
- الجمهورية الرومانية
- قائمة الأباطرة الرومان
- الكومنويلث البيزنطي
- معركة اليرموك
- معركة بيسان
- معركة أجنادين
- معركة دوروستولون
- الحروب السلجوقية البيزنطية

### فهرس المراجع
1. ↑  Kazhdan 1991، صفحة 344.
2. ↑  Laiou 2002.
3. ↑  Jones & McEvedy 1978.
4. ↑  Kazhdan & Epstein 1985، صفحة 1.
5. 1 2  Millar 2006، صفحات 2, 15; James 2010، صفحة 5; Freeman 1999، صفحات 431, 435–437, 459–462; Baynes & Moss 1948، "Introduction", p. xx; Ostrogorsky 1969، صفحة 27; Kaldellis 2007، صفحات 2–3; Kazhdan & Constable 1982، صفحة 12; Norwich 1998، صفحة 383.
6. 1 2  
Halsall 1995
7. 1 2 3 4 5 6 7 8  Pounds 1979، صفحة 124
8. 1 2 3  Diehl 1943، صفحة 179.
9. 1 2 3 4 5  Mansel 1995، صفحة 25.
10. 1 2 3  Meyendorff 1982، صفحة 19.
11. ↑  Hyman, Walsh & Williams 1973، صفحة 204.
12. ↑  Meri 2006، صفحة 304.
13. ↑  Ostrogorsky 1969، صفحات 105–107, 109; Norwich 1998، صفحة 97; Haywood 2001، صفحات 2.17, 3.06, 3.15.
14. 1 2 3 4 5 6  Cameron 2009، صفحات 47.
15. ↑  Norwich 1998.
16. ↑  Angold 1997.
17. 1 2 3  Cameron 2009، صفحات 186–277.
18. ↑  Obolensky 1971؛
Speake 2018، صفحة 5-6؛ Rubenstein & Crocker 1994، صفحة 28-113
19. ↑  Fox, What, If Anything, Is a Byzantine? نسخة محفوظة 16 أغسطس 2017 على موقع واي باك مشين.
20. ↑  University of Chile: Center of Byzantine and Neohellenic Studies 1971، صفحة 69.
21. ↑  "Nation and Liberty: the Byzantine Example". Dio.sagepub.com. DOI:10.1177/039219218303112403. ISSN:0392-1921. مؤرشف من الأصل في 2020-04-13. اطلع عليه بتاريخ 2010-08-07.
22. ↑  Theodore the Studite. Epistulae, 145, Line 19 ("ή ταπεινή Γραικία") and 458, Line 28 ("έν Αρμενία καί Γραικία").
23. ↑  Cinnamus 1976، صفحة 240
24. ↑  Ahrweiler & Laiou 1998، صفحة 3; Mango 2002، صفحة 13.
25. ↑  Gabriel 2002، صفحة 277.
26. ↑  Millar 2006، صفحات 2, 15; Ahrweiler & Laiou 1998، صفحة vii; Davies 1996، صفحة 245; Moravcsik 1970، صفحات 11–12; Ostrogorsky 1969، صفحات 28, 146; Lapidge, Blair & Keynes 1998، صفحة 79; Winnifrith & Murray 1983، صفحة 113; Gross 1999، صفحة 45; Hidryma Meletōn Chersonēsou tou Haimou 1973، صفحة 331.
27. ↑  Gallant، Tom. "Byzantine Empire: A Short Overview" (PDF). Toronto, Ontario, Canada: York University. مؤرشف من الأصل (PDF) في 2012-04-05.
28. ↑  Fouracre & Gerberding 1996، صفحة 345: "The Frankish court no longer regarded the Byzantine Empire as holding valid claims of universality; instead it was now termed the 'Empire of the Greeks'."
29. ↑  Sayles 1998، صفحة 31.
30. ↑  "Hellas, Byzantium". Encyclopaedia The Helios.
31. ↑  Tarasov 2004، صفحة 121.
32. ↑  El-Cheikh 2004، صفحة 22.
33. 1 2  Ostrogorsky 1959، صفحة 21; Wells 1922، Chapter 33.
34. ↑  Bury 1923، p. 1; Kuhoff 2002، صفحات 177–78.
35. ↑  Bury 1923، p. 1; Esler 2004، صفحة 1081; Gibbon 1906، Volume III, Part IV, Chapter 18, p. 168; Teall 1967، صفحات 13, 19–23, 25, 28–30, 35–36
36. ↑  Bury 1923، p. 63; Drake 1995، صفحة 5; Grant 1975، صفحات 4, 12.
37. ↑  Bowersock 1997، صفحة 79.
38. ↑  Greatrex & Lieu 2002، صفحة 1.
39. ↑  Friell & Williams 2005، صفحة 105.
40. ↑  Perrottet 2004، صفحة 190.
41. ↑  Cameron 2009، صفحات 54, 111, 153.
42. ↑  Alemany 2000، صفحة 207; Bayless 1976، صفحات 176–177; Treadgold 1997، صفحات 184, 193.
43. ↑  رستم 1988a، صفحة 344.
44. ↑  Cameron 2009، صفحة 52
45. 1 2  Burns 1991، صفحات 65, 76–77, 86–87
46. ↑  Lenski 1999، صفحات 428–29.
47. ↑  Grierson 1999، صفحة 17.
48. ↑  Postan, Miller & Postan 1987، صفحة 140.
49. ↑  Chapman 1971، صفحة 210
50. ↑  Meier 2003، صفحة 290.
51. 1 2  
Wickham 2009، صفحة 90
52. ↑  Haldon 1990، صفحة 17
53. ↑  Evans 2005، صفحة 104
54. ↑  Gregory 2010، صفحة 150.
55. ↑  Merryman & Perez-Perdomo 2007، صفحة 7
56. ↑  Gregory 2010، صفحة 137; Meier 2003، صفحات 297–300.
57. ↑  Gregory 2010، صفحة 145.
58. ↑  Evans 2005، صفحة xxv.
59. ↑  Bury 1923، pp. 180–216; Evans 2005، صفحات xxvi, 76.
60. ↑  Sotinel 2005، صفحة 278; Treadgold 1997، صفحة 187.
61. ↑  Bury 1923، pp. 236–58; Evans 2005، صفحة xxvi.
62. ↑  Bury 1923، pp. 259–81; Evans 2005، صفحة 93.
63. ↑  Bury 1923، pp. 286–88; Evans 2005، صفحة 11.
64. ↑  Greatrex 2005، صفحة 489; Greatrex & Lieu 2002، صفحة 113
65. ↑  Bury 1920، "Preface", pp. v–vi "نسخة مؤرشفة". مؤرشف من الأصل في 2020-09-28. اطلع عليه بتاريخ 2021-05-14.{{استشهاد ويب}}:  صيانة الاستشهاد: BOT: original URL status unknown (link)
66. ↑  Evans 2005، صفحات 11, 56–62; Sarantis 2009، passim.
67. ↑  Evans 2005، صفحة 65
68. ↑  Evans 2005، صفحة 68
69. ↑  Cameron 2009، صفحات 113, 128.
70. ↑  Bray 2004، صفحات 19–47; Haldon 1990، صفحات 110–11; Treadgold 1997، صفحات 196–97.
71. 1 2 3  Kazhdan 1991.
72. ↑  Emerson & van Nice 1950، صفحة 28–40.
73. ↑  Crowley 2013.
74. 1 2  Louth 2005، صفحات 113–15; Nystazopoulou-Pelekidou 1970، passim; Treadgold 1997، صفحات 231–32.
75. ↑  Fine 1991، صفحة 33
76. ↑  Foss 1975، صفحة 722.
77. ↑  Haldon 1990، صفحة 41; Speck 1984، صفحة 178.
78. ↑  Haldon 1990، صفحات 42–43.
79. ↑  Grabar 1984، صفحة 37; Cameron 1979، صفحة 23.
80. ↑  Cameron 1979، صفحات 5–6, 20–22.
81. ↑  Norwich 1998، صفحة 93
82. ↑  Haldon 1990، صفحة 46; Baynes 1912, passim; Speck 1984، صفحة 178.
83. ↑  Foss 1975، صفحات 746–47.
84. ↑  Haldon 1990، صفحة 50.
85. ↑  Haldon 1990، صفحات 61–62.
86. ↑  Haldon 1990، صفحات 102–14; Laiou & Morisson 2007، صفحة 47.
87. ↑  Laiou & Morisson 2007، صفحات 38–42, 47; Wickham 2009، صفحة 260.
88. ↑  Haldon 1990، صفحات 208–15; Kaegi 2003، صفحات 236, 283.
89. ↑  Heather 2005، صفحة 431.
90. ↑  Haldon 1990، صفحات 43–45, 66, 114–15
91. 1 2  Haldon 1990، صفحات 66–67.
92. ↑  Haldon 1990، صفحة 71.
93. ↑  Haldon 1990، صفحات 70–78, 169–71; Haldon 2004، صفحات 216–17; Kountoura-Galake 1996، صفحات 62–75.
94. ↑  رستم 2017، صفحة 261.
95. ↑  Cameron 2009، صفحات 67–68.
96. ↑  Cameron 2009، صفحات 167–70; Garland 1999، صفحة 89.
97. ↑  Parry 1996، صفحات 11–15.
98. ↑  Cameron 2009، صفحة 267.
99. 1 2 3 4  Browning 1992، صفحة 95.
100. ↑  Treadgold 1997، صفحة 432–33.
101. 1 2 3  Browning 1992، صفحة 96.
102. ↑  Karlin-Heyer.
103. ↑  Browning 1992، صفحة 101.
104. ↑  Browning 1992، صفحة 107.
105. ↑  Browning 1992، صفحة 108.
106. ↑  Browning 1992، صفحة 112.
107. ↑  Browning 1992، صفحة 113.
108. ↑  Todt & Vest 2014.
109. ↑  رستم 1988b، صفحات 168-171.
110. ↑  Browning 1992، صفحة 116.
111. ↑  Browning 1992، صفحة 100.
112. 1 2  Browning 1992، صفحة 101.
113. ↑  Browning 1992، صفحات 102–103.
114. ↑  Browning 1992، صفحات 103–105.
115. ↑  Browning 1992، صفحات 106–107.
116. ↑  Browning 1992، صفحات 112–113.
117. 1 2 3  Browning 1992، صفحة 115.
118. 1 2  Browning 1992، صفحة 116.
119. 1 2 3  Browning 1992، صفحات 114–115.
120. ↑  Cameron 2009، صفحة 77.
121. ↑  Cameron 2009، صفحة 82.
122. ↑  Toumanoff 2018، صفحة 62.
123. ↑  Browning 1992، صفحة 96.
124. 1 2  Browning 1992، صفحات 97–98.
125. ↑  Browning 1992، صفحات 98–99.
126. ↑  Browning 1992، صفحات 98–109.
127. ↑  Laiou & Morisson 2007، صفحات 130–131; Pounds 1979، صفحة 124.
128. ↑  Duiker & Spielvogel 2010، صفحة 317.
129. ↑  Moravcsik 1967.
130. ↑  Norwich 1998، صفحة 180.
131. 1 2 3 4 5 6 7  Browning 1992، صفحات 198–208.
132. ↑  Timberlake 2004، صفحة 14
133. ↑  Angelov 2003
134. 1 2  Patterson 1995، صفحة 15.
135. ↑  Cameron 2009، صفحة 83.
136. ↑  رستم 1988b، صفحة 225-239.
137. ↑  Treadgold 1997، صفحات 548–549.
138. 1 2  Markham, The Battle of Manzikert. نسخة محفوظة 04 فبراير 2012 على موقع واي باك مشين.
139. ↑  Vasiliev 1928–1935, "Relations with Italy and Western Europe". نسخة محفوظة 12 أكتوبر 2017 على موقع واي باك مشين.
140. ↑  Hooper & Bennett 1996، صفحة 82; Stephenson 2000، صفحة 157.
141. ↑  Šišić 1990.
142. 1 2  موسوعة بريتانيكا/Byzantine Empire.
143. 1 2  Browning 1992، صفحة 190.
144. ↑  Cameron 2009، صفحات 46.
145. ↑  Cameron 2009، صفحات 42.
146. 1 2 3 4 5 6  Browning 1992، صفحة 218.
147. ↑  Magdalino 2002a، صفحة 124.
148. ↑  موسوعة بريتانيكا/Byzantine Empire
149. ↑  Birkenmeier 2002.
150. 1 2 3  Harris 2014; Read 2000، صفحة 124; Watson 1993، صفحة 12.
151. ↑  
Peters 1971، صفحة 17
152. ↑  Komnene 1928، Alexiad, 10.261 "نسخة مؤرشفة". مؤرشف من الأصل في 2012-09-27. اطلع عليه بتاريخ 2021-02-10.{{استشهاد ويب}}:  صيانة الاستشهاد: BOT: original URL status unknown (link)
153. ↑  Komnene 1928، Alexiad, 13.348–13.358; Birkenmeier 2002، صفحة 46. "نسخة مؤرشفة". مؤرشف من الأصل في 2018-11-17. اطلع عليه بتاريخ 2021-02-10.{{استشهاد ويب}}:  صيانة الاستشهاد: BOT: original URL status unknown (link)
154. ↑  Norwich 1998، صفحة 267.
155. ↑  Ostrogorsky 1969، صفحة 377.
156. ↑  Birkenmeier 2002، صفحة 90.
157. ↑  Cinnamus 1976، صفحات 74–75.
158. ↑  Harris 2014، صفحة 84.
159. ↑  Magdalino 2002a، صفحة 74.
160. ↑  Sedlar 1994، صفحة 372.
161. ↑  Magdalino 2002a، صفحة 67.
162. ↑  Birkenmeier 2002، صفحة 128.
163. ↑  Birkenmeier 2002، صفحة 196.
164. ↑  
Magdalino 2002
165. ↑  Birkenmeier 2002، صفحات 185–86.
166. ↑  Birkenmeier 2002، صفحة 1.
167. ↑  Day 1977، صفحات 289–90; Harvey 2003.
168. ↑  Diehl 1948.
169. ↑  Norwich 1998، صفحة 291.
170. 1 2 3  Norwich 1998، صفحة 292.
171. 1 2  Ostrogorsky 1969، صفحة 397.
172. ↑  Harris 2014، صفحة 118.
173. ↑  Norwich 1998، صفحة 293.
174. ↑  Norwich 1998، صفحات 294–95.
175. ↑  Angold 1997; Paparrigopoulos & Karolidis 1925، صفحة 216
176. ↑  Vasiliev 1928–1935, "Foreign Policy of the Angeloi". نسخة محفوظة 2021-02-27 على موقع واي باك مشين.
177. ↑  Norwich 1998، صفحة 299.
178. ↑  Britannica Concise, Siege of Zara نسخة محفوظة 6 July 2007 على موقع واي باك مشين..
179. ↑  Norwich 1998، صفحة 301.
180. ↑  Choniates 1912, The Sack of Constantinople. نسخة محفوظة 2014-10-30 على موقع واي باك مشين.
181. ↑  موسوعة بريتانيكا/The Fourth Crusade and the Latin Empire of Constantinople
182. ↑  Norwich 1982، صفحات 127–43.
183. ↑  Vasiliev 1936، صفحة 18.
184. ↑  Kean 2006; Madden 2005، صفحة 162.
185. ↑  Köprülü 1992، صفحات 33–41.
186. ↑  Madden 2005، صفحة 179; Reinert 2002، صفحة 260.
187. 1 2  Reinert 2002، صفحة 257.
188. ↑  Reinert 2002، صفحة 261.
189. ↑  Nicolle, Haldon & Turnbull 2007، صفحة 228.
190. ↑  Reinert 2002، صفحة 268.
191. ↑  Reinert 2002، صفحة 270.
192. ↑  Runciman 1990، صفحات 71–72.
193. 1 2  Runciman 1990، صفحات 84–85.
194. ↑  Runciman 1990، صفحات 84–86.
195. ↑  Hindley 2004، صفحة 300.
196. ↑  زاده 1332 هـ، صفحة 142.
197. ↑  Barbaro 1969.
198. ↑  
Runciman 1990، صفحة 133,134,147؛ Setton 1976، صفحة 130-131؛ Mansel 1995، صفحة 79
199. ↑  Mansel 1995، صفحة 29.
200. ↑  Nicol 1979، صفحة 90.
201. ↑  Nicol 1993، صفحة 389.
202. ↑  Russell 2013.
203. ↑  Miller 1907، p. 236 "نسخة مؤرشفة". مؤرشف من الأصل في 2021-02-02. اطلع عليه بتاريخ 2021-04-16.{{استشهاد ويب}}:  صيانة الاستشهاد: BOT: original URL status unknown (link)
204. ↑  Lowry 2003، صفحات 115–16.
205. ↑  Clark 2000، صفحة 213.
206. ↑  Seton-Watson 1967، صفحة 31.
207. ↑  MacCaffrey, James. "Pope Callistus III." The Catholic Encyclopedia. Vol. 3. New York: Robert Appleton Company, 1908. 24 Jul. 2014 نسخة محفوظة 2021-04-17 على موقع واي باك مشين.
208. ↑  "Catherine's Russia | Catherine the Great's "Greek Project" : Plans on Paper". web.archive.org. 10 سبتمبر 2014. مؤرشف من الأصل في 2014-09-10. اطلع عليه بتاريخ 2021-04-17.{{استشهاد ويب}}:  صيانة الاستشهاد: BOT: original URL status unknown (link)
209. ↑  "Towards the Greek Revolution". web.archive.org. 7 مارس 2017. مؤرشف من الأصل في 2017-03-07. اطلع عليه بتاريخ 2021-04-17.{{استشهاد ويب}}:  صيانة الاستشهاد: BOT: original URL status unknown (link)
210. ↑  "План передела Европы в письме Екатерины • Arzamas". Arzamas (بru-ru). Archived from the original on 2021-03-14. Retrieved 2021-04-17.{{استشهاد ويب}}:  صيانة الاستشهاد: لغة غير مدعومة (link)
211. ↑  Mango 2007، صفحات 259–60.
212. ↑  Nicol 1988، صفحات 64–65.
213. ↑  Louth 2005، صفحة 291؛ Neville 2004، صفحة 7
214. ↑  Cameron 2009، صفحات 138–42؛ Mango 2007، صفحة 60
215. ↑  Cameron 2009، صفحات 157–58Neville 2004، صفحة 34
216. ↑  Neville 2004، صفحة 13
217. ↑  رستم 2017، صفحة 131.
218. ↑  Morrisson 2004، صفحة 83.
219. 1 2  Cheynet 2006، صفحة 70.
220. 1 2 3 4 5 6 7 8 9 10 11  Flusin 2006.
221. ↑  Cheynet 2006، صفحة 71-72.
222. 1 2  Kaplan & Ducellier 2004، صفحة 69.
223. ↑  Kaplan 2016، صفحة 216-222.
224. ↑  Cheynet 2006، صفحة 136.
225. ↑  Cheynet 2006، صفحة 72.
226. ↑  Bréhier 1970، صفحة 179-180.
227. 1 2 3 4 5 6 7  Cheynet 2001.
228. 1 2 3 4 5 6 7  Kaplan 2007.
229. ↑  Kaplan & Ducellier 2004، صفحة 70.
230. 1 2  Kaplan 2018b، صفحة 56-58.
231. ↑  Malamut & Sidéris 2006، صفحة 172-174.
232. 1 2  Kaplan 2016، صفحة 215.
233. ↑  Morrisson 2004، صفحة 96-99.
234. ↑  Kazhdan 1991، صفحة 829.
235. ↑  Morrisson 2004، صفحة 95.
236. ↑  Bury 1911، صفحة 91-92.
237. ↑  Kaplan & Ducellier 2004، صفحة 71.
238. ↑  Bury 1911، صفحة 90.
239. ↑  Kaplan 2018a، صفحة 50-55.
240. ↑  Haldon 2009، صفحة 545.
241. ↑  Ducellier & Kaplan 2004، صفحة 23.
242. ↑  Cheynet 2006، صفحة 146.
243. ↑  Mango 2007، صفحة 60.
244. ↑  Ducellier & Kaplan 2004، صفحة 26-27.
245. ↑  Ducellier & Kaplan 2004، صفحة 73.
246. ↑  Cheynet 2006، صفحة 148.
247. ↑  Cheynet 2006، صفحة 440.
248. ↑  Kazhdan 1991، صفحة 1122.
249. ↑  Ducellier & Kaplan 2004، صفحة 118-120.
250. ↑  Gómez 2014.
251. 1 2  Neumann 2006، صفحات 869–71
252. ↑  Chrysos 1992، صفحة 35.
253. ↑  
Antonucci 1993، صفحات 11–13
254. ↑  Antonucci 1993، صفحات 11-13.
255. ↑  Seeck 1876، صفحات 31–33.
256. ↑  Bury & Philotheus 1911، صفحة 93.
257. ↑  Dennis 1985، صفحة 125.
258. ↑  Obolensky 1994، صفحة 3
259. ↑  Troianos & Velissaropoulou-Karakosta 1997، صفحة 340
260. ↑  "Archived copy". مؤرشف من الأصل في 2018-04-04. اطلع عليه بتاريخ 2017-10-20.{{استشهاد ويب}}:  صيانة الاستشهاد: الأرشيف كعنوان (link)
261. ↑  Bréhier 1970، صفحة 271-272.
262. 1 2  Nicolle (1992)
263. ↑  Morrisson 2004، صفحة 143.
264. ↑  Morrisson 2004، صفحة 144.
265. ↑  Morrisson 2004، صفحة 148.
266. ↑  Morrisson 2004، صفحة 151-154.
267. ↑  
Ducellier & Kaplan 2004، صفحة 27
268. ↑  Cavallo 1997، صفحة 74.
269. ↑  Malamut & Sidéris 2006، صفحة 168.
270. ↑  Bréhier 1970، صفحة 313-317.
271. ↑  Cheynet 2006، صفحة 161-162.
272. ↑  Malamut & Sidéris 2006، صفحة 164.
273. ↑  Bréhier 1970، صفحة 300.
274. ↑  Morrisson 2004، صفحة 163-164
275. ↑  Treadgold 1997، صفحة 383.
276. ↑  Christides 1981، صفحة 76.
277. ↑  Pryor & Jeffreys 2006، صفحة 41.
278. ↑  Runciman 1975، صفحة 151.
279. ↑  Gardiner 2004، صفحة 93.
280. ↑  Geanakoplos 1959، صفحات 127, 153–154.
281. ↑  Bréhier 1970، صفحة 339-342.
282. ↑  Saliba 2011
283. 1 2 3  رستم 2017، صفحة 132.
284. ↑  Dimitriu 1979، صفحة 92
285. ↑  Lewis 1963.
286. ↑  2018
287. ↑  Runciman 1966.
288. ↑  "Preserving The Intellectual Heritage--Preface". مؤرشف من الأصل في 2017-10-20.
289. ↑  Loukaki 1997، صفحة 1553
290. ↑  First Council of Constantinople, Canon III نسخة محفوظة 04 يناير 2018 على موقع واي باك مشين.
291. ↑  Obolensky 1971.
292. ↑  Speake 2018، صفحة 5-6.
293. ↑  Rubenstein & Crocker 1994، صفحة 28-113.
294. ↑  Harris 2017.
295. ↑  Harris 2003.
296. ↑  Hanna-Riitta 2007.
297. ↑  VanVoorst 2012، صفحة 14.
298. ↑  Runciman 2004.
299. 1 2 3 4 5 6  Mango 2007.
300. 1 2 3  Meyendorff 1982.
301. ↑  Cartwright 2017.
302. ↑  Justinian Code: Book 1, Title 1؛ Blume 2008; Mango 2007. نسخة محفوظة 9 مارس 2021 على موقع واي باك مشين.
303. ↑  Blume 2008; Mango 2007.
304. ↑  Morrisson 2004، صفحة 49.
305. ↑  Cheynet 2006، صفحة 89.
306. ↑  Cheynet 2006، صفحة 113-114.
307. ↑  Cheynet 2006، صفحة 111-112.
308. ↑  Kaplan 2018c، صفحة 70-75.
309. ↑  Cheynet 2006، صفحة 114.
310. ↑  Lemerle 1998، صفحة 119.
311. ↑  Meyendorff 1982، صفحة 130.
312. 1 2  موسوعة بريتانيكا - Pentarchy 2021-05-21.
313. ↑  kaplan & Ducellier 2004، صفحة 91.
314. ↑  Morrisson 2004، صفحة 238.
315. ↑  رستم 2017، صفحات 95-99.
316. ↑  Cheynet 2006، صفحة 335-336.
317. ↑  Cheynet 2006، صفحة 335.
318. ↑  Kaplan & Ducellier 2004، صفحة 93.
319. ↑  Kinder & Hilgemann 1989، صفحة 139
320. 1 2  Anastos 1962، صفحة 409.
321. ↑  Alexander Jones, "Book Review, Archimedes Manuscript" American Mathematical Society, May 2005. نسخة محفوظة 2021-02-25 على موقع واي باك مشين.
322. ↑  Cohen 1994، صفحة 395; Dickson, Mathematics Through the Middle Ages. نسخة محفوظة 2 مارس 2012 على موقع واي باك مشين.
323. ↑  King 1991، صفحات 116–118.
324. 1 2  Robins 1993، صفحة 8.
325. 1 2 3  Tatakes & Moutafakis 2003، صفحة 189.
326. ↑  Fuat Sezgin (1970). Geschichte des arabischen Schrifttums Bd. III: Medizin – Pharmazie – Zoologie – Tierheilkunde = History of the Arabic literature Vol. III: Medicine – Pharmacology – Veterinary Medicine. Leiden: E. J. Brill. ص. 20–171.
327. ↑  ابن النديم 2009 م/1430 هـ، صفحة 285.
328. ↑  Risse 1999، صفحة 59.
329. ↑  الموسوعة الكاثوليكية/Hospitals 1910.
330. ↑  McGrew 1985، صفحة 135.
331. ↑  McClellan & Dorn 2006، صفحة 99,101.
332. ↑  Hyman and Walsh Philosophy in the Middle Ages Indianapolis, 1973, p. 204' Meri, Josef W. and Jere L. Bacharach, Editors, Medieval Islamic Civilization Vol. 1, A–K, Index, 2006, p. 304.
333. ↑  Iskandar, Albert Z. (2008). "Ḥunayn Ibn Isḥāq". In Selin, Helaine (ed.). Encyclopaedia of the History of Science, Technology, and Medicine in Non-Western Cultures (بالإنجليزية). pp. 1081–1083. DOI:10.1007/978-1-4020-4425-0_9796. ISBN:978-1-4020-4559-2.
334. ↑  Meri, Josef W. and Jere L. Bacharach. “Medieval Islamic Civilization”. Vol. 1 Index A – K. 2006, p. 304. نسخة محفوظة 21 ديسمبر 2019 على موقع واي باك مشين.
335. ↑  Rosenthal، Franz (1975). The Classical Heritage in Islam. The University of California Press. ص. 6. ISBN:9781134901296.
336. ↑  موسوعة بريتانيكا/Pendentive 2021-02-24.
337. ↑  Field & Wright 2006، صفحة 87.
338. ↑  "Anonymous, Byzantine sundial-cum-calendar". brunelleschi.imss.fi.it. مؤرشف من الأصل في 2021-03-12.
339. ↑  "Sundial info" (PDF). academy.edu.gr. مؤرشف من الأصل (PDF) في 2021-02-25.
340. 1 2  
Partington 1999، صفحة 13
341. 1 2  Toynbee (1973), p. 299
342. ↑  Prioreschi 2004، صفحة 42.
343. ↑  Pevny 2000، صفحة 94-95.
344. ↑  Chisholm, Hugh, ed. (1911). "Philoponus, Joannes" . Encyclopædia Britannica (بالإنجليزية) (11th ed.). Cambridge University Press.
345. ↑  "John Philoponus, Commentary on Aristotle's Physics, pp". homepages.wmich.edu. مؤرشف من الأصل في 11 يناير 2016. اطلع عليه بتاريخ 25 أبريل 2018.
346. ↑  Wildberg 2018.
347. ↑  
Lindberg 1992، صفحة 162
348. ↑  Wikander 2000، صفحة 383–84.
349. ↑  "Boat mills: water powered, floating factories". Low-Tech Magazine. مؤرشف من الأصل في 2020-11-09.
350. ↑  Lindberg 1992، صفحة 349.
351. ↑  Prioreschi 2004، صفحة 146.
352. ↑  Smith 1867، صفحة 153.
353. ↑  Duffin, Moody & Gardner-Thorpe 2013، صفحة 176.
354. ↑  "The Case of Conjoined Twins in 10th Century Byzantium". Medievalists.net. 4 يناير 2014. مؤرشف من الأصل في 2021-03-08.
355. ↑  Montandon، Denys (ديسمبر 2015). "The Unspeakable History of Thoracopagus Twins' Separation" (PDF). denysmontandon.com. مؤرشف من الأصل (PDF) في 2021-02-24.
356. ↑  موسوعة بريتانيكا/Greek fire 2021-04-02.
357. ↑  Tucker.
358. ↑  "Greek Fire Grenades". World History Encyclopedia. مؤرشف من الأصل في 2021-03-09.
359. ↑  "Greek Fire". World History Encyclopedia. مؤرشف من الأصل في 2021-04-02.
360. ↑  Decker 2013، صفحة 226.
361. ↑  Decker 2013، صفحة 227–29.
362. ↑  Greeks in Italy نسخة محفوظة 29 أغسطس 2016 على موقع واي باك مشين.
363. ↑  موسوعة بريتانيكا/John Argyropoulos 2009.
364. ↑  Byzantines in Renaissance Italy نسخة محفوظة 29 أغسطس 2016 على موقع واي باك مشين.
365. ↑  "Fall of Constantinople". Encyclopædia Britannica. مؤرشف من الأصل في 2021-08-15.
366. ↑  مونتغمري واط 1983، صفحة 107-108.
367. ↑  Rice 1968; Weitzmann 1982.
368. ↑  Rice 1968; Weitzmann 1982; Evans 2004.
369. ↑  Nicol 2008، صفحة 186.
370. ↑  James 2010، صفحة 339.
371. ↑  Degener، Almuth (2014). "Barlaam the Priest". Zeitschrift der Deutschen Morgenländischen Gesellschaft. ج. 164 ع. 2: 527–530. ISSN:0341-0137. JSTOR:10.13173/zeitdeutmorggese.164.2.0527.
372. ↑  Wortley، John، المحرر (2010)، John Skylitzes: A Synopsis of Byzantine History, 811-1057، Cambridge, United Kingdom: Cambridge University Press، ص. 372-380، ISBN:978-0-521-76705-7، مؤرشف من الأصل في 2023-04-14
373. 1 2  Alexander Kazhdan, A history of Byzantine literature (650-850) (Athens, 1999). (ردمك 960-371-010-5), p.99-110.
374. ↑  Grethlein، Jonas (2010). The Greeks and their Past: Poetry, Oratory and History in the Fifth Century BCE. Cambridge: Cambridge University Press. ص. 1–14.
375. ↑  Hornblower، Simon، المحرر (1994). Greek Historiography. Oxford: Clarendon Press. ص. 120-150.
376. ↑  Marsh، David (1998)، Lucian and the Latins: Humor and Humanism in the Early Renaissance، Ann Arbor Michigan: University of Michigan Press، ص. 42، ISBN:978-0-472-10846-6، مؤرشف من الأصل في 2023-04-08
377. 1 2 3  G. Horrocks, Greek: a history of the language and its speakers (London, 1997). (ردمك 0-582-30709-0) p.150-155.
378. ↑  The Medieval Greek Romance by Roderick Beaton, 1996, 2nd Revision, a work describing in detail all four twelfth century Byzantine romances, as well as those of later centuries, including complete plot summaries.
379. ↑  
Ring 1994، صفحة 318
380. ↑  The Columbia Electronic Encyclopedia-Byzantine music 2007.
381. ↑  "Ecumenical Patriarchate – Byzantine Music". ec-patr.net. مؤرشف من الأصل في 2021-02-24.
382. ↑  "بيزنطة (الموسيقى)". الموسوعة العربية. مؤرشف من الأصل في 2021-06-28. اطلع عليه بتاريخ 2021-06-27.
383. ↑  Kartomi 1990.
384. ↑  Arkenberg، Rebecca (أكتوبر 2002). "Renaissance Violins". متحف المتروبوليتان للفنون. مؤرشف من الأصل في 2021-03-07. اطلع عليه بتاريخ 2006-09-22.
385. ↑  Journal of Sport History 1981، صفحة 44.
386. ↑  
Bush & Kassel 2006، صفحة 327
387. ↑  
Howard & 1893 1–60
388. ↑  Flood 1911
389. ↑  "Byzantine Medicine - Vienna Dioscurides". Antiqua Medicina. University of Virginia. مؤرشف من الأصل في 2020-04-07. اطلع عليه بتاريخ 2007-05-27.
390. 1 2  Cheynet 2006، صفحة 364.
391. 1 2  Kaplan 2016، صفحة 243.
392. ↑  Kaplan 2016، صفحة 244-245.
393. ↑  Morrisson 2004، صفحة 266-268.
394. ↑  Kaplan & Ducellier 2004، صفحة 98.
395. ↑  Tatakes 2003.
396. ↑  Anastos 1962، صفحة 409–411.
397. ↑  Cheynet 2006، صفحة 374-375.
398. ↑  Cheynet 2006، صفحة 376-377.
399. ↑  Mango 1976، صفحة 109.
400. ↑  Enciclopedia universal del arte 1978.
401. ↑  Les Normands en Sicile : XIe-XXIe siècles : histoire et légendes 2006.
402. 1 2  Ash 1995; Faas 2005; Vryonis 1971.
403. ↑  Davidson 1983.
404. ↑  Ash 1995
405. ↑  Davidson 2014
406. ↑  Dalby et al. 2013
407. ↑  Faas 2005; Vryonis 1971; Salaman 1986.
408. ↑  Halsall، Paul (يناير 1996). "Medieval Sourcebook: Liutprand of Cremona: Report of his Mission to Constantinople". Internet History Sourcebooks Project. Fordham University. مؤرشف من الأصل في 2014-10-17. اطلع عليه بتاريخ 2016-06-25.
409. ↑  Jayyusi & Marín 1994.
410. ↑  Perry، Charles (31 أكتوبر 2001). "The Soy Sauce That Wasn't". Los Angeles Times. مؤرشف من الأصل في 2017-10-12. اطلع عليه بتاريخ 2016-06-25.
411. ↑  Book of the Eparch 19, as quoted in Dalby 1996، "Biscuits from Byzantium", p. 196.
412. ↑  Kiple 2007.
413. ↑  Dawkins 1910.
414. ↑  Millar 2006.
415. ↑  Bryce 1901; McDonnell 2006; Millar 2006; Oikonomides 1999.
416. ↑  Oikonomides 1999.
417. ↑  Clackson 2011، صفحة 560.
418. ↑  The Inheritance of Rome, Chris Wickham, Penguin Books Ltd. 2009, (ردمك 978-0-670-02098-0) (p. 90).
419. ↑  Apostolides 1992; Wroth 1908
420. ↑  Sedlar 1994.
421. ↑  Harris 2014
422. ↑  Beaton 1996; Jones 1986; Versteegh 1977.
423. ↑  Campbell 2000; Hacikyan et al. 2002
424. ↑  Baynes 1907; Gutas 1998; Comrie 1987.
425. ↑  Runciman 1993، صفحة 232.
426. ↑  Beckwith 1993; Halsall 1998; Oikonomides 1999.
427. ↑  Kaldellis 2007; Nicol 1993.
428. ↑  "Unbekanntes Griechenland: Das besondere Erlebnis" (PDF). Griechenland Aktuell. 13 يناير 2011. ص. 6. مؤرشف من الأصل (PDF) في 2011-11-18. اطلع عليه بتاريخ 2012-05-03.
429. 1 2 3  Kazhdan 1991
430. ↑  
  - Ward-Perkins 2000
  - Bury 2005
  - Gilles 1998
431. ↑  
Squatriti 2002، صفحة 54
432. ↑  Rautman, M.L. p. 77
433. ↑  Ward-Perkins, B. p. 935
434. ↑  
Mordtmann 2012
435. ↑  
Sibley 2009
436. ↑  Kourkoutidou-Nikolaidou & Tourta 1997، صفحة 87.
437. 1 2  Austin 1934.
438. ↑  Kazhdan 1991.
439. ↑  آنا كومنينا, The Alexiad, Book XIV, Chapter IV, translator Elizabeth Dawes
440. ↑  Kazanaki-Lappa 2002.
441. 1 2 3  Cavallo 1997
442. 1 2  
Stephenson 2010
443. ↑  Rautman 2006.
444. 1 2 3  Garland 2006
445. 1 2  Harris 2017
446. ↑  Kazhdan & Epstein 1985، صفحة 10.
447. ↑  Phillips 1985، صفحة 37
448. ↑  Illustrated Encyclopedia of World History 1996، صفحة 2629
449. ↑  Bennett 2013، صفحة 286
450. ↑  Rautman 2006، صفحة 22.
451. ↑  James 2010، صفحة 90.
452. ↑  Rotman 2009، صفحة 66
453. ↑  Ringrose 2007، صفحة 29.
454. ↑  
Rotman 2009
(Nikolaos Linardos (University of Athens),, Mediterranean Chronicle 1 (2011) pp. 281, 282, b) Alice Rio, American Historical Review, Vol. 115, Issue 5, 2010, pp. 1513–1514 نسخة محفوظة 2021-02-25 على موقع واي باك مشين.
455. ↑  Clarence-Smith. W. G. Religions and the abolition of slavery - a comparative approach. https://www.lse.ac.uk/Economic-History/Assets/Documents/Research/GEHN/GEHNConferences/conf10/Conf10-ClarenceSmith.pdf نسخة محفوظة 2020-11-16 على موقع واي باك مشين.
456. ↑  Rodriguez 1997، صفحة 386-387.
457. ↑  Youval Rotman, Byzantine Slavery and the Mediterranean World, Harvard University Press, 2009, pp 101, 102
458. ↑  Zacharia 2008، صفحة 232.
459. ↑  Baynes 1946، صفحة 13–99.
460. ↑  Walter 1968.
461. ↑  Kaldellis 2008
462. ↑  توينبي 2006، صفحة 33.
463. ↑  توينبي 2006، صفحة 39.
464. ↑  Kaledellis 2009، صفحة 114.
465. ↑  Stouraitis 2014، صفحات 176, 177.
466. ↑  James 2010، صفحة 3.
467. ↑  Treadgold 1997، صفحة 570.
468. ↑  Treadgold 1997، صفحة 700.
469. ↑  Mango 2002، صفحة 96.
470. ↑  Levanten Kavramı ve Levantenler üzerine bir inceleme, pg. 345, Raziye OBAN ÇAKICIOĞLU
471. ↑  Cavallo 1997، صفحة 15.
472. ↑  Rautman 2006، صفحة 282: "Unlike the early medieval West, where education took place mainly in monasteries, rudimentary literacy was widespread in Byzantine society as a whole."
473. ↑  Cavallo 1997، صفحة 95.
474. ↑  
موسوعة بريتانيكا/Education
475. ↑  Rautman 2006، صفحة 26.
476. ↑  Herrin & Saint-Guillain 2011، صفحة 111.
477. ↑  Asdrachas 2005، صفحة 8: "On the part of the Ottoman conquerors, already from the early years of the conquest, the word Rum meant at the same time their subjects of the Christian Orthodox faith and also those speaking Greek, as distinct from the neighbouring Albanians or Vlachs. "
478. ↑  Malatras 2011، صفحات 421–2
479. ↑  Ahrweiler & Laiou 1998، صفحات 2–3.
480. ↑  Kaldellis 2007، صفحة 66
481. ↑  Baynes & Moss 1948، "Introduction", p. xx; Ostrogorsky 1969، صفحة 27; Kaldellis 2007، صفحات 2–3; Kazhdan & Constable 1982، صفحة 12.
482. ↑  Kazhdan & Constable 1982، صفحة 12; Runciman 1970، صفحة 14; Kitzinger 1967، "Introduction", p. x: "All through the Middle Ages the Byzantines considered themselves the guardians and heirs of the Hellenic tradition."
483. ↑  Kazhdan & Constable 1982، صفحة 12; Runciman 1970، صفحة 14; Haldon 1999، صفحة 7.
484. ↑  Browning 1992، "Introduction", p. xiii: "The Byzantines did not call themselves Byzantines, but Romaioi—Romans. They were well aware of their role as heirs of the Roman Empire, which for many centuries had united under a single government the whole Mediterranean world and much that was outside it."
485. ↑  Kazhdan & Constable 1982، صفحة 12
486. ↑  Runciman 1985، صفحة 119.
487. 1 2 3  Ahrweiler & Laiou 1998، صفحات vii–viii.
488. 1 2 3  Mango 2002، صفحة 111.
489. ↑  W. Treadgold, A History of the Byzantine State and Society, 144
490. ↑  Laiou & Morisson 2007، صفحات 1, 23–38.
491. ↑  Laiou & Morisson 2007، صفحات 3, 45, 49–50, 231; Magdalino 2002b، صفحة 532.
492. 1 2  Laiou & Morisson 2007، صفحات 90–91, 127, 166–69, 203–04; Magdalino 2002b، صفحة 535.
493. ↑  Matschke 2002، صفحات 805–06.
494. ↑  Laiou 2002b، صفحة 723; Laiou & Morisson 2007، صفحة 13.
495. 1 2  Laiou 2002a، صفحات 3–4; Laiou & Morisson 2007، صفحة 18.
496. 1 2  Grierson 1999.
497. ↑  Morrisson 2007، صفحة 909.
498. ↑  Morrisson 2007، صفحة 910.
499. ↑  Morrisson 2007، صفحة 911.
500. ↑  Morrisson 2007، صفحة 917.
501. ↑  Morrisson 2007، صفحة 918.
502. ↑  Esler 2000، صفحة 1081.
503. ↑  Morrisson 2007، صفحة 919.
504. ↑  Morrisson 2007، صفحة 932.
505. ↑  Morrisson 2007، صفحة 933-934.
506. ↑  Morrisson 2007، صفحة 961.
507. ↑  Morrisson 2007، صفحة 962.
508. ↑  Laiou 2007، صفحة 720.
509. 1 2  Laiou 2007، صفحة 703.
510. ↑  Laiou 2007، صفحة 718.
511. ↑  Laiou 2007، صفحة 723.
512. ↑  Laiou 2007، صفحة 725.
513. ↑  Laiou 2007، صفحة 726.
514. ↑  Norwich 1989، صفحة 158.
515. ↑  Laiou 2007، صفحة 746.
516. ↑  Matschke 2007، صفحة 771.
517. ↑  Matschke 2007، صفحة 772.
518. ↑  Matschke 2007، صفحة 805-806.
519. ↑  History meets palaeoscience 2018.
520. ↑  Lefort 2007، صفحة 232.
521. ↑  Lefort 2007، صفحة 234-235.
522. ↑  Morrisson 2004، صفحة 201-207.
523. ↑  Morrisson 2004.
524. ↑  Cheynet 2006، صفحة 226-228.
525. ↑  Cameron 2009، صفحات 277–81.
526. 1 2 3  Cameron 2009، صفحة 261.
527. 1 2  Joseph 2000، صفحة 7-8
528. ↑  Béhar 1999، صفحة 38; Bideleux & Jeffries 1998، صفحة 71.
529. 1 2  Gallagher، Clarence (2008). The Oxford Handbook of Byzantine Studies. Oxford University Press. ص. 596. ISBN:978-0-19-925246-6.
530. ↑  Dona J. Stewart (2013). The Middle East Today: Political, Geographical and Cultural Perspectives. Routledge. ص. 71. ISBN:978-0-415-78243-2.
531. ↑  Benz 1963، صفحة 176.
532. ↑  Fossier & Sondheimer 1997، صفحة 104.
533. ↑  Gerolymatos 2008.

### المعلومات الكاملة للمراجع